# Liste von Filmen mit homosexuellem Inhalt
Diese Liste enthält Filme mit homosexuellem Inhalt, sei es eine dargestellte Einzelperson in mehr als einer Nebenrolle oder eine gleichgeschlechtliche Begegnung.
| Chronologische Filmliste            |           |           |           |                                      |                                                   |                                                   |                                                   |                                                   |                                                   |                                                   |                               |
| 1910er \|                           | 1920er \| | 1930er \| | 1940er \| | 1950er \|                            | 1960er \|                                         | 1970er \|                                         | 1980er \|                                         | 1990er \|                                         | 2000er \|                                         | 2010er \|                                         | 2020er                        |
| ----------------------------------- | --------- | --------- | --------- | ------------------------------------ | ------------------------------------------------- | ------------------------------------------------- | ------------------------------------------------- | ------------------------------------------------- | ------------------------------------------------- | ------------------------------------------------- | ----------------------------- |
|                                     |           |           |           | 1950 1951 — 1955 1956 1957 1958 1959 | 1960 1961 1962 1963 1964 1965 1966 1967 1968 1969 | 1970 1971 1972 1973 1974 1975 1976 1977 1978 1979 | 1980 1981 1982 1983 1984 1985 1986 1987 1988 1989 | 1990 1991 1992 1993 1994 1995 1996 1997 1998 1999 | 2000 2001 2002 2003 2004 2005 2006 2007 2008 2009 | 2010 2011 2012 2013 2014 2015 2016 2017 2018 2019 | 2020 2021 2022 2023 2024 2025 |
| Literatur \| Siehe auch \| Weblinks |           |           |           |                                      |                                                   |                                                   |                                                   |                                                   |                                                   |                                                   |                               |

## Chronologische Filmliste

### 1910er Jahre
Anders als die Andern (Deutschland 1919) – Regie: Richard Oswald
Eine Erpressungsgeschichte mit tödlichem Ausgang. Der Pionierfilm mit Magnus Hirschfeld gilt als erster Kinofilm, der Homosexualität thematisiert.

### 1920er Jahre
- 1927: Einführung der Listen mit „Don’ts“ und „Be Carefuls“ in der Filmindustrie der Vereinigten Staaten.

Michael (Deutschland 1924) – Regie: Carl Theodor Dreyer
Platonische Liebe eines Künstlers zu seinem Modell.
Parisian Love (Vereinigte Staaten 1925) – Regie: Louis J. Gasnier
Liebesdreieck zwischen einem Dandy (Lou Tellegen), einem attraktiven Einbrecher (Donald Keith) und dessen Freundin (Clara Bow).
Geschlecht in Fesseln (Deutschland 1928) – Regie: Wilhelm Dieterle
Stummfilm u. a. über Sexualität im Männergefängnis
Die Büchse der Pandora (Deutschland 1929) – Regie: Georg Wilhelm Pabst
Gräfin Geschwitz (Alice Roberts) ist die erste auf Film gebannte lesbische Figur.
Der scheintote Chinese (Kurzfilm, Deutschland 1929) – Regie: Lotte Reiniger
Animationskurzfilm, der mit einem Kuss zwischen zwei Männern endet.

### 1930er Jahre
- 1930: Einführung des „Production Code“ (Hays Code) als freiwillige Selbstkontrolle in den Vereinigten Staaten.
- 1934: Gründung der „Production Code Administration“ zur formalen Überwachung in den Vereinigten Staaten.[2]

Mädchen in Uniform (Deutschland 1931) – Regie: Leontine Sagan
In einem preußischen Mädcheninternat vor dem Ersten Weltkrieg verliebt sich die Schülerin Manuela von Meinhardis (Hertha Thiele) in ihre Lehrerin Fräulein von Bernburg (Dorothea Wieck).
Call Her Savage (Vereinigte Staaten 1932) – Regie: Al Boasberg
Western mit einer Szene in einer Schwulenbar.
Draculas Tochter (Dracula’s Daughter) (Vereinigte Staaten 1936) – Regie: Lambert Hillyer
Vampirfilm mit starkem lesbischen Subtext.

### 1940er Jahre
(Quelle:)
Fireworks (Vereinigte Staaten 1947) – Regie: Kenneth Anger
Experimentalfilm homoerotischer Phantasien
Cocktail für eine Leiche (Rope) (Vereinigte Staaten 1948) – Regie: Alfred Hitchcock
Kriminalfilm, dessen zwei Hauptfiguren (das Mörderpaar) (John Dall und Farley Granger) an der Zensur vorbei auf subtile Weise als schwul charakterisiert werden.
Die Reise nach Marrakesch (Deutschland 1949) – Regie: Richard Eichberg
Zwei Damen (gespielt von Maria Holst und Luise Ullrich) aus der Halbwelt geraten in allerlei Verwicklungen: Da die eine in die andere verliebt ist, macht sie deren Geliebten zu ihrem Geliebten. Nachdem er tödlich verunglückt und ihre Freundin mit ihrem Ehemann nach Marrakesch gehen will, tötet sie aus Verzweiflung ihre Freundin.

### 1950er Jahre

#### 1950
Ein Liebeslied (Un chant d’amour) (Kurzfilm, Frankreich 1950) – Regie: Jean Genet
Kurzfilm über zwei Gefängnisinsassen und ihre Versuche zueinander zu kommen.

#### 1951
Olivia (Frankreich 1951) – Regie: Jacqueline Audry
Olivia und Laura besuchen beide ein Mädcheninternat in Frankreich und verlieben sich beide in die Direktorin Mademoiselle Julie. Damit ziehen die beiden den Zorn der Lehrerin Mademoiselle Cara auf sich, die seit langem in die Direktorin verliebt ist.
Basiert auf dem gleichnamigem, autobiografischem Roman der Schriftstellerin Dorothy Bussy.

#### 1955
… denn sie wissen nicht, was sie tun (Rebel Without a Cause) (Vereinigte Staaten 1955) – Regie: Nicholas Ray
Sal Mineo spielt John „Plato“ Crawford, den ersten schwulen Teenager im US-Film.

#### 1956
Anders als die anderen (Tea and Sympathy) (Vereinigte Staaten 1956) – Regie: Vincente Minnelli
Die Geschichte des Internatsschülers Tom Robinson Lee (John Kerr) mit unklarer sexueller Orientierung, dessen Familie versucht, ihn zu einem „richtigen Mann“ zu erziehen.
Wegen des Hays Code wurde die im Theaterstück thematisierte Homosexualität auf ein „Anderssein“ reduziert.

#### 1957
Anders als du und ich (§ 175) (auch: Das dritte Geschlecht) (Deutschland 1957) – Regie: Veit Harlan
Eine Mutter (Paula Wessely) will durch Verkuppelung ihren Sohn (Christian Wolff) vor homosexuellen Einflüssen bewahren.
Die Originalfassung unter dem Titel Das dritte Geschlecht war in Deutschland verboten, wurde aber in Österreich gezeigt. In Deutschland war nur die zensierte Fassung zu sehen.

#### 1958
Die Katze auf dem heißen Blechdach (Cat on a Hot Tin Roof) (Vereinigte Staaten 1958) – Regie: Richard Brooks
Gegenüber dem gleichnamigen Theaterstück aus dem Jahre 1955 sind Hinweise auf die homoerotische Beziehung zwischen Brick Pollitt (Paul Newman) und Skipper nur mehr in Spurenelementen vorhanden, werden aber „nicht durch eine andere kausale Logik ersetzt. Dadurch erscheint das fehlende Verlangen Bricks gegenüber Maggie [Pollitt] (Elizabeth Taylor) völlig unmotiviert. Genauso sonderbar erscheint, warum Brick den Tod seines Freundes Skipper nicht verwindet. Und somit bleibt schließlich doch Raum, um möglicherweise homosexuelle Züge an Brick zu decodieren.“ Die Homosexualität Bricks wird durch die (angebliche) sexuelle Beziehung Maggies zu Skipper kaschiert.
Mädchen in Uniform (Deutschland/Frankreich 1958) – Regie: Géza von Radványi
Neuverfilmung des gleichnamigen Films von 1931 mit Lilli Palmer als Fräulein Elisabeth von Bernburg und Romy Schneider als Manuela von Meinhardis.

#### 1959
Ben Hur (Vereinigte Staaten 1959) – Regie: William Wyler
Monumentalfilm, in dem Stephen Boyd den Freund des Titelhelden spielt, der in Ben Hur heftig verliebt ist.
Basiert auf einer Idee von Drehbuchautor Gore Vidal.
Plötzlich im letzten Sommer (Suddenly, Last Summer) (Vereinigte Staaten 1959) – Regie: Joseph L. Mankiewicz
Mit Hilfe seiner Mutter (Katharine Hepburn) und seiner Cousine (Elizabeth Taylor) als Kupplerin verschafft sich ein junger Dichter Zugang zu gleichaltrigen Männern.

### 1960er Jahre

#### 1960
Der Mann mit der grünen Nelke (The Trials of Oscar Wilde) (Vereinigtes Königreich 1960) – Regie: Ken Hughes
Der Film beginnt mit der Premiere von Lady Windermeres Fächer, Oscar Wildes (hier dargestellt von Peter Finch) Durchbruch als Theaterautor. Der Schwerpunkt liegt auf den drei Gerichtsprozessen im Jahr 1895, an deren Ende Wilde zu zwei Jahren Zuchthaus verurteilt wurde. Der Film endet mit Oscar Wildes Entlassung aus dem Gefängnis und seinem Abschied von seiner Frau und seinen engsten Freunden, bevor er sich ins Exil nach Frankreich begibt.
Oscar Wilde (Vereinigtes Königreich 1960) – Regie: Gregory Ratoff
Der Film behandelt das Leben Oscar Wildes (hier dargestellt von Robert Morley) von seinen ersten Erfolgen als Schriftsteller über seine Beziehung zu Lord Alfred Douglas bis zu seinen Gerichtsprozessen im Jahr 1895, in denen er zu zwei Jahren Zuchthaus verurteilt wird.

#### 1961
Bitterer Honig (A Taste of Honey) (Vereinigtes Königreich 1961) – Regie: Tony Richardson
Jo ist schwanger von dem Matrosen Jimmy. Als Jimmy wieder aufs Meer hinausfährt und sie auf sich alleine gestellt ist, begegnet sie dem schwulen Modestudenten Geoffrey, der bei ihr einzieht und die Vaterrolle für ihr Baby übernimmt. Als Jos Mutter unerwartet zurückkehrt, erkennt Geoffrey, dass für ihn nun kein Platz mehr ist und verlässt Jo.
Murray Melvin gewann für seine Rolle des Geoffrey die Goldene Palme in der Kategorie „Bester Darsteller“ bei den Internationalen Filmfestspielen von Cannes.
Infam (The Children’s Hour) (Vereinigte Staaten 1961) – Regie: William Wyler
Ein von einem Kind in die Welt gesetztes Gerücht zerstört das Leben der Lehrerinnen Karen Wright (Audrey Hepburn) und Martha Dobie (Shirley MacLaine).
Das Mädchen mit den goldenen Augen (La Fille aux yeux d’or) (Frankreich 1961) – Regie: Jean-Gabriel Albicocco
Ein Modefotograf verliebt sich in eine junge Frau, bevor er merkt, dass diese in einer Beziehung mit seiner Geschäftspartnerin lebt.
Der Teufelskreis (Victim) (Vereinigtes Königreich 1961) – Regie: Basil Dearden
Ein uneingestanden schwuler Rechtsanwalt (Dirk Bogarde) verfolgt einen Erpresser, der Homosexuelle bedroht. Es ist der erste englischsprachige Film, der das Wort „homosexual“ benutzte.

#### 1962
Sturm über Washington (Advise & Consent) (Vereinigte Staaten 1962) – Regie: Otto Preminger
Spielfilm über einen jungen US-Senator (Don Murray), der wegen seiner Homosexualität erpresst wird.
Die Verdammten der Meere (Billy Budd) (Vereinigtes Königreich 1962) – Regie: Peter Ustinov
Im Jahr 1791 macht der junge und freundliche Billy Budd (Terence Stamp) auf dem Kriegsschiff Avenger die Matrosen verrückt. Nach dem Roman Billy Budd von Herman Melville.

#### 1963
Alles in allem (À tout prendre) (Kanada 1963) – Regie: Claude Jutra
Autobiografie über den Regisseur, der sich selbst verkörpert. Behandelt wird vor allem seine Beziehung zur Schauspielerin Johanne Harrelle und sein Problem damit, sich seine Homosexualität einzugestehen.
Bis das Blut gefriert (The Haunting) (Vereinigte Staaten 1963) – Regie: Robert Wise
Eine Gruppe soll in einem Spukhaus übernachten um die Existenz von Paranormalität zu beweisen.
Eine der Personen, Theodora, wurde als lesbisch interpretiert, da ihr Verhalten vermuten lässt, dass sie in die Figur Nell verliebt zu sein scheint. Regisseur Wise bestätigte die Homosexualität der Figur viele Jahre später, da eine herausgeschnittene Szene (für die 1960er-Jahre entsprechend diskret) zeigen sollte, wie Theodora gerade von ihrer Liebhaberin verlassen wurde und deswegen Nell verführen will.
Basiert auf dem Roman Spuk in Hill House der Schriftstellerin Shirley Jackson.
Blonde Cobra (Kurzfilm, Vereinigte Staaten 1963) – Regie: Ken Jacobs
Experimenteller, sequentieller Kurzfilm, in dem Jack Smith unter anderem einen Crossdresser und eine lesbische Nonne verkörpert.
Flaming Creatures (Kurzfilm, Vereinigte Staaten 1963) – Regie: Jack Smith
Experimenteller, zusammenhangsloser Film, in dem die Figuren allesamt von Darstellern in Drag gespielt werden, ihre Sexualitäten sind sehr zweideutig ausgelegt.
Scorpio Rising (Kurzfilm, Vereinigte Staaten 1963) – Regie: Kenneth Anger
Experimenteller Kurzfilm, bestehend aus nicht miteinander verbundenen Szenen: im Kern geht es um den jungen Scorpio, der Mitglied in einer Biker-Gang ist, die in einer Sequenz orgienhaft feiert, wobei Homosexualität stark angedeutet wird.

#### 1964
Gastmahl der Liebe (Comizi d’amore) (Dokumentation, Italien 1964) – Regie: Pier Paolo Pasolini
Dokumentation, in der der Regisseur von März bis November 1963 quer durch Italien reiste, um die Menschen an ihrem Arbeitsplatz oder in der Freizeit über die Liebe und ihre sexuellen Vorlieben zu befragen. Auch die Haltung zum Thema Homosexualität kommt dabei immer wieder zur Sprache.
Heimliche Freundschaften (Les Amitiés particulières) (Frankreich 1964) – Regie: Jean Delannoy
Zwei Jungen im Teenageralter verlieben sich in einem katholischen Internat ineinander, was dramatische Verwicklungen auslöst.

#### 1965
Haremde Dört Kadın (Türkei 1965) – Regie: Halit Refiğ
Sadık Paşa ist mit den Frauen Mihrengiz, Gülfem und Şevkidil verheiratet. Şevkidil verliebt sich in Mihrengiz, die ihre Gefühle erwidert, obwohl sie eigentlich in den jungen Cemal verliebt ist.
Horse (Vereinigte Staaten 1965) – Regie: Andy Warhol
Ein Outlaw und ein Sheriff führen miteinander Gespräche, anschließend spielen sie zusammen homoerotisches Strip-Poker. Etwas später gesellt sich ein Freund des Sheriffs zu ihnen.
Utsukushisa to kanashimi to (Japan 1965) – Regie: Masahiro Shinoda
Die 16-jährige Otoko wird von dem viel älteren Toshio schwanger, erleidet aber eine Fehlgeburt, was sie schwer traumatisiert. 24 Jahre später treffen sich die beiden wieder. Otoko lebt nun in einer lesbischen Beziehung und ihre Liebhaberin Keiko schmiedet nach dem Treffen einen Plan: Sie will Toshio verführen, von ihm schwanger werden und das Kind gemeinsam mit Otoko großziehen. Zugleich will sie Toshios Sohn Taichiro ermorden, um sich an Toshio zu rächen.
Basierend auf dem Roman Schönheit und Trauer des Schriftstellers Kawabata Yasunari.
Verdammte, süße Welt (Inside Daisy Clover) (Vereinigte Staaten 1965) – Regie: Robert Mulligan
Die junge Daisy Clover (Natalie Wood) will Schauspielerin werden und wird beim Studioboss Raymond Swan (Christopher Plummer) vorstellig, der sie unter Vertrag nimmt. Sie trifft auf ihren Kollegen Wade Lewis (Robert Redford) und heiratet ihn. Als dieser verschwindet, eröffnet Raymonds Frau Melora ihr, dass Wade homosexuell ist, was zu Daisys Entsetzen von Raymond bestätigt wird.
Basierend auf dem Roman Inside Daisy Clover des Schriftstellers Gavin Lambert.
Widersteh, wenn du kannst (Bus Riley’s Back in Town) (Vereinigte Staaten 1965) – Regie: Harvey Hart
Riley verlässt nach drei Jahren die Navy und ist frustriert, da er keine Arbeit findet. Er ist deshalb erleichtert, als ihm ein älterer Freund eine Arbeit als Bestatter verspricht, allerdings erhält Riley diese doch nicht, da sein Freund von ihm als Gegenleistung sexuelle Dienste erhalten will, was Riley entschieden ablehnt.
Winter Kept Us Warm (Kanada 1965) – Regie: David Secter
Doug Harris und Peter Saridan treffen sich auf der Universität von Toronto und beginnen miteinander eine Freundschaft. Eigentlich ist dies eine homosexuelle Beziehung, allerdings wurde diese bewusst von Secter als Subtext dargestellt, da er befürchtete, durch ein offen schwules Paar das Publikum zu verschrecken.
Dieser Film lief als erste englischsprachige Produktion aus Kanada bei den Internationalen Filmfestspielen von Cannes.

#### 1966
Der junge Törless (Deutschland 1966) – Regie: Volker Schlöndorff
Ein Außenseiter wird Opfer sadistischer Quälereien seiner Mitschüler.
Die Nonne (Suzanne Simonin, la religieuse de Diderot) (Frankreich 1966) – Regie: Jacques Rivette
Suzanne, die uneheliche Tochter einer verarmten Adligen wird um 1760 zum Eintritt ins Kloster gedrängt und ist dort den Grausamkeiten der Oberin ausgesetzt. Nach einem Wechsel des Klosters nimmt sich eine Äbtissin (Liselotte Pulver) der Frau an und beginnt, starke Gefühle für sie zu entwickeln. Als Suzanne diese nicht erwidert und die Annäherungsversuche abwehrt, verfällt die Äbtissin immer mehr dem Wahnsinn.

#### 1967
- Formale Abschaffung des „Hays Code“ in den Vereinigten Staaten.

The Fox (Vereinigte Staaten 1967) – Regie: Mark Rydell
Die Geschichte zweier Frauen, in deren abgeschiedenes Leben ein Mann eindringt.
Spiegelbild im goldenen Auge (Reflections in a Golden Eye) (Vereinigte Staaten 1967) – Regie: John Huston
US-amerikanischer Offizier mit unterdrückten homosexuellen Neigungen (Marlon Brando) erschießt das Objekt seiner Begierde (Robert Forster), als er entdeckt, dass der nicht ihm, sondern seiner Frau (Elizabeth Taylor) nachstellt.
Tanz der Vampire (The Fearless Vampire Killers) (Vereinigte Staaten/Vereinigtes Königreich 1967) – Regie: Roman Polański
Vampir Herbert, Sohn des Grafen von Krolock (Iain Quarrier), ist schwul und freut sich, dass Alfred, der fesche Assistent von Professor Abronsius (Roman Polański), mit auf das Schloss gekommen ist.

#### 1968
Das Doppelleben der Sister George (The Killing of Sister George) (Vereinigte Staaten 1968) – Regie: Robert Aldrich
Die ältere Soapdarstellerin June, von allen George genannt, fürchtet, ihren Job und ihre jüngere Geliebte zu verlieren.
Der Detektiv (The Detective) (Vereinigte Staaten 1968) – Regie: Gordon Douglas
Ein reicher Homosexueller wird Mordopfer, worauf Detective Sergeant Joe Leland (Frank Sinatra) die Ermittlungen aufnimmt. Zunächst wird ein vermeintlicher Täter gefasst und hingerichtet. Bei späteren Ermittlungen in einem anderen Fall gesteht jedoch der wahre Mörder die Tat und seinen Selbstmord auf einem Tonband. Der Täter kann nicht mehr zur Rechenschaft gezogen werden und der unschuldig Hingerichtete wird nicht rehabilitiert.
Flesh (Vereinigte Staaten 1968) – Produzent: Andy Warhol, Regie: Paul Morrissey
Die Sorgen und Nöte des Strichers Joe, seine Familie zu ernähren. Männer und Frauen nehmen seine Dienste in Anspruch. Mit Candy Darling.
Ein Novum im Filmgeschäft: Der Hauptdarsteller Joe Dallesandro läuft den halben Film lang nackt herum.
Jagdszenen aus Niederbayern (Deutschland 1968) – Regie: Peter Fleischmann
Abram (Martin Sperr) kehrt nach einer Strafe wegen § 175 StGB in sein Dorf zurück und wird dort ausgegrenzt und schikaniert.
Der Film gewann 1969 das Filmband in Silber in der Kategorie „Bester abendfüllender Spielfilm“.
Die Pforten des Paradieses (Gates to Paradise) (Vereinigtes Königreich 1968) – Regie: Andrzej Wajda
Die Geschichte eines Kinderkreuzzuges im Jahr 1212 und seines jugendlichen Anführers, auf den sich verschiedene erotische Interessen richten.
Teorema (Italien 1968) – Regie: Pier Paolo Pasolini
Ein gutaussehender Gast (Terence Stamp) in einer mittelständischen Familie hat Beziehungen nicht nur mit den weiblichen Familienangehörigen. Nach seiner Abreise ändert sich das Leben aller.
Zwei Freundinnen (Les Biches) (Frankreich/Italien 1968) – Regie: Claude Chabrol
Lesbische Liebe zwischen der reichen Frédérique (Stéphane Audran) und der armen Why (Jacqueline Sassard).

#### 1969
Asphalt-Cowboy (Midnight Cowboy) (Vereinigte Staaten 1969) – Regie:John Schlesinger
Joe Buck (Jon Voight) kommt nach New York, um als Gigolo Geld zu verdienen, und trifft auf den heruntergekommenen und lungenkranken Schwulen Ratso Rizzo (Dustin Hoffman).
Trotz eines X-Rated-Zertifikats gewann der Film Oscars in mehreren Kategorien, wodurch er filmhistorisch betrachtet einmalig ist.
Liebende Frauen (Women in Love) (Vereinigtes Königreich 1969) – Regie: Ken Russell
Im England der 1920er-Jahre verlieben sich die beiden Freunde Rupert und Gerald in die beiden Schwestern Gudrun und Ursula. Aber Rupert ist auch in Gerald verliebt und langsam kommen die beiden sich näher.
Basierend auf dem gleichnamigen Roman von D. H. Lawrence aus dem Jahr 1920.
Monique (Vereinigtes Königreich 1969) – Regie: John Bown
Die Geschichte eines bisexuellen französischen Au pair-Mädchens.
Pfahl in meinem Fleisch (Bara no Sōretsu) (Japan 1969) – Regie: Toshio Matsumoto
Neufassung der Ödipus-Sage um Transvestiten in Tokio.
Schwestern der Revolution (Deutschland 1969) – Regie: Rosa von Praunheim
Avantgardefilm über eine homosexuelle Aktionsgruppe, die sich Schwestern der Revolution nennt und für die Rechte der Frauen kämpft.
Ein Stall voll süßer Bubis (The Gay Deceivers) (Vereinigte Staaten 1969) – Regie: Bruce Kessler
Danny und Elliot wollen nicht zum Armee-Dienst eingezogen werden. Deshalb geben sie vor, ein schwules Paar zu sein. Um bei den Kontrollen nicht aufzufallen, ziehen sie in ein Haus, wo viele andere Schwule wohnen und lernen diese näher kennen.
Unter der Treppe (Staircase) (Vereinigtes Königreich 1969) – Regie Stanley Donen
Rex Harrison und Richard Burton spielen in dem Film, entstanden nach dem gleichnamigen Theaterstück von Charles Dyer, ein alterndes, schwules Paar, das sich gegenseitig permanent anzickt und doch nicht voneinander lassen kann.
Der Film überrascht mit seiner Besetzung: Zwei eher als Frauenhelden bekannte Schauspieler spielen die schwulen Hauptrollen.

### 1970er Jahre

#### 1970
Das Bildnis des Dorian Gray (Dorian Gray) (Vereinigtes Königreich/Italien/Deutschland 1970) – Regie: Massimo Dallamano
Verfilmung des Oscar-Wilde-Romans Das Bildnis des Dorian Gray mit Helmut Berger als Titelfigur.
Neben einer lesbischen Nebenhandlung gab es auch mehrere Szenen, die Dorian Gray als homosexuell darstellen, die jedoch größtenteils der Zensur zum Opfer fielen.
Edward II (Vereinigtes Königreich 1970) – Regie: Richard Marquand, Toby Robertson
Nach einem Drama von Christopher Marlowe um den homosexuellen englischen König Edward II. mit Ian McKellen als König Edward.
Dieser Fernsehfilm zeigte den ersten schwulen Kuss der britischen Fernsehgeschichte.
Gruft der Vampire (The Vampire Lovers) (Vereinigtes Königreich 1970) – Regie: Roy Ward Baker
Gruselfilm nach Joseph Sheridan Le Fanu mit einem lesbischen Vampir als Hauptfigur.
Die Harten und die Zarten (The Boys in the Band) (Vereinigte Staaten 1970) – Regie: William Friedkin
Porträt einer Gruppe schwuler Freunde in New York, die sich auf einer Geburtstagsfeier treffen.
Nach dem Broadwaystück Boys in the Band von Mart Crowley aus dem Jahr 1968. Erstmals bestand das gesamte Personal eines Films aus schwulen Rollen.
Im Jahr 2011 erschien die Dokumentation „Making the Boys“ über die Entstehung des Films und im Jahr 2020 erschien das Remake The Boys in the Band.
Myra Breckinridge – Mann oder Frau? (Myra Breckinridge) (Vereinigte Staaten 1970) – Regie: Michael Sarne
Die Geschichte einer Transfrau (dargestellt von Raquel Welch), nach einem Roman von Gore Vidal.
 Das Privatleben des Sherlock Holmes (The Private Life of Sherlock Holmes) (Vereinigtes Königreich 1970) – Regie: Billy Wilder
Kriminalkomödie mit Robert Stephens und Colin Blakely, in der Sherlock Holmes sich gegenüber einer fortpflanzungsinteressierten Dame (Tamara Toumanova) damit herausredet, er habe eine homoerotische Beziehung mit seinem Freund Dr. Watson. Dieser ist empört, als er später davon hört.
Something for Everyone (Vereinigte Staaten 1970) – Regie: Harold Prince
Schwarze Kriminalkomödie über einen bisexuellen jungen Butler (Michael York), der im Hause einer österreichischen Grafenfamilie unter anderem eine Affäre mit deren schwulem Sohn beginnt.
Tschaikowsky – Genie und Wahnsinn (The Music Lovers) (Vereinigtes Königreich 1970) – Regie: Ken Russell
Collagen-artiger Film über das Leben des homosexuellen Komponisten Peter Tschaikowsky.

#### 1971
Die Freunde (Les amis) (Frankreich 1971) – Regie: Gérard Blain
Paul führt eine Beziehung zum deutlich älteren Philippe. Selbst als Paul sich in eine Frau verliebt, diese Liebe jedoch nicht erwidert wird, steht Philippe ihm zur Seite. Als Philippe bei einem Autounfall stirbt, darf Paul sich nicht als sein Liebhaber zu erkennen geben und so bleibt nur die Erinnerung an die gemeinsame Zeit.
James Bond 007 – Diamantenfieber (Diamonds Are Forever) (Vereinigtes Königreich 1971) – Regie: Guy Hamilton
Film aus der James-Bond-Reihe: Zwei Auftragskiller (die im Film als schwules Paar dargestellt werden) ermorden alle an einer Diamantenschmuggel-Kette Beteiligten. Nachdem James Bond (Sean Connery) die Fährte aufnimmt, versuchen sie, auch ihn umzubringen.
Umberto Eco kam 2003 in einer Strukturanalyse von Flemings James-Bond-Romanen zum Schluss, dass die Bösewichte generell asexuell oder homosexuell, erfindungsreich, organisatorisch raffiniert und vermögend sind.
Menschen hinter Gittern (Fortune and Men’s Eyes) (Kanada/Vereinigte Staaten 1971) – Regie: Harvey Hart, Jules Schwerin
Gefängnisfilm mit einer Reihe von homosexuellen Charakteren.
Tod in Venedig  (Morte a Venezia) (Italien 1971) – Regie: Luchino Visconti
Der Komponist Aschenbach verliebt sich auf einer Erholungsreise nach Venedig in den polnischen Jungen Tadzio. – Nach der gleich betitelten Erzählung von Thomas Mann.
Nicht der Homosexuelle ist pervers, sondern die Situation, in der er lebt (Deutschland 1971) – Regie: Rosa von Praunheim
Daniel kommt aus der Provinz nach Berlin und lernt dort das schwule Leben der Großstadt kennen. Dabei wird ihm bewusst, dass er sich politisch engagieren muss, um Dinge zu verändern.
Die Uraufführung des Films bei den Internationalen Filmfestspielen von Berlin im Jahr 1971 gilt als Auslöser der modernen Lesben- und Schwulenbewegung in Deutschland. Bei der Erstausstrahlung in der ARD im Januar 1973 schaltete sich der Bayerische Rundfunk aus dem Sendeverbund aus und sendete ein Ersatzprogramm. 
Pink Narcissus (Vereinigte Staaten 1971) – Regie: James Bidgood
Ein schwuler Junge gibt sich seinen narzisstischen Träumereien hin.
Some of My Best Friends Are… (Vereinigte Staaten 1971) – Regie: Mervyn Nelson
Am Heiligabend 1971 feiern die Stammgäste der New Yorker Schwulenbar „The Blue Jay“ gemeinsam Weihnachten und sprechen über ihre Leben und ihre Beziehungen.
Sunday, Bloody Sunday (Vereinigtes Königreich 1971) – Regie: John Schlesinger
Dreieckstragödie zwischen der Arbeitsberaterin Alex Greville (Glenda Jackson), dem bisexuellen Künstler Bob Elkin (Murray Head) und dem Mediziner Dr. Daniel Hirsh (Peter Finch).

#### 1972
Cabaret (Vereinigte Staaten 1972) – Regie: Bob Fosse
Der Student Brian Roberts (Michael York) ist mit der Tänzerin Sally Bowles (Liza Minnelli) liiert. Beide werden zum Objekt der Begierde des bisexuellen reichen Baron von Heune (Helmut Griem).
Damals im Sommer (That Certain Summer) (Vereinigte Staaten 1972) – Regie: Lamont Johnson
Einer der ersten US-amerikanischen Fernsehfilme mit homosexueller Thematik. Die Geschichte eines Teenagers (Scott Jacoby), dessen geschiedener Vater (Hal Holbrook) homosexuell ist.
Der Film gewann den Golden Globe als bester TV-Film.
Die bitteren Tränen der Petra von Kant (Deutschland 1972) – Regie: Rainer Werner Fassbinder
Die erfolgreiche, aber verbitterte Modedesignerin Petra von Kant (Margit Carstensen) verliebt sich in die arme Karin (Hanna Schygulla).
Ludwig II. (Ludwig) (Frankreich/Italien/Deutschland 1972) – Regie: Luchino Visconti
Über das Leben des nach Quellenlage (Tagebucheinträge, Briefe etc.) schwulen Königs Ludwig II. von Bayern (Helmut Berger).
Der Film wurde nach einmaliger Aufführung wegen politischer Proteste aus Bayern aufgrund der gezeigten Homosexualität Ludwigs um eine Dreiviertelstunde gekürzt. Eine weitere Kürzung konnte der Regisseur gerichtlich verhindern. 1980 wurde eine vollständige Fassung wiederhergestellt und ist seit dem Jahr 2000 auf DVD erhältlich.
Pink Flamingos (Vereinigte Staaten 1972) – Regie: John Waters
Wegen seiner Sex- und Gewaltdarstellungen umstrittener Exploitationfilm mit der Dragqueen Divine in der Hauptrolle. 2021 wurde der „Meilenstein des Shock Cinema“ in das National Film Registry aufgenommen.
X, Y und Zee (Zee and Co.) (Vereinigtes Königreich 1972) – Regie: Brian G. Hutton
Eine betrogene Ehefrau (Elizabeth Taylor) versucht die Affäre ihres Mannes (Michael Caine) zu sabotieren, indem sie selbst mit der Geliebten (Susannah York) ins Bett geht.

#### 1973
Im Reservat (Deutschland 1973) – Regie: Peter Beauvais
Der schwule Alfred (Wolfgang Kieling) lebt zusammen mit einer einsamen alten Dame (Johanna Hofer) in ihrer Wohnung in einem Abrisshaus in Berlin. Eines Tages steht die Tochter (Rosemarie Fendel) der alten Dame vor der Tür und will ihre Mutter ins Heim bringen.
Score (Vereinigte Staaten 1973) – Regie: Radley Metzger
Das Ehepaar Elvira und Jack lebt in der amerikanischen Provinz. Auf der Suche nach sexuellen Abenteuern begegnen sie dem frisch verheirateten Paar Betsy und Eddie, das sie verführen. Bei einem abendlichen Treffen führen Marihuana und unterschiedlichste Verkleidungen (Modell, Nonne, Cowboy und Seemann) zu doppelten homosexuellen Kontakten.
Der Film erschien in zwei unterschiedlich expliziten Versionen, um es den Kinobetreibern zu ermöglichen, die Vorführung an ihre Zielgruppe anzupassen, und ist ein klassischer Vertreter des Porno Chic.
Tatort: Ein ganz gewöhnlicher Mord (Deutschland 1973) – Regie: Dieter Wedel
Fernsehfilm der Reihe Tatort: Das spätere Opfer (Günter Strack) sucht stark angetrunken die Nähe zu einem Mann und seine Homosexualität wird angedeutet. Das Mordopfer wird von einem der drei Täter als „vermutlich homosexuell“ bezeichnet. Als Schimpfwörter werden „Stricher“ und „schwule Sau“ verwendet.
Die Zärtlichkeit der Wölfe (Deutschland 1973) – Regie: Ulli Lommel
Der Film basiert frei auf der Geschichte des schwulen Serienmörders Fritz Haarmann, spielt aber in Bochum in der Zeit nach dem Zweiten Weltkrieg. Haarmann wird dargestellt von Kurt Raab; in einer weiteren Rolle erscheint Rainer Werner Fassbinder, der den Film auch produziert hat.

#### 1974
Emanuela (Frankreich 1974) – Regie: Just Jaeckin
Die Diplomatengattin Emmanuelle (in der deutschen Übersetzung Emanuela, dargestellt von Sylvia Kristel), erlebt in Thailand zahlreiche sexuelle Abenteuer, auch mit Frauen.
Ich, du, er, sie (Je tu il elle) (Belgien 1974) – Regie: Chantal Akerman
Nachdem sich Julie tagelang allein in einem Zimmer isoliert hat, macht sie sich per Anhalter auf den Weg, verbringt einen Abend mit einem Lastwagenfahrer und erreicht schließlich die Wohnung einer Freundin. Zunächst bittet sie nur um Essen, doch dann verbringen beide eine Liebesnacht miteinander.
Der Film enthält eine der ersten expliziten lesbischen Liebesszenen und gilt als Meilenstein der lesbischen Filmgeschichte, auch wenn die Regisseurin aus Angst vor Stereotypen die Kategorisierung verweigerte.
A Very Natural Thing (Vereinigte Staaten 1974) – Regie: Christopher Larkin
Während der junge Ex-Mönch David (Robert McLane) seine Romanze mit Mark (Curt Gareth) als monogame Partnerschaft begreift, strebt dieser eine offene Beziehung an. Die Verbindung der beiden scheitert an der Diskrepanz ihrer Beziehungsideale. Nach einer Zeit des Alleinlebens lernt David den Fotografen Jason (Bo White) kennen, mit dem er seine Vorstellungen einer romantischen Beziehung leben kann.
Als einer der ersten Mainstream-Filme schildert der Film schwule Verbindungen als vollwertige, natürliche und echte Liebesbeziehungen.

#### 1975
Anna und Edith (Deutschland 1975) – Regie: Gerrit Neuhaus
Anna und Edith sind Kolleginnen in einer Versicherung. Langsam verlieben sich die beiden und werden ein Paar.
Faustrecht der Freiheit (Deutschland 1975) – Regie: Rainer Werner Fassbinder
Franz „Fox“ Biberkopf (Rainer Werner Fassbinder), ein arbeitsloser Schausteller, wird durch Max (Karlheinz Böhm) in eine Runde vornehmer Schwuler eingeführt. Dort lernt er Eugen (Peter Chatel), Sohn einer bankrotten Unternehmerfamilie, kennen und sie verlieben sich. Sie nehmen sich zusammen eine Wohnung, die vom kultivierten Eugen und auf Kosten von Franz, der gerade im Lotto gewonnen hat, eingerichtet wird.
Hundstage (Dog Day Afternoon) (Vereinigte Staaten 1975) – Regie: Sidney Lumet – Oscar an Frank Pierson für Bestes Original-Drehbuch
Sonny Wortzig (Al Pacino) initiiert einen Banküberfall, um seinem transgeschlechtlichen Freund Leon (Chris Sarandon) eine Operation zu zahlen. Es läuft nicht alles wie geplant, und es kommt zur Geiselnahme. Nach einer wahren Begebenheit.
Nach dem Drehbuch sollte Pacino einen Mann küssen. Pacino weigerte sich und das Buch wurde umgeschrieben.
The Rocky Horror Picture Show (Vereinigte Staaten 1975) – Regie: Jim Sharman
Verfilmung des Musicals The Rocky Horror Show von Richard O’Brien mit Tim Curry in der Rolle des außerirdischen Transvestiten Dr. Frank-N-Furter.
Wie man sein Leben lebt (The Naked Civil Servant) (Vereinigtes Königreich 1975) – Regie: Jack Gold
Film über das Leben von Quentin Crisp (John Hurt).
John Hurt selbst fand nach seiner exzellenten, expliziten Darstellung eines Homosexuellen im britischen Fernsehen zunächst weniger neue Engagements. Im Jahr 2009 spielte Hurt nochmal die Rolle des Quentin Crisp im Film An Englishman in New York.

#### 1976
Das Bildnis des Dorian Gray (The Picture of Dorian Gray) (Vereinigtes Königreich 1976) – Regie: John Gorrie
Verfilmung des Oscar-Wilde-Romans Das Bildnis des Dorian Gray, die auch die homosexuellen Beziehungen Dorian Grays andeutet.
Car Wash – Der ausgeflippte Waschsalon (Car Wash) (Vereinigte Staaten 1976) – Regie: Michael Schultz
Dragqueen Lindy (Antonio Fargas) arbeitet in einer Autowaschanlage.
Der Fangschuß (Deutschland/Frankreich 1976) – Regie: Volker Schlöndorff
Folgen einer Zurückweisung einer Frau (Margarethe von Trotta) durch einen Mann (Matthias Habich), der mit ihrem Bruder (Rüdiger Kirschstein) verbunden ist, vor dem Hintergrund des russischen Bürgerkrieges.
Deutscher Filmpreis für die beste Regie.
Je t’aime (Je t’aime moi non plus) (Frankreich 1976) – Regie: Serge Gainsbourg
In der Einöde irgendwo in den USA besuchen die Müllwagenfahrer Krassky (Joe Dallesandro) und Padovan (Hugues Quester) immer wieder eine heruntergekommene Raststube, in welcher die knabenhafte Johnny (Jane Birkin) arbeitet. Zwischen Krassky und Johnny entwickelt sich eine leidenschaftliche Liebesaffäre, wobei sie die wachsende Eifersucht Padovans übersehen, bis es zur dramatischen Eskalation kommt.
Während die Beziehung zwischen den beiden Männern nur angedeutet wird, erregte Gainsbourg sieben Jahre nach Je t’aime … moi non plus (welches auch als Filmmusik vorkommt) mit den freizügigen und teils deftigen Liebesszenen von Johnny und Krassky erneut Aufsehen.
Johan (Frankreich 1976) – Regie: Philippe Vallois
Quasi-dokumentarische Darstellung der schwulen Szene im Paris der 1970er Jahre.
Obwohl der Film vor der Freigabe schon um einige Szenen gekürzt wurde, kam er nur zensiert in die Kinos. Durch einen Zufallsfund erhielt 1996 das Französische Filmarchiv die unzensierte Version des Films.
Sebastiane (Vereinigtes Königreich 1976) – Regie: Derek Jarman
Martyrium des Hl. Sebastian (schwule Version) in lateinischer Sprache mit Untertiteln.
We Were There (Dokumentation, Vereinigte Staaten 1976) – Regie: Pat Rocco
Dokumentarfilm über die Gay Pride Feiern in San Francisco und Los Angeles 1976

#### 1977
Alexander: The Other Side of Dawn (Vereinigte Staaten 1977) – Regie: John Erman
Ein weiterer früher US-amerikanischer Fernsehfilm mit homosexueller Thematik. Die Geschichte eines Strichjungen (Leigh McCloskey) in Hollywood.
Ausgeflippt (Outrageous!) (Kanada 1977) – Regie: Richard Benner
Ein Travestiekünstler (Craig Russell) und eine schizophrene Frau meistern gemeinsam das Leben.
Bei den Internationalen Filmfestspielen Berlin 1978 wurde Craig Russell für seine Leistung als bester Darsteller ausgezeichnet.
Ein besonderer Tag (Una giornata particolare) (Italien 1977) – Regie: Ettore Scola
Rom am 6. Mai 1938: Adolf Hitler stattet Benito Mussolini einen Staatsbesuch ab. Die Hausfrau Antonietta (Sophia Loren) lernt den schwulen Radiosprecher Gabriele (Marcello Mastroianni) kennen und flirtet mit ihm. Er wird am Ende des Films von der Polizei abgeholt und nach Sardinien deportiert.
Der Film erhielt zahlreiche Auszeichnungen, darunter 1978 einen Golden Globe als Bester fremdsprachiger Film.
Die Konsequenz (Deutschland 1977) – Regie: Wolfgang Petersen
Der 16-jährige Thomas (Ernst Hannawald) und der frühere Gefangene Martin Kurath (Jürgen Prochnow) verlieben sich. Als sie verraten werden, lassen seine Eltern Thomas in eine Erziehungsanstalt einweisen.
Bei der Erstausstrahlung in der ARD schaltete sich der Bayerische Rundfunk aus dem Sendeverbund aus und sendete ein Ersatzprogramm. Wolfgang Petersen und Alexander Ziegler (Drehbuch) erhielten 1978 den Grimme-Preis mit Bronze.
Warum nicht! (Pourquois pas!) (Frankreich 1977) – Regie: Coline Serreau
Spielfilm über das Zusammenleben eines schwulen Mannes (Sami Frey), eines bisexuellen Mannes (Mario Gonzáles) und einer heterosexuellen Frau (Christine Murillo).

#### 1978
Gay USA (Dokumentation, Vereinigte Staaten 1978) – Regie: Arthur J. Bressan Jr.
Dokumentation über die Schwulen- und Lesbenbewegung in den Vereinigten Staaten
Ein Käfig voller Narren (La Cage aux Folles) (Italien/Frankreich 1978) – Regie: Édouard Molinaro
Der Sohn (Rémi Laurent) des Nachtclubbesitzers Renato Baldi (Ugo Tognazzi) will die Tochter eines konservativen Politikers (Michel Galabru) heiraten. Renato und sein Partner, der Travestiestar Albin Mougeotte (Michel Serrault), sind gezwungen, eine heterosexuelle Beziehung zu präsentieren.
Liebe vor Gericht (A Question of Love) (Vereinigte Staten 1978) – Regie: Jerry Thorpe
Auf einer wahren Geschichte basierender Fernsehfilm, der den Kampf einer Mutter um das Sorgerecht zeigt, nachdem ihr Ex-Mann herausgefunden hat, dass sie in einer lesbischen Beziehung lebt.
Nachtfalken (Nighthawks) (Vereinigtes Königreich 1978) – Regie: Ron Peck
In der homophoben Gesellschaft der späten 1970er-Jahre ist ein Londoner Lehrer gezwungen, seine Homosexualität zu verbergen. Nur nachts kann er seine wahre Identität leben.
Schöner Gigolo, armer Gigolo (Deutschland 1978) – Regie: David Hemmings
Hermann Kraft (David Hemmings), schließt sich in der Weimarer Republik den Nazis an. Sein Geliebter Otto (Werner Pochath) ist eifersüchtig auf Hermanns Interesse an Paul (David Bowie) und schlägt Paul die Nase blutig. Obwohl seine Homosexualität ein offenes Geheimnis ist, versucht Hermann sie zu verbergen.
Marlene Dietrich ist als „Baroness von Semering“ in ihrer letzten Spielfilmrolle zu sehen.
Das verrückte California-Hotel (California Suite) (Vereinigte Staaten 1978) – Regie: Herbert Ross
Michael Caine spielt Sidney Cochran, den schwulen Ehemann des Filmstars Diana Barrie (Maggie Smith).
Word is Out (Dokumentation, Vereinigte Staaten 1978) – Regie: Rob Epstein
Dokumentarfilm über die schwule Befreiungsbewegung der 1970er Jahre.
You Are Not Alone (Du er ikke alene) (Dänemark 1978) – Regie: Lasse Nielsen
In einem Internat entwickelt sich zwischen dem pubertierenden Sohn des Schulleiters (Ove Sprogøe) und dem etwa zwei Jahre älteren Schüler Bo eine homoerotische Beziehung.

#### 1979
Das Ende des Regenbogens (Deutschland 1979) – Regie: Uwe Frießner
Der 17-jährige Stricher Jimmi (Thomas Kufahl) findet keinen anständigen Job. Durch einen Zufall landet er in einer Wohngemeinschaft, die ihm Unterschlupf geben will.
Ausgezeichnet mit zwei Bundesfilmpreisen (darunter das Filmband in Gold an Thomas Kufahl für seine darstellerischen Leistungen) und Film des Monats der Jury der Evangelischen Filmarbeit.
Ernesto (Italien/Spanien/Deutschland 1979) – Regie: Salvatore Samperi
Triest, 1911: Bei der Arbeit lernt der 17-jährige Ernesto einen älteren Mann kennen. Er durchschaut sofort, dass dieser ein sexuelles Interesse an ihm hat. Nach dem Besuch bei einer Prostituierten beendet er die Affäre. Doch dann lernt Ernesto Emilio und seine Schwester Rachel kennen, die sich beide in ihn verlieben.
Die geheimnisvolle Sekte (Écoute voir) (Frankreich 1979) – Regie: Hugo Santiago
Catherine Deneuve als lesbische Privatdetektivin, die stark an Humphrey Bogart erinnert.
Manhattan (Vereinigte Staaten 1979) – Regie: Woody Allen
Jill (Meryl Streep) verlässt Isaac Davis (Woody Allen) wegen einer anderen Frau.
Vergiß Venedig (Dimenticare Venezia) (Italien 1979) – Regie: Franco Brusati
Der 50-jährige Nicky (Erland Josephson) besucht mit seinem Liebhaber und Geschäftspartner seine Schwester im elterlichen Haus auf dem Lande in Italien.
Wir waren ein Mann (Nous étions un seul homme) (Frankreich 1979) – Regie: Philippe Vallois
Im Zweiten Weltkrieg wird in Frankreich ein schwer verletzter deutscher Soldat von einem Franzosen gefunden und abgeschieden von der Zivilisation gesund gepflegt. Nach seiner Genesung bleibt er bei seinem Retter und verliebt sich in ihn.

### 1980er Jahre

#### 1980
Cruising (Vereinigte Staaten 1980) – Regie: William Friedkin
Thriller mit Al Pacino als Undercover-Cop Steve Burns, der in der New Yorker S/M- und Lederschwulenszene einen Serienmörder jagt.
Dem Kinostart folgten massive Proteste wegen der stereotypen Darstellung schwulen Lebens. Auch das offene Ende und der überraschende Mord am Nachbarsjungen – einem Sympathieträger in der Geschichte – trugen zur Kontroverse um den Film bei.
Noch ein Käfig voller Narren (La Cage aux folles II) (Frankreich/Italien 1980) – Regie: Édouard Molinaro
Fortsetzung von Ein Käfig voller Narren.
Supersound und flotte Sprüche (Can’t Stop the Music) (Vereinigte Staaten 1980) – Regie: Nancy Walker
Musik-Komödie über die fiktive Entstehungsgeschichte der Village People, wobei diese trotz mehrerer homoerotischer Szenen (beispielsweise machen sie mit leichtbekleideten Männern Sport und duschen anschließend zusammen) als heterosexuelle Frauenschwärme dargestellt werden.
Die Produktion gewann die erste Goldene Himbeere für den „Schlechtesten Film“.
Taxi zum Klo (Deutschland 1980) – Regie: Frank Ripploh
Liebesgeschichte zwischen dem Lehrer Frank und seinem Freund Bernd.

#### 1981
Zorro mit der heißen Klinge (Zorro, the gay blade) (Vereinigte Staaten 1981) – Regie: Peter Medak
Mit George Hamilton als Zorro und dessen schwulem Zwillingsbruder Bunny Wigglesworth, der für den verletzten Helden einspringt.

#### 1982
Making Love (Vereinigte Staaten 1982) – Regie: Arthur Hiller
Der Arzt Zack (Michael Ontkean) entdeckt seine unterdrückte Liebe zu einem Mann (Harry Hamlin).
 Making Love gilt als der erste US-amerikanische Film, in dem ein gleichgeschlechtliches Paar ein Happy End erlebt.
Personal Best (Vereinigte Staaten 1982) – Regie: Robert Towne
Die bisexuelle Chris bereitet sich auf die Olympischen Spiele vor. Ausgerechnet ihre Freundin wird zur stärksten Konkurrenz. Mit Mariel Hemingway.
Querelle (Deutschland 1982) – Regie: Rainer Werner Fassbinder
Nach dem gleichnamigen Roman von Jean Genet.
Victor/Victoria (Vereinigte Staaten 1982) – Regie: Blake Edwards
Victoria Grant (Julie Andrews) wird von einem schwulen Freund dazu überredet, sich als (männlicher) Travestiekünstler auszugeben. Ein Gangsterboss verliebt sich in sie und gerät in Verdacht schwul zu sein.
Komödie, Neuverfilmung von Viktor und Viktoria (Deutschland 1933)
Zwei irre Typen auf heißer Spur (Partners) (Vereinigte Staaten 1982) – Regie: James Burrows
Nach einer Mordserie an Schwulen ermittelt der heterosexuelle Polizist Benson (Ryan O’Neal) gemeinsam mit dem homosexuellen Kerwin (John Hurt). Die Handlung wird getragen durch die Entwicklung des Ermittler-Duos Benson und Kerwin von anfänglicher Skepsis, über Annäherung und Freundschaft am Ende. Ab und an wird ein Klischee für Schwule verwendet. Schwule sind aber nicht Täter, Selbstmörder oder das Problem und werden meist wertschätzend dargestellt.

#### 1983
Abuse (Vereinigte Staaten 1983) – Regie: Arthur J. Bressan Jr.
Der Teenager Thomas wird von seinen Eltern regelmäßig brutal verprügelt. Als er einen Regisseur kennenlernt, der eine Dokumentation über missbrauchte Kinder dreht, verlieben sich die beiden ineinander. Thomas’ älterer Freund muss sich entscheiden, ob er mit ihm untertaucht oder ob er weiter seine Karriere verfolgt und zulässt, dass Thomas weiterhin brutal verprügelt wird.
Begierde (The Hunger) (Vereinigte Staaten 1983) – Regie: Tony Scott
Lesbische Liebe zwischen der Vampirin Miriam Blaylock (Catherine Deneuve) und der Ärztin Sarah Roberts (Susan Sarandon). Miriams Partner John spielte David Bowie.
Drifting (Nagu’a) (Israel 1983) – Regie: Amos Guttman
Der schwule Regisseur Robi (Jonathan Sagall) befindet sich mitten in einer Identitätskrise.
Lianna (Vereinigte Staaten 1983) – Regie: John Sayles
Eine unglücklich verheiratete Frau hat eine Affäre mit einer College-Professorin und begibt sich auf den holprigen Weg der Selbsterkenntnis und Scheidung.
Silkwood (Vereinigte Staaten 1983) – Regie: Mike Nichols
Karen Silkwood (Meryl Streep) untersucht Vertuschungen in einer Brennelementefabrik. Mit einer intelligent eingebauten Lovestory mit Dolly Pelliker (Cher).
Der vierte Mann (De vierde man) (Niederlande 1983) – Regie: Paul Verhoeven
Gerard Reve (Jeroen Krabbé), ein schwuler katholischer Schriftsteller, gerät in die Fänge einer mörderischen Witwe.
Windhunde (Streamers) (Vereinigte Staaten 1983) – Regie: Robert Altman
Vier junge Rekruten sollen in den Vietnamkrieg. Einer von ihnen ist homosexuell, was zu großen Diskussionen führt. Mit Matthew Modine und Mitchell Lichtenstein.
Yentl (Vereinigte Staaten 1983) – Regie & Hauptdarstellerin: Barbra Streisand
Das Mädchen Yentl gibt fürs Talmud-Studium vor, ein Junge namens Anshel zu sein. Haddas, die Angebetete ihres Freundes, verliebt sich in Anshel, und er/sie heiratet Haddas sogar, damit es kein anderer tun kann.

#### 1984
Another Country (Vereinigtes Königreich 1984) – Regie: Marek Kanievska
Auf einem englischen Elite-Internat der 1930er Jahre findet Homosexualität nur heimlich im Verborgenen statt. Als Guy Bennett (Rupert Everett) sich in James Harcourt (Cary Elwes) verliebt, kommt es zu Repressalien.
Der Film basiert auf dem gleichnamigen Theaterstück von Julian Mitchell, das frei auf dem Leben von Guy Burgess basiert. In einer weiteren Rolle spielt Colin Firth.
Before Stonewall (Before Stonewall: The Making of a Gay and Lesbian Community) (Dokumentation, Vereinigte Staaten 1984) – Regie: John Scagliotti, Greta Schiller, Robert Rosenberg
Dokumentarfilm mit Archivmaterial, Filmausschnitten und persönlichen Erinnerungen, welcher die Geschichte der Gay-Community vor dem Stonewall-Aufstand betrachtet.
Horror vacui (Deutschland 1984) – Regie: Rosa von Praunheim
Der schwule Student Frank (Folkert Milster) gerät in die Fänge der Sekte von Madame C (Lotti Huber), die den Optimalen Optimismus lehrt. Sein Freund Hannes (Tom Vogt) versucht mit einer Journalistin (Ingrid van Bergen), alles öffentlich zu machen und ihn da wieder rauszuholen.
Hotel New Hampshire (The Hotel New Hampshire) (Vereinigtes Königreich/Kanada/Vereinigte Staaten 1984) – Regie: Tony Richardson
Die Geschichte einer skurrilen Familie, die trotz aller Schicksalsschläge nie aufgibt. Mit Jodie Foster, Rob Lowe und Beau Bridges sowie Paul McCrane als schwuler Sohn/Bruder.
Ein Mann wie E.V.A. (Deutschland 1984) – Regie: Radu Gabrea
Der Film erzählt die Geschichte eines Filmemachers, der sowohl mit Frauen als auch Männern Affären hat, und basiert sehr frei auf dem Leben von Rainer Werner Fassbinder. Der fiktive (männliche) Filmemacher EVA (in Anspielung auf RWF) wird von der Schauspielerin Eva Mattes dargestellt, die mit Perücke und falschem Bart ausgestattet agiert.
Der Sprinter (Deutschland 1984) – Regie: Christoph Böll
Wieland wird von seiner Mutter gebeten nicht mehr schwul zu sein. Nach einem Tanzkurs tritt er in einen Sportverein ein und verliebt sich in eine kräftige Kugelstoßerin.
Wer war Harvey Milk? (The Times of Harvey Milk) (Dokumentation, Vereinigte Staaten 1984) – Regie: Rob Epstein
Dokumentation über die Ermordung des schwulen San Franciscoer Politikers Harvey Milk.
Wiener Brut – „Begegnungen der schrillen Art“ (Österreich 1984) – Regie: Hans Fädler
Um ihren Kokainnachschub zu sichern, verbrüdern sich österreichische Aristokraten mit anarchistischen Jugendlichen (darunter der schwule Lyn) um die sozialistische Regierung zu stürzen.

#### 1985
Buddies (Vereinigte Staaten 1985) – Regie: Arthur J. Bressan jr.
Der 25-jährige schwule Schriftsetzer David meldet sich für ein Buddy-Programm, um HIV-positiven Menschen zu helfen. Dabei lernt er Robert kennen, der nach seiner Erkrankung von seinem Partner und seinen Freunden im Stich gelassen wurde.
Der erste Spielfilm, der AIDS thematisierte.
Desert Hearts (Vereinigte Staaten 1985) – Regie: Donna Deitch
Die Geschichte des lesbischen Coming-out einer verheirateten Professorin (Helen Shaver) in den USA der 1950er Jahre.
Früher Frost (An Early Frost) (Vereinigte Staaten 1985) – Regie: John Erman
Michael führt eine glückliche Beziehung mit einem Mann, bis bei ihm AIDS diagnostiziert wird.
Ein Käfig voller Narren III – Jetzt wird geheiratet (La Cage aux folles 3 – 'Elles’ se marient) (Frankreich/Italien 1985) – Regie: Georges Lautner
Letzte Fortsetzung von Ein Käfig voller Narren.
Kuß der Spinnenfrau (El Beso de la mujer araña) (Vereinigte Staaten 1985) – Regie: Héctor Babenco
Der homosexuelle Luis (William Hurt) und der marxistische Revolutionär Valentín (Raúl Juliá) sitzen in einer Gefängniszelle und erzählen einander Filme, die in gewissem Sinne eine Allegorie zu ihrer eigenen Situation darstellen. Sie kommen sich näher, und das schwierige Liebesverhältnis und die Opferbereitschaft Luis’ werden zum Symbol des Films.
Leidenschaften (Interno Berlinese) (Italien/Deutschland 1985) – Regie: Liliana Cavani
Der Film beschreibt, wie sich im Berlin des Jahres 1938 zwischen Louise von Hollendorf, der attraktiven Frau eines deutschen Diplomaten, und Mitsuko Matsugae, der Tochter des japanischen Botschafters, eine intime Liebesbeziehung entwickelt.
Mala Noche (Vereinigte Staaten 1985) – Regie: Gus Van Sant
Der Verkäufer Walt verliebt sich in den jungen Mexikaner Johnny, der illegal in den USA lebt. Schließlich bietet Walt sogar Geld für eine gemeinsame Nacht, doch Johnny lehnt ab; stattdessen stimmt sein Freund Pepper zu. Als Johnny verschwindet kümmert sich Walt zunächst um Pepper. Doch als dieser erschossen wird, macht Johnny ihm Vorwürfe.
Mein wunderbarer Waschsalon (My Beautiful Laundrette) (Vereinigtes Königreich 1985) – Regie: Stephen Frears
Ein junger pakistanischer (Gordon Warnecke) und ein englischer Londoner (Daniel Day-Lewis) möbeln gemeinsam einen Waschsalon auf und werden nebenbei zum Liebespaar.
Novembermond (Deutschland/Frankreich 1985) – Regie: Alexandra von Grote
Deutsch-französisches lesbisches Liebesdrama: Die Jüdin November Messing verliebt sich in Paris in die Französin Férial, welche sie während der deutschen Besetzung Frankreichs im Zweiten Weltkrieg vor dem Zugriff der Gestapo bewahrt.
Oberst Redl (Redl ezredes) (Österreich/Ungarn/Deutschland 1985) – Regie: István Szabó
Alfred Redls Leben in Österreich-Ungarn zur Zeit der k.u.k. Monarchie: Aus Angst vor Entdeckung und Ächtung lebt Redl (Klaus Maria Brandauer) seine Homosexualität nicht aus und heiratet eine Frau. Mit über 40 Jahren und schon Oberst verliebt sich Redl in einen jüngeren Mann, dem er militärische Geheimnisse verrät, der sich jedoch als Spion herausstellt. Aufgrund seines Verrats und seiner Homosexualität wird er von anderen Offizieren in den Selbstmord getrieben.
Silent Pioneers (Dokumentation, Vereinigte Staaten 1985) – Regie: Lucy Winer
Dokumentarfilm, in dem mehrere über 65-jährige Schwule und Lesben aus US-amerikanischen Großstädten von ihrem Leben erzählen. Sie berichten unter anderem von homophoben Anfeindungen, ihren vergangenen Beziehungen, aktivistischen Bestrebungen und Ansichten über jüngere Homosexuelle. Zudem wird die Arbeit der Organisation SAGE behandelt, die sich um nicht-heterosexuelle Senioren kümmert.
Westler (Deutschland 1985) – Regie: Wieland Speck
Berlin, 1985: Deutschland ist noch ein geteiltes Land und Berlin wird durch die Mauer in West und Ost getrennt. Als der West-Berliner Felix mit einem amerikanischen Bekannten einen Tagesausflug nach Ost-Berlin macht, verliebt er sich dort in Thomas. Felix versucht, Thomas so oft wie möglich zu besuchen, muss aber aufgrund der strengen Bestimmungen immer vor Mitternacht wieder zurück nach West-Berlin. Als die Grenzbeamten anfangen, misstrauisch zu werden, planen die beiden Thomas’ Flucht aus der DDR.
Die Aufnahmen in Ost-Berlin wurden heimlich mit versteckter Kamera gedreht.
Wie sag ich’s meinen Eltern (Consenting Adult) (Vereinigte Staaten 1985) – Regie: Gilbert Cates
Coming-out-Story mit Martin Sheen in der Rolle eines überforderten Vaters.

#### 1986
Abendanzug (Tenue de soirée) (Frankreich 1986) – Regie: Bertrand Blier
Der bisexuelle Einbrecher Bob macht die Bekanntschaft des Pärchens Monique und Antoine.
Abschiedsblicke (Parting glances) (Vereinigte Staaten 1986) – Regie: Bill Sherwood
Robert und Michael sind seit sechs Jahren ein glückliches Paar. Doch ihre Beziehung wird auf eine harte Probe gestellt, als Robert, der für die Gesundheitsbehörde arbeitet, für zwei Jahre nach Afrika soll, während Michael in New York bleiben will, um sich um seinen an AIDS erkrankten Exfreund Nick zu kümmern.
Einer der ersten Filme, der den Einbruch von AIDS in das schwule Leben thematisiert.
Anne Trister – Zwischenräume (Anne Trister) (Kanada/Schweiz 1986) – Regie: Léa Pool
Drama um die Liebe einer jungen Malerin zu einer Kinderpsychiaterin.
Caravaggio (Vereinigtes Königreich 1986) – Regie: Derek Jarman
Filmbiografie über den italienischen Maler Michelangelo Merisi da Caravaggio und dessen homoerotische Beziehungen.
Das Gesetz der Begierde (La ley del deseo) (Spanien 1986) – Regie: Pedro Almodóvar
Tina (Carmen Maura), die vor ihrer geschlechtsangleichenden Operation Tino hieß, lebt mit ihrer Geliebten und deren Tochter zusammen. Tinas Bruder Pablo ist Regisseur und liebt Juan. Antonio (Antonio Banderas) wiederum liebt Pablo und tötet Juan. Schrilles Melodram.
Der Film gewann auf der Berlinale 1987 unter dem damaligen deutschen Titel Das Gesetz des Begehrens den ersten Teddy Award in der Kategorie „Bester Spielfilm“.
Die Qual der Liebe (Il sapore del grano) (Italien 1986) – Regie: Gianni Da Campo
Lorenzo kommt als frischgebackener Lehrer von der Universität und stürzt sich mit Elan auf den neuen Job an einer Schule in der Nähe Venedigs. Mit seinem Engagement begeistert er seine Schüler – vor allem den 12-jährigen Duilio. Dessen unschuldige Schwärmerei entwickelt sich bald zu einer echten Zuneigung, und nach und nach erwidert Lorenzo dessen Gefühle und provoziert damit einen Skandal in der dörflichen Idylle.
Der Untergang des amerikanischen Imperiums (Le Déclin de l’empire américain) (Kanada 1986) – Regie: Denys Arcand
Acht intellektuelle Freunde, darunter der schwule Claude, treffen sich in einem Landhaus und diskutieren über den Sex und die Liebe.
Ein Virus kennt keine Moral (Deutschland 1986) – Regie: Rosa von Praunheim
Die erste deutsche schwarze Komödie über AIDS. Die Homosexuellen und Transvestiten von Berlin zeichnen auf satirische Weise die ersten Phasen der Panik nach.
Zoff in Beverly Hills (Down and Out in Beverly Hills) (Vereinigte Staaten 1986) – Regie: Paul Mazursky
Komödie über einen Penner (Nick Nolte), der von einer Familie aufgenommen wird und diese ganz gehörig durcheinanderbringt. Den Sohn (Evan Richards) ermutigt er zu seinem Coming-out. Mit dabei der schwule Rock ’n’ Roll Star Little Richard als Nachbar.
In weiteren Rollen: Richard Dreyfuss, Bette Midler, Tracy Nelson.

#### 1987
Baba-It (Kurzfilm, Israel 1987) – Regie: Jonathan Sagall
Beziehungsgeschichte zweier schwuler Schriftsteller.
Brille mit Goldrand (Gli Occhiali d’oro) (Italien/Frankreich 1987) – Regie: Giuliano Montaldo
Die Geschichte einer jüdischen Familie und eines schwulen Arztes im Italien zur Zeit des Faschismus. Mit Philippe Noiret und Rupert Everett.
Gesang der Meerjungfrauen (I’ve Heard the Mermaids Singing) (Kanada 1987) – Regie: Patricia Rozema
Eine schüchterne Galerieangestellte erzählt, wie es zum Eklat mit ihrer lesbischen Chefin kam.
Maurice (Vereinigtes Königreich 1987) – Regie: James Ivory
Im viktorianischen England verlieben sich Maurice Hall (James Wilby) und Clive Durham (Hugh Grant) aus der Oberschicht ineinander. Ihre Beziehung bleibt, vor allem wegen Clives Angst vor Repressionen, rein platonisch und zerbricht schließlich, als Clive eine Frau heiratet. Als Maurice auf den Wildhüter Alec Scudder (Rupert Graves) trifft, verlieben sich die beiden.
Nach dem autobiographisch gefärbten Roman Maurice von E. M. Forster.
Das stürmische Leben des Joe Orton (Prick Up Your Ears) (Vereinigtes Königreich 1987) – Regie: Stephen Frears
Film über den schwulen Dramatiker Joe Orton (Gary Oldman) und seinen Liebhaber Kenneth Halliwell (Alfred Molina).
Vera (Brasilien 1987) – Regie: Sérgio Toledo
Nach einer unglücklichen und diskriminierenden Jugend im Heim macht sich die bisher quasi als Mann lebende Vera auf die schmerzhafte Reise in ihre Vergangenheit.
Withnail & I (Vereinigtes Königreich 1987) – Regie: Bruce Robinson
Die erfolglosen Schauspieler Withnail und Marwood ziehen in eine Hütte von Withnails Onkel Monty auf dem Land.

#### 1988
Bei Thea (Deutschland 1988) – Regie: Dominik Graf
David fliegt von Tel Aviv nach München, um dort zu studieren. Durch einen schwulen Freund lernt er Thea kennen, die ältere schrullige Wirtin einer Schwulen-Kneipe. Er freundet sich mit Thea an. Sie erkennt durch einen Ring, den David trägt, dass er ihr Enkel ist.
The Fruit Machine – Rendezvous mit einem Killer (The Fruit Machine) (Vereinigtes Königreich 1988) – Regie: Philip Saville
Zwei schwule Jugendliche reißen von zuhause aus und landen in der schwulen Disko „Fruit Machine“, wo sie sich Geld mit Strip Shows und als Stricher verdienen. Bis sie zufällig den Mord an dem Besitzer der Diskothek beobachten …
Gay Voices, Gay Legends (Dokumentation, Vereinigte Staaten 1988)
Dokumentation über verschiedene Lebensgeschichten von Schwulen in den USA.
Die Jungfrauenmaschine (Deutschland 1988) – Regie: Monika Treut
Die naive Hamburger Journalistin Dorothee Müller (Ina Blum) arbeitet an einer Untersuchung über die romantische Liebe und macht dabei in den USA eine lesbische Erfahrung.
Das Kuckucksei (Torch Song Trilogy) (Vereinigte Staaten 1988) – Regie: Paul Bogart
Arnold (Harvey Fierstein) arbeitet als Travestie-Künstler in einem kleinen Club in New York. Nachdem sein bisexueller Freund Ed (Brian Kerwin) ihn verlassen hat, um eine Frau zu heiraten, lernt Arnold ein Jahr später den jungen, attraktiven Alan (Matthew Broderick) kennen und die beiden verlieben sich. Sie beschließen sogar, gemeinsam ein Kind zu adoptieren, und erhalten die Zusage, den schwulen Teenager David, der von seiner Familie verstoßen wurde, als Pflegekind zu bekommen. Doch mitten im größten Glück wird Alan, der einen anderen vor einem Überfall schützen will, von einer schwulenfeindlichen Bande zu Tode geprügelt. Jahre später lebt Arnold mit seinem Adoptivsohn David zusammen, und obwohl er immer noch Alan vermisst, hat er wieder mehr Kontakt zu Ed, der sich von seiner Frau getrennt hat. Bei einem Besuch von Arnolds Mutter (Anne Bancroft) treten jahrelange Konflikte zwischen den beiden offen zu Tage, doch schließlich entwickelt sich gegenseitiges Verständnis.
Der Film ist eine Adaption des gleichnamigen Bühnenstücks von Harvey Fierstein, der ebenfalls das Drehbuch zur Filmversion verfasste und sowohl auf der Bühne wie auch im Film die Hauptrolle spielte.
Liberace – Ein Leben für die Musik (Liberace: Behind the Music) (Kanada/Vereinigte Staaten 1988) – Regie: David Greene
Filmbiographie des Pianisten Liberace, der mit seinen opulenten Shows als „Mr. Showmanship“ ein Superstar der damaligen Zeit war, der jedoch bis zu seinem Tod seine Homosexualität verleugnete.
Liberace – Ein Mann und seine Musik (Liberace) (Vereinigte Staaten 1988) – Regie: William Hale
Filmbiographie des Pianisten Liberace, der mit seinen opulenten Shows als „Mr. Showmanship“ ein Superstar der damaligen Zeit war, der jedoch bis zu seinem Tod seine Homosexualität verleugnete.

#### 1989
Coming Out (DDR 1989) – Regie: Heiner Carow
Ein Lehrer (Matthias Freihof) wird mit seiner unterdrückten Homosexualität konfrontiert.
Dieser Film war der erste und einzige DDR-Film, der sich mit dem Thema Homosexualität befasste. Seine Erstaufführung war am 9. November 1989.
Common Threads: Stories from the Quilt (Dokumentation, Vereinigte Staaten 1989) – Regie: Rob Epstein, Jeffrey Friedman
Dokumentarfilm über den AIDS Memorial Quilt.
Flames of Passion (Kurzfilm, Vereinigtes Königreich 1989) – Regie: Richard Kwietniowski
Kurzfilm über zwei Pendler, die sich auf ihrem täglichen Weg zur Arbeit näherkommen.
Freundschaft fürs Leben (Longtime Companion) (Vereinigte Staaten 1989) – Regie: Norman René
Der Ausbruch von AIDS in der New Yorker Schwulenszene Anfang der achtziger Jahre.
Oscar-Nominierung für den Hauptdarsteller Bruce Davison.

### 1990er Jahre

#### 1990
Growing Up and I’m Fine (Kurzfilm, Vereinigte Staaten 1990) – Regie: James Bolton
Dieser Film zeigt die tiefe Freundschaft zwischen zwei obdachlosen Jungen, von denen einer HIV-positiv ist.
Henry & June (Vereinigte Staaten/Frankreich 1990) – Regie: Philip Kaufman
Paris, 1931: Die junge Schriftstellerin Anaïs Nin lernt ihr literarisches Vorbild Henry Miller und dessen Ehefrau June kennen und wird sowohl seine als auch Junes Geliebte.
Paris brennt (Paris is Burning) (Dokumentation, Vereinigte Staaten 1990) – Regie: Jennie Livingston
Dokumentarfilm über Drag-Nights in der New Yorker Unterschicht.
Rock Hudson (Vereinigte Staaten 1990) – Regie: John Nicolella
Filmbiographie des heimlich schwulen Schauspielers Rock Hudson, die zeigt, wie er aufgrund seiner Karriere seinen Freund verlässt und später an AIDS erkrankt.
Schweigen = Tod (Dokumentation, Deutschland/Vereinigte Staaten 1990) – Regie: Rosa von Praunheim
Dokumentarfilm über schwule Künstler in New York City, wie Keith Haring und David Wojnarowicz, die für AIDS-Aufklärung und für die Rechte von Infizierten und Erkrankten kämpfen.
Tongues Untied (Dokumentation, Vereinigte Staaten 1990) – Marlon Riggs
Dokumentarfilm über die Identitätssuche schwuler Afro-Amerikaner.
Via Appia (Deutschland 1989) – Regie: Jochen Hick
Ein deutscher Steward reist mit einem Filmteam nach Brasilien, wo er meint, sich bei einem Stricher in Rio de Janeiro infiziert zu haben. Erster deutscher Spielfilm zum Thema AIDS.

#### 1991
Caught Looking (Kurzfilm, Vereinigtes Königreich 1991) – Regie: Constantine Giannaris
Science-Fiction-Kurzfilm über die virtuelle Zukunft des Sex.
Edward II (Vereinigtes Königreich 1991) – Regie: Derek Jarman
Nach einem Drama von Christopher Marlowe um den homosexuellen englischen König Edward II.
Grüne Tomaten (Fried Green Tomatoes) (Vereinigte Staaten 1991) – Regie: Jon Avnet
Zwei Frauen eröffnen ein eigenes Geschäft (Whistle Stop Cafe) und sichern sich so eine von Männern und der damaligen Südstaaten-Gesellschaft unabhängige Beziehung.
The Lost Language of Cranes (Vereinigtes Königreich 1991) – Regie: Nigel Finch
Ein junger Mann outet sich als schwul. Während seine Freunde ihn unterstützen, verläuft das Outing bei den Eltern problematisch.
Nach einem Roman von David Leavitt.
My Private Idaho (My Own Private Idaho) (Vereinigte Staaten 1991) – Regie: Gus Van Sant
Ein Stricher (River Phoenix) verliebt sich in seinen Kollegen (Keanu Reeves).
North of Vortex (Vereinigtes Königreich 1991) – Regie: Constantine Giannaris
Roadmovie über einen schwulen Dichter, der sich in einen Matrosen verliebt, der sich jedoch in eine Kellnerin verliebt, aber auch mit dem Dichter Sex hat.
Poison (Vereinigte Staaten 1991) – Regie: Todd Haynes
Ein vom New Queer Cinema bestimmter Film mit drei Episoden, von denen eine die Liebe zwischen zwei Gefangenen schildert.
Relax (Kurzfilm, Vereinigtes Königreich 1991) – Regie: Chris Newby
Steve hatte vor seiner Beziehung zu Ned mehrere Sexualpartner. Nun wartet er auf das Ergebnis eines HIV-Tests.
Strip Jack Naked (Dokumentation, Vereinigtes Königreich 1991) – Regie: Ron Peck
Dokumentarfilm, in dem der schwule Filmemacher Ron Peck erzählt, wie er als junger, schwuler Mann aus seiner homophoben Familie floh und in London Filmemacher wurde.
Willkommen im Dom (Kurz-Dokumentation, Deutschland 1991) – Regie: Jochen Hick
Kurz-Dokumentation über die deutsche Act-Up-Bewegung: 1991 schloss sich die Frankfurter Aktionsgruppe zu einem spektakulären Protest zusammen, um gegen die Diskriminierung von HIV-Positiven und Aidskranken durch die katholische Kirche zu demonstrieren. Damals berichtete die 20-Uhr-Ausgabe der Tagesschau erstmals über die Anliegen von Aids-Aktivisten.
Young Soul Rebels (Vereinigtes Königreich/Frankreich/Deutschland/Spanien 1991) – Regie: Isaac Julien
London im Sommer 1977: Die schwulen Piraten-DJs Chris und Caz sind aufgrund ihrer Hautfarbe rassistischen Anfeindungen ausgesetzt. Nur abends beim Besuchen angesagter Clubs fühlen sie sich frei. Als ein Freund bei der Suche nach Sex in einem Park ermordet wird, drohen die sozialen Spannungen in ihrem Viertel zu eskalieren.

#### 1992
Claire of the Moon (Vereinigte Staaten 1992) – Regie: Nicole Conn
Mehrere Autorinnen treffen sich in einem kleinen Küstenort, um ihre Schreibfähigkeiten zu verbessern. Eine Autorin, die zum ersten Mal dabei ist, hinterfragt ihre eigene sexuelle Orientierung, als sie feststellt, dass ihre Zimmernachbarin lesbisch ist.
The Crying Game (Vereinigtes Königreich/Japan 1992) – Regie: Neil Jordan – Oscar für Bestes Original-Drehbuch
IRA-Mitglied Fergus (Stephen Rea) soll der Freundin seines beim Fluchtversuch umgekommenen Entführungsopfers, des britischen Soldaten Jody (Forest Whitaker), eine Nachricht überbringen, verliebt sich jedoch in Dil (Jaye Davidson). Im Bett stellt er erschrocken fest, dass „sie“ ein Transvestit ist, fühlt sich aber immer noch zu „ihr“ hingezogen.
Funkelnder Stern (Kira kira hikaru) (Japan 1992) – Regie: Joji Matsuoka
Shoko und Mutsuki heiraten, um ihrer beider besorgten Eltern zu beruhigen – aber sie ist schon ein Stück über das „passende“ Heiratsalter hinaus, und er liebt einen College-Studenten.
Ich bin meine eigene Frau (Deutschland 1992) – Regie: Rosa von Praunheim
Die Lebensgeschichte Charlotte von Mahlsdorfs – Überlebender zweier totalitärer Systeme (Nationalsozialismus, Kommunismus), Sammler, Mitinitiator der deutschen GLF und homosexueller Transvestit.
The Living End (Vereinigte Staaten 1992) – Regie: Gregg Araki
Die HIV-positiven Luke und Jon begeben sich auf eine letzte Reise mit dem Motto „Fuck the world“.
Straßenkinder (Where the Day Takes You) (Vereinigte Staaten 1992) – Regie: Marc Rocco
Porträt einer Gruppe von Straßenkindern in Los Angeles. Es geht um Drogen, männliche Prostitution und Gewalt. Teenager Little J (Balthazar Getty) erschießt in Notwehr einen Freier.
Vehlefanz (Kurzfilm, Deutschland 1992) – Regie: Alexander Kunja
Eines Abends kommt auf den Spuren seiner Vergangenheit ein junger Mann in dem kleinen Dorf vorbei und bleibt über Nacht. Sein Besuch sorgt für einiges Aufsehen in Vehlefanz.
Der verlorene Soldat (Voor een verloren soldaat) (Niederlande 1992) – Regie: Roeland Kerbosch
Gegen Ende des Zweiten Weltkriegs entsteht eine romantische Beziehung zwischen einem niederländischen Knaben und einem kanadischen Soldaten.
Wilde Nächte (Les Nuits fauves) (Frankreich/Italien 1992) – Regie und Hauptrolle: Cyril Collard
In Paris wird 1986 der promiske und bisexuelle Jean mit seiner HIV-Infektion konfrontiert, lebt jedoch sein Leben weiter. In einer Dreiecksbeziehung kämpft seine Freundin Laura (Romane Bohringer) gegen Sami (Carlos López) um ihn.

#### 1993
Außerirdische (Deutschland 1993) – Regie: Florian Gärtner
Max ist vor zwei Jahren zum Studieren nach Berlin gekommen. Aber er fühlt sich immer noch einsam, unterdrückt sein Heimweh und ist unzufrieden mit seinem Studium. Als dann auch noch eine Affäre mit seinem Traummann endet, versucht er, seinen Weg im Leben zu finden.
Blue (Vereinigtes Königreich 1993) – Regie: Derek Jarman
Eine Auseinandersetzung des Regisseurs mit AIDS – er stirbt ein Jahr später an der Krankheit.
Drei von ganzem Herzen (Three of Hearts) (Vereinigte Staaten 1993) – Regie: Yurek Bogayevicz
Nachdem ein lesbisches Paar sich verkracht hat, soll ein Gigolo die Sache wieder ins Reine bringen. Doch die Dinge laufen anders als geplant.
Das Hochzeitsbankett (Hsi Yen/The Wedding Banquet) (Taiwan/Vereinigte Staaten 1993) – Regie: Ang Lee
Der Taiwaner Wai-Tung (Winston Chao) lebt mit seinem Freund (Mitchell Lichtenstein) in New York und verheimlicht seine Homosexualität vor seinen traditionsbewussten Eltern. Als diese ihn drängen, endlich zu heiraten, will er eine Scheinehe mit einer illegalen Einwanderin eingehen. Unerwartet reisen die Eltern zur Hochzeitsfeier an, was zu Verwicklungen führt.
Im Jahr 2025 erschien mit The Wedding Banquet ein Remake des Films.
Labyrinth – Liebe ohne Ausweg (Entangled) (Kanada 1993) – Regie: Max Fischer
Die Eifersucht des Hauptcharakters (Judd Nelson) führt zum Tod eines Unschuldigen. Sein schwuler Geliebter (Pierce Brosnan) rächt ihn.
Das Leben – Ein Sechserpack (Six Degrees of Separation) (Vereinigte Staaten 1993) – Regie: Fred Schepisi
Der schwule Hochstapler Paul (Will Smith) schockiert New Yorks High Society.
Nach dem Drehbuch sollte Smith einen Mann küssen. Er weigerte sich strikt. Der Kuss wurde gestrichen.
Liebe und andere Grausamkeiten (Love & Human Remains) (Kanada 1993) – Regie: Denys Arcand
Tragikomische Geschichte um den schwulen Ex-Soapstar David (Thomas Gibson).
Philadelphia (Vereinigte Staaten 1993) – Regie: Jonathan Demme
Der schwule, an AIDS erkrankte Andrew Beckett (Tom Hanks) klagt mit Hilfe seines Anwalts Joe Miller (Denzel Washington) gegen seine Kündigung. Während Joe Andrews Leben anfangs eher ablehnend gegenübersteht, entwickelt er langsam Verständnis und die beiden werden Freunde.
Oscars in den Kategorien „Bester Hauptdarsteller“ und „Bester Song“.
Pool Days (Kurzfilm, Vereinigte Staaten 1993) – Regie: Brian Sloan
Der 17-jährige Justin nimmt einen Job in einem Fitness-Center an. Dort entdeckt er, dass er sich zu Männern hingezogen fühlt.
Prinz in Hölleland (Deutschland 1993) – Regie: Michael Stock
Alternatives Filmprojekt einiger Bewohner einer Wagenburg im Berliner Stadtteil Kreuzberg, welches Einblick in die schwule Punkszene vermittelt.
Totally F***ed Up (Vereinigte Staaten 1993) – Regie: Gregg Araki
Erster Film der Teen Apocalypse Trilogy.
… und das Leben geht weiter (And the Band Played On) (Vereinigte Staaten 1993) – Regie: Roger Spottiswoode
Starbesetzter Spielfilm über die Geschichte von AIDS; basierend auf dem gleichnamigen Buch von Randy Shilts.
Alle beteiligten Stars spendeten ihre Gagen der AIDS-Hilfe und -Forschung.
Verzaubert (Dokumentation, Deutschland 1993) – Regie: Jörg Fockele u. a.
Dokumentarfilm, in dem zwölf Schwule und Lesben aus Hamburg erzählen, wie sie die Nazizeit überlebt haben und dann im Nachkriegsdeutschland unter dem § 175 leiden mussten.
Wittgenstein (Vereinigtes Königreich 1993) – Regie: Derek Jarman
Verfilmung des Lebens eines der bedeutendsten Philosophen der Neuzeit, Ludwig Wittgenstein, die auch seine Homosexualität thematisiert.

#### 1994
Der bewegte Mann (Deutschland 1994) – Regie: Sönke Wortmann
Norbert Brommer (Joachim Król) verliebt sich in den heterosexuellen Axel Feldheim (Til Schweiger).
Nach zwei Comics von Ralf König.
Bonsoir (Frankreich 1994) – Regie: Jean-Pierre Mocky
Die lesbische Caroline (Claude Jade) soll wegen ihrer Beziehung zu Gloria (Corinne Le Poulain) enterbt werden. Alex Ponttin (Michel Serrault) hilft ihr.
The Broadcast Tapes of Dr. Peter (Dokumentation, Kanada 1993) – Regie: David Paperny
Dokumentation der AIDS-Videotagebücher des offen homosexuell lebenden Arztes Dr. Peter Jepson-Young.
The Disco Years (Kurzfilm, Vereinigte Staaten 1994) – Regie: Robert Lee King
Tom erinnert sich an das Jahr 1978, in dem er sich an seiner Schule als schwul geoutet hat.
Einsam Zweisam Dreisam (Threesome) (Vereinigte Staaten 1994) – Regie: Andrew Fleming
Collegestudent Eddy (Josh Charles) hat in einer bisexuellen Dreierbeziehung sein Coming-out.
Entsagung (Forsaken) (Kurzfilm, Norwegen/Vereinigte Staaten 1994) – Regie: Frank Mosvold
Ein schwuler Jugendlicher ist hin- und hergerissen zwischen seinen Gefühlen und seiner Religion.
Erdbeer und Schokolade (Fresa y Chocolate) (Kuba 1994) – Regie: Tomás Gutiérrez Alea
Ein schwuler Kulturbeamter versucht, einen linientreuen Studenten zu verführen.
A Friend of Dorothy (Kurzfilm, Vereinigte Staaten 1994) – Regie: Raoul O’Connell
Der schwule Winston kommt als Studienanfänger an die Universität von New York. Dort verliebt er sich in seinen vorübergehenden Zimmernachbarn Tom, macht viele verwirrende Erfahrungen und findet schließlich dank seiner guten Freundin Anne in einem Plattenladen den besten Platz, um einen anderen Mann kennenzulernen.
Go Fish (Vereinigte Staaten 1994) – Regie: Rose Troche
Die junge Lesbe Camille 'Max’ West ist auf der Suche nach der großen Liebe.
Himmlische Kreaturen (Heavenly Creatures) (Neuseeland/Deutschland 1994) – Regie: Peter Jackson
Die sich unverstanden fühlenden Teenager Pauline (Melanie Lynskey) und Juliet (Kate Winslet) träumen sich in ein Reich des Mittelalters. Sie werden der Homosexualität bezichtigt und sollen auseinandergebracht werden. Die beiden planen einen Mord, um dies zu verhindern.
Nach einer wahren Begebenheit aus den 1950er Jahren.
Houseboy – Mein schriller Sommer (Lie Down With Dogs) (Vereinigte Staaten 1994) – Regie: Wally White
Der schwule New Yorker Studienabsolvent Tommie (Wally White) nimmt eine Stelle als Houseboy an, um sich Sommerferien in Provincetown zu verdienen.
Ich kann nicht schlafen (J’ai pas sommeil) (Frankreich 1994) – Regie: Claire Denis
Film um verschiedene Personen in Paris, darunter den schwulen Travestiekünstler Camille, der mit seinem Freund zum Massenmörder an alten Damen wird.
Nach einer wahren Begebenheit aus dem Jahr 1987.
Midnight Dancers (Sibak) (Philippinen 1994) – Regie: Mel Chionglo
Zwei Brüder arbeiten als Tänzer in einer Schwulenbar in Manila. Sie geben an, das nur des Geldes wegen zu machen, aber langsam kommen  Zweifel an dieser Version der Geschichte …
No Ordinary Love – Lust und Laster in L.A. (No Ordinary Love) (Vereinigte Staaten 1994) – Regie: Doug Witkins
Mehrere junge Erwachsene leben in einem großen Haus in den Hollywood-Hills. Sie haben Affären miteinander und mit ihren Nachbarn. Als einer ihrer Mitbewohner unter mysteriösen Umständen stirbt, belastet dies ihr freies Leben.
Not Angels But Angels (Tschechien 1994) – Regie: Wiktor Grodecki
Das Leid der (teils schwulen, teils heterosexuellen) Stricher in Prag.
Out: Stories of Lesbian and Gay Youth in Canada (Dokumentation, Kanada 1994) – Regie: David Adkin
Dokumentation über das Coming-out Jugendlicher, die sowohl positive als auch negative Erfahrungen aufzeigen. Auch Lehrer und Eltern kommen zu Wort.
Postcards from America (Vereinigtes Königreich/Vereinigte Staaten 1994) – Regie: Steve McLean
Der Film basiert auf der Biographie des US-amerikanischen Künstlers und Autors David Wojnarowicz, der aus der Provinz nach New York kam und dort zunächst als Stricher arbeitete.
Der Priester (Priest) (Vereinigtes Königreich 1994) – Regie: Antonia Bird
Der junge Priester Greg Pilkington (Linus Roache) strauchelt zwischen seinem Glauben und seiner Liebe zu einem Mann.
Priscilla – Königin der Wüste (The Adventures of Priscilla, Queen of the Desert) (Australien 1994) – Regie: Stephan Elliott
Drei Dragqueens sind in einem Bus unterwegs durch die australische Wüste und haben in einem kleinen Ort eine Panne.
Sis: The Perry Watkins Story (Dokumentation, Vereinigte Staaten 1994) – Regie: Chiqui Cartagena
Dokumentarfilm über einen offen schwulen Sergeanten in der U.S. Army.
Die Summe der Gefühle (The Sum of Us) (Australien 1994) – Regie: Geoff Burton, Kevin Dowling
Der offen schwul lebende Jeff (Russell Crowe) wohnt bei seinem Vater Harry (Jack Thompson). Dieser ist auf der Suche nach einer Beziehung und will auch seinem Sohn dabei helfen.
Tatort: Mord in der Akademie (Deutschland 1994) – Regie: Ulrich Stark
Fernsehfilm der Reihe Tatort: An der Düsseldorfer Kunstakademie wird der HIV-positive Student Till ermordet, der sowohl mit Pia als auch mit Heinz, dem Hausmeister der Akademie, eine Affäre hat. Kommissar Flemming ermittelt in der Schwulenszene und hängt sich an Heinz’ Exfreund, der eine Schwulenkneipe in der Altstadt hat.
Trevor (Kurzfilm, Vereinigte Staaten 1994) – Regie: Peggy Rajski
Der schwule Jugendliche Trevor versucht sich das Leben zu nehmen, weil er aufgrund seiner Homosexualität nur Ablehnung erfährt.
Basierend auf einer wahren Geschichte: Dieser Vorfall war Anlass der Gründung des Trevor Project, einer amerikanischen Organisation, die schwule, lesbische, bisexuelle und transgeschlechtliche Menschen von einem geplanten Selbstmord abhalten hilft und ein Notfalltelefon betreibt.
Eine unerhörte Affäre (A Village Affair) (Vereinigtes Königreich 1994) – Regie: Moira Armstrong
Geschichte einer lesbischen Liebe.
Unschuldsengel (Deutschland 1994) – Regie: Rainer Kaufmann
Der Vater des 16-Jährigen Christoph hat angeblich einen jungen Stricher ermordet. Christoph will beweisen, dass er unschuldig ist. Dabei taucht er in die Hamburger Stricherszene ein und findet Unterstützung eines drogensüchtigen Strichers (Jürgen Vogel) und eines schwulen Kneipenwirtes (Moritz Bleibtreu).
Vier Hochzeiten und ein Todesfall (Four Weddings and a Funeral) (Vereinigtes Königreich 1994) – Regie: Mike Newell
Die Geschichte einiger Freunde (darunter auch ein schwules Paar), die gemeinsam vier Hochzeiten und einen Todesfall erleben. Mit Hugh Grant, Andie MacDowell.
Wilde Herzen (Les Roseaux sauvages) (Frankreich 1994) – Regie: André Téchiné
Eine Coming-of-age-Geschichte zwischen mehreren sehr unterschiedlichen Jugendlichen. Während des Algerienkrieges 1962 lernen sich François und Serge auf einem südfranzösischen Internat näher kennen. François entdeckt seine Homosexualität und öffnet sich seiner Freundin Maité.
Zunächst als Fernsehfilm im Auftrag von Arte produziert, kam der Film in einer längeren Fassung in die Kinos und gewann mehrere Césars. Der Film thematisiert verschiedenartige Schuldgefühle, z. B. das politisch sensible Thema des Algerienkrieges und Formen des Widerstandes.

#### 1995
All Night Long 2 (Ôru naito rongu 2: Sanji) (Japan 1995) – Regie:Katsuya Matsumura
Der Anführer einer Gang, die den Hauptdarsteller bedroht, ist homosexuell und macht seinem Opfer Avancen.
Antonias Welt (Antonia) (Niederlande/Belgien/Vereinigtes Königreich 1995) – Regie: Marleen Gorris
Danielle, die Tochter der durchsetzungsstarken Außenseiterin Antonia, entdeckt ihre Homosexualität und geht eine Beziehung mit Lara, der Lehrerin ihrer Tochter Thérèse, ein.
Carrington (Vereinigtes Königreich/Frankreich 1995) – Regie: Christopher Hampton
England ab 1915 im Umfeld der Bloomsbury Group: Die Malerin Dora Carrington (Emma Thompson) unterhält eine offene Beziehung zu dem schwulen Schriftsteller Lytton Strachey (Jonathan Pryce) und dessen Schwarm Major Ralph Partridge (Steven Waddington), welcher auf Stracheys Bitte Doras Ehemann wird.
The Celluloid Closet – Gefangen in der Traumfabrik (The Celluloid Closet) (Dokumentation, Vereinigte Staaten 1995) – Regie: Rob Epstein, Jeffrey Friedman
Dokumentation über das schwul-lesbische Hollywood von Ben-Hur über Laurel & Hardy bis Basic Instinct.
The Doom Generation (Vereinigte Staaten 1995) – Regie: Gregg Araki
Zweiter Film der Teen Apocalypse Trilogy.
Eine Frau für Zwei (Gazon maudit) (Frankreich 1995) – Regie: Josiane Balasko
In Südfrankreich beginnt die verheiratete Loli eine Affäre mit der lesbischen Marijo. Ihr Ehemann Laurent erfährt hiervon und versucht seine Ehefrau zurückzugewinnen.
Für Ehre und Vaterland (Marciando nel buio) (Italien 1995) – Regie: Massimo Spano
Soldat Saro (Flavio Albanese) wird von seinem Vorgesetzten (Jean-Marc Barr) vergewaltigt. Saro will ihn vor Gericht bringen und hofft auf Unterstützung durch den schwulen Soldaten Tricario (Thomas Kretschmann). Aber der ist letztlich keine große Unterstützung.
It’s My Party (Vereinigte Staaten 1995) – Regie: Randal Kleiser
Der unheilbar AIDS-kranke Nick Stark (Eric Roberts) feiert eine letzte Party mit all seinen Freunden.
Jeffrey (Vereinigte Staaten 1995) – Regie: Christopher Ashley
Just nachdem Jeffrey (Steven Weber) aus Angst vor AIDS dem Sex für immer abgeschworen hat, trifft er in dem HIV-positiven Steve (Michael T. Weiss) seinen Traummann.
Kaffee, Milch und Zucker (Boys on the side) (Vereinigte Staaten 1995) – Regie: Herbert Ross
Die lesbische Nachtclubsängerin Jane (Whoopi Goldberg) hat von New York City die Nase voll, gründet mit der Immobilienmaklerin Robin (Mary-Louise Parker) eine Fahrgemeinschaft und gabelt unterwegs noch ihre Freundin Holly (Drew Barrymore) auf, die gerade mit ihrem Freund Streit hatte. In einem kleinen Ort gründen sie eine Wohngemeinschaft.
Der kleine Tod (La Petite mort) (Kurzfilm, Frankreich 1995) – Regie: François Ozon
Der schwule Künstler Paul lebt mit seinem Freund Martial zusammen. Als sein Vater im Sterben liegt, sieht er ihn zum ersten Mal seit sechs Jahren wieder.
Kommt Mausi raus?! (Deutschland 1995) – Regie: Alexander Scherer, Angelina Maccarone
Die vom Land kommende 20-jährige Kati (Julia Richter), genannt Mausi, hat in der Großstadt Hamburg ihr Coming-out.
Menmaniacs (Dokumentation, Deutschland/Vereinigte Staaten 1995) – Regie: Jochen Hick
Dokumentation über den alljährlichen schwulen Reisezyklus zu den Fetisch-Wahlen „International Mr. Leather“ und „Mr. Drummer“.
Now and Then – Damals und heute (Now and Then) (Vereinigte Staaten 1995) – Regie: Lesli Linka Glatter
Die Figur Roberta Martin (Christina Ricci & Rosie O’Donnell) war lesbisch angelegt. Nachdem sich das Testpublikum darüber echauffierte, dass eine lesbische Gynäkologin eine Vagina untersucht, wurde der Film in letzter Minute leicht geändert.
Schlafes Bruder (Deutschland 1995) – Regie: Joseph Vilsmaier
Peter (Ben Becker) verliebt sich in seinen Freund Elias (André Eisermann), welcher jedoch Peters Schwester Elsbeth (Dana Vávrová) liebt. Aus verzweifelter Eifersucht schließt Peter sogar Elsbeth im Zimmer ein und zündet das Haus an, wodurch auch der Großteil des Dorfes abbrennt. Sie wird jedoch durch Elias gerettet.
Sebastian – Freundschaft oder Liebe? (När alla vet) (Norwegen/Schweden 1995) – Regie: Svend Wam
Der 16-jährige Sebastian verliebt sich in seinen besten Freund Ulf.
Stadtgespräch (Deutschland 1995) – Regie: Rainer Kaufmann
Der homosexuelle Bruder (Kai Wiesinger) der Hauptfigur (Katja Riemann) und sein Lebensgefährte (Moritz Bleibtreu) spielen eine wichtige Rolle.
Stonewall (Vereinigtes Königreich/Vereinigte Staaten 1995) – Regie: Nigel Finch
Spielfilm über das Stonewall Inn und den Stonewall-Aufstand von 1969. Mit Guillermo Díaz und Fred Weller.
To Wong Foo (To Wong Foo, Thanks for Everything, Julie Newmar) (Vereinigte Staaten 1995) – Regie: Beeban Kidron
Die drei Drag-Queens Vida Boheme (Patrick Swayze), Noxeema Jackson (Wesley Snipes) und Chi-Chi Rodriguez (John Leguizamo) stranden auf dem Weg zu einem Drag-Queen-Wettbewerb in einer verschlafenen Ortschaft. Während sie zunächst wie Fremdkörper wirken, können sie schnell Freundschaften zu den Einheimischen schließen und ändern schließlich deren Leben.
Der Film gilt als US-amerikanische Version des australischen Films Priscilla – Königin der Wüste aus dem Jahr zuvor.
Total Eclipse – Die Affäre von Rimbaud und Verlaine (Total Eclipse) (Belgien/Frankreich/Italien/Vereinigtes Königreich 1995) – Regie: Agnieszka Holland
Verfilmung der Affäre der Dichter Arthur Rimbaud (Leonardo DiCaprio) und Paul Verlaine (David Thewlis).
Two Girls In Love (The Incredibly True Adventure of Two Girls in Love) (Vereinigte Staaten 1995) – Regie: Maria Maggenti
Ein rebellisches Mädchen aus dem Arbeitermilieu (Laurel Holloman) und die Highschool Prinzessin (Nicole Parker) verlieben sich ineinander.
Victor/Victoria (Vereinigte Staaten 1995) – Regie: Matthew Diamond, Blake Edwards
Auf dem gleichnamigen Film aus dem Jahr 1982 basierendes Musical (ebenfalls mit Julie Andrews in der Hauptrolle), das live auf der Bühne gefilmt wurde und als DVD veröffentlicht wurde. Im Vergleich zur Filmvorlage enthält die Musical-Fassung deutlich mehr Musiktitel.
Wenn die Nacht beginnt (When Night Is Falling) (Kanada 1995) – Regie: Patricia Rozema
Die christliche Lehrerin Camille Baker (Pascale Bussières) verliebt sich in die durch die Lande ziehende Zirkusartistin Petra (Rachael Crawford).
Wild Side (Vereinigte Staaten 1995) – Regie: Donald Cammell
Die nebenberuflich als Prostituierte tätige Bankangestellte Alex Lee (Anne Heche) geht eine Beziehung mit Virginia (Joan Chen), der Ehefrau ihres Kunden Bruno Buckingham (Christopher Walken), ein. Am Ende fliehen beide Frauen gemeinsam nach Mexiko.

#### 1996
Alive & Kicking – Jetzt erst recht! (Indian Summer) (Vereinigtes Königreich 1996) – Regie: Nancy Meckler
Mit dem Tod konfrontiert, ist ein leidenschaftlicher junger Tänzer gezwungen, Karriere und Leben zu überprüfen. Hoffnung gewinnt er durch einen älteren Mann, der sein Liebhaber und Mentor wird.
The Art of Cruising Men (Vereinigtes Königreich 1996) – Regie: Peter Litton
Pseudodokumentarische Persiflage eines Ratgebers zum schwulen „Cruisen“.
Auch Männer mögen’s heiß! (Pédale douce) (Frankreich 1996) – Regie: Gabriel Aghion
Der Bankangestellte Adrien verbirgt am Arbeitsplatz seine Homosexualität. Als er von seinem Chef zu einem Geschäftsessen eingeladen wird, geht er mit einer Freundin, der Besitzerin einer Schwulenkneipe, die dort seine Ehefrau spielen soll. Dies führt zu zahlreichen Verwirrungen.
Beautiful Thing (Vereinigtes Königreich 1996) – Regie: Hettie MacDonald
Der 15-jährige Jamie lebt mit seiner Mutter in einer Londoner Hochhaussiedlung. Als der Nachbarsjunge Ste wieder mal von seinem Vater verprügelt wird, findet er bei Jamie und seiner Mutter Unterschlupf. Zwischen den beiden Jungen entwickelt sich eine Liebe, die auch gegen die Widrigkeiten des Umfelds Bestand hat.
The Birdcage – Ein Paradies für schrille Vögel (The Birdcage) (Vereinigte Staaten 1996) – Regie: Mike Nichols
Hollywood-Remake von La Cage aux Folles mit Robin Williams und Nathan Lane in den Rollen des schwulen Paares.
Bound – Gefesselt (Bound) (Vereinigte Staaten 1996) – Regie: Andy Wachowski, Lana Wachowski
Zwei Geliebte (Jennifer Tilly als Violet und Gina Gershon als Corky) bestehlen die Mafia.
Der Callboy (L’Escorte) (Kanada 1996) – Regie: Denis Langlois
Ein Callboy bringt Unruhe ins Leben von Jean-Marc und Philippe, die seit acht Jahren zusammenleben.
Der Club der Teufelinnen (The First Wives Club) (USA 1996) – Regie: Hugh Wilson
In einer Nebenhandlung lernt eine der Hauptfiguren (Diane Keaton), die lesbische Neigung ihrer Tochter (Jennifer Dundas) zu akzeptieren.
Der codierte Mann (Breaking the code) (Vereinigtes Königreich 1996) – Regie: Herbert Wise
Die wahre Geschichte über Leben und Arbeit des schwulen britischen Mathematikers Alan Turing (1912–1954). Obwohl er glänzende bahnbrechende Arbeit in der Mathematik, der Biologie, der Logik und der Informatik leistet, wird er aufgrund seiner Homosexualität gesellschaftlich geächtet und strafrechtlich verfolgt.
Cynara: Poetry in Motion (Vereinigte Staaten 1996) – Regie: Nicole Conn
Die Liebe zweier Frauen im Jahr 1883.
The Delta (Vereinigte Staaten 1996) – Regie: Ira Sachs
Lincoln, der noch nicht ganz 18 Jahre alt ist, führt ein ganz normales Leben: er hat eine Freundin und viele Kumpel. Doch heimlich hat er anonymen Sex mit fremden Männern. Als er eines Tages einen vietnamesischstämmigen jungen Mann kennenlernt, fahren die beiden mit einem Boot ins Mississippi-Delta.
Diebe der Nacht (Les Vouleurs) (Frankreich 1996) – Regie: André Téchiné
Catherine Deneuve als Philosophieprofessorin, die eine Affäre mit einer Studentin hat.
East Palace, West Palace (dōng gōng xī gōng) (China/Frankreich 1996) – Regie: Zhang Yuan, Cheng Jie
Die öffentlichen Toiletten am Ost- und Westende des Parks um den Kaiserpalast werden in der Pekinger Schwulenszene mit den Codewörtern East Palace und West Palace bezeichnet. Der junge A-Lan (Si Han) und der Polizist Xiao Shi (Jun Hu) begegnen sich bei einer Razzia dort zum ersten Mal.
Es ist der erste Film aus der Volksrepublik China mit explizit homosexueller Thematik. Um den Film fertigzustellen, mussten die Filmrollen nach Frankreich geschmuggelt werden, und die Aufführung in China wurde verboten. Dem Regisseur wurde nach der Rückkehr von der Premiere der Pass abgenommen und er bekam ihn erst nach mehrmaliger Beteuerung, in Zukunft mit der staatlichen Filmbehörde zusammenzuarbeiten, zurück.
Echte Kerle (Deutschland 1996) – Regie: Rolf Silber
Ein totaler Macho und Polizist (Christoph M. Ohrt) zieht bei schwulem Automechaniker und Kleinkriminellen (Tim Bergmann) ein.
Fire – Wenn Liebe Feuer fängt (Fire) (Kanada/Indien 1996) – Regie: Deepa Mehta
Jenseits aller Konventionen der indischen Gesellschaft verlieben sich zwei verschwägerte Frauen ineinander.
Es kam in Indien zu Ausschreitungen, bei denen Kinos, die den Film trotzdem zeigten, mit erheblichen Sachschäden umzugehen hatten.
Full speed (À toute vitesse) (Frankreich 1996) – Regie: Gaël Morel
Ein Kapitel im Leben von vier französischen Jugendlichen. Einer der drei Jungen ist unglücklich verliebt in einen der anderen.
Der Heilige (Saint) (Kurzfilm, Belgien 1996) – Regie: Bavo Defurne
Verfilmung des Mythos des Heiligen Sebastian.
Hustler White (Deutschland/Kanada 1996) – Regie: Rick Castro, Bruce LaBruce
Der Deutsche Jürgen will ein Buch über die Stricherszene in Los Angeles schreiben. Als er auf Monti stößt, wird er immer tiefer in dieses Milieu reingezogen.
Johns – Die Stricher von L.A. (Johns) (Vereinigte Staaten 1996) – Regie: Scott Silver
John arbeitet als Stricher in den Straßen von Los Angeles. Der neue Stricher Donner, der von seinen Eltern wegen seiner Homosexualität verstoßen wurde, verliebt sich ihn John und kann ihn schließlich überreden, das alte Leben zu verlassen, um in einem Freizeitpark zu arbeiten. Doch als John einen letzten Freier bedient, um das Geld für das Busticket zu bekommen, hat das verhängnisvolle Konsequenzen.
Der kleine Unterschied (Different for Girls) (Vereinigtes Königreich/Frankreich 1996) – Regie: Richard Spence
Geschichte zweier Schulfreunde, die sich nach Jahren wieder treffen. Nur, dass der eine jetzt eine Frau ist.
Kondom des Grauens (Deutschland 1996) – Regie: Martin Walz
Eine Reihe penisfressender Killerkondome erschüttert die New Yorker Sex-Szene.
Lilies – Theater der Leidenschaft (Lilies – Les feluettes) (Kanada 1996) – Regie: John Greyson
Bühnenhafte, tragisch-phantastische homo-/heterosexuelle Liebes-Dreiecksgeschichte auf verschiedenen Zeitebenen.
O Happy Day (Dokumentation, Vereinigte Staaten 1996) – Regie: Charles Lofton
Dokumentarfilm über den Befreiungskampf schwuler Afroamerikaner.
Pianese Nunzio – 14 im Mai (Pianese Nunzio, 14 anni a maggio) (Italien 1996) – Regie: Antonio Capuano
Priester Lorenzo steht auf die Jungen Neapels – besonders auf seinen Schüler Nunzio. Als er sich mit der Camorra anlegt, macht diese seine sexuellen Vorlieben publik.
Ein Sommerkleid (Une robe d’été) (Kurzfilm, Frankreich 1996) – Regie: François Ozon
Kurzfilm über einen Jungen, der mit seinem Freund in den Urlaub fährt und dort auch von einem Mädchen verführt wird.
Twisted (Vereinigte Staaten 1996) – Regie: Seth Michael Donsky
Sehr lose Adaptierung des Oliver-Twist-Stoffes mit zahlreichen schwulen Umformungen der Charaktere.
The Watermelon Woman (Vereinigte Staaten 1996) – Regie: Cheryl Dunye
Die lesbische Videotheken-Mitarbeiterin Cheryl versucht mehr über die Darstellerin eines alten Films herauszufinden, die im Nachspann nur „Watermelon Woman“ genannt wird. Sie findet heraus, dass sie Fae Richards hieß und sich zu Beginn ihrer Karriere „Watermelon Woman“ nannte. Und sie war ebenfalls lesbisch. Sie beginnt, eine Doku über ihr Idol zu filmen.

#### 1997
All Over Me (Vereinigte Staaten 1997) – Regie: Alex Sichel
Die Geschichte zweier Mädchen, die in einem New Yorker Armenviertel aufwachsen und sich ineinander verlieben.
America the Beautiful (Kurzfilm, Vereinigte Staaten 1997) – Regie: Tag Purvis
Eine Hymne auf gleichgeschlechtliche Liebe in den Vereinigten Staaten.
Bent (Vereinigtes Königreich 1997) – Regie: Sean Mathias
Film über zwei KZ-Häftlinge, die sich im Konzentrationslager ineinander verlieben. Mit Clive Owen, Ian McKellen, Mick Jagger, Jude Law.
Besuch am Meer (Regarde la mer) (Kurzfilm, Frankreich 1997) – Regie: François Ozon
Sasha ist alleine mit ihrem Baby in einem Ferienhaus, als eine junge Herumtreiberin in ihrem Garten zeltet. Zwischen den beiden Frauen entwickelt sich erotische Spannung.
Coming In (Deutschland 1997) – Regie: Thomas Bahmann
Der Art-Director Lorenz führt eine glückliche Beziehung mit seinem Chef Adrian. Doch eines Tages lernt er Nina kennen und verliebt sich in sie.
Ganz oder gar nicht (The Full Monty) (Vereinigtes Königreich 1997) – Regie: Peter Cattaneo
Zwei Mitglieder der Striptease-Gruppe entdecken ihre Gefühle füreinander.
Gegen die Schwerkraft (Defying Gravity) (Vereinigte Staaten 1997) – Regie: John Keitel
Griff verliebt sich in seinen Kumpel Pete, kann aber erst zur gemeinsamen Liebe stehen, als Pete Opfer eines schwulenfeindlichen Überfalls wird.
Hamam – Das türkische Bad (Il bagno turco) (Italien 1997) – Regie: Ferzan Özpetek
Der Italiener Francesco (Alessandro Gassmann) reist nach Istanbul, um einen geerbten, heruntergekommenen Hamam zu verkaufen. Stattdessen erliegt er der Atmosphäre des türkischen Bades und der Liebe eines Mannes (Mehmet Günsür).
The Hanging Garden (Kanada/Vereinigtes Königreich 1997) – Regie: Thom Fitzgerald
Zum attraktiven, glücklichen schwulen Mann gereift, kehrt Sweet William (Chris Leavins) nach zehn Jahren zu der Hochzeit seiner Schwester zurück in seine Heimat und wird dort mit seiner Vergangenheit aus familiärer Homophobie und den Prügeleien seines Vaters konfrontiert.
Happy Together (Cheun gwong tsa sit) (Hongkong 1997) – Regie: Wong Kar-Wai
Das schwule Paar Lai Yiu-Fai und Ho Po-Wing wandert von Hongkong nach Argentinien aus.
Die Hawking Affäre (Motel Blue) (Vereinigte Staaten 1997) – Regie: Sam Firstenberg
Lana Hawking (Sean Young) und Kyle Rivers (Soleil Moon Frye) faszinieren sich gegenseitig, jede der Frauen nimmt die Identität der anderen an.
Die Hochzeit meines besten Freundes (My Best Friend’s Wedding) (Vereinigte Staaten 1997) – Regie: P. J. Hogan
Die Restaurantkritikerin Julianne Potter (Julia Roberts) versucht zusammen mit ihrem schwulen Freund George Downes (Rupert Everett) die Hochzeit ihres besten Freundes Michael O’Neal (Dermot Mulroney) mit Kimberly Wallace (Cameron Diaz) zu verhindern.
I Think I Do (Vereinigte Staaten 1997) – Regie: Brian Sloan
Brendan (Christian Maelen) und Bob (Alexis Arquette), die sich im College nie ihre Liebe eingestehen konnten, treffen sich fünf Jahre später auf einer Hochzeit …
In & Out – Rosa wie die Liebe (In & Out) (Vereinigte Staaten 1997) – Regie: Frank Oz
Der Lehrer Howard Brackett (Kevin Kline) wird von einem Oscar-Preisträger geoutet und vom schwulen Reporter Peter Malloy (Tom Selleck) beim Coming-out unterstützt.
In der Abenddämmerung (In the Gloaming) (Vereinigte Staaten 1997) – Regie: Christopher Reeve
Der an AIDS sterbende Danny (Robert Sean Leonard) kehrt für die letzten Monate seines Lebens zu seiner Mutter (Glenn Close) nach Hause zurück.
It’s in the Water (Vereinigte Staaten 1997) – Regie: Kelli Herd
Als sich im konservativen Azalea Springs, Texas, mehrere Bürger als schwul oder lesbisch outen, haben die intoleranten Konservativen die Befürchtung, das Trinkwasser könnte schuld sein.
J’en suis! (Kanada 1997) – Regie: Claude Fournier
Dominique (Roy Dupuis) ist ein Mann, der mit seiner sexuellen Orientierung Schwierigkeiten hat und deshalb in lustige Situationen gerät.
Kiss Me, Guido (Vereinigte Staaten 1997) – Regie: Tony Vitale
Frankie (Nick Scotti), ein italo-amerikanischer Macho aus der Bronx, zieht durch ein Missverständnis bei dem schwulen Schauspieler Warren (Anthony Barrile) ein. Im Zusammenleben schaffen es die beiden unterschiedlichen Männer, Verständnis für die Lebenssituation des anderen zu entwickeln.
Die Konkurrentin (Deutschland 1997) – Regie: Dagmar Hirtz
Zwei Unternehmensberaterinnen, die alteingesessene Katharina Nordberg (Charlotte Schwab) und die junge Maren Rieger (Ann-Kathrin Kramer), sehen sich zunächst als Konkurrenten für den Chefposten, verlieben sich aber während der Erarbeitung eines Arbeitsprojekts ineinander.
Ein Kuss im Schnee (Kysset som fikk snøen til å smelte) (Kurzfilm, Norwegen 1997) – Regie: Frank Mosvold
Als ein neuer Nachbar einzieht, ändert sich die Freundschaft zwischen Cecilie und Peter.
Latin Boys Go to Hell (Deutschland/Spanien 1997) – Regie: Ela Troyano
Justin ist Anfang 20 und wohnt in einem Arbeiterviertel in Brooklyn, wo hauptsächlich Latinos leben. Als Justins Familie seinen Cousin Angel bei sich aufnimmt, verliebt sich Justin in Angel. Da Angel seine Liebe nicht erwidert, lässt sich Justin auf eine Nacht mit Carlos ein, der schon lange ein Auge auf ihn geworfen hat. Doch das bekommt Carlos eifersüchtiger Freund Braulio mit.
Leben und Tod auf Long Island (Love and Death on Long Island) (Vereinigtes Königreich/Kanada 1997) – Regie: Richard Kwietniowski
Giles De’Ath (John Hurt), ein älterer Schriftsteller, verliebt sich in einen jungen Schauspieler (Jason Priestley).
Liebe! Stärke! Mitgefühl! (Love! Valour! Compassion!) (Vereinigte Staaten 1997) – Regie: Joe Mantello
Acht schwule Freunde verbringen ihre Sommerwochenenden gemeinsam in dem Landhaus des erfolgreichen Choreografen Gregory, klären ihre Beziehungen und verlieben sich neu.
Adaption des gleichnamigen Theaterstücks von Terrence McNally.
Mandragora (Tschechien 1997) – Regie: Wiktor Grodecki
Der 16-jährige Marek kommt aus der Kleinstadt nach Prag, wo er ins Strichermilieu abrutscht.
Der Mann meines Herzens (L’Homme que j’aime) (Frankreich 1997) – Regie: Stéphane Giusti
Der Schwimmer Lucard entdeckt seine Homosexualität und verliebt sich in den attraktiven Martin.
Mein Leben in Rosarot (Ma vie en rose) (Frankreich 1997) – Regie: Alain Berliner
Der 7-jährige Ludovic spielt lieber mit Puppen und trägt Frauenkleider. Das treibt seine Eltern von Stadt zu Stadt und beinahe in eine Ehekrise.
Neighborhoods: The Hidden Cities of San Francisco – The Castro (Dokumentation, Vereinigte Staaten 1997) – Regie: Peter L. Stein
Dokumentarfilm über San Franciscos Stadtviertel „The Castro“ und wie es zu einer Wiege der Homosexuellenbewegung wurde.
Nettoyage à sec – Eine saubere Affäre (Nettoyage à sec) (Frankreich/Spanien 1997) – Regie: Anne Fontaine
Ein ganz gewöhnliches Ehepaar, Besitzer einer Reinigung, erliegt dem Charme eines jungen Entertainers und beginnt eine Affäre mit ihm.
Oscar Wilde (Wilde) (Deutschland/Japan/Vereinigtes Königreich 1997) – Regie: Brian Gilbert
Film über das Leben Oscar Wildes (Stephen Fry). Seinen Geliebten Alfred Douglas spielt Jude Law.
Pierre & Gilles, Love Stories (Dokumentation, Frankreich 1997) – Regie: Mike Aho
Dokumentation über das schwule Künstlerpaar „Pierre & Gilles“, das für ihre homoerotischen Werke berühmt ist.
Mit Rupert Everett, Jean Paul Gaultier und Catherine Deneuve.
Der Schrei der Liebe (Deutschland 1997) – Regie: Matti Geschonneck
Ein Familienvater (dargestellt von Jürgen Prochnow, nach Die Konsequenz erneut in einer schwulen Rolle) verliebt sich in den Freund seiner Tochter.
The Silver Screen: Color Me Lavender (Dokumentation, Vereinigte Staaten 1997) – Regie: Mark Rappaport
Dokumentarfilm über Homosexualität im Film und wie dieses Thema in Hollywood lange nur versteckt in Filmen angedeutet wurde.
Sprung ins Ungewisse (Breaking the Surface: The Greg Louganis Story) (Vereinigte Staaten 1997) – Regie: Steven Hilliard Stern
Filmbiografie des schwulen US-Turmspringers, mehrmaligen Weltmeisters und mehrmaligen Olympiasiegers Greg Louganis.
The Stars We Are (Kurz-Dokumentation, Schweden 1997) – Regie: Mia Engberg
Kurz-Dokumentation über den schwulen, HIV-positiven Skinhead Kalle, der die ganze Welt hasst.
Das Trio (Deutschland 1997) – Regie: Hermine Huntgeburth
Zobel (Götz George), sein Lebenspartner Karl und seine Tochter Lizzi halten sich als Taschendiebe mehr schlecht als recht über Wasser. Nach einem Unfall von Karl stößt der junge Rudolf zu ihnen und verdreht sowohl Zobel als auch seiner Tochter den Kopf.

#### 1998
Beefcake – Nur für Männer (Beefcake) (Kanada/Vereinigtes Königreich/Frankreich 1998) – Regie: Thom Fitzgerald
Halbdokumentarischer Film über Leben und Werk Bob Mizers (Daniel MacIvor), den Herausgeber von Physique Pictorial, einem der ersten schwulen Fotomagazine (Vereinigte Staaten, 1950er Jahre).
Besser geht’s nicht (As good as it gets) (Vereinigte Staaten 1998) – Regie: James L. Brooks
Der schwule Nachbar Simon Bishop (Greg Kinnear) und die Kellnerin Carol (Helen Hunt) helfen dem unter Zwangsstörungen leidenden Schriftsteller Melvin Udall (Jack Nicholson) ein besserer Mensch zu werden.
Billy’s Hollywood Screen Kiss (Vereinigte Staaten 1998) – Regie: Tommy O’Haver
Der schwule Fotograf Billy verliebt sich in den Kellner Gabriel, der zunächst heterosexuell zu sein scheint.
Bishonen … Beauty (Měishàonián zhi Liàn) (Hongkong 1998) – Regie: Yonfan
Ein gutaussehender Stricher (Stephen Fung) verliebt sich in einen Polizisten (Daniel Wu).
C-l-o-s-e-r (Kurzfilm, Norwegen/Kanada/Vereinigtes Königreich 1998) – Regie: Frank Mosvold
Ein schwuler Jugendlicher hat Probleme mit seiner Homosexualität. Er ist hin- und hergerissen zwischen seinem Bedürfnis, sich zu outen und seinem Bedürfnis, keinen Streit mit den Eltern zu bekommen.
David im Wunderland (Deutschland 1998) – Regie: Moritz Seibert
Michael führt das normale Leben eines Jugendlichen. Als er durch einen Zufall den gleichaltrigen David kennenlernt, findet er ihn zunächst befremdlich, weil dieser Mitglied einer Sekte ist, die ein abgeschiedenes Leben führt und moderne Errungenschaften ablehnt. Doch langsam entwickelt sich zwischen den beiden eine Freundschaft und David lernt durch Michael das Leben außerhalb der Sekte kennen. Schließlich wird aus der Freundschaft eine Liebe, die David in Konflikt mit seiner Gemeinde bringt. Als die Sekte in die USA auswandern will, muss David sich zwischen seiner Familie und seinem Freund entscheiden.
Edge of Seventeen – Sommer der Entscheidung (Edge of Seventeen) (Vereinigte Staaten 1998) – Regie: David Moreton
Sandusky, Ohio, 1984: Eric und seine beste Freundin Maggie beginnen einen Ferienjob im örtlichen Freizeitpark, wo sie sich nicht nur mit der lesbischen Managerin Angie, sondern auch dem schwulen Studenten Rod anfreunden. Langsam beginnt auch Eric, seine Homosexualität zu erkennen, doch es dauert noch eine Zeit, bis er schließlich zu sich selbst stehen kann.
Finding North (Vereinigte Staaten 1998) – Regie: Tanya Wexler
Tragikomödie über einen schwulen Mann, der sich das Leben nehmen will und von einer Bankangestellten gerettet wird.
De Fögi isch en Souhund (F. est un salaud) (Schweiz/Frankreich 1998) – Regie: Marcel Gisler
Nach einem berndeutscher Liebesroman von Martin Frank aus dem Jahre 1979.
Get Real – Von Mann zu Mann (Get real) (Vereinigtes Königreich 1998) – Regie: Simon Shore
Steven Carter (Ben Silverstone), ein Durchschnittsschüler, und John Dixon (Brad Gorton), der Mädchenschwarm der Schule, verlieben sich, jedoch kann sich John nicht zu einem Coming-out entschließen.
Gia – Preis der Schönheit (Gia) (Vereinigte Staaten 1998) – Regie: Michael Cristofer
Das Model Gia Carangi (Angelina Jolie) kämpft mit ihrer Freundin Linda gegen ihre Drogensucht an, stirbt jedoch an AIDS.
Gods and Monsters (Vereinigte Staaten 1998) – Regie: Bill Condon
Teilweise fiktionale Geschichte über den letzten Lebensabschnitt des Frankenstein-Regisseurs James Whale (Ian McKellen). Der eigentlich homophobe Gärtner Clayton Boone (Brendan Fraser) wird zunächst Objekt der Begierde, dann der letzte Freund des alten Mannes.
Das Drehbuch bekam einen Oscar.
High Art (Vereinigte Staaten 1998) – Regie: Lisa Cholodenko
Syd (Radha Mitchell), die junge Redakteurin einer Kunstzeitschrift, beginnt ein Verhältnis mit der Fotografin Lucy (Ally Sheedy), die mit der drogensüchtigen Greta (Patricia Clarkson) zusammenlebt.
Kopfüber (Head On) (Australien 1998) – Regie: Ana Kokkinos
Der 19-jährige Ari (Alex Dimitriades) lebt bei seiner traditionellen griechischen Familie und versucht mit seinem Schwulsein klarzukommen.
Kreuz und Queer (Bedrooms and Hallways) (Vereinigtes Königreich 1998) – Regie: Rose Troche
Der schwule Leo geht in eine Selbsthilfegruppe, wo er sich in den attraktiven Brendan verliebt.
Liebe in jeder Beziehung (The Object of My Affection) (Vereinigte Staaten 1998) – Regie: Nicholas Hytner
Die Sozialarbeiterin Nina Borowski (Jennifer Aniston) verliebt sich in ihren schwulen Untermieter George Hanson (Paul Rudd). Außerdem mit Nigel Hawthorne und Alan Alda.
Like It Is (Vereinigtes Königreich 1998) – Regie: Paul Oremland
Ein junger Boxer verliebt sich in einen Musikproduzenten.
Männer sind auch nur Frauen (L’homme est une femme comme les autres) (Frankreich 1998) – Regie: Jean-Jacques Zilbermann
Die Sopranistin Rosalie (Elsa Zylberstein) verliebt sich auf einer Hochzeitsfeier in Simon (Antoine de Caunes) und sein Klarinettenspiel. Der Musiker ist jedoch schwul und bekommt von seinem Onkel viel Geld, wenn er endlich heiratet.
Matrosen (Matroos) (Kurzfilm, Belgien 1998) – Regie: Bavo Defurne
Parabel über einen schwulen Teenager, der einen Matrosen liebt.
Offene Herzen (Les corps ouverts) (Frankreich 1998) – Regie: Sébastien Lifshitz
Der 18-jährige Remi kümmert sich neben seiner Schule um seinen kranken Vater. Als er sich für die Teilnahme an einem Film bewirbt, entdeckt er seine homosexuellen Gefühle.
The Opposite of Sex – Das Gegenteil von Sex (The Opposite of Sex) (Vereinigte Staaten 1998) – Regie: Don Roos
Dede Truitt (Christina Ricci) zieht nach dem Begräbnis ihres Stiefvaters zu ihrem homosexuellen Halbbruder Bill. Bill ist mit der Schwester seines verstorbenen Liebhabers, Lucia DeLury (Lisa Kudrow), eng befreundet. Dede spannt ihrem Bruder seinen Liebhaber Matt Mateo aus und sagt Matt, sie sei von ihm schwanger. In Wirklichkeit stammt das Kind von Dedes Ex-Geliebten Randy Cates.
Raus aus Åmål (Fucking Åmål) (Schweden/Dänemark 1998) – Regie: Lukas Moodysson
Coming-out von Elin (Alexandra Dahlström) und Agnes (Rebecka Liljeberg) in einer schwedischen Kleinstadt.
Relax … It’s Just Sex (Vereinigte Staaten 1998) – Regie: P.J. Castellaneta
Eine Clique Homos und Heteros, die gemeinsam durchs Leben gehen.
Sex/Life in L.A. (Dokumentation, Deutschland/Vereinigte Staaten 1998) – Regie: Jochen Hick
Dokumentation über die schwule Glitzerwelt des Filmgeschäftes in Hollywood und deren ernüchternde Realität.
Sitcom (Frankreich 1998) – Regie: François Ozon
Die Geschichte einer Oberklasse-Familie, die die Homosexualität eines Sohnes entdeckt.
2by4 (Vereinigte Staaten 1998) – Regie: Jimmy Smallhorne
Ein irischer Einwanderer versucht in den Straßen der Bronx, seine sexuelle Identität zu finden.
Velvet Goldmine (Vereinigte Staaten 1998) – Regie: Todd Haynes
Kultfilm über den Glam Rock der 1970er Jahre. Im Mittelpunkt steht Brian Slade (Jonathan Rhys Meyers), bisexueller Sänger, der neben seiner Ehe eine Affaire mit Kurt Wilde (Ewan McGregor) hat – eine Anlehnung an David Bowies Glam Rock Zeiten.
Wellen (Bølgene) (Kurzfilm, Norwegen 1998) – Regie: Frank Mosvold
Die Beziehung zweier Teenager wandelt zwischen Liebe und Freundschaft.
Wild Things (Vereinigte Staaten 1998) – Regie: John McNaughton
Liebe und Intrigen zwischen den Hauptdarstellerinnen und deren Lehrer.
The Wolves of Kromer (Vereinigtes Königreich 1998) – Regie: Will Gould
Seth trifft im biederen Ort Kromer auf Gabriel, der ihm beibringt, wie man sich versteckt, was jedoch nicht gelingt. Der scheinheilige Pater macht nun mit der ganzen Gemeinde Jagd auf die beiden Liebenden.
Fantasyfilm, in dem Wölfe Gleichnis für Schwule sind. Erzähler dieses „Märchens“ ist Boy George.

#### 1999
After Stonewall (Dokumentation, Vereinigte Staaten 1999) – Regie: John Scagliotti
Englischsprachige Dokumentation über die amerikanische Lesben- und Schwulenbewegung vom Stonewall-Aufstand 1969 bis in die Gegenwart.
Aimée & Jaguar (Deutschland 1999) – Regie: Max Färberböck
Felice Schragenheim, eine untergetauchte Jüdin, und Lilly Wust, vierfache Mutter mit einem Ehemann an der Front, verlieben sich im Berlin der Jahre 1943/1944 ineinander.
Literaturverfilmung des gleichnamigen Buches von Erica Fischer (1994).
Alles über meine Mutter (Todo sobre mi madre) (Spanien 1999) – Regie: Pedro Almodóvar
Nach dem Tod ihres 17-jährigen Sohnes verlässt Manuela ihre Heimat Madrid, um den Vater ihres Sohnes zu finden, der mittlerweile in Barcelona als Frau lebt. Dabei trifft sie auch eine lesbische Schauspielerin, die eine tragische Rolle beim Tod ihres Sohnes spielte.
Am Lagerfeuer (Kampvuur) (Kurzfilm, Belgien 1999) – Regie: Bavo Defurne
Wout und Tijl teilen sich ein Zelt. Wout weiß nicht, dass Tijl für ihn schwärmt, bis plötzlich im Zelt etwas passiert …
Better Than Chocolate (Kanada 1999) – Regie: Anne Wheeler
Die geschiedene Lila (Wendy Crewson) zieht zu ihrer Tochter, der Buchhändlerin Maggie (Karyn Dwyer). Maggie hat eine lesbische Beziehung mit Kim (Christina Cox), die sie zuerst vor ihrer Mutter verheimlicht.
Der blutige Pfad Gottes (The Boondock Saints) (Kanada/Vereinigte Staaten 1999) – Regie: Troy Duffy
Der homosexuelle FBI-Agent Paul Smecker (Willem Dafoe) ist auf der Jagd nach den Saints, zwei Brüdern, die auf dem Selbstjustiz-Kreuzzug sind.
Boys Don’t Cry (Vereinigte Staaten 1999) – Regie: Kimberly Peirce
Verfilmung einer wahren Geschichte um einen transgeschlechtlichen Teenager. Mit Hilary Swank und Chloë Sevigny.
Burlesk King (Philippinen 1999) – Regie: Mel Chionglo
Harry, Sohn eines amerikanischen Vaters und einer philippinischen Mutter, landet als Tänzer in den Schwulenclubs von Manila.
Chill Out (Deutschland 1999) – Regie: Andreas Struck
Altvertraute Dreiecksgeschichte: Mädchen trifft bi- oder homosexuellen Jungen; ein zweiter Junge kommt hinzu …
Chutney Popcorn (Vereinigte Staaten 1999) – Regie: Nisha Ganatra
Die indische Reena lebt in einer lesbischen Beziehung, was jedoch ihrer Familie missfällt.
Ein Date zu dritt (Three to Tango) (Vereinigte Staaten/Australien 1999) – Regie: Damon Santostefano
Der schwule Architekt Peter (Oliver Platt) und sein heterosexueller Kollege Oscar (Matthew Perry) bewerben sich bei einem Architektenwettbewerb. Durch ein Missverständnis wird Oscar für schwul gehalten. Er verliebt sich in Amy (Neve Campbell), die ihn jedoch weiterhin für schwul hält …
Der Einstein des Sex (Deutschland 1999) – Regie: Rosa von Praunheim
Film über das Leben und Werk des schwulen Sexualforschers Magnus Hirschfeld.
Eiskalte Engel (Cruel Intentions) (Vereinigte Staaten 1999) – Regie: Roger Kumble
In einer Nebenhandlung erpresst Frauenheld Sebastian (Ryan Phillippe) den homosexuellen Football-Spieler Greg McConnell (Eric Mabius), der mit Sebastians schwulem Freund Blaine Tuttle (Joshua Jackson) eine sexuelle Beziehung hat, mit einem Foto, welches die beiden Schwulen beim Geschlechtsverkehr im Bett zeigt. Würde Gregs Homosexualität nun bekannt werden, wären dessen guter Ruf und seine Karriere als Football-Spieler beendet.
Gendernauts – eine Reise durch das Land der Neuen Geschlechter (Dokumentation, Deutschland 1999) – Regie: Monika Treut
Dokumentarfilm über die Trans-Szene in San Francisco.
Just One Time (Vereinigte Staaten 1999) – Regie: Lane Janger
Anthony wünscht sich, seine Verlobte Amy vor der Hochzeit einmal beim Sex mit einer anderen Frau zu beobachten. Diese willigt ein, wenn ihr Verlobter auch Sex mit einem Mann hat. Der schwule Victor und die lesbische Michelle bringen dann die Welt des Paares ins Wanken.
Lola und Bilidikid (Deutschland 1999) – Regie: Kutluğ Ataman
Der 17-jährige Murat ist schwul. Bei seinem Coming-out hat er auch mit seiner türkischen Abstammung zu kämpfen.
Makellos (Flawless) (Vereinigte Staaten 1999) – Regie: Joel Schumacher
Drag-Queen Rusty (Philip Seymour Hoffman) gibt Walt Koontz (Robert De Niro) nach einem Schlaganfall Logopädie-Stunden.
Memento Mori – Gedenke des Todes (Yeogo Goedam II) (Südkorea 1999) – Regie: Kim Tae-yong, Min Kyu-dong
Min-ah findet das Tagebuch ihrer Klassenkameradinnen Shi-eun und Hyo-shin, in dem sich ihre lesbische Liebesbeziehung offenbart. Eines Tages begeht Hyo-shin Selbstmord, worauf an dem Mädcheninternat übernatürliche Phänomene auftreten.
Neuschnee (Premières neiges) (Frankreich 1999) – Regie: Gaël Morel
Die lesbische Diebin Léa versucht, an Weihnachten ein Kaufhaus zu berauben. Als sie von dem Wachmann entdeckt wird, muss sie versuchen, ihn dazu zu bekommen, nicht die Polizei zu rufen.
Off the Straight and Narrow (Dokumentation, Vereinigte Staaten 1999) – Regie: Katherine E. Sender
Dokumentarfilm über die Darstellung Homosexueller im amerikanischen Fernsehen seit den 1960er Jahren.
Oi! Warning (Deutschland 2000) – Regie: Dominik Reding, Benjamin Reding
Der Skinhead Janosch (Sascha Backhaus) verliebt sich in den Punk Zottel (Jens Veith) und verrät ihn.
Rick & Steve the Happiest Gay Couple in All the World (Kurz-Animationsfilm, Vereinigte Staaten 1999) – Regie: Q. Allan Brocka
Im Stop-Motion-Verfahren hergestellter Kurz-Animationsfilm über das schwule Paar Rick und Steve sowie das lesbische Paar Kirsten und Dana, die gemeinsam ein Kind bekommen wollen.
Aufgrund des großen Erfolgs dieses Kurzfilms wurde daraus eine gleichnamige Serie, die von 2007 bis 2009 mit insgesamt 14 Episoden in zwei Staffeln ausgestrahlt wurde (siehe: Rick & Steve: The Happiest Gay Couple in All the World).
The Sissy Duckling (Vereinigte Staaten 1999) – Regie: Anthony Bell
Zeichentrickfilm über ein schwules Entchen, das von seinen Schulfreunden gehänselt wird. Als es ein Leben rettet, lernen die anderen, es zu respektieren wie es ist.
Adaption des Märchens Das hässliche Entlein von Hans Christian Andersen.
Speedway Junkie (Vereinigte Staaten 1999) – Regie: Nickolas Perry.
Jonathan Taylor Thomas spielt Steve, einen Stricher und Anführer einer Gang.
Story of a Bad Boy (Vereinigte Staaten 1999) – Regie: Tom Donaghy
Der 17-jährige Pauly verliebt sich in der Schule in seinen Schauspiellehrer.
Tabu (Gohatto) (Japan 1999) – Regie: E. Nagisa Oshima
Homosexuelle Liebe unter Samurai in der Shogun-Ära.
Der talentierte Mr. Ripley (The Talented Mr. Ripley) (Vereinigte Staaten/Italien 1999) – Regie: Anthony Minghella
Tom Ripley (Matt Damon) verliebt sich heimlich in den Lebemann Dickie (Jude Law). Als dieser sich über ihn lustig macht, erschlägt Tom ihn in einem Boot und schlüpft in eine Doppelrolle. Als Gefahr besteht, dass sein Spiel und der erste Mord auffliegen, bringt er auch seinen Liebhaber Peter (Jack Davenport) um.
Les terres froides (Frankreich 1999) – Regie: Sébastien Lifshitz
Der 20-jährige Djamel begibt sich auf die Suche nach seinem Vater. Als er ihn findet, lernt er auch seinen schwulen Halbbruder kennen …
Trick (Vereinigte Staaten 1999) – Regie: Jim Fall
Die Suche nach einem Platz für einen ungestörten One-Night-Stand wird zur Odyssee. Mit Tori Spelling.
Urban Feel (Kesher Ir) (Israel 1999) – Regie: Jonathan Sagall
Der bisexuelle Emanuel (Jonathan Sagall) drängt sich in die Ehe seiner früheren Freundin.
Weil ich ein Mädchen bin (But I’m a Cheerleader) (Vereinigte Staaten 1999) – Regie: Jamie Babbit
Megan (Natasha Lyonne), eine erfolgreiche Spitzenschülerin wird von allen für lesbisch gehalten und von ihren Eltern in ein Umorientierungs-Camp geschickt. Dort verliebt sie sich in die rebellische Graham (Clea du Vall), was von den Campleitern und den Eltern unterbunden wird.

### 2000er Jahre

#### 2000
Die Ahnungslosen (Le Fate Ignoranti) (Italien/Frankreich 2000) – Regie: Ferzan Özpetek
Nach dem Unfalltod ihres Mannes Massimo (Andrea Renzi) erfährt Antonia (Margherita Buy) von seinem schwulen Doppelleben. Sie sucht die bunt gemischte Clique auf, um mehr über die unbekannte Seite ihres Mannes zu erfahren.
Bevor es Nacht wird (Before Night Falls) (Vereinigte Staaten 2000) – Regie: Julian Schnabel
Biografie des schwulen kubanischen Schriftstellers und Dissidenten Reinaldo Arenas (Javier Bardem). Johnny Depp in einer Nebenrolle als Transvestit.
Big Eden … ein kleines Wunder (Big Eden) (Vereinigte Staaten 2000) – Regie: Thomas Bezucha
Henry, ein erfolgreicher New Yorker Künstler kehrt zurück in seine kleine Heimatstadt in Montana und muss sich dort mit seiner unerwiderten High-School-Liebe zu Dean auseinandersetzen, dessen idealisiertes Bild er all die Jahre mit sich getragen hat. Aber da ist auch Pike, der schüchterne indianische Drugstore-Besitzer, der sich zu seiner wie zur Überraschung aller in Henry verliebt. Und das ganze Städtchen versucht, die beiden zusammenzubringen.
Billy Elliot – I Will Dance (Vereinigtes Königreich 2000) – Regie: Stephen Daldry
Während der junge Billy (Jamie Bell) wegen seiner Vorliebe fürs Tanzen mit dem Vorurteil konfrontiert wird, er sei homosexuell, entwickelt sein Freund Michael (Stuart Wells) tatsächlich homosexuelle Neigungen.
Burning Money (Plata quemada) (Spanien/Frankreich/Argentinien/Uruguay 2000) – Regie: Marcelo Piñeyro
Auf einer wahren Geschichte basierender Film über ein schwules Räuberpaar.
Center Stage (Vereinigte Staaten 2000) – Regie: Nicholas Hytner
Film über zwölf Tanzelevinnen und -eleven an der American Ballet Company. Neben anderen Handlungssträngen gibt es auch eine schwule Beziehung.
Der Club der gebrochenen Herzen (The Broken Hearts Club) (Vereinigte Staaten 2000) – Regie: Greg Berlanti
Der Film erzählt vom Leben einer Gruppe schwuler Freunde in West-Hollywood.
Common Ground (Vereinigte Staaten 2000) – Regie: Donna Deitch
Episodenfilm mit drei Geschichten zum Thema Homosexualität.
Doors cut down (En malas compañías) (Kurzfilm, Spanien 2000) – Regie: Antonio Hens
Der 16-jährige Guillermo erlebt seine ersten sexuellen Abenteuer mit Männern, die er im örtlichen Einkaufszentrum kennenlernt.
Drift (Kanada 2000) – Regie: Quentin Lee
Auf einer Party treffen Ryan und Joel den Studenten Leo, der ihre Beziehung durcheinander bringt.
Eban und Charley (Eban and Charley) (Vereinigtes Königreich/Vereinigte Staaten 2000) – Regie: James Bolton
Nach dem Tod seiner Mutter lebt der 15-jährige Charley mit seinem tyrannischen Vater. Als er eine illegale Beziehung mit dem 29-jährigen Eban beginnt und ihre Familien davon erfahren, müssen sie eine schwere Entscheidung treffen.
Felix (Drôle de Félix) (Frankreich 2000) – Regie: Olivier Ducastel, Jacques Martineau
Der HIV-positive Felix reist quer durch Frankreich, um seinen Vater zu finden, und lernt dabei viele Menschen kennen.
4 P.M. (Kurzfilm, Vereinigtes Königreich 2000) – Regie: Samantha Bakhurst, Lea Morement
Die lesbische Jenna Watson hat die Nacht bei einer Frau verbracht und muss die Wohnung bis 4 Uhr verlassen haben. Das Problem: die Tür ist abgeschlossen und sie kommt nicht mehr heraus. Um 4 Uhr öffnet sich die Tür, doch ihre Sexpartnerin ist nicht alleine …
Ein Freund zum Verlieben (The Next Best Thing) (Vereinigte Staaten 2000) – Regie: John Schlesinger
Die verlassene Abbie Reynolds (Madonna) wird von ihrem schwulen Freund Robert Whittaker (Rupert Everett) schwanger.
The Girl (Vereinigte Staaten/Frankreich 2000) – Regie: Sande Zeig
Eine junge Malerin lebt in einer langjährigen lesbischen Beziehung. In einem Nachtclub begegnet sie einer charismatischen Sängerin und die Gefühle fahren Achterbahn.
Girls United (Bring It On) (Vereinigte Staaten 2000) – Regie:Peyton Reed
Gespräche über die Homosexualität männlicher Cheerleader. Am Ende des Films lernen sich zwei jugendliche Cheerleader kennen und flirten miteinander.
Indifference (Likegyldighet) (Kurzfilm, Norwegen 2000) – Regie: Frank Mosvold
Der 16-jährige Ole Petter glaubt an Gott, hat aber Zweifel, ob Gott auch an ihn glaubt. Er sucht Rat bei einem Priester …
Iron Ladies (Satree lek) (Thailand 2000) – Regie: Youngyooth Thongkonthun
Verfilmung einer wahren Geschichte um eine thailändische Volleyball-Mannschaft, die aus Schwulen, Dragqueens und Transgeschlechtlichen besteht und gegen alle Widerstände konservativer Funktionäre an den nationalen Meisterschaften teilnehmen will. Dort avancieren sie zu Publikumslieblingen und sind im Turnier sehr erfolgreich …
Kilometer 0 (Km. 0) (Spanien 2000) – Regie: Yolanda García Serrano, Juan Luis Iborra
An einem heißen Sommertag verabreden sich sieben Paare an der Puerta del Sol, einem der zentralen Plätze Madrids. Dabei kommt es zu einigen Verwechslungen und unerwarteten Begegnungen.
Krámpack – Nico und Dani (Krámpack) (Spanien 2000) – Regie: Cesc Gay
Die Teenager Dani (Fernando Ramallo) und Nico (Jordi Vilches) wollen in den gemeinsam verbrachten Sommerferien endlich ihre Unschuld verlieren. Dabei würde Dani am liebsten mehr als Masturbation mit Nico erleben. Später taucht ein Schriftsteller und Freund der Familie auf, den Dani bewundert und mit dem er sich sexuell einlässt.
Liberace: Too Much of a Good Thing is Wonderful (Dokumentation, Vereinigtes Königreich/Vereinigte Staaten 2000) – Regie: Hamish Mykura
Dokumentation über das Leben des Pianisten Liberace, der mit seinen opulenten Shows als „Mr. Showmanship“ ein Superstar war, der jedoch bis zu seinem Tod seine Homosexualität verleugnete.
Lieb mich! (Deutschland 2000) – Regie: Maris Pfeiffer
Kathrin ist glücklich verheiratete Mutter. Nach der Einschulung ihres Sohnes beginnt sie eine Affäre mit dessen Lehrerin Elena.
Man liebt es unentschieden (La Confusion des Genres) (Frankreich 2000) – Regie: Ilan Duran Cohen
Alain (Pascal Greggory) hat abwechselnd Affären mit Männern und Frauen. Eines Tages schwängert er seine Geschäftspartnerin Laurence (Nathalie Richard), möchte jedoch gerade eine Beziehung zum jungen schwulen Christophe (Cyrille Thouvenin) aufbauen.
Das Meer (El Mar) (Spanien 2000) – Regie: Agustí Villaronga
Zwei Jungen machen beim Ausbruch des Spanischen Bürgerkrieges traumatische Erfahrungen. Als sie sich Jahre später in einem Sanatorium wiedersehen, offenbart einer der beiden seine Vergangenheit als Stricher, was seinen tief religiösen Freund in eine Zwickmühle bringt, da er sich zu ihm hingezogen fühlt, was jedoch seiner Religion widerspricht.
The Night Larry Kramer Kissed Me (Vereinigte Staaten 2000) – Regie: Tim Kirkman
Episodenfilm über die schwule männliche Erfahrung in der Großstadt.
No One Sleeps (Deutschland/Vereinigte Staaten 2000) – Regie: Jochen Hick
Spielfilm über einen Medizinstudenten, der die These des von Militär generierten HI-Virus verfolgt und in die Untersuchung von Serienmorden gerät.
Nur eine Frage der Liebe (Just a question of love) (Juste une question d’amour) (Frankreich, Belgien 2000) – Regie: Christian Faure
Als sich der junge Laurent in Cédric verliebt, traut er sich nicht, seinen konservativen Eltern zu sagen, dass er schwul ist.
O Fantasma (Portugal 2000) – Regie: João Pedro Rodrigues
Sergio verliebt sich in den älteren Joao, der seine Gefühle nicht erwidert.
Paragraph 175 (Dokumentation, Vereinigte Staaten 2000) – Regie: Rob Epstein, Jeffrey Friedman
Dokumentation über das Schicksal der Rosa-Winkel-Häftlinge.
The Perfect Son (Kanada 2000) – Regie: Leonard Farlinger
Eine tödliche Krankheit vereint einen Mann wieder mit seinem entfremdeten Bruder.
Red Dirt (Vereinigte Staaten 2000) – Regie: Tag Purvis
Obwohl er gerade erst 20 Jahre alt ist und eigentlich die Provinz verlassen will, muss Griffith sich um seine kranke Tante kümmern. Als ein Fremder in sein Leben tritt, nimmt sein Leben eine unerwartete Wendung.
Schmerzende Wahrheit (The Truth about Jane) (Vereinigte Staaten 2000) – Regie: Lee Rose
Jane kämpft um Anerkennung nach ihrem Coming-out. Dabei gerät sie immer wieder an ihre homophobe Mutter.
Sommer wie Winter (Presque Rien) (Frankreich 2000) – Regie: Sébastien Lifshitz
Der 18-jährige Mathieu (Jérémie Elkaïm) verliebt sich während des Sommerurlaubs in den gleichaltrigen Cédric (Stéphane Rideau). Im Winter des darauffolgenden Jahres versucht Mathieu, sich umzubringen, nachdem Cédric ihn verlassen hat. Die Gründe für die Trennung werden im Film nicht dargestellt. Der Film erzählt von Mathieus Gefühlen bei seinem Coming-out und von seinen Gefühlen während und nach seiner ersten Liebe.
Sordid Lives (Vereinigte Staaten 2000) – Regie: Del Shores
Geschichte der Familie Ingram aus einer kleinen texanischen Stadt. Ty, der Sohn der konservativen Latrelle ist schwul. Ebenso ihr Bruder Earl „Brother Boy“, der als Tammy Wynette verkleidet in einer Heilanstalt lebt und dort von seiner Homosexualität geheilt werden soll.
Mit Olivia Newton-John.
Urbania (Vereinigte Staaten 2000) – Regie: Jon Shear
Charlie verbringt ein Herbstwochenende in New York City, wobei er viele Erfahrungen macht.
Weihnachten zu Haus – Home for Christmas (Hjem til jul) (Kurzfilm, Vereinigte Staaten 2000) – Regie: Frank Mosvold
Am Weihnachtsabend sagt eine Tochter ihren Eltern, dass sie lesbisch ist.
Women Love Women (If These Walls Could Talk 2) (Vereinigte Staaten 2000) – Regie: Jane Anderson, Martha Coolidge
Episodenfilm (Fernsehfilm) über das Leben lesbischer Paare in den Jahren 1961, 1972 und 2000. Mit Vanessa Redgrave, Marian Seldes, Michelle Williams, Chloë Sevigny, Sharon Stone, Ellen DeGeneres u. a.
Die WonderBoys (Wonder Boys) (Vereinigte Staaten 2000) – Regie: Curtis Hanson
Tobey Maguire spielt den schwulen Jungschriftsteller James Leer und Robert Downey Jr. den bisexuellen Lektor Terry Crabtree.
Zurück auf Los! (Deutschland 2000) – Regie: Pierre Sanoussi-Bliss
Als der dunkelhäutige deutsche Sänger Sam (Pierre Sanoussi-Bliss) von seiner HIV-Infektion erfährt, bricht für ihn die Welt zusammen. Schon bald aber erkennt er, dass das Leben weitergeht – er verliebt sich neu und gründet eine Art Familie, bestehend aus seinem Mal-ja-mal-nein-Lover Rainer (Dieter Bach), seinem besten Freund Bastl (Matthias Freihof) und dessen jüngster Affäre Mike, in der zerbröckelnden Pracht des gründerzeitlichen Ostberlin.
Zwei Frauen, ein Mann und ein Baby (Österreich 2000) – Regie: Wolfgang Murnberger
Sandra und Iris führen eine glückliche lesbische Beziehung. Erst als Iris den Wunsch nach einem Baby äußert und ein Samenspender gesucht werden soll, bahnt sich eine Beziehungskrise an.

#### 2001
All Over the Guy (Vereinigte Staaten 2001) – Regie: Julie Davis
Eine heterosexuelle Frau und ihr schwuler Kumpel verlieben sich in zwei Freunde, von denen der eine heterosexuell und der andere schwul ist. So entstehen zwei Paare aus vier Freunden, die gemeinsam die Klippen ihrer Beziehungen meistern müssen.
Babykram ist Männersache (Deutschland 2001) – Regie: Uwe Janson
Die Brüder Malte und Arne finden in einer Telefonzelle ein Baby. Auf der Suche nach der Mutter stoßen sie in einem Nachtclub auf die Bardame Belinda. Diese entpuppt sich allerdings als Transfrau und kommt somit nicht in Frage. Bei der weiteren Suche wirft Malte immer mehr seine Homophobie über Bord und verliebt sich in Belinda.
Bobby (Deutschland 2001) – Regie: Vivian Naefe
Bobby ist ein junger Mann mit Down-Syndrom. Als seine Mutter stirbt, kommt es zum Streit ums Sorgerecht seiner Schwester Nanni und dem homosexuellen Bruder Johannes, der mit seinem Lebensgefährten Marc zusammenwohnt.
Breaking Up Really Sucks (Kurzfilm, Vereinigte Staaten 2001) – Regie: Jennifer McGlone
Zwei Frauen verlieben sich ineinander, bekommen aber ziemlich schnell Streit.
Circuit (Vereinigte Staaten 2001) – Regie: Dirk Shafer
Independent-Spielfilm, dessen Handlung im Rahmen schwuler Circuit Partys angesiedelt ist.
Danny in the Sky (Kanada 2001) – Regie: Denis Langlois
Danny, Sohn eines schwulen Vaters und einer früh verstorbenen Top-Model-Mutter, versucht seine Identität zu finden in einer Welt, die ihn unbedingt als Homosexuellen sehen will – sei es wegen seines Jobs als Stripper, sei es auf Grund seines väterlichen „Erbes“ oder einfach nur wegen seines blendenden Aussehens …
The Deep End – Trügerische Stille (The Deep End) (Vereinigte Staaten 2001) – Regie: Scott McGehee, David Siegel
Margaret Hall (Tilda Swinton) tut alles, um ihren Sohn Beau (Jonathan Tucker) vor dem Gefängnis zu bewahren, nachdem sein Lover Darby Reese (Josh Lucas) bei einem gemeinsamen Autounfall umgekommen ist.
Drei Furien & ein warmer Bruder (Zus & Zo) (Niederlande 2001) – Regie: Paula van der Oest
Drei Schwestern versuchen, ihren Bruder von der Hochzeit mit einer Frau abzuhalten, weil sie wissen, dass er homosexuell ist.
Fish and Elephant (Jin nian xia tian) (China 2001) – Regie: Li Yu
Liebesdrama zwischen einer Tierpflegerin und einer Verkäuferin.
The Fluffer (Vereinigte Staaten 2001) – Regie: Richard Glatzer, Wash Westmoreland
Sean trifft bei den Dreharbeiten zu einem schwulen Pornofilm seinen Schwarm Johnny. Aber Johnny ist heterosexuell.
Freunde (Kurzfilm, Deutschland 2001) – Regie: Jan Krüger
Johannes hat in Marco einen neuen Freund gefunden. Die Beziehung zwischen den beiden wird immer enger und schließlich steht eine Entscheidung an.
Gasoline (Benzina) (Italien 2001) – Regie: Monica Stambrini
Die Geschichte eines lesbischen Paares, das die konservative Mutter einer der beiden auseinander bringen will.
Gypsy 83 (Vereinigte Staaten 2001) – Regie: Todd Stephens
Die 25-jährige Gypsy und der 18-jährige Clive sind als Gothic-Anhänger Außenseiter in ihrer heimatlichen Kleinstadt. Als sie nach New York reisen, weil Gypsy dort an einem Talentwettbewerb teilnehmen und ihre verschwundene Mutter finden will, lernt Clive einen Mann kennen, mit dem er endlich Sex haben kann. In New York angekommen, erfährt Gypsy, dass ihre Mutter vor vier Jahren Selbstmord begangen hat.
Hormone und andere Dämonen (Hormoner og andre demoner) (Kurzfilm, Norwegen 2001) – Regie: Sara Johnsen
Bei einer Urlaubsfahrt verlieben sich sowohl Eduarda als auch ihr Bruder Kai in den attraktiven Lukas.
Kissing Jessica (Kissing Jessica Stein) (Vereinigte Staaten 2001) – Regie: Charles Herman-Wurmfeld
Die in New York lebende, erfolgreiche Journalistin Jessica Stein hat bisher niemals ihre Sexualität hinterfragt. Als sie Helen Cooper kennenlernt, verlieben sich die beiden Frauen.
Lan Yu (Lán Yǔ) (VR China/Hongkong 2001) – Regie: Stanley Kwan
Film über die Beziehung zweier Männer in Peking.
Late Summer (Kurzfilm, Vereinigte Staaten 2001) – Regie: David Ottenhouse
Ein Fotograf erinnert sich an einen ganz besonderen Sommer, den er mit seinem älteren Cousin verbracht hat.
L.I.E. – Long Island Expressway (L.I.E.) (Vereinigte Staaten 2001) – Regie: Michael Cuesta
Differenziertes Coming-of-age-Drama auf Long Island.
Lost and Delirious (Kanada 2001) – Regie: Léa Pool
Dramatischer Jugendfilm über die lesbische Liebe zweier Teenager. Mit Mischa Barton und Piper Perabo.
Ein Mann sieht rosa (Le Placard) (Frankreich 2001) – Regie: Francis Veber
Der Buchhalter François Pignon (Daniel Auteuil) soll entlassen werden. Sein schwuler Nachbar (Michel Aumont) empfiehlt ihm, vorzugeben, er sei auch schwul, um so seine Entlassung zu verhindern. Plötzlich ist sich auch Macho-Kollege Félix Santini (Gérard Depardieu) über seine sexuellen Orientierung nicht mehr ganz im Klaren.
Mulholland Drive – Straße der Finsternis (Mulholland Dr.) (Frankreich/Vereinigte Staaten 2001) – Regie: David Lynch
Diane (Naomi Watts) zieht nach Los Angeles und verliebt sich in Camilla (Laura Harring). Camilla ist ihr untreu mit Männern und Frauen. Eifersucht und Mord sind die Folgen. Aber nichts ist so, wie es scheint.
Out of the Closet, Off the Screen: The Life of William Haines (Dokumentation, Vereinigte Staaten 2001) – Regie: Fenton Bailey, Randy Barbato
Dokumentarfilm über den amerikanischen Filmstar William Haines, der sich weigerte, seine Homosexualität zu verleugnen und deshalb zu Beginn der 1930er-Jahre seine Filmkarriere beenden musste.
Same Sex Parents (Des parents pas comme les autres) (Frankreich 2001) – Regie: Laurence Katrian
Eine Klassenkameradin enthüllt, dass Olympe zwei lesbische Mütter hat. Zunächst ist Olympe wütend auf ihre Mutter, doch schließlich zeigt sich, dass die Wahrheit befreiend ist.
Der Schuh des Manitu (Deutschland 2001) – Regie: Michael Herbig
Parodie auf die Winnetou-Verfilmungen der 1960er Jahre mit dem schwulen Indianer Winnetouch.
Im Jahr 2025 gab es mit „Das Kanu des Manitu“ eine Fortsetzung des Films.
Selma & Sofie (Kurzfilm, Schweden 2001) – Regie: Mia Engberg
Selma verliebt sich in ihre Schwimmlehrerin Sofie.
Die beiden Darstellerinnen sind auch im wirklichen Leben ein Paar.
Sind denn alle netten Männer schwul? (Deutschland 2001) – Regie: Sibylle Tafel
Um von Mala ein WG-Zimmer zu bekommen, gibt sich Carlo als schwul aus. Als sie Michael kennenlernt und ihn sympathisch findet, eröffnet er ihr, dass er auch schwul ist. Schließlich erfährt sie, dass Carlo sie angelogen hat.
Straße der Liebe (Tarik El Hob) (Frankreich 2001) – Regie: Rémi Lange
Der Algerier Karim studiert Soziologie in Paris. Bei einer Studienarbeit zum Thema Homosexualität wird ihm klar, dass auch er schwul ist.
Sweet November (Vereinigte Staaten 2001) – Regie: Pat O’Connor
Die zwei besten Freunde von Sara Deever (Charlize Theron) sind ein Paar und leben zusammen.
Tunten lügen nicht (Dokumentation, Deutschland 2001) – Regie: Rosa von Praunheim
Dokumentation über das Leben von vier Berliner Tunten (mit Tima der Göttlichen und Ovo Maltine)
Vorspiel mit Nachspiel (Alternativer Titel: Mein Vater, die Tunte) (Deutschland 2001) – Regie: Uwe Janson
Jan denkt, sein Vater sei Arbeiter auf einer Bohrinsel. In Wirklichkeit ist er schwul und Besitzer eines Nachtclubs. Jetzt wollen sich beide endlich kennenlernen. Mit einem Auftritt von Walter Giller als alternder Travestiekünstler.
Wambo (Deutschland 2001) – Regie: Jo Baier
Der Film beschreibt die Lebensgeschichte des 1990 ermordeten Schauspielers Walter Sedlmayr, der zeitlebens versuchte, seine homosexuellen Neigungen vor der Öffentlichkeit zu verbergen.
Y Tu Mamá También – Lust for Life (Y tu mamá también) (Mexiko 2001) – Regie: Alfonso Cuarón
Die Teenager Tenoch (Diego Luna) und Julio (Gael García Bernal) sind sehr eng befreundet. Sie überreden eine reifere Frau, mit zum Strand zu fahren. Dort kommt es dann zum Flotten Dreier, bei dem sich auch die beiden Jungs liebkosen.
Zittern im Angesicht des Herrn (Trembling Before G-d) (Dokumentation, Vereinigte Staaten 2001) – Regie: Sandi Simcha DuBowski
Dokumentation über Homosexualität im orthodoxen Judentum.

#### 2002
AKA (Vereinigtes Königreich 2002) – Regie: Duncan Roy
Der 18-jährige Dean ist gutaussehend und intelligent, jedoch auf der Suche nach sich selbst. Dabei trifft er auf einen älteren schwulen Mann, der ihn begehrt und auf einen jungen Stricher. Kann Dean die Liebe finden?
Die Handlung wird aus drei unterschiedlichen Perspektiven erzählt.
Alles wegen Benjamin (À cause d’un garçon) (Frankreich 2002) – Regie: Fabrice Cazeneuve
Der 16-jährige Vincent ist bei allen beliebt und hat eine Freundin. Doch in Wirklich fühlt er sich zu Jungen hingezogen. Eines Tages taucht der neue Mitschüler Benjamin auf. Zunächst versucht Vincent die Fassade aufrechtzuerhalten. Aber eines Tages steht Benjamin vor Vincents Haustür …
Eine außergewöhnliche Affäre (Deutschland 2002) – Regie: Maris Pfeiffer
Der Familienvater und Lehrer Jochen Wenzel (Hans-Werner Meyer) entdeckt seine Liebe zum schwulen Referendar Tom Leuthner (Matthias Walter).
Ben & Arthur (Vereinigte Staaten 2002) – Regie: Sam Mraovich
Ben und Arthur heiraten – sehr zum Missfallen von Arthurs fanatisch-religiösem Bruder, der glaubt, Arthur sei von Dämonen besessen.
Blue Gate Crossing (Lan se da men) (Frankreich/Taiwan 2002) – Regie: Chin-yen Yee
Teenagerfreundschaft zwischen einem Jungen und einer Lesbe in Taipeh.
Boat Trip (Vereinigte Staaten/Deutschland 2002) – Regie: Mort Nathan
Die Freunde Jerry (Cuba Gooding junior) und Nick (Horatio Sanz) wollen eine Kreuzfahrt unternehmen, um dort Frauen kennenzulernen. Was sie nicht wissen: es handelt sich um eine Kreuzfahrt für Schwule. Stattdessen lernen sie Lloyd (Roger Moore) und andere Schwule kennen und ihre Sicht auf Schwule wandelt sich.
Breaking the Cycle (Vereinigte Staaten 2002) – Regie: Dominick Brascia
Jason und Chad leben gemeinsam in einer Wohngemeinschaft. Während Jason immer wieder neue sexuelle Abenteuer mit Internet-Bekanntschaften sucht, ist Chad heimlich in Jason verliebt.
Brüder (Österreich 2002) – Regie: Wolfgang Murnberger
Im ersten Teil der Trilogie erfahren Haubenkoch Ernstl Stadler (Erwin Steinhauer) und Koch und Inhaftierter Wickerl Stadler (Wolfgang Böck) nach dem Begräbnis ihrer Mutter, dass sie nur Halbbrüder sind. Der schwule Krankenpfleger Adrian Stadler wurde als Findelkind von derselben Mutter aufgezogen. Die drei unterschiedlichen Männer kommen zur Erkenntnis „Und mir drei sind trotzdem Brüder“.
Früchte der Liebe (Food of Love) (Spanien/Deutschland 2002) – Regie: Ventura Pons
Verfilmung des Romans The Page Turner von David Leavitt: Paul (Kevin Bishop), ein hübscher Musikstudent, arbeitet als Noten-Umwender für den berühmten Pianisten Kennington (Paul Rhys). Es kommt zu einer Liebesaffäre der beiden, aus welcher sich Kennington zurückzieht, um nicht kompromittiert zu werden. Paul bleibt allein, aber erwachsen geworden, zurück.
Frühstück? (Kurzfilm, Deutschland 2002) – Regie: Alexander Pfeuffer
Boris sucht den Mann fürs Leben, während Till Angst vor einer festen Beziehung hat.
Gay Propaganda (Kurzfilm, Vereinigte Staaten 2002) – Regie: J. D. Disalvatore, Meredith Kadlec, Kurt Koehler, Lynnette M. Myers, James Edward Quinn, Jessica Zweiman
Parodien großer Filmklassiker als schwule und lesbische Versionen. Parodiert werden die Filmklassiker: „Casablanca“ / „Goodfellas“ als „Goodfaigolas“ / „Frankenstein“ und „Young Frankenstein“ als „Hung Frankenstein“ / „From Here to Eternity“ als „From Queer to Eternity“ / „The Graduate“ als „Gay Graduate“ / „Taxi Driver“ / „On Golden Pond“ als „On Gay Golden Pond“ / „The Breakfast Club“ als „Gay Breakfast Club“ / „Moonstruck“ als „Gay Moonstruck“ / „Reservoir Dogs“ als „Reservoir Dykes“.
Hand on the Pulse (Dokumentation, Vereinigte Staaten 2002) – Regie: Joyce Warshow
Dokumentarfilm über die Gründerin der Lesbian Herstory Archives.
Dem Himmel so fern (Far from Heaven) (Frankreich/Vereinigte Staaten 2002) – Regie: Todd Haynes
In Amerika Ende der 1950er erwischt Cathy Whitaker (Julianne Moore) ihren Mann Frank (Dennis Quaid) mit einem anderen Mann. Dieser begibt sich in Behandlung, die aber keinen Erfolg hat. Cathy empfindet währenddessen Zuneigung zum schwarzen Gärtner Raymond (Dennis Haysbert), aber in dieser Zeit ist auch ihnen kein Zusammenleben gegönnt.
Mit über 70 Auszeichnungen erfolgreichster Independent-Film des Kinojahres 2002
The Hours – Von Ewigkeit zu Ewigkeit (The Hours) (Vereinigte Staaten 2002) – Regie: Stephen Daldry
Das Schicksal dreier Frauen aus verschiedenen Generationen, die durch Virginia Woolfs (Nicole Kidman) Roman Mrs. Dalloway beeinflusst wurden. In einer Episode bereitet die lesbische Clarissa Vaughan (Meryl Streep) eine Preisverleihungsparty für ihre Jugendliebe vor, den schwulen, an AIDS erkrankten Richard Brown (Ed Harris).
Kick It Like Beckham (Bend It Like Beckham) (Vereinigtes Königreich/Deutschland 2002) – Regie: Gurinder Chadha
Aufgrund eines Missverständnisses vermutet die Mutter (Juliet Stevenson) der jungen Fußballspielerin Jules (Keira Knightley) eine lesbische Beziehung zwischen ihrer Tochter und Mannschaftskameradin Jess (Parminder Nagra). Jess’ guter Freund Tony (Ameet Chana) ist heimlich homosexuell.
The Laramie Project (Vereinigte Staaten 2002) – Regie: Moisés Kaufman
Der Film beschreibt die Geschichte der Theatergruppe um Moisés Kaufman, die nach dem Tod des schwulen Studenten Matthew Shepard viele Interviews in der Heimatstadt des Ermordeten führen.
Leben tötet mich (Vivre me tue) (Frankreich/Deutschland 2002) – Regie: Jean-Pierre Sinapi
Die Brüder Paul und Daniel leben am Rand von Paris. Während der Pizzafahrer Paul von einem Leben als Schriftsteller träumt, traut sich sein jüngerer Bruder Daniel nicht, sich als schwul zu outen und landet schließlich als Darsteller in einer Hamburger Sexrevue, wo ihm sein Anabolika-Konsum zum Verhängnis wird.
Lysistrata (Lisístrata) (Spanien 2002) – Regie: Francesc Bellmunt
Verfilmung des gleichnamigen Comics von Ralf König aus dem Jahre 1987. Grundlage bildet die altgriechische Komödie Lysistrata, in der sich die Frauen sich den Männern verweigern, um den lang schwelenden Krieg zwischen Athen und Sparta zu beenden. Bei König (und im Film) wollen auch die Schwulen auf ihre Kosten kommen und mischen mit.
Die Matthew Shepard Story (The Matthew Shepard Story) (Vereinigte Staaten 2002) – Regie: Roger Spottiswoode
Der nach einem authentischen Fall gedrehte Film schildert die Gerichtsverhandlung wegen des Mordes an Matthew Shepard (Shane Meier) und in Rückblenden dessen Jugend. Er befasst sich auch mit den homophoben Aktionen des Baptistenpredigers Fred Phelps (James Bearden) vor dem Gerichtsgebäude.
Mein Bruder Leo (Tout contre Léo) (Frankreich 2002) – Regie: Christophe Honoré
Der schwule Leo gesteht seinen Eltern und seinen beiden jüngeren Brüdern, dass er HIV-positiv ist. Eine Reise zu einem früheren Liebhaber lässt Leo und seinen Bruder Marcel einander besser verstehen …
Mein wahres Leben in der Provinz (Ma vraie vie à Rouen) (Frankreich 2002) – Regie: Olivier Ducastel, Jacques Martineau
Der 16-jährige Etienne möchte Eiskunstläufer werden. Schließlich entdeckt er seine Homosexualität.
9 Dead Gay Guys (Vereinigtes Königreich 2002) – Regie: Lab Ky Mo
Komödie um zwei junge Iren, die in der Londoner Schwulenszene mit Liebesdiensten ihren Lebensunterhalt bestreiten wollen. Versehentlich verliert ein Freier dabei sein Leben …
O Beautiful (Kurzfilm, Vereinigte Staaten 2002) – Regie: Alan Brown
Nachdem ein schwuler Schüler von homophoben Mitschülern verprügelt und in einem Feld zurückgelassen wurde, kehrt einer der Täter reumütig zurück.
Die Regeln des Spiels (The Rules of Attraction) (Deutschland/Vereinigte Staaten 2002) – Regie: Roger Avary
Der Collegestudent Paul Denton (Ian Somerhalder) verliebt sich in den Hetero Sean Bateman (James Van Der Beek).
Rip off my Clothes (Rasgue Minha Roupa) (Kurzfilm, Brasilien 2002) – Regie: Lufe Steffen
Ein Mann wird in São Paulo ausgenutzt.
Der schönste Tag in meinem Leben (Il Più bel giorno della mia vita) (Italien/Vereinigtes Königreich 2002) – Regie: Cristina Comencini
Eine auf den ersten Blick normale Familie, die jedoch eine Menge Probleme hat. Eines davon ist der schwule Sohn Claudio, der sich nicht traut, zu seiner Homosexualität zu stehen.
Sommerblues (Summer Blues) (Kurzfilm, Norwegen 2002) – Regie: Frank Mosvold
Als Mads und Kristian mit ihren Freundinnen in Urlaub fahren, stellt sich heraus, dass Mads eher jemand anderen liebt …
Under One Roof (Vereinigte Staaten 2002) – Regie: Todd Wilson, Robin Feinberg
Der junge Asiate Daniel lebt gemeinsam mit seiner sehr traditionellen Mutter in San Francisco. Ihm ist schon länger bewusst, dass er schwul ist. Dann lernt er plötzlich Robert kennen und die beiden verlieben sich ineinander.
Walking on Water (Australien 2002) – Regie: Tony Ayres
Der Australier Gavin ist an AIDS erkrankt. Familienangehörige und Freunde besuchen ihn und verwickeln sich in Gespräche und Beziehungen zueinander.
Wer tötete Victor Fox? (Unconditional Love) (Vereinigte Staaten 2002) – Regie: P. J. Hogan
Die Welt der Hausfrau Grace bricht zusammen, als zunächst ihr Ehemann sich scheiden lassen will und dann noch ihr Lieblingssänger Victor Fox ermordet wird. Kurzentschlossen reist sie von Chicago nach England, um bei der Beerdigung dabei zu sein. Da entdeckt sie Victor Fox bestgehütetes Geheimnis: seinen Liebhaber Dirk. Zusammen mit ihm und ihrer zwergwüchsigen Schwiegertochter macht sie sich in Chicagos Unterwelt auf die Suche nach dem Mörder.
Mit Kathy Bates, Rupert Everett, Jonathan Pryce, Dan Aykroyd, Meredith Eaton, Stephanie Beacham, Lynn Redgrave.
When Boys Fly (Vereinigte Staaten 2002) – Regie: Stewart Halpern, Lenid Rolov
Pseudo-Dokumentarfilm über die Abgründe der glitzernden schwulen Partywelt.
Wie die Karnickel (Deutschland 2002) – Regie: Sven Unterwaldt Jr. – Drehbuch: Ralf König
Horst (Michael Lott) wurde gerade von seiner Frau verlassen und sein schwuler Nachbar Sigi (Sven Walser) ist auch gerade frisch von seinem Langzeitlover getrennt. Beide genießen getrennt ihre neue Freiheit.
Yossi & Jagger (Israel 2002) – Regie: Eytan Fox
Während des Kriegs in Israel entdecken Yossi und Jagger neben ihrem Beruf als Soldat beim Militär Gefühle füreinander.
Die zehn Regeln (The Ten Rules) (Kurzfilm, Vereinigte Staaten 2002) – Regie: Lee Friedlander
Komödie über die zehn Regeln des Lesbischseins.
Zwei Köpfe hat die Mieze (La chatte à deux têtes) (Frankreich 2002) – Regie: Jacques Nolot
Sexdrama, das in einem Pariser Pornokino spielt.
Zwei Seiten der Liebe (Deutschland 2002) – Regie: Bodo Fürneisen
Nach dem Unfalltod ihres Mannes erfährt Carola von seinem Doppelleben: Er liebte neben ihr noch Tobias. Nach anfänglicher Verzweiflung ist er schließlich ihre größte Stütze in ihrer Trauer.

#### 2003
Aus Liebe zu Tom (Deutschland 2003) – Regie: Juliane Hohl
Wolfgang und Steff leben mit ihrem Adoptivsohn Tom glücklich zusammen. Als plötzlich Toms leibliche Mutter auftaucht und ihren Sohn zurückfordert, müssen die beiden ihre Familie verteidigen.
Blue Citrus Hearts (Vereinigte Staaten 2003) – Regie: Morgan Jon Fox
Die Schüler Sam und Julian haben nicht nur mit ihren Teenager-Problemen zu kämpfen, sondern auch mit den Gefühlen, die sie füreinander entwickeln.
Brüder II (Österreich 2003) – Regie: Wolfgang Murnberger
Im zweiten Teil verliebt sich Wickerl in Iris, der Mutter von Ernstls Zwillingen, der sie noch immer liebt. Iris wird noch einmal von Ernstl schwanger, kommt aber mit schließlich mit dem auch von ihr geliebten Wickerl zusammen. Adrian steht selber zwischen zwei Männern und soll die zwischendurch verfahrene Situation bei seinen Brüdern beruhigen.
Bulgarian Lovers (Los Novios búlgaros) (Spanien 2003) – Regie: Eloy de la Iglesia
Die unglückliche schwule Liebesgeschichte zwischen einem Spanier und einem Bulgaren.
Cowboys & Angels (Irland/Deutschland/Vereinigtes Königreich 2003) – Regie: David Gleeson
Komödie um einen heterosexuellen Beamten, der bei einem schwulen Modestudenten einzieht.
D.E.B.S. (Kurzfilm, Vereinigte Staaten 2003) – Regie: Angela Robinson
Action-Komödie über vier lesbische Schülerinnen, die gleichzeitig Geheimagentinnen sind.
Ein Jahr später (2004) gab es ein Remake (Spy Girls – D.E.B.S.) als Langfassung.
E-mail Express (Kurzfilm, Deutschland 2003) – Regie: Barbara Marheineke
Sebastian arbeitet in einer Werbeagentur und hat eine heiße Nacht hinter sich. Eine E-Mail an seinen Liebhaber geht versehentlich an all seine Kollegen …
Ehespiele (Deutschland 2003) – Regie: Claudia Garde
Als dem jungen, schwulen Japaner Gen die Ausweisung aus Deutschland droht, findet er in der Restauratorin Rike eine Frau, die bereit ist, ihn zum Schein zu heiraten, damit er eine Aufenthaltserlaubnis bekommt. Um seinen Freund Thomas nicht zu verlieren, geht er trotz anfänglicher Skrupel auf das Angebot ein. Doch Rike versucht, Gen zu verführen.
Engel in Amerika (Angels in America) (Vereinigte Staaten 2003) – Regie: Mike Nichols
Schwule Probleme in der Reagan-Ära. Al Pacino spielt Roy Cohn, einen konservativen, AIDS-kranken Rechtsanwalt.
Fairies (Kurzfilm, Vereinigte Staaten 2003) – Regie: Tom Gustafson
Schwules Kurz-Musical inspiriert von Shakespeares Sommernachtstraum.
Im Jahr 2008 hat derselbe Regisseur eine Langfassung unter dem Titel Wäre die Welt mein veröffentlicht.
Far West (Kurzfilm, Frankreich 2003) – Regie: Pascal-Alex Vincent
Eric singt in einer schwulen Boygroup. Als er seine Ferien bei seinem Großvater auf dem Land verbringt, folgen ihm heimlich seine Freunde Koko und Mika. Aber auch sein Großvater hat sich verändert …
Goldfish Memory (Irland 2003) – Regie: Elizabeth Gill
Die Geschichte mehrerer schwuler, lesbischer, bi- und heterosexueller Menschen in Dublin. Den roten Faden bildet die Überzeugung (ein moderner Mythos), dass Goldfische sich nur drei Sekunden erinnern können.
Gone, But Not Forgotten (Vereinigte Staaten 2003) – Regie: Michael D. Akers
Nachdem Mark bei einem Kletterausflug abgestürzt ist und im Krankenhaus aufwacht, hat er das Gedächtnis verloren. Als der Waldhüter Drew sich um ihn kümmert, verlieben sich die beiden ineinander. Doch langsam kehrt Marks Erinnerung zurück und er muss sich zwischen Drew und seinem früheren Leben entscheiden.
Ich kenn keinen – Allein unter Heteros (Dokumentation, Deutschland 2003) – Regie Jochen Hick
Dokumentation über schwules Leben in der Provinz.
Iron Ladies 2 (Satree lek 2) (Thailand 2003) – Regie: Youngyooth Thongkonthun
Fortsetzung von Iron Ladies.
Latter Days (Vereinigte Staaten 2003) – Regie: C. Jay Cox
Der schwule Christian (Wes Ramsey) führt ein Leben, das vor allem von Partys und wechselnden Männerbekanntschaften geprägt ist. Als er auf den Mormonen Aaron (Steve Sandvoss) trifft, verlieben sich die beiden, was jedoch für Aaron schlimme Konsequenzen nach sich zieht.
Mambo Italiano (Kanada 2003) – Regie: Émile Gaudreault
Angelo Barberini (Luke Kirby), Sohn italienischer Immigranten in Kanada, verzweifelt daran, seinen Eltern sein Schwulsein und seine Beziehung zu seinem Jugendfreund Nino Paventi (Peter Miller) zu offenbaren, doch am Ende kommt alles anders als gedacht …
Mil Nubes – Liebessehnsucht (Mil nubes de paz cercan el cielo, amor, jamás acabarás de ser amor) (Mexiko 2003) – Regie:Julián Hernández
Der 17-jährige Gerardo liebt Bruno. Als Bruno aus seinem Leben verschwindet, braucht er lange Zeit um den Verlust zu verkraften.
Monster (Deutschland/Vereinigte Staaten 2003) – Regie: Patty Jenkins
Auf wahren Tatsachen basierender Film über Aileen Wuornos (Charlize Theron, die 2004 einen Oscar für diese Rolle bekam), die seit ihrer Jugend als Prostituierte arbeitet. Als sie Selbstmord begehen will, lernt sie in einer Bar Selby (Christina Ricci) kennen, die ihr neuen Lebensmut gibt und die beiden verlieben sich. Nachdem Aileen mehrere Freier getötet hat, wird sie zum Tode verurteilt.
Moritz (Schweiz 2003) – Regie: Stefan Haupt
Nachdem seine Mutter mit einem Hirntumor ins Krankenhaus kommt, kümmern sich die beiden schwulen Nachbarn um den 10-jährigen Moritz. Das kommt nicht bei allen im konservativen Dorf gut an.
Party Monster (Vereinigte Staaten 2003) – Regie: Fenton Bailey, Randy Barbato
Auf einer wahren Geschichte beruhender Film über das Leben des schwulen Partyveranstalters Michael Alig (Macaulay Culkin).
Precious Moments – Kostbare Augenblicke (Fremragende timer) (Kurzfilm, Norwegen 2003) – Regie: Jan Dalchow, Lars Daniel Krutzkoff Jacobsen
Der 15-jährige Olav antwortet auf die Kontaktanzeige eines Mittdreißigers. Als die beiden sich in einem Hotelzimmer treffen, steht plötzlich die Polizei vor der Tür.
Proteus – Meine Liebe ist deine Freiheit (Proteus) (Kanada/Südafrika 2003) – Regie: John Greyson, Jack Lewis
Eine schwule Liebesgeschichte, die im frühen 18. Jahrhundert in Südafrika spielt.
Seventeen – Mädchen sind die besseren Jungs (Deutschland 2003) – Regie: Hansjörg Thurn
Chico verliebt sich in Luca, die sich als Junge ausgibt.
Sex Up – Jungs haben’s auch nicht leicht (Deutschland 2003) – Regie: Florian Gärtner
Der 17-jährige Sven bemerkt, dass er schwul ist und kommt am Ende des Films mit seinem Mitschüler Horst zusammen.
Ein Sohn (Un fils) (Frankreich 2003) – Regie: Amal Bedjaoui
Ein arabischer Einwanderer in Paris weiß nicht, dass sein Sohn Selim sein Geld als Stricher verdient.
Verschwörung im Berlin-Express (Skenbart: En film om tåg) (Schweden 2003) – Regie: Peter Dalle
Schwedische Thriller-Komödie, Hommage an Mord im Orient-Expreß, Opfer und Täter werden am Ende ein lesbisches Paar.
When Ocean Meets Sky (Dokumentation, Vereinigte Staaten 2003) – Regie: Crayton Robey
Dokumentarfilm über die Geschichte von Fire Island, einer bei Schwulen beliebten Insel vor New York.
Wir (Deutschland 2003) – Regie: Martin Gypkens
Episodenfilm, in dem es auch eine schwule Episode gibt.
200 American (Vereinigte Staaten 2003) – Regie: Richard LeMay
Conrad, schwuler Geschäftsführer einer Anzeigenagentur in New York, kommt nicht los von seinem Ex-Lover Martin; trotzdem lässt er sich mit dem australischen Stricher Tyler ein, den er auch in seiner Firma anstellt. Conrad möchte seine Beziehung zu Martin auffrischen; unterdessen verliebt sich Tyler in seinen Abteilungsleiter Michael.

#### 2004
50 erste Dates (50 First Dates) (Vereinigte Staaten 2004) – Regie: Peter Segal
Die Figur Doug Whitmore wird zunächst als homosexuell dargestellt. Gegen Ende des Films verliebt er sich jedoch in Alexa, die offen bisexuell ist.
Alexander (Vereinigte Staaten 2004) – Regie: Oliver Stone
Über das Leben des bisexuellen Alexander des Großen (Colin Farrell) und seines Freundes Hephaistion (Jared Leto).
Brother to Brother (Vereinigte Staaten 2004) – Regie: Rodney Evans
Spielfilm über Richard Bruce Nugent, einen prominenten schwulen Schriftsteller der Harlem Renaissance.
Brüderliebe (Le Clan) (Frankreich 2004) – Regie: Gaël Morel
Geschichte dreier algerischer Brüder, deren jüngster sich in einen anderen Jungen verliebt.
Boomerang (Comme un boomerang) (Kurzfilm, Frankreich 2004) – Regie: Nicolas Brevière
Paul liebt seinen Freund, hat aber Zweifel, ob der ihn ebenso liebt.
Christopher and Gordy (Kurzfilm, Norwegen 2004) – Regie: Frank Mosvold, Tom Petter Hansen
Schwuler Zeichentrickfilm.
Connie & Carla (Vereinigte Staaten 2004) – Regie: Michael Lembeck
Zwei erfolglose Sängerinnen beobachten einen Mord und müssen deshalb untertauchen. Sie tarnen sich als (männliche) Travestiekünstler und avancieren zu den Stars einer Travestierevue. Einer der anderen Travestiekünstler versucht mit seinem (heterosexuellen) Bruder wieder ins Reine zu kommen und als Connie sich in den Bruder verliebt, eskaliert die Situation und sie werden schließlich entdeckt.
Crutch (Vereinigte Staaten 2004) – Regie: Rob Moretti
Der 16-jährige David wird von dem Mittdreißiger Kenny verführt. Kenny geht es nur um Sex und er verführt David zu Drogen.
Deed Poll (Deutschland 2004) – Regie: Ingo J. Biermann
Ein drogensüchtiges Geschwisterpärchen häutet einen bisexuellen Callboy, um aus seiner Haut ein Kartenspiel herzustellen.
De-Lovely – Die Cole Porter Story (De-Lovely) (Vereinigte Staaten 2004) – Regie: Irwin Winkler
Die wahre Geschichte des Songwriters Cole Porter (Kevin Kline), der mit einer Frau verheiratet ist, aber heimlich schwul lebt.
Denied (Kanada 2004) – Regie: David Paul Scott
Troy, der gerade seinen Schulabschluss gemacht hat, hat sich in seinen besten Freund Merrick verliebt. Doch dieser will keine Beziehung zu Troy, was ihm schwer zu schaffen macht und ihn zum Nachdenken über sein Leben bringt.
Der Club der Bären (Cachorro) (Spanien 2004) – Regie: Miguel Albaladejo
Der schwule Zahnarzt Pedro, der das Madrider Nachtleben genießt, muss seinen 11-jährigen Neffen Bernardo bei sich aufnehmen und schafft es, seine Rolle als Ersatzvater mit seinem Leben zu vereinbaren. Bernardo will bei ihm bleiben, doch die Großmutter will das Sorgerecht erstreiten.
Dorian Blues (Vereinigte Staaten 2004) – Regie: Tennyson Bardwell
Als der junge Dorian seine Homosexualität entdeckt, versucht sein ultrakonservativer Vater alles, um dies zu ändern. Als dies nicht gelingt, setzt er Dorian vor die Tür, der sich daraufhin auf den Weg nach New York macht …
Drei Jungs, ein Mädchen, zwei Hochzeiten (3 garçons, 1 fille, 2 mariages) (Frankreich/Belgien 2004) – Regie: Stéphane Clavier
Der schwule Laurent verliebt sich in seinen heterosexuellen Freund Dan. Als Dan eine Frau kennenlernt, die er heiraten will, versucht Laurent alles daranzusetzen, um seinen Freund nicht zu verlieren. Am Ende gibt es zwei Hochzeiten …
Diese Komödie war ein großer Erfolg in Frankreich.
Dummer Junge – Garçon stupide (Garçon stupide) (Frankreich 2004) – Regie: Lionel Baier
Beschreibung der Unfähigkeit eines jungen Schwulen zu emotionaler Zufriedenheit auf Grund seiner lieblosen Kindheit.
Film mit ungewöhnlich offener Darstellung der Sexszenen seines promisken Hauptdarstellers.
Eating Out (Vereinigte Staaten 2004) – Regie: Q. Allan Brocka
Um bei Gwen (Emily Brooke Hands) zu landen, gibt sich der heterosexuelle Caleb (Scott Lunsford) als schwul aus. Doch Gwen will ihn mit ihrem schwulen Mitbewohner Marc (Ryan Carnes) verkuppeln – sehr zum Missfallen von Calebs schwulem Mitbewohner Kyle (Jim Verraros).
Erster Teil der fünfteiligen „Eating Out“-Reihe.
Eternal Shades of Bloody Sex (Kanada 2004) – Regie: Wilhelm Liebenberg, Federico Sanchez
Der Erotik-Horrorfilm handelt von einer bisexuellen Vampirin, die auf Elisabeth Báthory basiert.
Ethan Mao (Kanada/Vereinigte Staaten 2004) – Regie: Quentin Lee
Der 18-jährige Ethan wird von seinem Vater verstoßen, nachdem dieser ein schwules Pornomagazin bei seinem Sohn gefunden hat. Ethan schlägt sich als Stricher durch und lernt auf der Straße Remigio kennen …
Ein Zuhause am Ende der Welt (A Home at the End of the World) (Vereinigte Staaten 2004) – Regie: Michael Mayer
Bobby Morrow (Colin Farrell) verliebt sich wieder in seinen Ex-Freund.
Endlich Sex! (Deutschland 2004) – Regie: Klaus Knoesel
Die 17-jährige Saskia will endlich Sex. Sie verliebt sich in Christoph. Nun versucht ihr bester schwuler Freund Hannes die beiden zusammenzubringen. Dabei verliebt er sich auch in Christoph.
Feuille (China 2004) – Regie: Youxin Yang
Liebesgeschichte zwischen einer Französin und einer Chinesin.
Formula 17 (Taiwan 2004) – Regie: Chen Yin-jung
Der romantische Bauernjunge Chou T’ien-Tsai kommt in die Großstadt, um eine männliche Internetbekanntschaft zum ersten Mal persönlich zu treffen.
Gefangen – Eine Liebe hinter Gittern (Deutschland 2004) – Regie: Jörg Andreas
Der Kreditkartenbetrüger Dennis landet nach seiner Verurteilung in einem Gefängnis in Mecklenburg-Vorpommern, wo er sich in den Mithäftling Mike verliebt. Gemeinsam kämpfen sie für ihre Liebe.
Girls Club – Vorsicht bissig! (Mean Girls) (Vereinigte Staaten 2004) – Regie: Mark Waters
Der beste Freund der Protagonistin Cady Heron (Lindsay Lohan) ist offen schwul. Ebenso wird ihre beste Freundin Janis am Anfang fälschlicherweise als lesbisch bezeichnet. Am Ende des Films zeigt sich jedoch, dass dieses Gerücht zu Unrecht an der Schule verbreitet wurde.
The Graffiti Artist (Vereinigte Staaten 2004) – Regie: James Bolton
Nick ist ein Graffiti-Sprayer. Als er einen anderen Sprayer kennenlernt, entwickelt sich zwischen ihnen mehr als Freundschaft.
Grande école – Sex ist eine Welt für sich (Grande école) (Frankreich 2004) – Regie: Robert Salis
Paul entdeckt an einer Eliteschule seine Homosexualität.
Harry and Max (Vereinigte Staaten 2004) – Regie: Christopher Münch
Der 16-jährige Max bewundert seinen älteren Bruder Harry, der Mitglied einer Popgruppe ist. Bei einem Campingurlaub kommen sich die beiden näher.
The Homolulu Show (Kurzfilm, Norwegen 2004) – Regie: Frank Mosvold
Das schwule, verheiratete Paar Henry und Martin haben verschiedene Meinungen zu Hetero-Ehen und anderen Dingen. Diese Komödie spielt mit Stereotypen.
Imaginary Heroes (Vereinigte Staaten/Deutschland/Belgien 2004) – Regie: Dan Harris
Emile Hirsch spielt in dieser Familien-Tragikomödie Tim, den schwulen Sohn von Sandy Travis (Sigourney Weaver).
Kinsey – Die Wahrheit über Sex (Kinsey) (Vereinigte Staaten 2004) – Regie: Bill Condon
Der Film schildert das Leben und Schaffen des revolutionären Sexualwissenschaftlers Alfred Charles Kinsey (Liam Neeson), der unter anderem über Homosexuelle forscht und eine Affäre mit seinem bisexuellen Universitäts-Assistenten Clyde Martin (Peter Sarsgaard) hat.
La mala educación – Schlechte Erziehung (La mala educación) (Spanien 2004) – Regie: Pedro Almodóvar
Enrique (Fele Martínez), ein aufstrebender Regisseur im Madrid der 1980er Jahre, wird durch den unverhofften Besuch seines Kindheitsfreundes Ignacio (Francisco Boira) mit gemeinsamen schwulen Erlebnissen in einem katholischen Internat konfrontiert.
Lonely 15 (Kurzfilm, Norwegen 2004) – Regie: Frank Mosvold
Schwuler Zeichentrickfilm.
Männer wie wir (Deutschland 2004) – Regie: Sherry Hormann
Als Ecki (Maximilian Brückner) entdeckt, dass er schwul ist, fliegt er aus seiner Fußballmannschaft. Er fordert Revanche und stellt für ein Spiel gegen seine ehemalige Mannschaft ein schwules Fußballteam auf.
Ursprünglich sollte der Film wegen der Doppeldeutigkeit des entsprechenden Fußball-Ausdrucks Lattenknaller heißen, dies war den Verantwortlichen dann jedoch zu gewagt, sodass der Titel Männer wie wir ausgewählt wurde.
Meeresfrüchte (Crustacés et coquillages) (Frankreich 2004) – Regie: Olivier Ducastel, Jacques Martineau
Martin (Edouard Collin) besucht in den Ferien seinen Heterofreund Charly (Romain Torres), in den er verliebt ist. Charlies Mutter Béatrix (Valeria Bruni Tedeschi) spürt die Spannung und deutet es als bevorstehendes Coming-out ihres Sohnes. Vater Marc (Gilbert Melki) ist darüber gar nicht erfreut. Doch dann taucht noch der schwule Klempner Didier (Jean-Marc Barr) auf, der zum Vater eine ganz eigene Verbindung hat.
My Summer of Love (Vereinigtes Königreich 2004) – Regie: Paweł Pawlikowski
„Tomboy“ Mona (Natalie Press) und die reiche Internatsschülerin Tamsin (Emily Blunt) verlieben sich ineinander.
Mysterious Skin – Unter die Haut (Mysterious Skin) (Niederlande/Vereinigte Staaten 2004) – Regie: Gregg Araki
Joseph Gordon-Levitt spielt den schwulen Stricher Neil McCormick, der als Kind missbraucht wurde. Sein Lebensweg kreuzt den des gleichaltrigen Brian Lackey (Brady Corbet), mit dem ihn ein trauriges Geheimnis verbindet.
Oranges (Kurzfilm, Australien/Vereinigte Staaten 2004) – Regie: Kristian Pithie
Nach einem Fahrradunfall unterhalten sich zwei Jungen. Der ältere prahlt über seine Erfahrungen mit Mädchen. Doch ist das vielleicht nur Fassade?
Poster Boy (Vereinigte Staaten 2004) – Regie: Zak Tucker
Henry Cray ist der schwule Sohn eines rechts-konservativen US-Senators, der vor seiner Familie aufs College flüchtet, wo er offen und frei leben kann. Dort lernt er Anthony kennen. Als Anthony erfährt, wer Henrys Vater ist, will er diesen bei einer Rede am College verletzen, indem er seinen Sohn outet. Doch dann entwickeln die beiden Gefühle füreinander …
Prom Queen – Einer wie keiner (Prom Queen: The Marc Hall Story) (Kanada 2004) – Regie: John L’Ecuyer
Marc Hall (Aaron Ashmore) will seinen Freund als Partner zum High-School-Abschlussball mitnehmen. Doch die katholische Oberschule ist dagegen. Nach einer wahren Geschichte aus Kanada.
Rainbow Pride (Dokumentation, Vereinigte Staaten 2004) – Regie: Marie-Jo Ferron
Dokumentarfilm über die Geschichte der Regenbogenfahne.
Saved! – Die Highschool-Missionarinnen (Saved!) (Vereinigte Staaten 2004) – Regie: Brian Dannelly
Dean Withers (Chad Faust) ist schwul und besucht eine traditionalistisch-christliche High School. Eine Freundin versucht, ihn zur Heterosexualität zu bekehren, und sein Vater schickt ihn in eine Umerziehungsanstalt, als er von der Orientierung seines Sohnes erfährt.
Saving Face (Vereinigte Staaten 2004) – Regie: Alice Wu
Die 29-jährige chinesischstämmige New Yorkerin Wilhelmina Pang wird von ihrer Familie unter Druck gesetzt, endlich zu heiraten. Doch sie liebt eine Frau.
Schräge Bettgesellen (Strange Bedfellows) (Australien 2004) – Regie: Dean Murphy
Vince und Ralph geben sich als schwules Paar aus, um Steuervergünstigungen zu erhalten.
Slutty Summer (Vereinigte Staaten 2004) – Regie: Casper Andreas
Als Markus nach Hause kommt, findet er seinen Freund mit einem anderen Mann im Bett.
Sommersturm (Deutschland 2004) – Regie: Marco Kreuzpaintner
Tobi (Robert Stadlober) ist heimlich in seinen besten Freund Achim (Kostja Ullmann) verliebt. Im sommerlichen Rudercamp treffen die beiden auf Leo (Marlon Kittel) und die Mitglieder seines schwulen Ruderclubs aus Berlin, was schließlich zu Tobis Coming-out führt.
Spy Girls – D.E.B.S. (D.E.B.S.) (Vereinigte Staaten 2004) – Regie: Angela Robinson
Parodie auf 3 Engel für Charlie mit einem Agentinnenquartett in braven Schuluniformen und mit lesbischem Techtelmechtel zwischen Freund und Feind.
Langfassung des Kurzfilms „D.E.B.S.“ aus dem Jahre 2003.
Stille Landschaft (Stille landskap) (Kurzfilm, Norwegen 2004) – Regie: Rahman Milani
In einer norwegischen Landschaft verlieben sich ein norwegischer und ein iranischer Teenager ineinander. Als sie erwischt werden, kann die iranische Familie die Homosexualität ihres Sohnes nicht akzeptieren und auch in der Schule gibt es große Schwierigkeiten.
Styx (Kurzfilm, Deutschland 2004) – Regie: Falk Chrysologus Ulbrich
Marc und Adrien leben gemeinsam auf dem Land. Da Adrien sich eingeengt fühlt, möchte er heimlich nach Berlin, um dort als Discjockey zu arbeiten. Auf der Fähre trifft er seinen Freund und es kommt zur Aussprache über ihre Liebe und ihre unterschiedlichen Lebenspläne.
Sugar (Kanada 2004) – Regie: John Palmer
Der junge Cliff lernt einen schwulen Stricher kennen.
The 24th Day (Vereinigte Staaten 2004) – Regie: Tony Piccirillo
Dan (James Marsden) hat einen Sexualpartner beim One-Night-Stand mit AIDS angesteckt und dieser nimmt bittere Rache.
Touch of Pink (Kanada/Vereinigtes Königreich 2004) – Regie: Ian Iqbal Rashid
Ein schwules Remake des Doris Day-Klassikers Ein Hauch von Nerz (That Touch of Mink).
(T)Raumschiff Surprise – Periode 1 (Deutschland 2004) – Regie: Michael Herbig
Drei schwule Astronauten im Weltall sollen die Welt vor einer Eroberung durch den Mars retten.
True Love (Vereinigte Staaten 2004) – Regie: Michael J. Saul
Sieben Kurzgeschichten darüber, in den USA homosexuell aufzuwachsen und die wahre Liebe zu suchen.
Walk on Water (Lalechet al haMajim) (Israel/Schweden 2004) – Regie: Eytan Fox
Axel Himmelman (Knut Berger) ist als homosexueller Sohn eines Nazis im Fokus des Mossad.
Was nützt die Liebe in Gedanken (Deutschland 2004) – Regie: Achim von Borries
Die Jugendlichen Paul Krantz (Daniel Brühl) und Günther Scheller (August Diehl) beschließen sich umzubringen, wenn sie keine Liebe zueinander mehr empfinden, und die in den Tod mitzunehmen, die sie ihrer Liebe beraubt haben. Günther erschießt seinen Freund Hans Stephan (Thure Lindhardt), nachdem er ihn mit seiner Schwester Hilde Scheller (Anna Maria Mühe) im Bett entdeckt hat. Nach einer wahren Begebenheit aus dem Jahre 1927.
When I’m 64 – Späte Liebe (When I’m Sixty-Four) (Vereinigtes Königreich 2004) – Regie: Jon Jones
Zwei Männer an der Grenze zum Rentenalter verlieben sich ineinander.
Wild Side (Frankreich/Belgien/Vereinigtes Königreich 2004) – Regie: Sébastien Lifshitz
Ein transgeschlechtlicher Prostituierter kehrt aus Paris nach Hause zurück, um seiner sterbenden Mutter beizustehen – mit zwei Liebhabern im Schlepptau …
You I Love (Ya lyublyu tebya) (Russland 2004) – Regie: Olga Stolpowskaja, Dmitri Troizki
Im heutigen Moskau beginnt Veras Lebensgefährte Tim (beide Yuppies) eine wilde Sexaffäre mit einem kalmückischen Gelegenheitsarbeiter. Vera wird in ein bizarres Liebesdreieck gezogen.
Zielpublikum (Target Audience) (Kurzfilm, Vereinigte Staaten 2004) – Regie: David Kittredge
Zwei Freunde schlafen vor dem Fernseher ein. Bei einem Werbespot für Homosexualität werden sie aktiv …

#### 2005
20 centrimetros – 20 Centimeters (20 centímetros) (Spanien 2005) – Regie: Ramón Salazar
Die Transfrau Marieta arbeitet als Prostituierte, um sich das Geld für ihre geschlechtsangleichende Operation zu verdienen. Als sie sich in einen Mann verliebt, der sie mit ihrem Penis liebt, weiß sie nicht, wie sie sich entscheiden soll.
Adam & Steve (Vereinigte Staaten 2005) – Regie: Craig Chester
Der Film erzählt die Geschichte eines heterosexuellen und eines homosexuellen Paares in New York.
Almost Normal (Vereinigte Staaten 2005) – Regie: Marc Moody
Ein schwuler Mann, der sich mitten in seiner Midlife-Crisis befindet, wünscht sich, nicht mehr anders zu sein. Plötzlich findet er sich in seine Schulzeit zurückversetzt, aber in einer Welt, in der Homosexualität die Norm ist und Heterosexualität als abweichend gilt.
Am Ende des Regenbogens (Dokumentation, Deutschland 2005) – Regie: Jochen Hick, Christian Jentzsch
Dokumentation über schwule Lebenswelten im politisch auch restriktiven Europa.
Andersrum (Deutschland 2005) – Regie: Mark Keller, Heiner Lauterbach
Findelkind Ferdinand (Mark Keller) wird von einem schwulen Paar (Heinz Hoenig und Rolf Zacher) aufgezogen. Er ist hetero, aber da seine Angebetete ihn für schwul hält, möchte er sein tuntiges Verhalten ablegen. Ein Macho, den seine Freundin gerade verlassen hat, hilft ihm dabei und entdeckt ein wenig seine weichen Seiten.
Arie (Kurzfilm, Italien/Deutschland 2005) – Regie: Gianluca Vallero
Der Tänzer Vittorio verliebt sich in seinen Choreographen, doch der ist in einen anderen Mann verliebt.
Boys Grammar (Kurzfilm, Australien 2005) – Regie: Dean Francis
An einem privaten Internat wird ein Schüler massiv gemobbt, weil er schwul ist.
Breakfast on Pluto (Irland/Vereinigtes Königreich 2005) – Regie: Neil Jordan
Der junge Ire Patrick (Cillian Murphy), unehelicher Sohn eines Priesters, wird zum Transvestiten „Kitten“ und ist auf der Suche nach seiner leiblichen Mutter.
Brokeback Mountain (Vereinigte Staaten 2005) – Regie: Ang Lee
Liebesgeschichte zwischen den Cowboys Ennis (Heath Ledger) und Jack (Jake Gyllenhaal), die im Amerika der 1960er Jahre beginnt und bis in die 1980er Jahre dauert.
Oscars für „Beste Regie“, „Bestes adaptiertes Drehbuch“ und „Beste Musik“.
Brüder (Comme un frère) (Frankreich 2005) – Regie: Bernard Alapetite, Cyril Legann
Sébastien zieht vom Land nach Paris und genießt das schwule Leben in Paris. Als ein Freund seines Dorfes ihn besuchen will, gerät seine Gefühlswelt durcheinander.
Brüder III – Auf dem Jakobsweg (Österreich 2005) – Regie: Wolfgang Murnberger
Adrians Lebensgefährte ist verstorben und er befindet sich in einer Sinnkrise. Er macht sich über den Jakobsweg auf nach Santiago de Compostela. Wickerl befürchtet einen Suizid am Ende des Weges und so begleitet der gesundheitlich schwer angeschlagene seinen kleinen Bruder. Ernstl stößt nach einer Kokainaffäre in Spanien zu seinen Brüdern.
C.R.A.Z.Y. – Verrücktes Leben (C.R.A.Z.Y.) (Kanada 2005) – Regie: Jean-Marc Vallée
Die ersten 20 Jahre aus dem Leben des schwulen Zachary, der in einer katholischen Familie und mit einem homophoben Vater aufwächst.
Capote (Vereinigte Staaten 2005) – Regie: Bennett Miller – Oscar für den Besten Hauptdarsteller
Filmbiographie des schwulen Schriftstellers Truman Capote (Philip Seymour Hoffman).
Communicator (Kurzfilm, Deutschland 2005) – Regie: Björn Schürmann
Das Outing eines schwulen Jugendlichen vor seinem Star-Trek-versessenen Vater.
Cycles of Porn – Sex/Life in L.A – Part 2 (Dokumentation, Deutschland 2005) – Regie: Jochen Hick.
Dokumentation über die Produktion schwuler Pornofilme und den subjektiven Faktor der Darsteller im Geschäft.
Dare (Kurzfilm, Vereinigte Staaten 2005) – Regie: Adam Salky
Der introvertierte Ben ist heimlich in Johnny verliebt. Als er Johnny nach Hause fährt, landen die beiden im Swimming-Pool.
Der Kurzfilm wurde 2018 mit dem Kurzfilm „The Dare Project“ fortgesetzt.
Der Nachtschwärmer (Ronda nocturna) (Argentinien/Frankreich 2005) – Regie: Edgardo Cozarinsky
Der junge Stricher Víctor lässt sich in den Straßen von Buenos Aires von einer flüchtigen Begegnung zur nächsten treiben. Es ist Allerheiligen, die Nacht in der nach der Legende die Toten auf die Erde zurückkehren. Victor fühlt sich verfolgt. Symbolbeladender Essayfilm.
Die Zeit die bleibt (Le temps qui reste) (Frankreich 2005) – Regie: François Ozon
Der 30-jährige schwule Modefotograf Romain (Melvil Poupaud) erfährt, dass er unheilbar an Krebs erkrankt ist.
Eine Hochzeit zu dritt (Imagine Me & You) (Vereinigte Staaten/Vereinigtes Königreich/Deutschland 2005) – Regie: Ol Parker
Auf dem Weg zum Traualter treffen sich die Blicke von Rachel (Piper Perabo) und der Floristin Luce (Lena Headey). Es ist Liebe auf den ersten Blick.
Einfache Leute (Deutschland 2005) – Regie: Thorsten Näter
Nachdem sein Sohn und seine Frau ihn bei einem Seitensprung mit einem Mann erwischen, bekennt sich ein Familienvater zu seiner lange verheimlichten Homosexualität.
Eleven Men Out (Strákarnir okkar) (Island/Finnland/Vereinigtes Königreich 2005) – Regie: Róbert I. Douglas
Geschichte über eine schwule Fußballmannschaft.
Falscher Bekenner (Deutschland 2005) – Regie: Christoph Hochhäusler
Der 19-jährige Schulabgänger Armin ist vergeblich auf der Suche nach einer Ausbildung und seinem Platz im Leben. In seiner Freizeit schreibt er gefälschte Bekennerschreiben über Anschläge an die Behörden. So orientierungslos er im Alltag ist, so verworren ist auch seine Sexualität. Neben Annäherungsversuchen an ein Mädchen werden auch Armins wahre oder erträumte sexuelle Begegnungen mit dominanten, fremden Männern in Motorradkluft gezeigt.
FAQs (Vereinigte Staaten 2005) – Regie: Everett Lewis
Nachdem der schwule India, der eine harte Zeit ohne festen Wohnsitz auf den Straßen von Los Angeles hinter sich hat, sich wünscht, dass jeder Schwulenhasser das bekommt, was er verdient, erscheint plötzlich eine große, bewaffnete Dragqueen mit einem Herz für obdachlose Schwule.
Fish Can’t Fly (Dokumentation, Vereinigte Staaten 2005) – Regie: T. Joe Murray
Dokumentarfilm über Homosexuelle und Ex-Ex-Gays im Spannungsfeld mit ihrer Religion. Der Titel ist ein Zitat von Peterson Toscanos Vater.
Fremde Haut (Deutschland/Österreich 2005) – Regie Angelina Maccarone
Der iranischen Dolmetscherin Fariba droht wegen ihrer Homosexualität in ihrem Heimatland die Todesstrafe. Als sie nach Deutschland flieht, traut sie sich zunächst nicht, den wahren Grund für ihre Flucht zu nennen. Dies bereitet ihr in der Folge massive Probleme.
Fucking Different (Deutschland 2005)
Es wird berichtet, welche Vorstellungen Lesben über die Sexualität von Schwulen und umgekehrt haben. 14 Kurzfilme von schwulen und lesbischen Filmemachern.
Gay Sex in the 70s (Dokumentation, Vereinigte Staaten 2005) – Regie: Joseph F. Lovett
Dokumentarfilm mit Zeitzeugeninterviews über schwules Leben im New York der 1970er-Jahre.
Gigolo (Kurzfilm, Deutschland/Schweiz 2005) – Regie: Bastian Schweitzer
Ein schwuler Stricher arabischer Herkunft verliert sich in der Pariser High-Society.
Good Boys (Yeladim Tovim) (Israel 2005) – Regie: Yair Hochner
Zwei jugendliche Stricher, die in Tel Aviv anschaffen, verbringen eine Nacht zusammen. Im harten Prostituiertenmilieu scheint eine Liebesbeziehung zwischen ihnen keine Zukunft zu haben.
Innocent (Kanada/Hongkong 2005) – Regie: Simon Chung
Der schwule Eric aus Hongkong reist mit seiner Familie zu einem Urlaub nach Kanada. Dort angekommen merkt er, dass seine Familie in Wirklichkeit auswandern will. Zunächst vermisst er seinen Freund, aber dann lernt er das freie Leben im Westen schätzen.
Katzenball (Dokumentation, Schweiz 2005) – Regie: Veronika Minder
Dokumentarfilm, der mit dem Teddy Award 2005 – Bester Dokumentarfilm, dem Berner Filmpreis 2005 – Dokumentarfilm und dem Zürcher Filmpreis 2005 ausgezeichnet wurde.
Keller – Teenage Wasteland (Deutschland/Italien/Österreich 2005) – Regie: Eva Urthaler
Die 16-jährigen rebellischen Jungen Sebastian (Sergej Moya) und Paul (Ludwig Trepte) versuchen durch eine Mutprobe nach der anderen ihren Alltag zu versüßen. In der entgleisenden Situation einer Entführung verspürt Sebastian starke Eifersucht, da Paul sich in das Opfer Sonja (Elisabetta Rocchetti) verliebt und Sebastians Liebesbekundungen nicht wahrnimmt.
Kiss Kiss, Bang Bang (Vereinigte Staaten 2005) – Regie: Shane Black
Der Schauspieler Harry Lockhart (Robert Downey Jr.) bereitet sich mit dem ruppigen, schwulen Privatdetektiv Perry van Shrike (Spitzname Gay Perry) (Val Kilmer) auf seine nächste Rolle vor.
Loggerheads (Vereinigte Staaten 2005) – Regie: Tim Kirkman
Außenseiter Mark Austin (Kip Pardue) beobachtet bedrohte Schildkröten und verliebt sich in George (Michael Kelly).
Lonely Child (Kanada 2005) – Regie: Pascal Robitaille
William filmt viele Momente seines Lebens, um später Souvenirs aus der eigenen Vergangenheit zu haben. Deshalb filmt er auch den zweitägigen Camping-Ausflug mit seinem jungen Liebhaber Médéric und die Zeit, die sie mit einem anderen schwulen Paar verbringen. Er filmt selbst dann noch weiter, als Médéric ihn mit einem anderen Mann betrügt.
A Love to Hide (Un amour à taire) (Frankreich 2005) – Regie: Christian Faure
Paris 1942. Jean und Philippe müssen ihre Liebe im von den Nazis besetzten Frankreich verbergen.
Macho im Schleudergang (Deutschland 2005) – Regie: Edzard Onneken
Um in letzter Not bessere Chancen auf einen Job bei einem Frauenmagazin zu haben, gibt sich Macho Tom Kostner als Homosexueller aus. Dort verliebt er sich in Andrea, die eine Affäre mit dem Chefredakteur hat. Andrea sieht in Tom den besten Freund zum ausweinen.
Männer, Helden, schwule Nazis (Dokumentation, Deutschland 2005) – Regie: Rosa von Praunheim
Dokumentation über schwule Männer, die offen politisch rechts sind.
Der Masseur (Masahista) (Philippinen 2005) – Regie: Brillante Mendoza
Iliac arbeitet in einem Massagesalon, in dem die schwulen Kunden mehr als eine normale Massage bekommen. Nachdem sein Vater stirbt, muss er sein Leben neu ordnen.
Matrimonium (Vereinigte Staaten 2005) – Regie: Michael D. Akers
Um in einer Fernsehsendung eine Million Dollar zu gewinnen, muss der heterosexuelle Malcolm seine Familie und Freunde davon überzeugen, dass er den schwulen Spencer heiraten will.
The Mostly Unfabulous Social Life of Ethan Green (Vereinigte Staaten 2005) – Regie: George Bamber
Ein junger Mann versucht seine berufliche Karriere und seine Suche nach einem Liebhaber unter einen Hut zu bekommen.
My Brother... Nikhil (Indien 2005) – Regie: Onir
Der junge, bisher erfolgreiche Schwimmer Nikhil wird aus seinem Schwimmteam suspendiert. Als seine Eltern erfahren, dass ihr Sohn HIV-positiv ist und seinen Eltern seine Homosexualität verheimlicht hat, bricht für sie eine Welt zusammen.
Night Swimming (Kurzfilm, Vereinigte Staaten 2005) – Regie: Daniel Falcone
In seinen letzten Sommerferien vor Beginn des College macht sich der Punker Otter mit seinem besten Freund Darby auf dem Weg zu einem Rockkonzert in New York. Unterwegs haben sie eine Reifenpanne …
Rent (Vereinigte Staaten 2005) – Regie: Chris Columbus
Leben und Liebe in den Zeiten von AIDS. Verfilmung des gleichnamigen Broadway-Musicals Rent, basierend auf der Oper La Bohème.
Right by me – An meiner Seite (Rainbow boy … Rung tua thii paet khawng khwaam rak) (Thailand 2005) – Regie: Thanyatorn Siwanukrow
Der junge schwule Thailänder Nat ist in seinen Schulfreund Tat verliebt. Der ist jedoch in den sportlichen Ek verliebt, der jedoch eine Freundin hat. Als Nat und Tat zur schwul-lesbischen Jugendgruppe „Bangkok Rainbow“ gehen, erscheint plötzlich auch Ek …
Inspiriert vom Roman Rainbow Boys des US-Schriftsteller Alex Sanchez.
Schwule Mütter ohne Nerven (Alternativtitel: Queens) (Reinas) (Spanien 2005) – Regie: Manuel Gómez Pereira
Nach der Einführung der gleichgeschlechtlichen Ehe in Spanien wollen drei schwule Paare an einer ersten Massenhochzeit schwuler und lesbischer Paare teilnehmen. Als sie ihre Mütter einladen entsteht ein turbulentes Chaos.
Screaming Queens: The Riot at Compton’s Cafeteria (Dokumentation, Vereinigte Staaten 2005) – Regie: Victor Silverman, Susan Stryker
Dokumentarfilm über den Widerstand einer Gruppe von Crossdressern in San Francisco im Jahr 1966.
Sex Up – Ich könnt’ schon wieder (Deutschland 2005) – Regie: Florian Gärtner
Max ist als Student nach Berlin gezogen und macht erste Schritte als „Anfänger“ in der Berliner Schwulenszene.
Sissy Frenchfry (Kurzfilm, Vereinigte Staaten 2005) – Regie: J.C. Oliva
Bei der Wahl zur Schülervertretung tritt der schwule Sissy Frenchfry gegen den intoleranten Neuling Bodey an.
Starcrossed (Kurzfilm, Vereinigte Staaten 2005) – Regie: James Burkhammer
Zwei Brüder fühlen sich voneinander angezogen.
Stubbe – Von Fall zu Fall: Harte Kerle (Deutschland 2005) – Regie: Bernhard Stephan
Kommissar Stubbe ermittelt den Todesfall des Wrestlers Walter Beckenkamp, der erschossen wurde. Tiefbetroffen vom Tod zeigt sich sein Freund Horst Wegener, bei dem Stubbe sofort herausfindet, dass beide eine gleichgeschlechtliche Beziehung hatten.
The King and the Clown (Wang-ui namja) (Südkorea 2005) – Regie: Lee Jun-ik
Im 16. Jahrhundert steht ein Straßentheater-Darsteller in Korea zwischen den Annäherungsversuchen des Königs und seiner Liebe zu einem Schauspieler-Kollegen.
Transamerica (Vereinigte Staaten 2005) – Regie: Duncan Tucker
Der Stricher Toby (Kevin Zegers) reist mit seinem transgeschlechtlichen Vater (Felicity Huffman) durch die USA.
Golden Globe für die Beste Hauptdarstellerin (Felicity Huffman).
TransGeneration (Dokumentation, Vereinigte Staaten 2005) – Regie: Jeremy Simmons
8-teiliger Dokumentarfilm über vier transgeschlechtliche College-Studenten.
Why George? (Vereinigte Staaten 2005) – Regie: David Lowell Sonkin
Zach und seine Frau Sam leben ein glückliches Leben. Zach hat den Wunsch, dass seine Frau auch mal eine lesbische Erfahrung macht. Doch eines Tages verliebt sich Sam tatsächlich in eine Frau.

#### 2006
2:37 (Australien 2006) – Regie: Murali K. Thalluri
Als um 14:37 Uhr eine Toilettentür an einer Schule gewaltsam geöffnet wird, findet man dort die blutüberströmte Leiche einer Person, die offensichtlich Suizid begangen hat. In Rückblenden wird die Geschichte von sechs Schülern erzählt, die als Opfer in Betracht kommen, darunter auch zwei homosexuelle Schüler, von denen der eine geoutet war und verspottet wurde und der andere in seiner Rolle als Frauenheld gefangen war.
Another Gay Movie (Vereinigte Staaten 2006) – Regie: Todd Stephens
Die schwulen Oberschüler Andy (Michael Carbonaro), Nico (Jonah Blechman), Jarod (Jonathan Chase) und Griff (Mitch Morris) wetten darum, wer vor dem Eintritt ins College als erster seine Unschuld verliert.
Schwule Parodie auf American Pie – Wie ein heißer Apfelkuchen. Auftritte verschiedener schwuler Prominenter, u. a. Richard Hatch, Darryl Stephens und Scott Thompson.
Im Jahr 2008 wurde unter dem Titel „Another Gay Sequel: Gays Gone Wild“ eine Fortsetzung gedreht.
Big Bang Love, Juvenile A (46-okunen no koi) (Japan 2006) – Regie: Takashi Miike
Die wegen Mordes inhaftierten jungen Männer Shiro Kazuki und Jun Ariyoshi treffen im Gefängnis aufeinander. In einem stilisiert-futuristischen Setting wird ihr Hintergrund und ihre tragische Beziehung erzählt.
Boy Culture (Vereinigte Staaten 2006) – Regie: Q. Allan Brocka
Ein erfolgreicher Callboy (Derek Magyar) beschreibt in einer Serie von Geständnissen seine verwickelten erotischen Beziehungen zu seinen zwei Mitbewohnern Andrew (Darryl Stephens) und Joey (Jonathon Trent) sowie zu Gregory (Patrick Bauchau), einem älteren Freier.
Broken Sky (El Cielo dividido) (Mexiko 2006) – Regie: Julián Hernández
Dialogarmer, poetischer Film über die erste Liebe schwuler Jungs.
The Bubble – Eine Liebe in Tel Aviv (Ha-Buah) (Israel 2006) – Regie: Eytan Fox
Liebesgeschichte zweier schwuler Männer in Tel Aviv. Ihr Problem: der eine ist Jude, der andere Araber.
Chance' Highschool Abenteuer (The Curiosity of Chance) (Vereinigte Staaten/Belgien 2006) – Regie: Russell P. Marleau
Ein exzentrischer schwuler Teenager schart eine Menge Freunde um sich, um an seiner Schule Dinge zu verändern.
Coming Out mit Hindernissen (Le Ciel sur la tête/Times have been Better) (Frankreich 2006) – Regie: Régis Musset
Als Jeremy seinen angeblich liberalen Eltern offenbart, dass er mit einem Mann zusammen lebt, sind diese geschockt.
The Conrad Boys (Vereinigte Staaten 2006) – Regie: Justin Lo
Geschichte Charlies, eines 19-jährigen Halbwaisen, der hin- und hergerissen ist zwischen seiner Verantwortung für den 9-jährigen Bruder Ben und seiner Liebe zu Jordan.
Cowboy Junction (Vereinigte Staaten 2006) – Regie: Gregory Christian
Ein verheirateter Mann beginnt vor den Augen seiner Frau eine Affäre mit einem schwulen Cowboy.
Cut Sleeve Boys (Vereinigtes Königreich/Hongkong 2006) – Regie: Ray Yeung
Ashley und Melvin sind zwei schwule Chinesen über 30, die in London leben und sich übers Älterwerden ärgern.
Cut Sleeve Boys ist ein in China geläufiger Ausdruck für Schwule. Der Ausdruck „den Ärmel abschneiden“ geht auf eine Legende zurück, wonach Kaiser Ai von Han sich den Ärmel abschnitt, um seinen darauf schlafenden Liebhaber Dongxian nicht zu wecken.
Deutschmänner (Deutschland 2006) – Regie: Ulli Baumann
Zwei heterosexuelle Männer geben sich als schwules Paar aus, damit einer der beiden eine Aufenthaltsgenehmigung bekommt.
Dying for Denmark (Kurzfilm, Deutschland 2006) – Regie: Lukas Hermann
Die beiden namenlosen Protagonisten, ein exzentrischer Asthmatiker mit Hang zum Selbstzerstörungswahn und ein devoter Milchbubi, könnten unterschiedlicher nicht sein, und doch sind sie unzertrennlich. Als sie die Intensität der Beziehung aber immer mehr einengt, wird eine verzweifelter Rettungsversuch ihrer Liebe zum Verhängnis. Dieses Low-Budget-Filmprojekt bezieht seine Authentizität aus seiner experimentellen Kameraführung.
East Side Story (Vereinigte Staaten 2006) – Regie: Carlos Portugal
Als ein neuer Bewohner in eine lateinamerikanisch geprägte Wohngegend im Osten von Los Angeles zieht, verliebt sich einer der anderen Anwohner in ihn.
Eating Out 2 (Eating Out 2: Sloppy Seconds) (Vereinigte Staaten 2006) – Regie: Phillip J. Bartell
Nachdem Kyle von Marc verlassen wurde, zeigt er Interesse an Troy, der jedoch vorgibt, heterosexuell zu sein. Aber auch Marc hat Interesse an Troy und dazu kommen Verwicklungen durch Mitglieder einer „Ex-Gay“-Gruppe.
Zweiter Teil der fünfteiligen „Eating Out“-Reihe.
Eternal Summer (Sheng xia guang nian) (Taiwan 2006) – Regie: Leste Chen
Die Geschichte beschreibt die Schuljahre der beiden Freunde Jonathan und Shane, aus deren Freundschaft langsam Liebe wird – welcher auch der „Störfaktor“ in Person eines Mädchens nichts anhaben kann, das sich erst in den einen, dann in den anderen verliebt.
Fabulous! The Story of Queer Cinema (Dokumentation, Vereinigte Staaten 2006) – Regie: Lisa Ades, Lesli Klainberg
Dokumentation über die Geschichte des schwul-lesbischen Films.
Fat Girls (Vereinigte Staaten 2006) – Regie: Ash Christian
Der schüchterne und übergewichtige Oberschüler Rodney Miller (Ash Christian) träumt von einer Theaterkarriere am New Yorker Broadway und verliebt sich in seinen Lehrer, Seymour Cox (Jonathan Caouette).
Férfiakt (Ungarn 2006) – Regie: Károly Esztergályos
Der schwule Drehbuchautor Tibor ist um die 50 und hält zum Schein die Ehe mit seiner Frau aufrecht. Eines Tages lernt er einen jungen Fan seiner Werke kennen, mit dem er in dessen Wohnung geht, wo ihm jedoch etwas in sein Getränk gemischt wird.
Das Flüstern des Mondes (Österreich 2006) – Regie: Michael Satzinger
Das schwule Paar Jannis und Patrick entdecken ein politisches Komplott, das schon mehrere Todesopfer forderte.
Der Film beschreitet visuell neue Wege: der Hauptdarsteller greift in die Handlung ein, zeichnet und radiert ins Bild, spult den Film zurück und lässt den Film anders weiterlaufen, etc.
Goodboys (Kurzfilm, Vereinigtes Königreich 2006) – Regie: John Lochland
Der 15-jährige Sam verliebt sich in der Erziehungsanstalt in seinen besten Freund.
Herzensangelegenheiten (Gray Matters) (Vereinigte Staaten 2006) – Regie: Sue Kramer
Coming-out der lesbischen Gray (Heather Graham).
Die History Boys – Fürs Leben lernen (The History Boys) (Vereinigtes Königreich 2006) – Regie: Nicholas Hytner, Theatervorlage: Alan Bennett
Eine Gruppe von Schülern bereiten sich auf die Prüfung für das Oxford College vor.
Homosexualität an der Schule ist nicht Hauptthema, der Film geht aber ausführlich, facettenreich und zum Teil autobiographisch darauf ein.
Irgendwie sowas (Alguma Coisa Assim) (Kurzfilm, Brasilien 2006) – Regie: Esmir Filho
Caio und Mari ziehen nachts durch Sao Paulo. Als Caio in einem Club einen Mann küsst, nimmt die Nacht einen ungewöhnlichen Verlauf.
Little Miss Sunshine (Vereinigte Staaten 2006) – Regie: Jonathan Dayton und Valerie Faris
Der schwule Marcel-Proust-Spezialist Frank (Steve Carell) muss mit der Familie seiner Schwester durch die USA reisen, um deren Tochter Olive die Teilnahme an einem Beauty-Wettbewerb zu ermöglichen.
Long-Term Relationship (Vereinigte Staaten 2006) – Regie: Rob Williams
Glenn (Matthew Montgomery) hat die One-Night-Stands satt und antwortet auf eine Kleinanzeige von Adam (Windham Beacham), der eine langfristige Partnerschaft sucht.
Loving Annabelle (Vereinigte Staaten 2006) – Regie: Katherine Brooks
Der Film erforscht die Komplexität der Liebe und den Kampf um selbige zwischen einer jungen Lehrerin (Diane Gaidry) in einem katholischen Internat und einer ihrer Schülerinnen (Erin Kelly). Beide Frauen haben zwar allen Grund dazu, ihre Gefühle zu verdrängen, beginnen jedoch trotzdem die Reise in eine Affäre, die dazu bestimmt ist, ihre Leben für immer zu verändern.
No Regret – Im Schatten der Liebe (Huhwihaji anha) (Südkorea 2006) – Regie: Hee-il Leesong
Der schwule südkoreanische Callboy Su-min und sein Kunde Jae-min finden unter schwierigen Umständen zu ihrer Beziehung.
No Night Is Too Long … eine verhängnisvolle Leidenschaft (No Night Is Too Long) (Vereinigtes Königreich/Kanada 2006) – Regie: Tom Shankland
Der bisexuelle Student Tim hat viele Affären. Als er den schwulen Archäologie-Dozenten Ivo kennenlernt, scheint er sich zum ersten Mal wirklich zu verlieben. Doch dann lernt er Isabel kennen.
The Night Listener – Der nächtliche Lauscher (The Night Listener) (Vereinigte Staaten 2006) – Regie: Patrick Stettner
Der schwule Radiomoderator Gabriel Noone (Robin Williams) versucht einem HIV-infizierten und angeblich sexuell missbrauchten 14-jährigen Anrufer in seiner Sendung zu helfen.
Ninas himmlische Köstlichkeiten (Nina’s Heavenly Delights) (Vereinigtes Königreich 2006) – Regie: Pratibha Parmar
Gegen den Rat ihrer Mutter übernimmt Nina das Familienrestaurant in Glasgow. Als sie gemeinsam mit Lisa einen Kochwettbewerb gewinnen will, entwickelt sich Zuneigung zwischen den beiden.
Phoenix (Vereinigte Staaten 2006) – Regie: Michael D. Akers
Dylan scheint das perfekte Leben zu führen: er hat einen guten Job, eine tolle Wohnung und ist in einer glücklichen Beziehung mit Ken. Doch bei seiner Geburtstagsfeier erhält Ken einen Anruf, woraufhin er plötzlich die Party verlassen muss und nicht mehr zurückkehrt.
Poltergay (Frankreich 2006) – Regie: Éric Lavaine
Marc und Emma kaufen ein altes Haus, um dort zu leben. Doch Marc bemerkt merkwürdige Vorgänge. Er findet schließlich heraus, dass in dem Haus früher ein Schwulen-Club war, der jedoch bei einem Brand in den 1970er-Jahren zerstört wurde. Fünf damalige Besucher treiben heute als Geister ihr Unwesen, doch schließlich helfen sie Marc, seine Freundin, die sich immer weiter von ihm entfernt, wieder zurückzubekommen.
Queer Duck: The Movie (Vereinigte Staaten 2006) – Regie: Xeth Feinberg
Zeichentrickfilm über einen schwulen Enterich, der seinen Liebhaber verlässt, um den weiblichen Greifvogel Lola Buzzard zu heiraten. Mit den Stimmen von Tim Curry und David Duchovny.
Scenes of a Sexual Nature (Vereinigtes Königreich 2006) – Regie: Ed Blum
Der Film zeigt sieben Paare, darunter ein schwules Paar, an einem Nachmittag im Londoner Park Hampstead Heath.
Shortbus (Vereinigte Staaten 2006) – Regie: John Cameron Mitchell
Film über den gleichnamigen New Yorker Club, der verschiedensten Paaren eine Plattform zur Aufarbeitung ihrer Probleme bietet. So auch einem schwulen Paar, dessen eine Hälfte nach mehrjähriger Monogamie „frischen Wind“ in die Beziehung bringen möchte.
Still (Kurzfilm, Vereinigte Staaten/Indonesien 2006) – Regie: Lucky Kuswandi
Ein schwuler Junge läuft von zu Hause weg, um sich selbst zu finden.
Summer (Kurzfilm, Vereinigtes Königreich 2006) – Regie: Hong Khaou
Nach einem alten Sprichwort, soll sich ein Wunsch erfüllen, wenn es einem gelingt, ein Blatt, das von einem Baum fällt, im Flug aufzufangen. Der 16-jährige Leung wünscht sich, seinen Freund Will zu küssen …
Sun Kissed (Vereinigte Staaten 2006) – Regie: Patrick McGuinn
Der junge Schriftsteller Teddy zieht sich in ein einsames Haus zurück, um seinen ersten Roman fertigzustellen. Dort lernt er den mysteriösen Leo kennen, den er schließlich verführt.
Tagebuch eines Skandals (Notes on a Scandal) (Vereinigtes Königreich 2006) – Regie: Richard Eyre
Alternde Zynikerin (Judi Dench), die sich vor der Einsamkeit fürchtet, spinnt perfide Intrigen, um eine naive jüngere Kollegin (Cate Blanchett) an sich zu binden.
Tan Lines (Australien 2006) – Regie: Ed Aldridge
Midget verbringt seine Zeit mit Surfen und Partys an den Stränden Australiens. Als der schwule Bruder seines besten Freundes auftaucht, verlieben sich die beiden.
Time Will Tell (Kurzfilm, Australien 2006) – Regie: Kelly West
Verabschiedung im Rapsfeld.
To a Tee (Vereinigte Staaten 2006) – Regie: Matt Riddlehoover
Ein Autor verliebt sich in den falschen Mann.
Die Töchter des chinesischen Gärtners (Les Filles du botaniste) (Frankreich/Kanada 2006) – Regie: Dai Sijie
Zwei junge Chinesinnen verlieben sich im China der 1980er Jahre, können ihre Liebe aber nicht wirklich leben, werden schließlich angeklagt und wegen staatsfeindlicher Umtriebe hingerichtet.
Vacationland (Vereinigte Staaten 2006) – Regie: Todd Verow
Joe wächst in einem kleinen Dorf im US-Bundesstaat Maine auf. Er will jedoch raus aus dem dörflichen Kleinbürgertum und in der großen Stadt Kunst studieren. Er verliebt sich in Andrew, der jedoch mit der Anführerin der Cheerleader zusammen ist. Was er nicht weiß: auch Andrew ist schwul und in Joe verliebt …
Wild Tigers I Have Known (Vereinigte Staaten 2006) – Regie: Cam Archer
Logan (Malcolm Stumpf) ist ein Außenseiter mit anderen Interessen als seine Schulkameraden, wird dafür gehänselt und manchmal auch verprügelt und lebt teilweise in einer Traumwelt. Er verliebt sich in den coolen Außenseiter Rodeo (Patrick White) und die beiden freunden sich an. Die Verliebtheit lässt Logan die Figur Leah erfinden, die Rodeo in langen Telefongesprächen verführt, was endet als Rodeo darauf drängt Leah zu sehen.
The Yacoubian Building (Ägypten 2006) – Regie: Marawan Hamed
Diverse Geschichten von verschiedenen Menschen, die in einem Haus wohnen. Hatim Rasheed ist der Herausgeber einer französischsprachigen Zeitung. Er ist homosexuell und lebt zusammen mit einem Landarbeiter, dessen Frau und Kind nach Kairo kommen und finanziell unterstützt werden. Der Liebhaber verlässt ihn jedoch, nachdem sein kleiner Sohn stirbt. Hatim Rasheed wird schließlich von einem zweiten potentiellen Liebhaber erdrosselt.

#### 2007
Auf der anderen Seite (Deutschland 2007) – Regie: Fatih Akin
Die Geschichte von zwei Frauen, eine deutsche und eine türkische, die sich ineinander verlieben.
Back Soon (Vereinigte Staaten 2007) – Regie: Rob Williams
Der aufstrebende Schauspieler Logan und der ehemalige Drogendealer Gil sehen sich beide als heterosexuell an. Dennoch finden die beiden zueinander.
Bangkok Love Story (Pheuan … Guu rak meung waa) (Thailand 2007) – Regie: Poj Arnon
Die Geschichte eines Polizisten, der sich in einen Profikiller verliebt.
Billy – Ein Engel zum Verlieben (An Angel Named Billy) (Vereinigte Staaten 2007) – Regie: Greg Osborne
Als sein Vater herausfindet, dass Billy schwul ist, wirft er ihn raus. Ohne Geld und ohne zu wissen, wo er hin kann, reist Billy per Anhalter in die große Stadt. Dort findet er in einem Café eine Anzeige des ebenfalls schwulen James, der jemanden sucht, der sich um seinen Vater Mark kümmert, der vor kurzem einen Schlaganfall hatte. Billy sagt zu und er lernt nicht nur viel übers Leben, sondern findet auch eine tiefe Bindung zu Mark und verliebt sich schließlich in James.
Bræðrabylta (Kurzfilm, Island 2007) – Regie: Grímur Hákonarson
Die Liebesgeschichte zweier schwuler Wrestler.
Bramadero (Kurzfilm, Mexiko 2007) – Regie: Julián Hernández
Eine leidenschaftliche Begegnung in Mexiko-Stadt.
Chanson der Liebe (Les chansons d’amour) (Frankreich 2007) – Regie: Christophe Honoré
Ismaël und Julie führen eine glückliche Beziehung, bis Julie Alice in die Beziehung holt. Schließlich kommt auch noch der junge Erwann ins Spiel, der Ismaël aus seiner Lethargie reißt.
Chuck und Larry – Wie Feuer und Flamme (I Now Pronounce You Chuck & Larry) (Vereinigte Staaten 2007) – Regie: Dennis Dugan
Die Feuerwehrmänner Chuck (Adam Sandler) und Larry (Kevin James) geben sich für Vorteile bei der Lebensversicherung als ein schwules Paar aus. Als sie andere Schwule kennenlernen, beginnt sich ihr Bild über Homosexualität zu wandeln.
Chuecatown (Boystown) (Spanien 2007) – Regie: Juan Flahn
Victor ist Immobilienmakler in Chueca, einem Stadtteil von Madrid. Er will aus dem Stadtteil ein Schwulenviertel machen, um von dem hohen Einkommen schwuler Doppelverdiener zu profitieren. Dafür ermordet er ältere Bewohner, um deren Wohnungen an schwule Paare zu vermieten. Doch eines Tages kommt ihm ein schwules Paar auf die Schliche und schließlich sieht er sich vielen Verfolgern gegenüber.
Clapham Junction (Vereinigtes Königreich 2007) – Regie: Adrian Shergold
36 Stunden im Leben mehrerer schwuler Männer in Clapham, im Süden von London.
Cover (Vereinigte Staaten 2007) – Regie: Bill Duke
Nach einem Mordfall an Silvester fällt der Verdacht auf eine Frau, die herausgefunden hat, dass ihr Mann sie mit einem Mann betrogen hat.
Ein Dschihad für die Liebe (A Jihad for Love) (Dokumentation, Vereinigte Staaten/Vereinigtes Königreich/Frankreich/Deutschland/Australien 2007) – Regie: Parvez Sharma
Dokumentation über homosexuelle Muslime, deren Selbstzweifel und Verfolgung.
Ex Drummer (Belgien 2007) – Regie: Koen Mortier
Drei Männer, die alle ein Handicap haben, wollen eine Band gründen und suchen einen Schlagzeuger. Doch dieser manipuliert seine Bandkollegen.
Float (Bahamas 2007) – Regie: Kareem Mortimer
Der Maler Jonny verliebt sich auf einer Reise auf eine exotische Insel in einen Einheimischen.
A Four Letter Word (Vereinigte Staaten 2007) – Regie: Casper Andreas
Luke hat ständig Sex mit anderen. Als er Stephen kennenlernt, verliebt er sich zum ersten Mal richtig.
Freeheld (Kurz-Dokumentation, Vereinigte Staaten 2007) – Regie: Cynthia Wade
Die Dokumentation befasst sich mit dem Fall der Polizistin Laurel Hester, die nach 23 Dienstjahren an Lungenkrebs erkrankte. Hester kämpfte in ihrem letzten Lebensjahr dafür, dass ihre Lebenspartnerin Stacie nach Hesters Tod die Pensionszahlungen erhalten würde, die einem männlichen Partner zustehen.
Im Jahr 2008 erhielt der Film den Oscar als bester Dokumentar-Kurzfilm. Im Jahr 2015 wurde dieser Fall als Spielfilm verfilmt; siehe Freeheld – Jede Liebe ist gleich.
Frühstück mit Scot (Breakfast with Scot) (Kanada 2007) – Regie: Laurie Lynd
Vor der Tür des perfekt angepassten Schwulenpaares Ed und Sam steht plötzlich der 11-jährige Waisenjunge Scot. Sie wollen ihm seine Begeisterung für parfümierte Handcremes und pastellfarbene Kleidung ausreden und ihn stattdessen für Eishockey begeistern.
Gute-Laune-Komödie, die die Fragen aufwirft, was normal ist und wie man ehrlich zu sich selbst ist.
HerzHaft (Kurzfilm, Deutschland 2007) – Regie: Martin Busker
Der 15-jährige Felix ist in seinen 34-jährigen Fußballtrainer Ralph verliebt. Eines Tages findet Felix’ Mutter das heraus.
I Can’t Think Straight (Vereinigtes Königreich 2007) – Regie: Shamim Sarif
Tala hat schon mehrere Hochzeiten platzen lassen, was ihre sehr traditionelle Mutter wütend macht. Als sie ihren Exfreund Ali mit dessen neuer Freundin Leyla trifft, verlieben sich die beiden Frauen ineinander.
Im Namen der Bibel (For the Bible Tells Me So) (Dokumentation, Vereinigte Staaten 2007) – Regie: Daniel G. Karslake
Dokumentation über das Verhältnis zwischen Religion und Homosexualität in den Staaten Vereinigten, die zeigt, wie die religiöse Rechte Homosexuelle unterdrückt und als Menschen zweiter Klasse abstraft.
Im Spiegel des Sommers (Miroirs d’été) (Kurzfilm, Kanada 2007) – Regie: Etienne Desrosiers
Julien (Xavier Dolan) verliebt sich in einen älteren Mann.
Kaffe mit Milch (Café com Leite) (Kurzfilm, Brasilien 2007) – Regie: Daniel Ribeiro
Nach dem Tod der Eltern muss sich ein junger Mann um seinen kleinen Bruder kümmern. Als er sich in einen anderen Mann verliebt, lernen die drei, ihr Leben zusammen zu meistern.
Kali Ma (Kurzfilm, Vereinigte Staaten/Indien 2007) – Regie: Soman Chainani
Um ihren Sohn gegen einen Grobian zu verteidigen wird eine indische Mutter zur Furie.
Kiss the Bride (Vereinigte Staaten 2007) – Regie: C. Jay Cox
Matt und Ryan haben sich vor zehn Jahren getrennt und Matt ist in die Großstadt gezogen, um bei einem schwulen Magazin zu arbeiten. Seine Jugendliebe Ryan hat er nie vergessen können und so sind alle weiteren Beziehungen gescheitert. Als er erfährt, dass Ryan eine Frau heiraten will, macht er sich auf den Weg in seinen ehemaligen Heimatort, um das zu verhindern.
Schwule Version des Films Die Hochzeit meines besten Freundes aus dem Jahr 1997.
Kuba und die Nacht – zwei Heimatländer (Dos patrias, Cuba y la noche) (Dokumentation, Deutschland 2007) – Regie: Christian Liffers
Versteckt gefilmte Dokumentation über das schwule Leben auf Kuba.
The Love of Siam (Rak haeng Siam) (Thailand 2007) – Regie: Chukiat Sakveerakul
Geschichte über die schüchterne Liebe zwischen den beiden Jungen Tong (Mario Maurer) und Mew (Witwisit Hiranyawongkul).
Lucky Blue (Kurzfilm, Schweden 2007) – Regie: Håkon Liu
Der junge Olle lebt mit seinem Vater auf einem Campingplatz. Als eines Sommers der gleichaltrige Kevin zu Besuch kommt, verlieben sich die Jungen ineinander.
Mr Right 22 (Kurzfilm, Deutschland 2007) – Regie: Reza Rameri
Der schüchterne Adam hat seine erste Internet-Verabredung.
Naked Boys Singing (Vereinigte Staaten 2007) – Regie: Robert Schrock, Troy Christian
Verfilmung des gleichnamigen Musicals.
Oh Tannenbaum (Deutschland 2007) – Regie: Matthias Tiefenbacher
Nachdem es in einem Mehrfamilienhaus einen Rohrbruch gegeben hat, muss das schwule Paar David und Stevie gemeinsam mit der Nachbarin Rita (Jutta Speidel) sowie deren Mutter und Enkel Heiligabend im Penthouse des grantigen Vermieters Dr. Wagner (Günther Maria Halmer) verbringen.
The Picture of Dorian Gray (Vereinigte Staaten 2007) – Regie: Duncan Roy
Verfilmung des Oscar-Wilde-Romans Das Bildnis des Dorian Gray, die auch die homosexuellen Anspielungen deutlich zeigt.
Quemar las naves (Mexiko 2007) – Regie: Francisco Franco Alba
Die 19-jährige Helena kümmert sich um ihre todkranke Mutter und ihren jüngeren Bruder Sebastian, der sich an einer katholischen Schule in den Mitschüler Juan verliebt.
Reine Geschmacksache (Deutschland 2007) – Regie: Ingo Rasper
Der Sohn eines traditionellen Textilienvertreters verliebt sich in dessen härtesten, jungen, ehrgeizigen Konkurrenten. In den Hauptrollen sind Edgar Selge, Florian Bartholomäi und Roman Knižka zu sehen.
Rock Haven (Kanada 2007) – Regie: David Lewis
Der 18-jährige Brady lebt mit seiner Mutter in einem kleinen Küstenort. Beide sind streng gläubig, doch als der 19-jährige Clifford im Ort auftaucht, entwickeln sich zwischen den beiden jungen Männern Gefühle, die Brady in einen Gewissenskonflikt mit seinem Glauben bringen.
Save Me (Vereinigte Staaten 2007) – Regie: Robert Cary
Ein junger schwuler Mann wird gezwungen, in ein christliches Umerziehungscamp zu gehen. Mit Chad Allen und Robert Gant.
Schau mir in die Augen, Kleiner (Dokumentation, Deutschland/Finnland/Niederlande/Australien 2007) – Regie: André Schäfer
Dokumentation über die Geschichte des schwul-lesbischen Films.
The Secrets (Ha-Sodot) (Frankreich/Israel 2007) – Regie: Avi Nesher
Die Geschichte zweier junger Frauen, die in einer orthodoxen Kultur zueinander finden.
Shelter (Vereinigte Staaten 2007) – Regie: Jonah Markowitz
Im kalifornischen San Pedro hat der junge Zach seinen Traum eines Kunststudiums aufgegeben, um in einem Imbiss Geld zu verdienen und sich um Cody, den Sohn seiner Schwester Jeanne, zu kümmern. Als er den Surfer Shaun kennenlernt und die beiden sich ineinander verlieben, macht Jeanne ihrem Bruder schwere Vorwürfe und verbietet Shaun den Kontakt zu Cody. Doch Zach will sich nicht zwischen seinem Neffen Cody und seinem Freund Shaun entscheiden und versucht, seine Schwester zu überzeugen.
Vielfach ausgezeichneter Film über eine schwule Beziehung fernab überzeichneter Klischees.
Die Simpsons – Der Film (The Simpsons Movie) (Vereinigte Staaten 2007) – Regie: David Silverman
Der Sekretär von Monty Burns, Waylon Smithers, empfindet mehr als nur Freundschaft für seinen Chef. Außerdem ist Patty Bouvier lesbisch.
Southern Baptist Sissies (Vereinigte Staaten 2007) – Regie: Del Shores
Die Geschichte vier schwuler Jugendlicher, die in einer Baptistengemeinde aufwachsen.
Spider Lilies (Cìqīng) (Taiwan 2007) – Regie: Zero Chou
Das Webcam-Model Jade trifft in einem Tattoostudio auf Takeko, in die sie schon als Kind verliebt war. Takeko kann sich aber nicht erinnern, auch Jades Annäherungsversuche bleiben bei ihr erfolglos. Als Jade ihre Spinnenlilien-Tätowierung sieht, möchte sie diese ebenfalls haben, was Takeko ablehnt. Bald stellt sich heraus, dass es einen Zusammenhang zwischen Takekos Kühlheit gegenüber Jade und der Verweigerung des Tattoowunsches gibt.
Spinnin' (Spanien 2007) – Regie: Eusebio Pastrana
Das schwule Paar Gárate und Omar leben glücklich in Madrid. Als sie sich ein Kind wünschen, wird ihr Leben turbulent.
Sterben für Anfänger (Death at a Funeral) (Vereinigtes Königreich 2007) – Regie: Frank Oz
Auf der Trauerfeier einer gutbürgerlichen Familie erscheint der heimliche Geliebte des Verstorbenen als Erpresser, was zu allerlei Verwicklungen und komischen Situationen führt.
Straight (Deutschland 2007) – Regie: Nicolas Flessa
Jana hat zwei Liebhaber: Nazim und David. Schließlich verlieben sich Nazim und David ineinander, wissen aber nicht, wie sie es ihren Freunden sagen sollen.
Tchaikovsky: The Creation of Genius / Tchaikovsky: Fortune and Tragedy (2-teiliger Film, Vereinigtes Königreich 2007) – Regie: Matthew Whiteman
Zweiteilige Filmbiographie des homosexuellen Komponisten Peter Tschaikowsky.
Umleitung ins Glück (Holding Trevor) (Vereinigte Staaten 2007) – Regie: Rosser Goodman
Der gutaussehende, intelligente Trevor befindet sich in einer ungesunden Beziehung zum drogensüchtigen Darrell. Als sein Freund wegen einer Überdosis im Krankenhaus ist, lernt Trevor dort Ephram kennen. Nach einem romantischen Abend beschließt Trevor, sich von Darrell zu trennen, doch als dieser unangekündigt bei einer Party auftaucht, läuft die Situation aus dem Ruder und Trevor muss einige Entscheidungen treffen.
Die verborgene Welt (The World Unseen) (Südafrika/Vereinigtes Königreich 2007) – Regie: Shamim Sarif
Zwei Frauen führen eine gefährliche Beziehung im Südafrika der Apartheids-Zeit.
Water Lilies – Der Liebe auf der Spur (Naissance des pieuvres) (Frankreich 2007) – Regie: Céline Sciamma
Geschichte mehrerer Schülerinnen, die die erste Liebe erleben und auch lesbische Erfahrungen machen.
Le Weekend (Kurzfilm, Vereinigtes Königreich 2007) – Regie: Timothy Smith
Ein französischer Filmstudent verbringt ein Wochenende in London, wo er völlig neue Erlebnisse macht.
Whirlwind (Vereinigte Staaten 2007) – Regie: Richard LeMay
Nachdem er zurückgewiesen wurde, lässt Drake seinen Frust an seinen schwulen Freunden aus.
Die Wilden Hühner und die Liebe (Deutschland 2007) – Regie: Vivian Naefe
In der Fortsetzung des Jugendfilms Die Wilden Hühner geht es um das Liebesleben der fünf Mädchen. Wilma (Jette Hering) verliebt sich dabei in ihre Klassenkameradin Leonie (Svea Bein), was für einige Komplikationen in der Clique sorgt. Zum Schluss bleibt aber die Mädchenbande beisammen.
Wir waren Zeugen (Alternativtitel: Die Zeugen) (Les témoins) (Frankreich 2007) – Regie: André Téchiné
Eine Freundesgruppe, darunter auch zwei Männer, die eine Beziehung haben, erleben im Paris der frühen 1980er-Jahre den Ausbruch der AIDS-Epidemie und wie die Unbeschwertheit des Lebens einer ständigen Angst weicht.
XXY (Argentinien/Frankreich/Spanien 2007) – Regie: Lucía Puenzo
Alex ist 15 und intersexuell. Die Familie ist bereits von Buenos Aires nach Uruguay ans Meer gezogen, um dem Gerede zu entfliehen. Als die Mutter einen befreundeten Chirurgen einlädt und die Frage im Raum steht, ob man eine Geschlechtsanpassung vornehmen soll, lernt Alex den 16-jährigen Alvaro, den Sohn der Gäste, kennen.

#### 2008
3-Day-Weekend (Vereinigte Staaten 2008) – Regie: Rob Williams
Jedes Jahr trifft sich das schwule Paar Simon und Jason mit ihrem alten Freund Cooper und seinem jeweiligen Partner in einer abgelegenen Luxus-Berghütte. Als jeder von ihnen einen Single mitbringen muss, wird die Bergidylle gehörig durcheinandergewirbelt.
All My Life (Toul omry) (Ägypten 2008) – Regie: Maher Sabry
Aufgrund der homophoben Haltung Ägyptens musste dieser Film heimlich gedreht werden.
Amor crudo (Kurzfilm, Argentinien 2008) – Regie: Juan Chappa, Martín Deus
Am letzten Schultag verbringen zwei Freunde den ganzen Tag miteinander. Dabei stehen unausgesprochene Geheimnisse im Raum.
Another Gay Sequel: Gays Gone Wild (Vereinigte Staaten 2008) – Regie: Todd Stephens
Fortsetzung von Another Gay Movie aus dem Jahr 2006. Die Freunde aus dem ersten Teil treffen sich noch einmal wieder.
Teilweise werden die Rollen aus dem ersten Teil von neuen Schauspielern dargestellt.
Antarctica … lässt Herzen schmelzen (Antarctica) (Israel 2008) – Regie: Yair Hochner
Vier junge Schwule und eine Lesbe suchen in Tel Aviv die Liebe.
Antonios Geheimnis (Ang lihim ni Antonio) (Philippinen 2008) – Regie: Joselito Altarejos
Der 15-jährige Antonio ist schwul. Nach einer Liebesnacht mit seinem Kumpel erzählt er seinen Freunden, dass er schwul ist. Als sein Onkel eines Tages vor der Türe steht, ändert sich vieles für Antonio.
Arizona Sky (Vereinigte Staaten 2008) – Regie: Jeffery London
Jake und Kyle sind gemeinsam im ländlichen Arizona aufgewachsen. Sie verlieben sich, aber dann zieht Jakes Familie nach Kalifornien. Nach 15 Jahren kehrt Jake zurück, um Kyle wiederzusehen.
The Art of Being Straight (Vereinigte Staaten 2008) – Regie: Jesse Rosen
Zwei College-Freunde hinterfragen ihre Karriere und ihre Sexualität.
Awakening (Kurzfilm, Dänemark 2008) – Regie: Christian Tafdrup
Der 16-jährige Carsten hat gerade eine Beziehung zu Melissa begonnen. Als er bei ihrer Familie zum Essen eingeladen ist, kommt heraus, dass er und Melissas Vater das gleiche Geheimnis teilen.
The Baby Formula (Kanada 2008) – Regie: Alison Reid
Ein lesbisches Paar will ein biologisch eigenes Kind.
Between Love & Goodbye (Vereinigte Staaten 2008) – Regie: Casper Andreas
Der Franzose Marcel verliebt sich in New York in Kyle. Als sein Visum ausläuft, soll eine Scheinehe mit der lesbischen Sarah das Problem lösen.
Bookends (Vereinigte Staaten 2008) – Regie: Matt Riddlehoover
Acht Freunde treffen sich um einen Geburtstag zu feiern. Im Laufe der Feier gibt es einige romantische Verwicklungen.
Boy meets Boy (Kurzfilm, Südkorea 2008) – Regie: Kim-Jho Gwang-soo
Min-Soo verliebt sich im Bus in den athletischen Seok-i.
The Boy Next Door (Kurzfilm, Vereinigte Staaten 2008) – Regie: Gregor Schmidinger
Als ein schwuler Callboy seinen Kunden in dessen Hotelzimmer aufsucht, muss dieser nochmal kurz weg. Plötzlich öffnet sich die Türe zum Nachbarzimmer und es erscheint der Sohn des Kunden, der einen Albtraum hatte. Diese Begegnung lässt den Callboy über sein eigenes Leben nachdenken.
Chefs Leckerbissen (Fuera de carta) (Spanien 2008) – Regie: Nacho García Velilla
Der schwule Koch Maxí möchte, dass sein angesagtes Restaurant endlich einen Stern bekommt. Für Trubel sorgen nicht nur seine Oberkellnerin Alex und die plötzlich auftauchenden Kinder aus seiner gescheiterten Ehe, sondern auch sein neuer Nachbar, der gleich Maxís Interesse erregt.
Ciao (Vereinigte Staaten 2008) – Regie: Yen Tan
Nachdem Mark bei einem Autounfall gestorben ist, kommt sein Freund Jeff dahinter, dass Mark eine Affäre mit dem Italiener Andrea hatte. Schließlich kommen sich auch Jeff und Andrea näher.
A Day at the Beach (Zeichentrickkurzfilm, Vereinigte Staaten 2008) – Regie: Veronique Courtois
Brad und Sally wollen einen Tag am Strand verbringen. Dort geschehen Dinge, die nicht geplant waren.
Dog Tags (Vereinigte Staaten 2008) – Regie: Damion Dietz
Der Marine Nate trifft auf den schwulen Andy. Zwischen beiden entwickelt sich eine Romanze.
Der Dorflehrer (Venkovský učitel) (Tschechien 2008) – Regie: Bohdan Sláma
Der Lehrer Petr beendet, weil er schwul ist, in Prag die Beziehung mit seiner Freundin und zieht aufs Land. Dort freundet er sich mit Marie an und verliebt sich in ihren Sohn. Er bekommt Besuch von seinem Ex-Freund, der für alles Ungeklärte in der Vergangenheit steht.
Dream Boy (Vereinigte Staaten 2008) – Regie: James Bolton
Der 15-jährige Nathan verliebt sich in den 17-jährigen Nachbarsjungen Roy, der zwar eine Freundin hat, sich aber auch in Nathan verliebt. Nachdem ihre Beziehung entdeckt wird, wird ihre Liebe auf eine harte Probe gestellt.
Nach einem Roman von Jim Grimsley.
Der erste Tag im Winter (Il primo giorno d’inverno) (Italien 2008) – Regie: Mirko Locatelli
Der schüchterne Valerio ist an seiner Schule der Außenseiter und wird von allen nur gehänselt. Jedoch erregen ihn seine Mitschüler und er beobachtet sie heimlich unter der Dusche. Eines Tages erkennt er, dass der beliebte Dani mit seinem Freund Matteo Sex hat. Valerio beginnt, die beiden zu erpressen …
Echte Wiener – Die Sackbauer-Saga (Österreich 2008) – Regie: Kurt Ockermüller
Die Enkelin vom Mundl, Petra Sackbauer (Hilde Dalik) ist mit Margot (Doris Hindinger) zusammen. Bei einem Seitenblicke-Bericht über die Modeschau von ihr und ihrer Mutter Irmi (Liliana Nelska) wird sie schmusend mit Margot gezeigt. Vater Karli (Klaus Rott) ist der Meinung, dass „die zwa woaman Schwestern“ mehr Zurückhaltung üben sollten. Genauso dann bei der Geburtstagsfeier für Mundl.
Evet, ich will! (Deutschland 2008) – Regie: Sinan Akkuş
Neben drei anderen heiratswilligen Paaren aus unterschiedlichen Kulturen muss auch der türkischstämmige Emrah seiner Familie seine Beziehung zum Deutschen Tim beibringen.
Das große Tabu – Homosexualität und Fußball (Dokumentation, Deutschland 2008) – Regie: Aljoscha Pause
Dokumentation über Homosexualität im Fußball.
Half Past Ten (Deutschland/Vereinigtes Königreich 2008) – Regie: Sascha Bachmann
Ein Alkoholiker und seine Frau (Kerstin Linnartz) verlieben sich in denselben Mann (André Schneider). Frei nach Marguerite Duras’ Roman Im Sommer abends um halb elf. Der zweite Spielfilm mit bisexueller Thematik von Vivàsvan Pictures.
Jay (Philippinen 2008) – Regie: Francis Xavier Pasion
Der schwule TV-Produzent Jay will eine Dokumentation über einen ermordeten schwulen Lehrer gleichen Namens drehen.
Jonathan – Die Passion (Chemin de croix) (Kurzfilm, Frankreich 2008) – Regie: Cyril Legann
Der Teenager Jonathan will aus der tristen Welt seiner Pariser Hochhaussiedlung entfliehen. Doch er gerät an Leute mit Hintergedanken.
Die jungen Wilden (The young & evil) (Kurzfilm, Vereinigte Staaten 2008) – Regie: Julien Breece
Ein Teenager will sich absichtlich mit HIV infizieren und gerät an einen AIDS-Aktivisten.
Kambyo (Philippinen 2008) – Regie: Joselito Altarejos
Licht und Schatten (Between Something & Nothing) (Vereinigte Staaten 2008) – Regie: Todd Verow
Joe studiert Kunst an einem angesehenen College. Er ist zwar ärmer als die anderen Studenten, aber glücklich. Eines nachts lernt er den Stricher Ramon kennen, in den er sich verliebt.
The Lost Coast (Vereinigte Staaten 2008) – Regie: Gabriel Fleming
Als eine Gruppe von Freunden am Halloween-Abend durch San Francisco zieht, werden zwei von ihnen mit ihrer Sexualität konfrontiert.
Mama ist beim Friseur (Maman est chez le coiffeur) (Kanada 2008) – Regie: Léa Pool
In Quebec des Jahres 1966 erfährt die Mutter von drei Kindern, dass ihr Gatte ein Verhältnis mit einem Mann hat. Sie verlässt ihre Familie, die mit der Situation zurechtkommen muss.
Mamma Mia! (Vereinigte Staaten/Vereinigtes Königreich/Griechenland 2008) – Regie: Phyllida Lloyd
Der mögliche Vater von Sophie, Harry, lernt auf dem Junggesellenabschied einen jungen Mann kennen und outet sich während Sophies Trauung als homosexuell.
Der Mann, der Yngve liebte (Mannen som elsket Yngve) (Norwegen 2008) – Regie: Stian Kristiansen
Norwegen, 1989: Der 17-jährige Jarle (Rolf Kristian Larsen) ist in der Schule sehr beliebt und hat eine Freundin. Eines Tages kommt Yngve (Ole Christoffer Ervag) in die Klasse. Jarle kann es zunächst kaum glauben, aber er kann sich nicht länger etwas vormachen. Er hat sich in Yngve verliebt.
Meine Frau, die Spartaner und ich (Meet the Spartans) (Vereinigte Staaten 2008) – Regie: Aaron Seltzer, Jason Friedberg
Persiflage von 300, in welchem die Spartiaten als schwul sowie ihr König als bisexuell dargestellt werden.
Milk (Vereinigte Staaten 2008) – Regie: Gus Van Sant
Verfilmung der wahren Geschichte des ersten offen schwulen Politikers der USA, des Stadtrats von San Francisco, Harvey Milk. Der Film deutet an, dass bei dessen Ermordung die verdrängte Homosexualität des Mörders mit verantwortlich war.
Mulligans (Kanada 2008) – Regie: Chip Hale
Als Tyler seinen alten College-Freund Chase einlädt, kommt ein Geheimnis aus der Vergangenheit ans Licht, das Tylers Familie in schwere Probleme bringt.
Newcastle (Australien 2008) – Regie: Dan Castle
Die Brüder Jesse und Fergus versuchen, mit Surfen dem tristen Alltag zu entkommen. Als der schwule Fergus eine Beziehung zu einem anderen Surfer anfängt und sein älterer Bruder Victor auftaucht, eskaliert die Lage.
Patrik 1,5 (Patrik 1.5) (Schweden 2008) – Regie: Ella Lemhagen
Göran und Sven beschließen ein Kind zu adoptieren. In der Zusage der Adoptionsagentur steht „Patrik 1,5“, sie freuen sich und besorgen alles für dieses Alter. Leider war dies ein Tippfehler und plötzlich steht ein 15-jähriger homophober Junge mit krimineller Vergangenheit vor der Tür. Dem Paar steht eine turbulente Zeit bevor, in der sie sich sogar zeitweilig trennen.
Pedro (Vereinigte Staaten 2008) – Regie: Nick Oceano
Die Geschichte des schwulen Kubaners Pedro Zamora, der nach seiner Emigration in die USA zum AIDS-Aktivisten wurde, als Mitglied der MTV-Serie The Real World eine der ersten HIV-positiven Medienfiguren wurde und im Alter von 22 Jahren starb.
Raging Sun, Raging Sky (Rabioso sol, rabioso cielo) (Mexiko 2008) – Regie: Julián Hernández
Kieri verliebt sich in Ryo, doch plötzlich ist dieser verschwunden.
Reich mir deine Hand (Donne-moi la main) (Frankreich/Deutschland 2008) – Regie: Pascal-Alex Vincent
Die zwei Brüder Antoine und Quentin leben sich auseinander, weil der eine homosexuell ist.
Sappho – Liebe ohne Grenzen (Sappho) (Ukraine 2008) – Regie: Robert Crombie
Das frisch verheiratete Paar Sappho und Phil macht Flitterwochen auf der griechischen Insel Lesbos. Dort lernen sie die russische Archäologentochter Helene kennen, in die sich Sappho verliebt. Es beginnt eine Dreiecksbeziehung.
Sikil (Philippinen 2008) – Regie: Roni Bertubin
Dreiecksgeschichte zwischen zwei Männern und einer Frau.
Tagaytay – Ein philippinischer Sommer (Daybreak) (Philippinen 2008) – Regie: Adolfo Alix Jr.
JP und William waren mal ein Paar, sind aber nun beide verheiratet. Als sie sich nach Jahren wieder in einem Landhaus treffen, flammen die alten Gefühle wieder auf.
Tatort: Liebeswirren (Deutschland 2008) – Regie: Tobias Ineichen
Fernsehfilm der Reihe Tatort: Fritz Alt wartet in seinem Stammlokal auf seinen Freund Gerd, der jedoch mit einer Frau verheiratet ist, die nichts von seinem Doppelleben wissen darf. Als Fritz kurz darauf ermordet auf einer Baustelle entdeckt wird, beginnen die Ermittlungen.
Thirteen or So Minutes (Kurzfilm, Vereinigte Staaten 2008) – Regie: William Branden Blinn
Lawrence und Hugh sind beide hetero und haben beide Freundinnen. Doch plötzlich kommt es zwischen den beiden zu Sex.
Tote Schwule – Lebende Lesben (Dokumentation, Deutschland 2008) – Regie: Rosa von Praunheim
Dokumentation, die Interviews mit älteren Schwulen und jüngeren Lesben aneinanderreiht.
Walang kawala (Philippinen 2008) – Regie: Joel Lamangan
Als seine Frau von einem Job im Ausland zurückkehrt und schwanger werden möchte, muss sich der Fischer Joaquin seiner Homosexualität stellen.
Wäre die Welt mein (Were the World Mine) (Vereinigte Staaten 2008) – Regie: Tom Gustafson
Der schüchterne Timothy verliebt sich in den Kapitän der Rugbymannschaft. Als er am Schultheater den Puck in Shakespeares Sommernachtstraum spielen soll, gelangt er an einen magischen Liebestrank, durch den sich jeder in die erste Person verliebt, die er sieht.
Schwules Musical, inspiriert von Shakespeares „Sommernachtstraum“.
Langfassung des Kurzfilms „Fairies“ aus dem Jahr 2003.
Watercolors (Vereinigte Staaten 2008) – Regie: David Oliveras
Der schüchterne Schüler Danny verliebt sich in den bei allen beliebten Carter. Als es auch bei Carter funkt, bekommen seine Freunde Wind von der Sache.
Wiedersehen mit Brideshead (Brideshead Revisited) (Vereinigtes Königreich 2008) – Regie: Julian Jarrold
Ein schwuler Student verliebt sich in Oxford in einen heterosexuellen Studenten, der sich aber aufgrund der finanziellen Unabhängigkeit und des Sinns für Kultur des schwulen Studenten auch zu diesem hingezogen fühlt. Der Film zeichnet ein Bild der Zeit zwischen den beiden Weltkriegen.
Basierend auf einem Roman von Evelyn Waugh.
[Ohne Titel] (Deutschland 2008) – Regie: Elmgreen und Dragset
Ein kurzer Film, der zwei sich küssende Männer zeigt. Der Film wurde von 2008 bis 2010 in einer permanenten Wiederholungsschleife im Denkmal für die im Nationalsozialismus verfolgten Homosexuellen vorgeführt und gemäß der Denkmalsplanung im Jahre 2010 durch einen neuen Film ersetzt.

#### 2009
All You Need Is Love – Meine Schwiegertochter ist ein Mann (Deutschland 2009) – Regie: Edzard Onneken
Hans (Andreas Helgi Schmid) möchte in seinem Heimatdorf in Bayern heiraten und zwar seinen Freund Nicki (Manuel Witting). Seine geschiedenen Eltern (Jürgen Tonkel und Saskia Vester), die nichts von seiner Homosexualität wussten, sind zunächst völlig geschockt, und auch die Dorfbewohner reagieren mit Vorurteilen und Ausgrenzung. Doch am Ende können die beiden wie geplant auf der Dorfalm heiraten.
Ander (Spanien 2009) – Regie: Roberto Castón
Liebesgeschichte zwischen dem baskischen Bauern Ander und dem peruanischen Immigranten José.
Die Aussteiger (Dokumentation, Deutschland 2009) – Regie: Hans-Georg Ullrich und Detlef Gumm
Dokumentation aus dem Projekt Berlin – Ecke Bundesplatz: Porträt der unkonventionellen Lebensgemeinschaft von Hans Ingebrand und Reimar Lenz.
Be Mine (Vereinigte Staaten 2009) – Regie: Dave Padilla, Steven Vasquez
Ein schwuler Mann, der kurz vor seiner Hochzeit steht, erinnert sich an die Zeit, als er noch nie einen Mann geküsst hatte.
The Big Gay Musical (Vereinigte Staaten 2009) – Regie: Casper Andreas, Fred M. Caruso
Paul (Daniel Robinson) und Eddie (Joey Dudding) sind die Hauptdarsteller in dem schwulen Musical Adam and Steve und auch privat stehen sie sich nah. Als sich Besuch der konservativen Eltern von Eddie ankündigt, beginnt das Chaos.
Das Bildnis des Dorian Gray (Dorian Gray) (Vereinigtes Königreich 2009) – Regie: Oliver Parker
Verfilmung des Oscar-Wilde-Romans Das Bildnis des Dorian Gray, die auch die homosexuellen Affären Dorian Grays zeigt.
Blutsfreundschaft (Österreich 2009) – Regie: Peter Kern
Gustav (Helmut Berger) verliebt sich in den Neonazi Alex (Harry Lampl), der ihn an seine Jugend in der Hitlerjugend erinnert.
Bruderschaft (Broderskab) (Dänemark 2009) – Regie: Nicolo Donato
Zwei Neonazis verlieben sich ineinander und müssen sich entscheiden, was ihnen wichtiger ist: ihre schwulenhassende Neonazi-Gruppe oder ihre Liebe zueinander.
Brüno (Vereinigte Staaten 2009) – Regie: Larry Charles
Mockumentary über einen schwulen Österreicher (Sacha Baron Cohen), der versucht, berühmt zu werden.
Chi l’ha visto – Wo bist Du? (Chi l’ha visto) (Deutschland 2009) – Regie: Claudia Rorarius
Der schwule Gianni, der in Berlin bei seiner Mutter aufgewachsen ist, will nach Italien um seinen Vater zu finden. Dabei lernt er Paul kennen.
City of Borders (Dokumentation, Vereinigte Staaten 2009) – Regie: Yun Suh
Dokumentarfilm über einige Stammgäste der Shushan, zum Drehzeitpunkt einziger Schwulenbar in Jerusalem.
Contracorriente – Gegen den Strom (Contracorriente) (Peru/Kolumbien/Frankreich/Deutschland 2009) – Regie: Javier Fuentes-León
Der junge, gutaussehende Fischer Miguel lebt mit seiner Frau Mariella in einem streng-religiösen peruanischen Fischerdorf. Doch er hat eine heimliche Affäre mit dem Künstler Santiago, der von allen Dorfbewohnern verachtet wird, weil er offen homosexuell ist und Religion ablehnt.
Crush (Vereinigte Staaten 2009) – Regie: Michael J. Saul
Eine Geschichte von vier schwulen Paaren.
Dance Flick – Der allerletzte Tanzfilm (Dance Flick) (Vereinigte Staaten 2009) – Regie: Wayans Brothers
Tanzfilmparodie mit einem schwulen Basketballspieler.
Dare – Hab’ keine Angst. Tu’s einfach! (Dare) (Vereinigte Staaten 2009) – Regie: Adam Salky
Als Alexa sich in Johnny verliebt, merkt ihr Freund Ben, dass auch er Gefühle für Johnny hegt, die von diesem auch erwidert werden.
Davids Geburtstag (Il compleanno) (Italien 2009) – Regie: Marco Filiberti
Zwei Paare verbringen ihrem Sommer am Strand. Als der Sohn eines der Paare erscheint, bewirkt er beim Mann des anderen Paares unbekannte Gefühle.
Drowning (Kurzfilm, Australien 2009) – Regie: Craig Boreham
Der 17-jährige Mik hat Probleme in seiner Familie; Halt findet er nur bei seinem besten Freund Dan. Als Dan sich in ein Mädchen verliebt, muss Mik sich eingestehen, dass er in Dan verliebt ist.
Im Jahr 2016 hat derselbe Regisseur unter dem Titel „Teenage Kicks“ eine Langfassung des Films gedreht.
Du sollst nicht lieben (Einayim Pkuhot/Eyes Wide Open) (Israel/Frankreich/Deutschland 2009) – Regie: Chaim Tabakman
Ein ultraorthodoxer Jude gerät in schwere Konflikte mit seiner Gemeinde und seiner Familie, als er einen jungen Jeschiwa-Studenten bei sich aufnimmt und sich in ihn verliebt.
Eating Out 3: All You Can Eat (Vereinigte Staaten 2009) – Regie: Glenn Gaylord
Nachdem Marc und Kyle gestorben sind, nimmt Kyles Mutter Helen ihren Neffen Casey bei sich auf. Als Casey sich in Zack verliebt, versuchen er und Tiffani, mit einem Online-Profil, für das sie die Identität von Tiffanis Exfreund Ryan nutzen, mehr über Zack herauszufinden. Als Ryan plötzlich wieder erscheint, ist das Chaos perfekt.
Dritter Teil der fünfteiligen „Eating Out“-Reihe.
End of Love (Oi do chun) (Hongkong/China 2009) – Regie: Simon Chung
Als der schwule Stricher Ming durch religiös motivierte Gehirnwäsche heterosexuell gemacht werden soll, erinnert er sich an seine Beziehung zu Yen.
An Englishman in New York (Vereinigtes Königreich 2009) – Regie: Richard Laxton
Das Leben von Quentin Crisp (dargestellt von John Hurt).
Bereits im Jahr 1975 spielte John Hurt die Rolle des Quentin Crisp im Film Wie man sein Leben lebt.
Feigenbäume (Fig Trees) (Dokumentation, Kanada 2009) – Regie: John Greyson
Dokumentation über den weltweit vereinten Kampf von Aktivisten gegen AIDS.
Le Fil – Die Spur unserer Sehnsucht (Le fil) (Frankreich/Belgien/Tunesien 2009) – Regie: Mehdi Ben Attia
Der junge Architekt Malik kehrt zu seiner Mutter Sara (Claudia Cardinale) nach Tunesien zurück. Diese will ihn unbedingt verheiraten, aber Malik verliebt sich in den Gärtner Bilal.
Das Fischkind (El niño pez) (Argentinien/Frankreich/Spanien 2009) – Regie: Lucía Puenzo
Das in Buenos Aires lebende Mädchen Lala hat eine Beziehung zum 20-jährigen Hausmädchen der Familie, Guayi. Sie träumen von einem Leben in Paraguay. Aber ein Geheimnis liegt über ihrer Beziehung …
From Beginning to End (Do Começo ao Fim) (Brasilien 2009) – Regie: Aluizio Abranches
Liebesgeschichte zwischen zwei Halbbrüdern.
Ghosted (Deutschland/Taiwan 2009) – Regie: Monika Treut
Die Hamburgerin Sophie reist nach Thailand um den Tod ihrer Geliebten Ai-ling zu verarbeiten. Dort trifft sie die geheimnisvollen Journalistin Mei-li.
Greek Pete (Vereinigtes Königreich 2009) – Regie: Andrew Haigh
Ein Jahr im Leben eines Londoner Callboys.
Hannah Free (Vereinigte Staaten 2009) – Regie: Wendy Jo Carlton
Der Film nach dem gleichnamigen Theaterstück von Claudia Allen zeigt die lebenslange Beziehung zwischen der abenteuerlustigen Hannah (Sharon Gless) und der eher ruhigen Rachel.
Heavenly Touch (Philippinen 2009) – Regie: Joel Lamangan
Rodel und Jonard arbeiten in einem schwulen Massagesalon. Sie verlieben sich ineinander, doch der Chef des Massagesalons unterdrückt seine „Jungs“ und zwingt sie zu Dingen, die sie nicht wollen …
Hollywood, je t’aime (Vereinigte Staaten 2009) – Regie: Jason Bushman
Der schwule Jerome flieht vor seinem frischverliebten Ex-Freund aus dem vorweihnachtlichen Paris nach Hollywood.
House of Boys (Luxemburg/Deutschland 2009) – Regie: Jean-Claude Schlim
Im Jahr 1984 reist der luxemburgische Schüler Frank nach Amsterdam. Dort genießt er sein Leben als Tänzer im Nachtclub „House of Boys“. Seine Welt aus Sex, Tanz und Musik findet ein jähes Ende, als sich herumspricht, dass es eine neue Krankheit namens AIDS gibt.
I Killed My Mother (J’ai tué ma mère) (Kanada 2009) – Regie: Xavier Dolan
Der 16-jährige Hubert (Xavier Dolan) ist seit Kurzem in einer Beziehung mit seinem Mitschüler Antonin (François Arnaud). Seit der Trennung seiner Eltern lebt er bei der Mutter, mit der er immer öfter Streit hat. Sie erfährt zufälligerweise im Sonnenstudio von der Mutter seines Freundes, dass ihr Sohn schwul ist.
I Love You Phillip Morris (Vereinigte Staaten 2009) – Regie: Glenn Ficarra, John Requa
Der Familienvater Steve Russell (Jim Carrey) ist zwar hochintelligent, gerät jedoch immer mit dem Gesetz in Konflikt. Als er ins Gefängnis kommt, verliebt er sich dort in den Mithäftling Phillip Morris (Ewan McGregor). Nachdem dieser entlassen wird, versucht Russel mehrmals auszubrechen, um mit seinem Freund zusammen zu sein.
Nach einem Tatsachenroman von Steve McVicker.
I Shot My Love (Dokumentation, Israel/Deutschland 2009) – Regie: Tomer Heymann
Dokumentation über das Leben des israelischen Filmemachers Tomer Heymann mit seinem deutschen Freund Andreas Merk in Israel.
Der Junge mit den strahlenden Augen (The Boy with the Sun in His Eyes) (Vereinigte Staaten 2009) – Regie: Todd Verow
Nachdem sein Freund gestorben ist, geht John von Amerika nach Italien, um dort zu arbeiten. Dort versucht er, sich mit wechselnden Affären abzulenken, lernt aber auch die Gefährlichkeit seines Handelns kennen.
Just Say Love (Vereinigte Staaten 2009) – Regie: Bill Humphreys
Zwei Männer diskutieren ihre Träume und eine eventuelle gemeinsame Zukunft.
Kinder Gottes (Children of God) (Bahamas 2009) – Regie: Kareem Mortimer
Der hübsche, aber schüchterne Kunststudent Johnny wird von seinem Vater vor die Tür gesetzt, nachdem er sich als schwul geoutet hat. Auf der Insel Eleuthera lernt er den selbstbewussten Musiker Romeo kennen und zwischen den beiden entwickelt sich Liebe.
Lesbian Vampire Killers (Vereinigtes Königreich 2009) Regie: Phil Claydon
Horrorkomödie in der Fletch und Jimmy einen Ausflug nach Cragwich machen, wo sie auf vier attraktive Studentinnen treffen. Doch schon bald werden einige davon in lesbische Vampirinnen verwandelt.
Die Liebeserklärung (Zucht) (Kurzfilm, Niederlande 2009) Regie: Margien Rogar
Erik geht mit Sofie und ihrem Vater schwimmen. Während Sofie in Erik verliebt ist, interessiert der sich nur für Sofies Vater.
Mary Lou (Tamid oto chalom) (Israel 2009) – Regie: Eytan Fox
Der 18-jährige Meir reist aus der Provinz nach Tel Aviv um seine Mutter zu finden. Dort wird er als Dragqueen Mary Lou schnell zum Star.
Der Film wurde ursprünglich in vier Teilen für das Fernsehen produziert.
Miss Kicki (Schweden/Taiwan 2009) – Regie: Håkon Liu
Der 17-jährige Viktor reist mit seiner Mutter nach Taiwan, die dort eine Internetbekanntschaft persönlich kennenlernen will. Während sich ihre Internetbekanntschaft nicht als das entpuppt, was seine Mutter erwartet hat, lernt Viktor den gleichaltrigen Taiwaner Didi kennen. Zwischen den beiden entwickelt sich eine Liebesbeziehung.
Die Mission (La mission/Mission Street Rhapsody) (Vereinigte Staaten 2009) – Regie: Peter Bratt
Der 17-jährige Jes hat einen festen Freund, aber sein homophober, cholerischer Vater darf das nicht wissen. Als sein Vater zufällig erfährt, dass sein Sohn schwul ist, rastet er völlig aus, worauf sein Sohn den Kontakt abbricht, um sein eigenes Leben zu leben. Als Jes Opfer eines schwulenfeindlichen Hassverbrechen wird, beginnt sein Vater, seine Haltung zu überdenken.
Mr. Right (Vereinigtes Königreich 2009) – Regie: David Morris, Jacqui Morris
Komödie über drei schwule Paare, die sich fragen, wie es in ihren Beziehungen weitergehen soll.
Oy Vey! My Son Is Gay!! (Vereinigte Staaten 2009) – Regie: Jewgeni Afinejewski
Die Hirschs, eine jüdische New Yorker Familie, wollen ihrem Sohn Nelson helfen, endlich eine Frau zu finden. Sie ahnen nicht, dass Nelson schwul ist und mit dem Latino Angelo zusammen lebt. Als Nelson sich endlich outet, sorgt das für turbulente Verwirrungen.
Permanent Residence (Yong jiu ju liu) (Hongkong 2009) – Regie: Scud
Der sportliche und erfolgreiche Ivan lernt den freizügigen Windson kennen und verliebt sich ihn. Doch Windson ist heterosexuell. Dennoch verbringen die beiden viel Zeit miteinander und kommen sich langsam näher.
Plan B (Argentinien 2009) – Regie: Marco Berger
Nach dem Aus in seiner Beziehung versucht Bruno seine Exfreundin zurückzubekommen, indem er vorgaukelt, er sei jetzt schwul. Er macht sich an Pablo heran und merkt plötzlich, dass er mehr für Pablo empfindet.
Plein Sud – Auf dem Weg nach Süden (Plein Sud) (Frankreich 2009) – Regie: Sébastien Lifshitz
Der 27-jährige Sam reist nach Südfrankreich, wo er Matthieu und dessen Schwester Lea kennenlernt. Matthieu verliebt sich in Sam und versucht, ihn zu verführen.
Prayers for Bobby (Vereinigte Staaten 2009) – Regie: Russel Mulcahy
Eine wahre Geschichte über Bobby Griffith, der vor allem von seiner bibeltreuen Mutter Mary Griffith (Sigourney Weaver) und ihrer Kirche nicht so akzeptiert wird wie er ist, angehalten wird heterosexuell zu werden, sich unverstanden und ungeliebt fühlt und Suizid begeht. Mary macht nach seinem Tod eine Metamorphose durch, ändert ihre Glaubensansichten und wird zur geachteten Aktivistin für die Rechte schwuler und lesbischer Jugendlicher und Helferin für deren Eltern.
Protect Me from What I Want (Kurzfilm, Vereinigtes Königreich 2009) – Regie: Dominic Leclerc
Nachdem der indische Student Saleem, der mit seinen Eltern in Leeds wohnt, Sex mit Daz hatte, hat er ein schlechtes Gewissen.
Redwoods (Vereinigte Staaten 2009) – Regie: David Lewis
Das schwule Paar Everett (Brendan Bradley) und Miles (Tad Coughenour) lebt mit einem autistischen Pflegesohn mitten in der Natur. Als Miles mit dem Pflegesohn eine weite Reise zu den Eltern unternimmt, lernt Everett den schwulen Chase (Matthew Montgomery) kennen …
Rückenwind (Deutschland 2009) – Regie: Jan Krüger
Ein schwules Paar macht einen Fahrradausflug aufs Land.
Sagwan (Philippinen 2009) – Regie: Monti Parungao
Alfred ist Fremdenführer auf den Philippinen. Bald kann er seine romantischen Gefühle für seinen Freund Eman ausleben.
Sea Purple (Viola di mare) (Italien 2009) – Regie: Donatella Maiorca
Sizilien in der zweiten Hälfte des 19. Jahrhunderts: Angela und Sara verlieben sich ineinander. Als Angela einen Mann heiraten soll, beschließt sie, sich die Haare kurz zu schneiden und als Angelo ihre Freundin Sara zu heiraten.
Sex, Party und Lügen (Mentiras y gordas) (Spanien 2009) – Regie: Alfonso Albacete, David Menkes
Nico und Toni verbringen einen aufregenden letzten Sommer vor der Schwelle zum Erwachsenen.
Shank (Vereinigtes Königreich 2009) – Regie: Simon Pearce
Das brutale Gangmitglied Cal versucht seine Homosexualität zu verbergen und bei anonymem Sex auszuleben. Eines Tages bemerkt seine Gang, dass er schwul ist …
A Single Man (Vereinigte Staaten 2009) – Regie: Tom Ford
Nach dem Tod seines Partners hat für den schwulen George (Colin Firth) das Leben jeden Sinn verloren. Er beschließt, sich das Leben zu nehmen. An seinem letzten Tag trifft er nochmal seine gute Freundin Charley (Julianne Moore) und führt Gespräche mit einem seiner Studenten. Im Laufe des Tages beginnt er, an seinem Entschluss zu zweifeln.
Nach einem Roman von Christopher Isherwood.
Tabubruch – Der neue Weg von Homosexualität im Fußball (Dokumentation, Deutschland 2009) – Regie: Aljoscha Pause
Dokumentation über Homosexualität im Fußball.
To Die Like a Man (Morrer Como Um Homem) (Portugal/Frankreich 2009) – Regie: João Pedro Rodrigues
Prämierter Film um einen alternden Travestie-Star.
Trip durch die Nacht (Two young men) (Kurzfilm, Vereinigte Staaten 2009) – Regie: Sam McConnell
Als Will sich mit einem gefälschten Ausweis in Salt Lake Citys einzige Schwulenbar schleicht, beginnt ein turbulenter Abend.
Eine Überraschung zum Fest (Make the Yuletide Gay) (Vereinigte Staaten 2009) – Regie: Rob Williams
Olaf und Nathan sind an ihrer Uni offen schwul. Allerdings wissen Olafs Eltern nichts davon. Als Olaf an Weihnachten nach Hause fährt und plötzlich Nathan in der Tür steht, beginnt ein turbulentes Weihnachtsfest mit vielen Überraschungen.
Das verrückte Liebesleben des Simon Eskenazy (La folle histoire d’amour de Simon Eskenazy) (Frankreich 2009) – Regie: Jean-Jacques Zilbermann
Der muslimische Transvestit Naïm verliebt sich in den schwulen jüdischen Klarinettisten Simon Eskenazy, der jedoch mit dem Philosophen Raphaël zusammen lebt. Als Simon seine kranke Mutter bei sich aufnimmt, Simons ehemalige Frau mit dem gemeinsamen Sohn auftaucht und Naïm sich als Aushilfsschwester in den Haushalt einschleicht, ist das Chaos perfekt.
Wrecked – …abgef***ed (Wrecked) (Vereinigte Staaten 2009) – Regie: Bernard Shumanski, Harry Shumanski
Der verträumte Ryan sucht die große Liebe. Er glaubt, diese in Daniel gefunden zu haben.

### 2010er Jahre

#### 2010
4 weitere Jahre – Wahlkampf ’mal anders (Fyra år till) (Schweden 2010) – Regie: Tova Magnusson-Norling
Der populäre Politiker David Holst, Vorsitzender der Liberalen, gilt als Favorit bei der Wahl zum neuen schwedischen Premierminister. Doch er verliert die Wahl und landet in der Opposition. Plötzlich verliebt er sich auch noch in einen Mann – ausgerechnet einen offen schwulen Politiker der gegnerischen Partei.
Alex und der Löwe (Deutschland 2010) – Regie: Yuri Gárate
Eine Berliner Screwball-Comedy um ein sich umtanzendes Männerpaar, das erst nach kleinen Umwegen wirklich zueinander findet.
Amphetamin (Amphetamine) (Hongkong 2010) – Regie: Scud
Der Fitnesstrainer Kafka lernt den Finanzmanager Daniel kennen, der aus Australien nach Hong Kong zurückkehrt. Sie verlieben sich ineinander und sind überzeugt, dass ihre Liebe alle Unterschiede zwischen den beiden überbrücken kann.
BearCity (Vereinigte Staaten 2010) – Regie: Douglas Langway
Sommer in New York: Der junge Tyler (Joe Conti) ist gerade in die Stadt gezogen, um Karriere als Schauspieler zu machen. Um Geld zu verdienen, jobbt er nebenher als Kellner. Obwohl er selbst ganz anders aussieht, steht er auf große, behaarte Männer und findet schnell neue Freunde.
Erster Teil der „BearCity“-Reihe.
Beginners (Vereinigte Staaten 2010) – Regie: Mike Mills
Basierend auf seinen eigenen Erlebnissen erzählt Mills die Geschichte des Illustrators Oliver (Ewan McGregor), dessen 75-jähriger Vater (Christopher Plummer) nach dem Tod der Mutter – mit der dieser 44 Jahre verheiratet war – sein Coming-out hat. Kurz darauf wird beim Vater nicht heilbarer Krebs diagnostiziert. Er lebt aber sein neues Leben weiter ohne Entschuldigung oder Bedauern.
Black Swan (Vereinigte Staaten 2010) – Regie: Darren Aronofsky
Als Nina (Natalie Portman) und Lily (Mila Kunis) spät am Abend zurück sind, haben sie in Ninas Wohnung Sex.
Oscar für „Beste Hauptdarstellerin“.
Dirty Girl (Vereinigte Staaten 2010) – Regie: Abe Sylvia
Auf der Provinzhochschule in Oklahoma zeigt die frühreife Danielle allen, was sie von Autoritäten und Verboten hält. Das bringt ihr eine Versetzung in die Förderklasse ein. Ein Grund mehr, alles liegen und stehen zu lassen, und davon zu brausen mit Leidensgenosse Clark, den sie zwar nicht respektiert, dessen Auto sie aber gut gebrauchen kann. Danielle sucht ihren Vater, den sie nur vom Hörensagen kennt. Clark flieht vor einem Vater, der ihn als Enttäuschung betrachtet. Unterwegs lernen sich beide kennen und verstehen.
Drama – Kann das Leben eine Bühne sein? (Drama) (Chile 2010) – Regie: Matias Lira
Die Geschichte dreier Theaterstudenten, die auf den Straßen von Santiago mit ihren Leben und Beziehungen experimentieren, um Erfahrungen für die Bühne zu sammeln.
Drei (Deutschland 2010) – Regie: Tom Tykwer
Hanna und Simon sind ein glückliches Paar, bis sich beide in denselben Mann verlieben.
Dunno Y Na Jaane Kyun… (Indien 2010) – Regie: Sanjay Sharma
Ein angehender Schauspieler wirft seine Moralvorstellungen über Bord, um in der Filmindustrie voranzukommen.
Dies ist der erste indische Film seit der Aufhebung des indischen Homo-Verbots im Jahre 2009, der ein schwules Paar darstellt. Nach Morddrohungen von Homohassern wurde der Start des Films mehrfach verschoben. Auch die indische Zensurbehörde verhindert weiterhin eine Veröffentlichung.
Echte Wiener 2 – Die Deppat’n und die Gspritzt’n (Österreich 2010) – Regie: Barbara Gräftner
Mundls Enkelin Petra Sackbauer ist mit Margot zusammen. Nachbarn beim geerbten Garten sind der pensionierte Geiger der Wiener Philharmoniker Clemens und sein Freund Sascha.
Elena Undone (Vereinigte Staaten 2010) – Regie: Nicole Conn
Elena ist seit 15 Jahren mit einem konservativen, homophoben Pastor verheiratet. Als sie die offen lesbische Autorin Peyton kennenlernt, verlieben sich die beiden ineinander.
Der Freund (L’ami) (Kurzfilm, Schweiz 2010) – Regie: Adrien Kuenzy
Der 20-jährige Andreas verliebt sich in einen anderen Mann.
Gaze (Dokumentation, Vereinigte Staaten 2010) – Regie: Matt Riddlehoover
Dokumentation über das Werk nicht-heterosexueller Künstler.
Die geheimen Tagebücher der Anne Lister (The Secret Diaries of Miss Anne Lister) (Vereinigtes Königreich 2010) – Regie: James Kent
Anne Lister, die zwischen dem 18. und 19. Jahrhundert lebte, hält ihre Liebe zu Frauen in ihrem Tagebuch fest.
Herzensbrecher (Les amours imaginaires) (Kanada 2010) – Regie: Xavier Dolan
Marie und ihr guter Freund Francis lernen auf einer Party den jungen Nicolas kennen, den sie beide auf Anhieb sympathisch finden. Doch Nicolas spielt mit den beiden, während ihre Liebe zu ihm immer größer wird.
Howl – Das Geheul (Howl) (Vereinigte Staaten 2010) – Regie: Rob Epstein, Jeffrey Friedman
Geschichte des schwulen Dichter Allen Ginsberg und der Beat Generation von Künstlern, die sich nach dem Zweiten Weltkrieg mit ihren Werken für die Legalisierung von Homosexualität und Cannabis-Produkten sowie für die Abschaffung der Zensur einsetzten.
Ich möchte nicht allein zurückgehen (Eu Não Quero Voltar Sozinho) (Kurzfilm, Brasilien 2010) – Regie: Daniel Ribeiro
Der blinde Leonardo verliebt sich in den neuen Mitschüler Gabriel.
Basierend auf diesem Kurzfilm hat der gleiche Regisseur mit denselben Darstellern 2014 unter dem Titel Heute gehe ich allein nach Hause (Original: Hoje Eu Quero Voltar Sozinho) eine Langfassung der Geschichte veröffentlicht.
Is It Just Me? (Vereinigte Staaten 2010) – Regie: J.C. Calciano
Ein schwuler Kolumnist flirtet online mit einem anderen Mann. Durch einen Fehler bekommt sein Gegenüber ein falsches Bild geschickt, was zu einigen Verwechslungen führt.
Jitters – Schmetterlinge im Bauch (Órói) (Island 2010) – Regie: Baldvin Zophoníasson
Nach dem Kuss mit einem anderen Jungen kann ein 16-jähriger Isländer seine Gefühle nicht mehr unterdrücken.
KickOff (Vereinigtes Königreich 2010) – Regie: Rikki Beadle Blair
Eine schwule Fußballmannschaft muss gegen eine heterosexuelle Mannschaft antreten.
The Kids Are All Right (Vereinigte Staaten 2010) – Regie: Lisa Cholodenko
Das lesbische Paar Jules (Julianne Moore) und Nic (Annette Bening) haben durch eine anonyme Samenspende Kinder bekommen. Plötzlich taucht Paul (Mark Ruffalo), der biologische Vater der Kinder, auf.
Der Film wurde im Rahmen der Berlinale mit dem Teddy Award 2010 als bester schwul-lesbischer Spielfilm geehrt.
Kleine wahre Lügen (Les petits mouchoirs) (Frankreich 2010) – Regie: Guillaume Canet
Nach dem schweren Verkehrsunfall eines gemeinsamen Freundes brechen unter seinen Freunden mehrere Konflikte auf. Darunter auch ein Konflikt zwischen Max und dem schwulen Vincent.
Lucias Reise (La Llamada/Il richiamo/The Call) (Italien, Argentinien 2010) – Regie: Stefano Pasetto
Die Geschichte des lesbischen Paars Lea und Lucia.
Männer al dente (Mine vaganti) (Italien 2010) – Regie: Ferzan Özpetek
Tommaso (Riccardo Scamarcio), der gerne Schriftsteller werden würde, will sich endlich bei seiner Familie outen. Doch sein ebenfalls schwuler Bruder Antonio (Alessandro Preziosi) kommt ihm zuvor.
Mann im Bad – Tagebuch einer schwulen Liebe (Homme au bain) (Frankreich 2010) – Regie: Christophe Honoré
Der Filmemacher Omar und sein Freund Emmanuel leben gemeinsam in einer Hochhaussiedlung vor Paris. Als Omar nach New York zu einer Vorstellung seines Films fliegen muss, zwingt Emmanuel ihn dazu, ein letztes Mal mit ihm zu schlafen. Das macht Omar so wütend, dass er die Beziehung beendet. Als er Paris in Richtung New York verlässt, versuchen beide Partner, sich zu beweisen, dass sie einander nicht mehr lieben.
A Marine Story (Vereinigte Staaten 2010) – Regie: Ned Farr
Die lesbische Offizierin Alex wird aus dem Dienst des U.S. Marine Corps entlassen und weiß zunächst nicht, wie es weitergehen soll.
Mein Leben im Off (Deutschland 2010) – Regie: Oliver Haffner
Frank träumt vom Durchbruch als Schriftsteller, während sein Partner Akim von einem gemeinsamen Pflegekind träumt. Als Frank Kathrin trifft, bringt das sein Leben durcheinander.
Eine Nacht in Rom (Habitación en Roma) (Spanien 2010) – Regie: Julio Medem
Zwei Frauen erleben ein sexuelles Abenteuer in einem Hotelzimmer in Rom.
Rock Hudson – Schöner fremder Mann (Rock Hudson: Dark and Handsome Stranger) (Dokumentation, Deutschland/Frankreich/Finnland/Österreich 2010) – Regie: Andrew Davies, André Schäfer
Dokumentarfilm über Rock Hudson, der in seinen Filmen oft den Frauenschwarm verkörperte, aber in Wirklichkeit heimlich schwul war und als einer der ersten Prominenten an AIDS starb.
Role/Play (Vereinigte Staaten 2010) – Regie: Rob Williams
Der Seifenoper-Darsteller Graham Windsor wird im Internet geoutet und verliert dadurch seinen Job. Als er vor der Presse in den Urlaub flieht, lernt er dort den Schwulenaktivisten Trey Reed kennen.
Sascha (Deutschland 2010) – Regie: Dennis Todorović
Ein 19-jähriger Migrant, der in Köln lebt, verliebt sich in seinen Klavierlehrer (Tim Bergmann).
Das Schmuckstück (Potiche) (Frankreich 2010) – Regie: François Ozon
Dass Sohn Laurent Pujol (Jérémie Renier) schwul ist, wird nie explizit angesprochen, wird aber durch verschiedene Details bald klar. Er geht eine Beziehung mit Paul ein, der unwissentlich sein Halbbruder ist.
Stonewall Uprising (Dokumentation, Vereinigte Staaten 2010) – Regie: Kate Davis, David Heilbroner
Dokumentation über die Stonewall-Aufstände.
Strapped (Vereinigte Staaten 2010) – Regie: Joseph Graham
Während eines sexuellen Abenteuers in einem Apartment lernt ein junger Stricher viel über das Leben und die Liebe.
Toast (Vereinigtes Königreich 2010) – Regie: S.J. Clarkson
Filmbiografie über die Jugend des britischen Starkochs Nigel Slater (Freddie Highmore). Er entdeckt seine Homosexualität und verliebt sich während eines Jobs als Koch im Dorfpub in den Sohn der Pub-Besitzer.
Triple Standard (Kurzfilm, Vereinigte Staaten 2010) – Regie: William Branden Blinn
Ein homophober Ex-Basketball-Star erkennt, dass er selbst schwul ist.
Violet … sucht Mr. Right! (Violet Tendencies) (Vereinigte Staaten 2010) – Regie: Casper Andreas
Violet ist eine typische „Schwulenmutti“, die ihr ganzes Leben mit ihren schwulen Freunden verbringt. Was ihr fehlt ist der Mann fürs Leben. Als sich ihre Freunde in die Suche einschalten, wird es turbulent.
Worried About the Boy (Vereinigtes Königreich 2010) – Regie: Julian Jarrold
Film über das Leben von Boy George.
Wir sind die Nacht (Deutschland 2010) – Regie: Dennis Gansel
Die Geschichte über die Vampirin Louise die seit Jahrhunderten nach der großen Liebe sucht. Als sie Lena trifft glaubt sie diese gefunden zu haben. Doch Lena verliebt sich in den Polizisten Tom und Louise wird eifersüchtig.
You Should Meet My Son! (Vereinigte Staaten 2010) – Regie: Keith Hartman
Eine konservative Mutter will, dass ihr schwuler Sohn nicht mehr alleine durchs Leben geht. Nachdem alle Versuche, sein Interesse für Frauen zu wecken, gescheitert sind, macht sie sich auf die Suche nach einem Mann für ihren Sohn.
Zurück ins Glück (Como Esquecer) (Brasilien 2010) – Regie: Malu de Martino
Die lesbische Literaturdozentin Julia kommt nicht über die Trennung von ihrer großen Liebe Antonia hinweg. Um sie aufzuheitern, reist ihr schwuler Freund Hugo mit ihr aufs Land. Als sie dort die lebenslustige Helena kennenlernt, überdenkt Julia ihre rückwärtsgewandte Sicht aufs Leben.

#### 2011
Auf der Suche – Looking for Simon (Deutschland/Frankreich 2011) – Regie: Jan Krüger
Als der junge deutsche Arzt Simon in Marseille verschwindet, begibt sich seine Mutter Valerie (Corinna Harfouch) mit seinem Ex-Freund Jens auf die Suche nach ihm.
August (Vereinigte Staaten 2011) – Regie: Eldar Rapaport
Jonathan und Troy waren drei Jahre lang ein glückliches schwules Paar – bis Troy von Los Angeles nach Spanien zog. Nachdem Jonathan lange brauchte, um das Ende der Beziehung zu verkraften, lernt er Raul kennen und ist wieder glücklich. Doch plötzlich kehrt Troy zurück …
Ausente (Argentinien 2011) – Regie: Marco Berger
Die Geschichte eines Schülers, der sich in seinen Schwimmlehrer verliebt.
Der Film wurde im Rahmen der 61. Berlinale mit dem Teddy Award 2011 als bester schwul-lesbischer Spielfilm geehrt.
Beauty (Skoonheid) (Südafrika/Frankreich/Deutschland 2011) – Regie: Oliver Hermanus
François ist Mitte 40, verheiratet und lebt im südafrikanischen Bloemfontein. Als seine Tochter heiratet, lernt er den jungen Christian kennen und verliebt sich Hals über Kopf in ihn.
Der Film wurde für die 84. Academy Awards (Oscars) des Jahres 2012 in der Kategorie „Bester fremdsprachiger Film“ vorgeschlagen.
Das bessere Leben (Elles) (Frankreich/Deutschland/Polen 2011) – Regie: Małgorzata Szumowska (als Malgoska Szumowska)
Bei der Recherche zur Prostitution unter weiblichen Studierenden kommt die Journalistin Anne (Juliette Binoche) ihren beiden Interviewpartnerinnen näher und fängt an, sich mit der Beziehung zu ihrem Mann Patrick und ihrer eigenen Sexualität auseinanderzusetzen.
Bloomington (Vereinigte Staaten 2011) – Regie: Fernanda Cardoso
Die durch das Fernsehen berühmte Jackie geht erstmals an ein öffentliches College. Dort trifft sie auf die attraktive Lehrerin Ms. Catherine Stark. Schnell entwickelt sich etwas zwischen ihnen und es treten einige Hürden auf.
The Boy Who Couldn’t Swim (Drengen der ikke kunne svømme) (Kurzfilm, Dänemark 2011) – Regie: Anders Helde
Zwei Jugendliche versuchen in Kopenhagen die Mutter von einem der beiden zu finden. Dabei finden sie nicht nur sich selbst, sondern auch zueinander.
Break My Fall (Vereinigtes Königreich 2011) – Regie: Kanchi Wichmann
Das lesbische Paar Liza und Sally lebt in einer Bruchbude im Osten von London. Sie koksen, halten sich mit Gelegenheitsjobs über Wasser und träumen von einer großen Musikkarriere mit ihrer Band ‚Blanket‘. Doch um ihre Beziehung steht es schlecht.
Buffering … es wird geladen (Buffering) (Vereinigtes Königreich 2011) – Regie: Darren Flaxstone, Christian Martin
Als ein junges schwules Paar pleite ist, filmen sie ihr Sexleben, um es im Internet zu Geld zu machen.
Bumblefuck, USA (Vereinigte Staaten 2011) – Regie: Aaron Douglas Johnston
Nach dem Selbstmord ihres schwulen Freunds Matt reist Alexa aus Amsterdam nach Iowa in die USA, weil sie die Gründe für seinen Selbstmord verstehen will. Dort verliebt sie sich in die Künstlerin Jennifer.
„Bumblefuck“ heißt umgangssprachlich so viel wie „Am Arsch der Welt“. Mit dem Film hat Regisseur Aaron Douglas Johnston den Selbstmord seines schwulen Vetters Matthew Lee Johnston verarbeitet, mit dem er gemeinsam in einer Kleinstadt in Iowa aufgewachsen ist.
Bunny (Kurzfilm, Kanada 2011) – Regie: Seth Poulin
Die Liebesgeschichte von Kyle und seinem Freund David, der an Alzheimer erkrankt ist.
Der Film wurde beim 28. Torino GLBT Film Festival als bester Kurzfilm ausgezeichnet.
Carnaval (Kurzfilm, Schweiz 2011) – Regie: Adrienne Bovet
Eine Nacht verändert das Leben von Margaux, Louisa und Théo.
Christopher und Heinz – Eine Liebe in Berlin (Christopher and His Kind) (Vereinigtes Königreich 2011) – Regie: Geoffrey Sax
Film über die Berliner Jahre des Schriftstellers Christopher Isherwood.
Cibrâil – Eine Liebe in Berlin (Deutschland 2011) – Regie: Tor Iben
Der türkischstämmige Cibrâil lebt mit seiner Freundin in Berlin und verdient seinen Lebensunterhalt als Polizist. Als der offen schwule Cousin seiner Freundin die beiden besucht, muss Cibrâil sich eingestehen, dass er Gefühle für ihn hegt.
Cloudburst (Kanada/Vereinigte Staaten 2011) – Regie: Thom Fitzgerald
Stella (Olympia Dukakis) und Dotty (Brenda Fricker) leben seit langem glücklich in einer lesbischen Beziehung in Maine. Eines Tages veranlasst Dottys Enkelin, dass ihre Großmutter in ein Pflegeheim kommt. Stella holt sie aus dem Heim und die beiden fahren gemeinsam nach Nova Scotia in Kanada, um dort heiraten zu können, so dass Stella Dottys Einweisung verhindern kann.
DDR unterm Regenbogen (Dokumentation, Deutschland 2011) – Regie: Jochen Hick, Andreas Strohfeldt
Dokumentation über das Leben von Schwulen und Lesben in der ehemaligen DDR; erzählt am Beispiel von fünf Personen.
La dérade (Kurzfilm, Frankreich 2011) – Regie: Pascal Latil
Der junge Matrose Simon hat sich in den Literaturstudenten François verliebt. Als er zurück aufs Meer muss, lieben sie sich noch ein letztes Mal in den Dünen der Atlantikküste.
Dicke Mädchen (Deutschland 2011) – Regie: Axel Ranisch
Sven lebt bei seiner demenzkranken Mutter Edeltraut. Während er tagsüber arbeitet, kümmert sich der Pfleger Daniel um sie. Als Edeltraut verschwindet, machen sich die beiden auf die Suche nach ihr und entdecken dabei ihre Gefühle füreinander.
Dol (Kurzfilm, Vereinigte Staaten 2011) – Regie: Andrew Ahn
Ein schwuler Amerikaner koreanischer Abstammung sehnt sich nach einem Familienleben, das für ihn unerreichbar scheint.
Eating Out 4: Drama Camp (Vereinigte Staaten 2011) – Regie: Q. Allan Brocka
In der Beziehung von Zack und Casey kriselt es. In einem Schauspiel-Kurs soll wieder frischer Wind in die Beziehung kommen. Aber dort warten viele Versuchungen …
Vierter Teil der fünfteiligen „Eating Out“-Reihe.
Eating Out 5: The Open Weekend (Vereinigte Staaten 2011) – Regie: Q. Allan Brocka
Zack fährt mit seinem neuen Freund Benji zum Urlaub in eine schwule Ferienanlage im kalifornischen Palm Springs. Währenddessen plant auch Zacks Exfreund Casey seinen Urlaub in derselben Anlage. Da ihm die Situation unangenehm ist, bittet er seinen Kumpel Peter, für dieses eine Wochenende seinen Freund zu spielen. Doch dann fängt Benji an, mit Peter zu flirten und Zack bemerkt, dass er immer noch etwas für Casey empfindet.
Fünfter und letzter Teil der fünfteiligen „Eating Out“-Reihe.
eCupid (Vereinigte Staaten 2011) – Regie: J.C. Calciano
Der schwule Werbefachmann Marshall fürchtet sich vor seinem 30. Geburtstag und hat das Gefühl, dass seine siebenjährige Beziehung zu seinem Freund Gabriel längst zur Routine geworden ist. Um Abwechslung in sein Leben zu bringen, probiert er den Dating-Service „eCupid“ aus – ohne zu ahnen, welche Folgen das haben wird.
Familienträume (The Other Family/La Otra Familia/Sueños de Familia) (Mexiko 2011) – Regie: Gustavo Loza
Das schwule Paar Jean Paul und Chema kümmern sich um den siebenjährigen Hendrix, dessen drogensüchtige Mutter Nina sich in einer Drogenentzugs-Therapie befindet. Der kleine Junge wächst den beiden schnell ans Herz. Als Patrick, ein Ex-Freund von Nina, das Kind verkaufen will, um seine Drogenschulden zu bezahlen, wollen Jean Paul und Chema alles daran setzen den Jungen zu retten, ihm gute Eltern zu sein und ihn glücklich zu machen.
Finding Mr. Wright (Vereinigte Staaten 2011) – Regie: Nancy Criss
Ein schwuler Talent-Manager begleitet seine Klientin, ein Starlet, das eine große Karriere starten will, zu einem Selbstfindungswochenende in der Natur. Als er dort den Coach kennenlernt, verlieben sich die beiden Männer.
The First Time – Bedingungslose Liebe (Deutschland 2011) – Regie: Timmy Ehegötz
Eine Geschichte über die erste große Liebe, zwischen dem 17-jährigen Billy und dem 19-jährigen Nick, die zu scheitern droht …
A Heaven for Queers (Vereinigte Staaten 2011) – Regie: Alexander Grigorenko
Zwei junge Männer müssen sich vor dem Hintergrund ihrer evangelikal-christlichen Erziehung über ihre Gefühle füreinander klar werden.
I Want to Get Married (Vereinigte Staaten 2011) – Regie: William Clift
Der schwule Paul hat einen guten Job, ein Haus, viele Freunde. Nur eine feste Beziehung fehlt ihm noch zu seinem Glück. Da die Eheöffnung für gleichgeschlechtliche Paare in Kalifornien abgeschafft werden soll, will er noch rechtzeitig einen Mann finden und heiraten.
Jamie und Jessie sind nicht zusammen (Jamie and Jessie are not together) (Vereinigte Staaten 2011) – Regie: Wendy Jo Carlton
Romantikkomödie mit musicalartigen Gesangs- und Tanzeinlagen über zwei lesbische Mitbewohnerinnen in Chicago, wobei die eine in zwei Wochen nach New York ziehen wird und die andere ihr noch sagen will, dass sie in sie verliebt ist.
Judas Kiss (Vereinigte Staaten 2011) – Regie: J. T. Tepnapa
Science-Fiction-Drama über einen jungen Schwulen, der eine Zeitreise unternimmt.
Küss mich – Kyss mig (Kyss mig) (Schweden 2011) – Regie: Alexandra-Therese Keining
Kurz vor ihrer Hochzeit verliebt sich Mia in ihre neue Stiefschwester Frida.
LA-LA Land (Going Down in LA-LA Land) (Vereinigte Staaten 2011) – Regie: Casper Andreas
Der junge Adam will Schauspieler werden. Doch er muss erfahren, dass sein toller Körper mehr interessiert als sein künstlerisches Talent.
Let My People Go (Frankreich 2011) – Regie: Mikael Buch
Der aus Frankreich stammende Ruben und sein finnischer Mann Teemu leben ein unspektakuläres, aber glückliches Leben im kleinen finnischen Städtchen Oulu. Als der Postbote Ruben einem Nachbarn eine Geldsendung übergeben soll, stirbt dieser. Der misstrauische Teemu setzt Ruben daraufhin vor die Tür, worauf er zu seiner Familie nach Paris fliegt. Doch auch dort geht alles schief und Ruben gelangt von einer absurden Situation in die nächste.
Longhorns (Vereinigte Staaten 2011) – Regie: David Lewis
1982 an einer Universität in Texas: Ein Student hat schwule Sexphantasien und trifft sich mit einem offen schwulen Kommilitonen.
Lost in Paradise (Hot boy noi loan và câu chuyen ve thang Cuoi, cô gái diem và con vit) (Vietnam 2011) – Regie: Ngoc Dang Vu
Khoi reist aus der vietnamesischen Provinz nach Saigon und wird dort von dem schwulen Paar Dong und Lam ausgeraubt. Als Dong und Lam sich trennen, verlieben sich Lam und Khoi ineinander und Lam versucht den Diebstahl wieder gut zu machen. Doch Dong versucht die Beziehung zu zerstören.
Der erste vietnamesische Film, der sich dem Thema Homosexualität widmet.
The Love Patient (Vereinigte Staaten 2011) – Regie: Michael Simon
Paul erfindet eine schwere Krankheit, um seinen Exfreund Brad wieder zurückzubekommen.
Making the Boys (Dokumentation, Vereinigte Staaten 2011) – Regie: Crayton Robey
Dokumentation über die Entstehung des US-amerikanischen Spielfilms The Boys in the Band aus dem Jahr 1970, der als schwuler Film-Klassiker gilt.
Mein Bruder der Teufel (My Brother the Devil) (Vereinigtes Königreich 2011) – Regie: Sally El Hosaini
Der 19-jährige Rashid dealt und ist Mitglied einer Gang. Während der 14-jährige Mo ihn dafür bewundert, wünscht sich Rashid für seinen jüngeren Bruder ein anderes Leben. Als sein bester Freund von einer rivalisierenden Gang ermordet wird, sucht er sich eine seriöse Arbeit und lernt den Fotografen Sayyid kennen. Währenddessen rutscht Mo in die Kriminalität ab und ist geschockt, als er von Rashids Ausstieg aus der Gang und seiner Homosexualität erfährt.
Noordzee, Texas (Belgien 2011) – Regie: Bavo Defurne
Der Junge Pim verliebt sich in den älteren Nachbarjungen Gino, der seine Gefühle anfangs auch zu erwidern scheint.
Off Shore (Deutschland 2011) – Regie: Sven J. Matten
Andi, der gerade sein Studium beendet hat, reist auf die Kanareninsel Fuerteventura, um dort seinen Vater zu finden, den er nur von Fotos kennt und der dort als Aussteiger lebt. Als er Kontakt zu einer Gruppe von Surfern findet, flirtet er zunächst mit der Surflehrerin Tina. Doch als er den Surfer Pedro kennenlernt, verliebt er sich Hals über Kopf in ihn.
The One – Meine wahre Liebe (The One/Love’s A Funny Thing) (Vereinigte Staaten 2011) – Regie: Caytha Jentis
Daniel (Jon Prescott) verbirgt seit Jahren seine Homosexualität und will jetzt sogar eine Frau (Margaret Anne Florence) heiraten, um seine Karriere nicht zu gefährden. Als er seinen ehemaligen College-Freund Tommy (Ian Novick), der offen schwul lebt, wiedersieht, verbringen die beiden eine Nacht miteinander. Tommy, der eigentlich nichts von festen Beziehungen hält, verliebt sich in Daniel.
Parada (Serbien/Kroatien/Slowenien/Mazedonien/Montenegro 2011) – Regie: Srđan Dragojević
Die Tragikomödie befasst sich mit LGBT-Rechten im ehemaligen Jugoslawien.
Pariah (Vereinigte Staaten 2011) – Regie: Dee Rees
Die junge Afroamerikanerin Alike fühlt sich wohl, wenn sie Zeit mit ihrer lesbischen Freundin Laura verbringt, und merkt allmählich, dass sie ebenfalls homosexuell ist. Dies muss sie jedoch vor ihrer Mutter Audrey verbergen, die homosexuelle Verbindungen aufgrund ihrer Religiosität nicht akzeptieren kann.
Private Romeo (Vereinigte Staaten 2011) – Regie: Alan Brown
Adaption der Geschichte von Romeo und Julia: In einer Militärakademie verlieben sich zwei Kadetten ineinander.
Romeos (Deutschland 2011) – Regie: Sabine Bernardi
Der Film erzählt die außergewöhnliche Liebesgeschichte des 20-jährigen Transmannes Lukas, der zielstrebig und gewitzt darum kämpft, so zu leben, wie es ihm entspricht.
Zunächst wollte die FSK dem Film eine Altersfreigabe ab 16 Jahren geben mit der Begründung, dass die Darstellung junge Zuschauer verwirren könnte und zu einer Desorientierung in der sexuellen Selbstfindung führen könnte. Da hier mit anderen Maßstäben als bei heterosexuellen Themen geurteilt wurde, hatten die Regisseurin, der Filmverleih und der Bundestagsabgeordnete Volker Beck Beschwerde eingereicht und eine Neubewertung gefordert. Die Freigabe wurde schließlich auf zwölf Jahre herabgesetzt.
Sal (Vereinigte Staaten 2011) – Regie: James Franco
Der letzte Tag im Leben von Sal Mineo, einem der ersten offen schwulen Schauspieler Hollywoods, bis zu seiner Ermordung.
Sister Mary (Vereinigte Staaten 2011) – Regie: Scott Grenke
Ein homophober Polizist muss mit einem jungen, schwulen Kollegen zusammenarbeiten, um eine mordende Nonne zu überführen.
Stadt Land Fluss (Deutschland 2011) – Regie: Benjamin Cantu
Marko ist Auszubildender in einem großen Agrarbetrieb in der brandenburgischen Provinz. Er ist seinen Kollegen gegenüber eher verschlossen und diese halten ihn für einen Einzelgänger. Als der neue Praktikant Jacob im Betrieb anfängt, freunden sich die beiden jungen Männer an und verlieben sich schließlich.
Der Film wurde im Rahmen der 61. Berlinale 2011 mit dem Leserpreis des Stadtmagazins Siegessäule ausgezeichnet.
Sur le départ (Kurzfilm, Frankreich 2011) – Regie: Michaël Dacheux
Zwei 17-jährige Freunde, die gemeinsam im Süden Frankreichs aufgewachsen sind und sich verliebt haben, müssen sich trennen, weil der eine in Paris leben will, während der andere in der Provinz bleiben möchte. Im Laufe der Jahre besuchen sie sich immer wieder, doch sie stellen auch fest, dass sie sich langsam voneinander entfremden.
Tatort: Mord in der ersten Liga (Deutschland 2011) – Regie: Nils Willbrandt
Fernsehfilm der Reihe Tatort: Der Profifußballer Kevin Faber bekommt Morddrohungen, seit er sich für ein Stadionverbot gegen Hooligans ausgesprochen hat. Als er tot aufgefunden wird, gerät zunächst sein Kollege und bester Freund Ben Nenbrook ins Visier der Ermittler. Schließlich stellt sich heraus, dass das Opfer zwar mit einer Frau verheiratet war, jedoch in Wirklichkeit schwul war. Auch Ben Nenbrook ist schwul, was er aus Angst zu verbergen versucht. Der nächste Verdacht führt in die Hooligan-Szene. Als sich Ben Nenbrook nach der Aufklärung des Mords outet, wird er beim nächsten Spiel mit Applaus empfangen.
This Is What Love in Action Looks Like (Dokumentation, Vereinigte Staaten 2011) – Regie: Morgan Jon Fox
Dokumentation über „Love in Action“ in Memphis (Tennessee), eine Organisation der Ex-Gay-Bewegung, die die sexuelle Orientierung Homosexueller ändern will. Am Beispiel des 16-jährigen Zach, der von seinen Eltern dort hingeschickt wurde, und vielen weiteren Opfern werden die Machenschaften solcher Angebote durchleuchtet.
Tomboy (Frankreich 2011) – Regie: Céline Sciamma
Die zehnjährige Laure gibt sich nach einem Umzug vor ihren neuen Freunden als Junge aus. Sie genießt ihre neue Identität als Mikael, der Fußball spielt und in den sich das Mädchen Lisa verliebt. Doch die Aufrechterhaltung dieses Doppellebens erweist sich als schwierig.
Unser Paradies (Notre paradis) (Frankreich 2011) – Regie: Gaël Morel
Ein alternder Stricher findet einen verletzten Jungen und pflegt ihn zu Hause gesund. Sie verlieben sich, gehen gemeinsam auf den Strich, bestehlen und töten ihre Freier, bis nur noch die Flucht aus Paris möglich ist.
Vier Männer und eine Hochzeit (A Wedding Most Strange) (Vereinigtes Königreich 2011) – Regie: Trevor Garlick
Als Dannys reicher Vater stirbt, soll sein schwuler Sohn nur dann das Vermögen bekommen, wenn er innerhalb von zwei Wochen verheiratet ist. Also inseriert er im Internet, um schnell einen Mann zu finden, der es ernst mit ihm meint.
Vito (Dokumentation, Vereinigte Staaten 2011) – Regie: Jeffrey Schwarz
Dokumentation über das Leben des schwulen, amerikanischen Aktivisten Vito Russo.
Walk a Mile in My Pradas (Vereinigte Staaten 2011) – Regie: Joey Sylvester
Der schwule Steve wünscht sich, dass der homophobe Hetero Tony endlich mit seinen diskriminierenden Sprüchen aufhört und wünscht sich, dieser sei schwul. Plötzlich ist Tony schwul und Steve hetero.
We Once Were Tide (Kurzfilm, Vereinigtes Königreich 2011) – Regie: Jason Bradbury
Anthony und Kyle verbringen eine letzte Nacht miteinander, bevor Kyle Anthony verlassen muss, um zu seiner schwer kranken Mutter zu reisen.
Weekend (Vereinigtes Königreich 2011) – Regie: Andrew Haigh
Russell sehnt sich nach einem Mann, mit dem er den Rest seines Lebens verbringen kann. Als er Glen kennenlernt, scheint er diesen Mann gefunden zu haben. Aber Glen hat nach einer gescheiterten Beziehung kein Interesse an einer festen Bindung. Doch Russell gibt nicht auf.
Zeit der Entscheidung (Abrupt Decision) (Vereinigte Staaten 2011) – Regie: Paul Bright
Denis und Milosz sind seit vielen Jahren ein glückliches schwules Paar. Plötzlich ereilen sie mehrere Schicksalsschläge, die ihre Beziehung auf eine harte Probe stellen: Denis verliert seine Arbeitsstelle, seine Mutter kommt mit einem Schlaganfall ins Krankenhaus und er erfährt von einer Affäre Milosz’. Vor der Entscheidung wie ihr gemeinsames Leben weitergehen soll, beschließt Denis, seinem Leben einen neuen Sinn zu geben, indem er notleidende Hunde aufnimmt und so vor dem sicheren Tod rettet.
Zum Glück bleibt es in der Familie (On ne choisit pas sa famille) (Frankreich 2011) – Regie: Christian Clavier
Kim führt mit ihrer Freundin Alex ein glückliches Leben in Paris. Als die beiden in Thailand ein Kind adoptieren wollen, muss Alex’ Bruder César als Schein-Ehemann herhalten, was jedoch für turbulente Verwicklungen sorgt.

#### 2012
AIDS – Kampf ums Leben (How to Survive a Plague) (Dokumentation, Vereinigte Staaten 2012) – Regie: David France
Dokumentation über die Geschichte der AIDS-Epidemie in Amerika und wie Aktivisten gegen Desinteresse, Bürokratie und Homophobie ankämpfen mussten.
Nominiert für den Oscar 2013 in der Kategorie „Beste Dokumentation“.
Animals (Spanien 2012) – Regie: Marçal Forés
Der junge Pol versucht, die letzten Spuren seiner Kindheit, die ihn in Form seines treuen und mit ihm sprechenden Teddybären ‚Deerhoof‘ begleitet, abzulegen. Dabei ist er hin- und hergerissen zwischen seiner Zuneigung zum Mitschüler Ikari und den Erwartungen seiner Umwelt.
Any Day Now (Vereinigte Staaten 2012) – Regie: Travis Fine
Der Travestiekünstler Rudy Donatello (Alan Cumming) und der nicht geoutete homosexuelle Staatsanwalt Paul Fliger (Garret Dillahunt) kümmern sich um einen 14-jährigen Jungen mit Down-Syndrom, nachdem seine drogenabhängige Mutter verhaftet worden ist. Als sie Marco adoptieren wollen, beginnt ein Kampf mit den Behörden.
The Apple Tree (Kurzfilm, Vereinigte Staaten 2012) – Regie: Matthew Ladensack
Als in den 1940er-Jahren Gabe und Jonathan sich ineinander verlieben, müssen sie aufgrund der gesellschaftlichen Lage zu jener Zeit ihre Liebe verbergen und heimlich zusammen sein. Nachdem Jonathan Jahre später stirbt und Gabe in ein Seniorenheim muss, muss er sich dort wieder verstellen.
Atomic Age (L’âge atomique) (Frankreich 2012) – Regie: Héléna Klotz
Rainer verliebt sich in seinen besten Kumpel Victor, der jedoch zunächst nur Augen für Frauen hat. Nach einer langen Nacht bekennen sich die beiden endlich zu ihren wahren Gefühlen.
Azul y no tan rosa (Venezuela, Spanien 2012) – Regie: Miguel Ferrari
Der junge, erfolgreiche Fotograf Diego führt ein glückliches Leben, bis sein Lebensgefährte nach einem tragischen Unfall im Koma liegt.
BearCity 2 (BearCity 2: The Proposal) (Vereinigte Staaten 2012) – Regie: Douglas Langway
Es ist wieder Sommer und Tyler (Joe Conti) ist seit geraumer Zeit mit dem einstmals beziehungsscheuen Roger zusammen. Und wer hätte es gedacht: Roger ist derjenige, der Tyler einen Antrag macht. Als das frisch verlobte Paar mit seinen Freunden einen Ausflug nach Provincetown macht, drängen sich jedoch alte und neue Bekannte zwischen sie.
Zweiter Teil der „BearCity“-Reihe.
Call Me Kuchu (Dokumentation, Vereinigte Staaten 2012) – Regie: Katherine Fairfax Wright, Malika Zouhali-Worrall
Dokumentation über Homosexualität in Uganda.
Cloud Atlas (Deutschland/Vereinigte Staaten 2012) – Regie: Tom Tykwer, Andy Wachowski, Lana Wachowski
Eines der sechs erzählten Einzelschicksale handelt von dem jungen, homosexuellen Komponist Robert Frobisher (Ben Whishaw). Er verlässt seinen Freund Rufus Sixsmith (James D’Arcy) und schreibt ihm regelmäßig Briefe, wie er eine Anstellung als künstlerischer Gehilfe für den alten Komponisten Vyvyan Ayrs (Jim Broadbent) findet.
Consentement (Kurzfilm, Frankreich 2012) – Regie: Cyril Legann
In einem Luxushotel wird der Page Anthony von einem reichen Gast verführt und findet sich mitten in einem erotischen Rollenspiel wieder.
Don’t Ever Wipe Tears Without Gloves (Torka aldrig tårar utan handskar) (Schweden 2012) – Regie: Simon Kaijser
Dreiteiliger Fernsehfilm über Benjamin und Rasmus, die sich Anfang der 1980er-Jahre in Stockholm kennenlernen und ineinander verlieben. Doch nach dem anfänglichen Glück hört man immer öfter von einer neuen Krankheit namens AIDS und schließlich erkrankt auch Rasmus.
Elliot liebt Dich (Elliot Loves) (Vereinigte Staaten 2012) – Regie: Terracino
Der 21-jährige Elliot sucht den Mann fürs Leben. Doch er gerät immer an die Falschen.
The Falls – Liebe kann nicht Sünde sein (The Falls) (Vereinigte Staaten 2012) – Regie: Jon Garcia
Die beiden jungen Mormonen RJ und Chris werden gemeinsam auf Missionsreise geschickt. Obwohl Homosexualität für Mormonen eine schwere Sünde ist, verlieben sich die beiden ineinander.
Der Film hat noch zwei Fortsetzungen in den Jahren 2013 und 2016.
Frauensee (Deutschland 2012) – Regie: Zoltan Paul
Im brandenburgischen Hinterland besucht Rosa ihre Geliebte Kirsten, um Sicherheit über ihre Beziehung zu bekommen. Als die beiden Evi und Olivia, ein junges lesbisches Paar, bei sich im Haus aufnehmen, werden die beiden Beziehungen auf eine harte Probe gestellt.
Gayby (Vereinigte Staaten 2012) – Regie: Jonathan Lisecki
Jenn will mit Mitte 30 endlich ein Kind bekommen. Da sie aber schon lange keinen Freund mehr hatte, bittet sie ihren schwulen Freund Matt, mit ihr ein Kind zu zeugen. Während die beiden versuchen, ein Kind zu bekommen, lernt Jenn einen anderen Mann kennen und schläft mit ihm.
Geschichten aus Nachbars Bett (Scenes from a Gay Marriage) (Vereinigte Staaten 2012) – Regie: Matt Riddlehoover
Ein alleinstehender schwuler Mann belauscht heimlich sein schwules Nachbarspaar. Plötzlich bemerkt er, dass einer der beiden nicht treu ist.
Im Jahr 2014 gab es eine Fortsetzung unter dem Titel „Mehr Geschichten aus Nachbars Bett“.
Dem Himmel so nah (Al cielo/To Heaven) (Argentinien 2012) – Regie: Diego Prado
Als der schüchterne Andrés auf den charismatischen Gitarristen Álex trifft, fühlt er sich gleich zu ihm hingezogen. Zum ersten Mal entflieht er seiner streng katholischen Familie und erlebt seinen ersten schwulen Kuss.
Homophobia (Kurzfilm, Österreich 2012) – Regie: Gregor Schmidinger
Kurzfilm, der die Schwierigkeiten homosexueller Männer im österreichischen Bundesheer thematisiert.
I Want Your Love (Vereinigte Staaten 2012) – Regie: Travis Mathews
Nachdem er zehn Jahre glücklich in San Francisco gelebt hat, muss der schwule Jesse zurück in die Provinz ziehen, weil er sich das Leben in der Stadt nicht mehr leisten kann. Zu seinem Abschied macht er eine letzte große Party.
The Invisible Men (Gvarim bilti nir’im) (Dokumentation, Israel/Niederlande 2012) – Regie: Yariv Mozer
Dokumentation über drei schwule Palästinenser, die aus ihrer Heimat fliehen mussten und in Israel im Untergrund leben.
Ja, ich will! (I Do) (Vereinigte Staaten 2012) – Regie: Glenn Gaylord
Der schwule Fotograf Jack stammt aus Großbritannien, lebt und arbeitet jedoch in New York. Als sein Visum nicht verlängert wird, muss er das Land verlassen. Doch er findet eine Lösung: er und seine lesbische Freundin Ali heiraten, so dass er bleiben kann. Während Jack sich bisher stets mit kurzen Affären begnügt hat, lernt er plötzlich Mano kennen, der sich als die große Liebe seines Lebens herausstellt.
Jackpot (Kurzfilm, Vereinigte Staaten 2012) – Regie: Adam Baran
Ein schwuler Teenager findet einige schwule Porno-Magazine. Als Schläger ihn bedrängen, erwachen die Darsteller aus den Magazinen zum Leben und helfen ihm.
Jenseits der Mauern (Hors les murs) (Belgien/Kanada/Frankreich 2012) – Regie: David Lambert
Der junge Pianist Paulo, der eigentlich mit einer Frau zusammen lebt, landet nach einer durchzechten Nacht im Bett des albanischstämmigen Ilir. Die beiden treffen sich immer öfter und als seine Freundin ihn deshalb rauswirft, zieht Paulo bei Ilir ein. Während Ilir davon zunächst gar nicht begeistert ist, beschließen sie schließlich, für immer zusammen zu bleiben. Doch plötzlich muss Ilir ins Gefängnis.
Der junge James Dean – Joshua Tree, 1951 (Joshua Tree, 1951: A Portrait of James Dean) (Vereinigte Staaten 2012) – Regie: Matthew Mishory
Film über den jungen James Dean an der Schwelle zum großen Erfolg als Schauspieler, der auch seine Homosexualität beleuchtet.
Keep the Lights On (Vereinigte Staaten 2012) – Regie: Ira Sachs
New York im Jahr 1998 – Der dänische Filmemacher Erik lernt am Telefon den Anwalt Paul kennen. Aus einem sexuellen Abenteuer wird eine Beziehung. Doch Paul ist drogensüchtig.
Der Film wurde im Rahmen der Berlinale 2012 mit dem Teddy Award als bester Film ausgezeichnet.
Laurence Anyways (Kanada/Frankreich 2012) – Regie: Xavier Dolan
Laurence Alia arbeitet als Lehrer für Literatur und schreibt nebenbei Gedichte und Kurzgeschichten. Eines Tages gesteht er seiner Freundin, dass er als Frau im falschen Körper empfindet, aber dennoch mit ihr zusammenbleiben möchte.
Love or Whatever (Vereinigte Staaten 2012) – Regie: Rosser Goodman
Corey hat alles was er sich wünscht: eine Karriere, eine Schwester, die gleichzeitig seine beste Freundin ist und eine tolle Beziehung zu seinem Freund. Als sein Freund ihn wegen einer Frau verlässt, muss Corey sein Leben neu ordnen und findet schließlich auch eine neue Liebe.
Männer zum Knutschen (Deutschland 2012) – Regie: Robert Hasfogel
Der etwas durchgeknallte Tobias und der geradlinige Ernst sind ein glückliches Paar. Bis zu dem Tag an dem Ernsts Jugendfreundin Uta auftaucht. Mit allen Mitteln versucht sie die Beziehung der beiden zu manipulieren. Schon bald geraten die Dinge vollkommen außer Kontrolle.
Der erste Film der Filmproduktion ‚Ente Kross Film‘, die ausschließlich Spielfilme mit schwuler Thematik produzieren will.
Margarita (Kanada 2012) – Regie: Dominique Cardona, Laurie Colbert
Als das lesbische Kindermädchen Margarita ihren Job verliert, setzt eine Entwicklung ein, die schließlich zu ihrer Ausweisung führt.
The Men Next Door (Vereinigte Staaten 2012) – Regie: Rob Williams
Ein schwuler Mann fühlt sich zwischen zwei anderen Männern hin- und hergerissen, die sich plötzlich als Vater und Sohn herausstellen.
Mixed Kebab (Belgien/Türkei 2012) – Regie: Guy Lee Thys
Der 27-jährige Türke Ibrahim lebt mit seiner konservativen Familie im belgischen Antwerpen. Da er schwul ist und den Belgier Kevin liebt, führt er ein Doppelleben. Als dies entdeckt wird, spitzen sich die Ereignisse zu …
Produzent, Regisseur und Drehbuchautor Guy Lee Thys weiß aus eigener Erfahrung, dass Homosexualität in den türkischen und nordafrikanischen Gemeinden Belgiens nach wie vor ein großes Problem ist und zunehmende homophobe Gewalt zu verzeichnen ist. Die Idee zum Film kam ihm, als er in einer Zeitung von einer Statistik las, wonach 90 Prozent der jungen Belgier kein Problem mit Homosexualität haben, während 90 Prozent der in Belgien lebenden jungen Muslime Homosexualität ablehnen.
Morgan (Vereinigte Staaten 2012) – Regie: Michael D. Akers
Der querschnittsgelähmte Morgan verliebt sich in Dean.
On the Road – Unterwegs (On the Road) (Vereinigte Staaten/Frankreich/Vereinigtes Königreich/Brasilien/Kanada/Argentinien 2012) – Regie: Walter Salles
Nach dem Tod seines Vaters lernt der angehende Schriftsteller Sal den lebenshungrigen Dean Moriarty kennen. Beide freunden sich an und wenig später brechen sie gemeinsam zu einem Roadtrip gen Westen auf. Stets die nächste Etappe vor Augen kosten beide den Rausch des Lebens voll aus und begeben sich auf die Suche nach Freiheit und der wahren Liebe.
Basierend auf dem gleichnamigen Roman von Jack Kerouac.
Out in the Dark – Liebe sprengt Grenzen (Out in the Dark) (Israel/Vereinigte Staaten 2012) – Regie: Michael Mayer
Der palästinensische Student Nimr lernt beim Besuch seines illegal in Israel lebenden Freundes Mustafa in Tel Aviv den israelischen Anwalt Roy kennen. Obwohl es zwischen den beiden funkt, kämpft Nimr gegen seine Gefühle an. Würde seine Homosexualität in seiner Heimat öffentlich, wäre nicht nur seine Zukunft an der Universität gefährdet, sondern auch sein Leben in Gefahr. Bei einem späteren Besuch verbringen die beiden eine Nacht miteinander, doch zuhause wartet Nimrs erzkonservativer Bruder Nabil auf ihn.
Der Film wurde beim 28. Torino GLBT Film Festival mit dem Publikumspreis ausgezeichnet.
A Perfect Ending (Vereinigte Staaten 2012) – Regie: Nicole Conn
Als Rebecca die Prostituierte Paris kennenlernt, verlieben sich die beiden Frauen ineinander.
Prora (Kurzfilm, Schweiz 2012) – Regie: Stéphane Riethauser
Der 17-jährige Jan aus Deutschland verbringt die Ferien mit dem 18-jährigen Matthieu aus Frankreich in Prora auf der Ostseeinsel Rügen. Nach einer Partynacht kommen sich die beiden näher.
Sassy Pants (Vereinigte Staaten 2012) – Regie: Coley Sohn
Bethany möchte von ihrer Mutter weg und zu ihrem Vater. Doch der lebt mittlerweile mit einem jungen Schwulen zusammen und so lernt Bethany eine völlig neue Welt kennen.
The Sex of Angels (El sexo de los ángeles) (Spanien 2012) – Regie: Xavier Villaverde
Als Bruno am Strand Rai kennenlernt, entwickelt sich trotz Brunos Beziehung zu Carla eine Beziehung zwischen den beiden Männern. Doch auch Carla beginnt eine Beziehung zu Rai; als sie von der heimlichen Beziehung der beiden Männer erfährt, gerät ihre Welt ins Wanken. Sie stellt sich die Frage, ob sie sich auf eine Dreierbeziehung einlassen oder beide Beziehungen beenden soll.
Silent Youth (Deutschland 2012) – Regie: Diemo Kemmesies
Der junge Marlo ist zu Besuch in Berlin, wo er den Studenten Kirill kennenlernt. Zunächst streifen sie mehrmals gemeinsam durch die Stadt, doch langsam entwickelt sich Liebe zwischen den beiden.
Skinny (The Skinny) (Vereinigte Staaten 2012) – Regie: Patrik-Ian Polk
Fünf schwule Freunde feiern ein Wiedersehens-Wochenende in New York.
Sleepless Knights (Caballeros Insomnes) (Deutschland 2012) – Regie: Stefan Butzmühlen, Cristina Diz
Der schwule Carlos verbringt den Sommer bei seiner Familie in der spanischen Extremadura. Dort verliebt er sich in den Polizisten Juan.
Speechless (Wu yan) (China/Hongkong 2012) – Regie: Simon Chung
Als in einer chinesischen Kleinstadt ein nackter, junger Mann aus dem Westen gefunden wird, der kein Wort sagt, wird er zunächst in ein Krankenhaus gebracht. Dort verliebt sich der Pfleger Jiang in ihn und es beginnt eine Romanze zwischen den beiden Männern. Als der Fremde in eine geschlossene Anstalt verlegt werden soll, flieht Jiang mit ihm und versucht, sein Geheimnis zu entlocken.
Straße der bösen Jungs (Bad Boy Street) (Vereinigte Staaten 2012) – Regie: Todd Verow
In Paris nimmt ein älterer Schwuler einen betrunkenen jungen Amerikaner, den er auf der Straße findet, mit zu sich nach Hause. Zwischen den beiden entwickeln sich romantische Gefühle. Was der ältere nicht weiß: sein Gast ist berühmt.
Tatort: Alter Ego (Deutschland 2012) – Regie: Thomas Jauch
Fernsehfilm der Reihe Tatort: Der schwule Student Kai wird ermordet in seiner Wohnung aufgefunden; nackt und nur mit einem Tuch verhüllt. Zunächst gerät sein Exfreund Lars ins Visier der Ermittler. Doch schließlich führen die Spuren in eine Hightech-Firma, wo Kai ein Praktikum absolviert hat.
Teens Like Phil (Kurzfilm, Vereinigte Staaten 2012) – Regie: Dominic Haxton, David Newman
Der schwule Teenager Phil wird an seiner Schule brutal gemobbt.
Two Weddings and a Funeral (Du Bunui Gyulhonsikgwa Han Bunui Jangryesik) (Südkorea 2012) – Regie: Jho Kwang-soo Kim
Ein schwuler Mann und eine lesbische Frau heiraten, um ihre Sexualität zu verheimlichen. Während sie versuchen, Eltern und Kollegen zu täuschen, suchen sie auch beide die große Liebe.
Die Unsichtbaren (Les Invisibles) (Dokumentation, Frankreich 2012) – Regie: Sébastien Lifshitz
Dokumentation die das Leben älterer homosexueller Männer und Frauen porträtiert.
Gewinner des César 2013 in der Kategorie „Bester Dokumentarfilm“.
Unter Männern – Schwul in der DDR (Dokumentation, Deutschland 2012) – Regie: Ringo Rösener, Markus Stein
Dokumentation über sechs Männer, die berichten, wie das Leben als schwuler Mann in der DDR war.
Vatertage – Opa über Nacht (Deutschland 2012) – Regie: Ingo Rasper
Der 36-jährige Basti lernt die 17-jährige Dina kennen, die behauptet, seine Tochter zu sein. Da sie schon ein Baby hat, wäre Basti also schon Großvater. Er wendet sich an seinen Vater Lambert (Heiner Lauterbach), der jedoch gerade merkt, dass er schwul ist und auf den Griechen Nektarios steht.
Vattnet (Kurzfilm, Niederlande 2012) – Regie: Marco van Bergen
James führt ein einsames Leben in dem Schloss, in dem seine Eltern ein Hotel betreiben. Als ein paar schwedische Fußballer in dem Hotel zu Gast sind und einer von ihnen sich verletzt, entwickelt James Gefühle für ihn.
Was du nicht sagst (Come non detto) (Italien 2012) – Regie: Ivan Silvestrini
Der 25-jährige Mattia (Josafat Vagni) hat seine Homosexualität jahrelang vor seiner Familie geheim gehalten und möchte nun zu seinem Freund Eduard (José Dammert) nach Spanien ziehen. Doch das Abschiedsessen mit der Familie entwickelt sich anders als geplant …
Welcome to New York (Kurzfilm, Vereinigte Staaten 2012) – Regie: Steven Tylor O’Connor
Die Geschichte fünf junger Menschen und ihrer ersten Erfahrungen in New York City.
Westerland (Deutschland 2012) – Regie: Tim Staffel
Der Deutschtürke Cem rettet den lebensmüden Jesús vor dem Selbstmord am Strand von Sylt. Die beiden verlieben sich ineinander und beginnen eine verhängnisvolle Beziehung.
White Frog (Vereinigte Staaten 2012) – Regie: Quentin Lee
Als sein älterer Bruder Chaz bei einem Verkehrsunfall stirbt, erfährt der 15-jährige, autistische Nick, dass sein Bruder schwul war.
Yossi (Ha-Sippur Shel Yossi) (Israel 2012) – Regie: Eytan Fox
Fortsetzung des Films Yossi & Jagger: Zehn Jahre nach dem Tod seines Freundes ist Yossi ein angesehener Kardiologe in Tel-Aviv. Doch er trauert immer noch seinem alten Freund nach. Bei einer Reise ans Meer trifft er den jungen Soldaten Tom, einen lebenslustigen, selbstbewussten Mann, der aus seiner Homosexualität kein Geheimnis macht. Als sich die beiden ineinander verlieben, stellt sich die Frage, wie Yossi damit umgehen wird.

#### 2013
Aleksandr’s Price. Liebe gibt es nicht umsonst! (Aleksandr’s Price/Simple Moves) (Vereinigte Staaten 2013) – Regie: Pau Masó, David Damen
Einige Jahre nachdem Aleksandr mit seiner Mutter und Schwester aus Russland in die Vereinigten Staaten von Amerika gezogen ist, um den Vater zu finden und ein besseres Leben zu führen, stirbt seine Mutter. Schließlich rutscht er ins Strichermilieu ab.
Antes de Palavras (Kurzfilm, Brasilien 2013) – Regie: Diego Carvalho Sá
Die beiden Freunde Celio und Dario kommen sich näher.
Around the Block (Australien/Vereinigte Staaten 2013) – Regie: Sarah Spillane
Als die bisexuelle Lehrerin Dino Chalmers (Christina Ricci) eine Stelle an einer Schule in Sydneys Problembezirk Redfern antritt, will sie auch ihre Beziehung zu Kate wieder aufleben lassen.
Beautiful Love (Monster Pies) (Australien 2013) – Regie: Lee Galea
An einer Melbourner High School sollen der Außenseiter Mike und der neue Schüler Will gemeinsam eine Neuinterpretation von Shakespeares Romeo und Julia erarbeiten. Dabei kommen die beiden sich näher.
Blau ist eine warme Farbe (La vie d’Adèle) (Frankreich 2013) – Regie: Abdellatif Kechiche
Die junge Adèle erlebt mit der etwas älteren Studentin Emma ihre erste große Liebe.
Der Film erhielt bei den Filmfestspielen von Cannes 2013 die Goldene Palme. Erstmals in der Geschichte des Festivals ging der Preis ausdrücklich nicht nur an den Regisseur, sondern auch an die beiden Hauptdarstellerinnen.
Boygame (Kurzfilm, Schweden 2013) – Regie: Anna Nolskog
Die 15-jährigen John und Nicholas haben Angst vor ihrem ersten Sex mit einem Mädchen. Also fangen sie an, miteinander zu experimentieren.
Bridegroom (Dokumentation, Vereinigte Staaten 2013) – Regie: Linda Bloodworth-Thomason
Dokumentation über Shane Bitney Crone, der nach der Eheöffnung in Kalifornien seinen Partner Tom Bridegroom heiraten wollte. Als sein Partner plötzlich stirbt, verweigert dessen Familie Shane, an der Beerdigung seines Partners teilzunehmen.
Im Mai 2012 hatte Bitney Crone bereits anlässlich des ersten Todestags seines Partners ein circa 10-minütiges Video mit dem Titel It could happen to you ins Internet gestellt, in dem er seine Geschichte erzählt. Dieses fand viel Aufmerksamkeit und so schlug Regisseurin Bloodworth-Thomason, die das Paar zuvor bereits persönlich getroffen hatte, ihm vor, eine längere Dokumentation zu produzieren.
Burning Blue (Vereinigte Staaten 2013) – Regie: D.M.W. Greer
Der junge Kampf-Pilot Dan hat alles, was er sich bisher gewünscht hat: eine Karriere bei der Navy, eine hübsche Verlobte und einen guten Kumpel. Nach einer aufregenden Nacht mit einem Kollegen gerät er jedoch in eine Identitätskrise und als auch noch die Öffentlichkeit davon erfährt, beginnt eine gnadenlose Hetzjagd.
Caged (Uitgesproken) (Kurzfilm, Niederlande 2013) – Regie: Dylan Tonk, Lazlo Tonk
Als David entdeckt, dass sein bester Freund Niels schwul ist, muss er lernen, seine homophoben Vorurteile zu überwinden.
Capital Games (Vereinigte Staaten 2013) – Regie: Ilo Orleans
Steve und Mark kämpfen beide um denselben Job. Aber nach einer gemeinsamen Nacht ist nichts mehr wie vorher.
Concussion (Vereinigte Staaten 2013) – Regie: Stacie Passon
Die lesbische Familienmutter Abby arbeitet nebenbei als Call-Girl Eleanor.
Cupcakes (Israel 2013) – Regie: Eytan Fox
Durch einen Zufall soll der schwule Kindergärtner Ofer gemeinsam mit fünf Freundinnen Israel beim internationalen Musikwettbewerb „UniverSong“ vertreten.
Trotz des anderen Titels ist der fiktive Musikwettbewerb deutlich als Eurovision Song Contest erkennbar.
Dallas Buyers Club (Vereinigte Staaten 2013) – Regie: Jean-Marc Vallée
Mitte der 1980er-Jahre erfährt der homophobe Ron Woodroof (Matthew McConaughey), dass er mit HIV infiziert ist und nicht mehr lange zu leben hat. Auf der Suche nach Hilfe beginnt er ein Medikament, das in den USA nicht zugelassen ist, ihm aber hilft, aus Mexiko zu schmuggeln. Als er auch andere, größtenteils homosexuelle, Infizierte mit dem Medikament versorgt und dabei die Transfrau Rayon (Jared Leto) kennenlernt, beginnt sich seine homophobe Einstellung langsam zu ändern.
Donna Leon – Auf Treu und Glauben (Deutschland 2013) – Regie: Sigi Rothemund
Der Gerichtsdiener Araldo Fontana lebt seine Homosexualität nur heimlich und wird zum Mordopfer. Kommissar Guido Brunetti unterbricht seinen Urlaub, um zu ermitteln und findet die Mörderin.
Krimiverfilmung in der Reihe Donna Leon.
Eastern Boys – Endstation Paris (Eastern Boys) (Frankreich 2013) – Regie: Robin Campillo
Der Endfünfziger Daniel will am Pariser Gare du Nord die Liebesdienste des jungen Marek in Anspruch nehmen. Es entwickelt sich eine Liebes- und schließlich eine Vater-Sohn-Beziehung.
Easy Abby (Vereinigte Staaten 2013) – Regie: Wendy Jo Carlton
Abby ist Mitte Dreißig und lebt in Chicago. Sie genießt das Nachtleben und One-Night-Stands, von festen Beziehungen hält sie nichts. Doch dann trifft sie Danielle und alles ändert sich.
Der abendfüllende Spielfilm basiert auf einer gleichnamigen Webserie.
The Falls 2 – Zeugnis der Liebe (The Falls: Testament Of Love) (Vereinigte Staaten 2013) – Regie: Jon Garcia
Fortsetzung von „The Falls – Liebe kann nicht Sünde sein“ aus dem Jahr 2012: Nach einigen glücklichen Monaten miteinander gehen Chris und RJ getrennte Wege. Fünf Jahre später lebt RJ offen schwul in einer Beziehung mit Paul, während Chris mittlerweile mit Emily verheiratet ist, mit der er auch eine gemeinsame Tochter hat. Als die beiden sich auf einer Beerdigung wiedersehen, merken sie, dass sie noch Gefühle füreinander hegen.
Im Jahr 2016 folgte noch ein dritter und letzter Teil.
Fire Island '79 (Kurzdokumentation, Vereinigte Staaten 2013) – Regie: Todd Verow, Patrick McGuinn
Der schwule Filmmacher Chase Hook nimmt sich am 31. Dezember 1979 das Leben. Seine konservative Familie zerstört alle seine Filme. Erst Jahre später tauchten Super8-Filme seines letzten Urlaubs auf Fire Island, einer bei Schwulen beliebten Insel vor New York, auf.
Five Dances (Vereinigte Staaten 2013) – Regie: Alan Brown
Der junge Chip geht nach New York City, um seinen Traum zu verwirklichen und Balletttänzer zu werden. Als seine Familie will, dass er zu ihnen in die Provinz zurückkehrt und er sich in einen anderen Tänzer verliebt, ist er hin- und hergerissen zwischen seiner Familie auf der einen Seite und seiner Karriere und seiner Liebe auf der anderen Seite.
Freier Fall (Deutschland 2013) – Regie: Stephan Lacant
Marcs Leben scheint perfekt: er hat eine vielversprechende Karriere bei der Polizei und ein Baby ist unterwegs. Als er den Kollegen Kay kennenlernt, verlieben sich die beiden ineinander.
Der Fremde am See (L’inconnu du lac) (Frankreich 2013) – Regie: Alain Guiraudie
Franck kommt im Sommer regelmäßig an einen Badesee, der als Cruising-Treffpunkt dient. Dort freundet er sich mit dem älteren, beleibten Henri an. Körperlich fühlt er sich jedoch zu dem attraktiven Michel hingezogen. Er beginnt eine Affäre mit Michel, obwohl er ihn beim Ertränken seines bisherigen Geliebten beobachtet hat.
G.B.F. (Vereinigte Staaten 2013) – Regie: Darren Stein
Nachdem der schwule Tanner von seinen Klassenkameraden geoutet wurde, wollen drei Mädchen ihn als ihren besten Freund haben – eben als G.B.F., Gay Best Friend.
Geography Club (Vereinigte Staaten 2013) – Regie: Gary Entin
Eine Gruppe Schüler mit verschiedenen sexuellen Orientierungen gründen gemeinsam einen Club, um ihre Gefühle und Erfahrungen zu teilen.
Geron (Gerontophilia) (Kanada 2013) – Regie: Bruce La Bruce
Der 18-jährige Lake merkt langsam, dass er sich zu deutlich älteren Männern hingezogen fühlt. Als er in dem Pflegeheim, in dem er arbeitet, den 80-jährigen Mr. Peabody kennenlernt, verliebt er sich in ihn. Als das bekannt wird, wird Mr. Peabody sediert und am Bett fixiert. Lake befreit ihn und fährt mit ihm quer durch Kanada, um ihm seinen letzten Wunsch zu erfüllen: noch einmal den Pazifik zu sehen.
The Happy Sad (Vereinigte Staaten 2013) – Regie: Rodney Evans
Aaron und Marcus sind seit sechs Jahren ein glückliches Paar. Eines Tages beschließen sie, eine offene Beziehung zu führen, ohne zu ahnen, worauf sie sich einlassen.
Hawaii (Argentinien 2013) – Regie: Marco Berger
Martín, der nach Buenos Aires will, sucht unterwegs einen vorübergehenden Job im Haus des jungen Autors Eugenio. Als die beiden feststellen, dass sie in ihrer Kindheit Freunde waren, entwickelt sich eine Beziehung, die weit über Freundschaft hinausgeht.
Homophobie (Kurz-Dokumentation, Deutschland 2013) – Regie: Till Wiedemann
Kurzdokumentation, welche sich mit den Folgen und Auswirkungen von Homophobie in Deutschland auseinandersetzt. Unter anderem spricht Ole von Beust von seinen Jugend-Erfahrungen.
I Love Her (Kurzfilm, Ukraine 2013) – Regie: Darija Perelaj
Die einsame Straßenmusikerin Natalya schwärmt für eine Frau, die jeden Tag an ihrer Stelle vorbeigeht, traut sich aber nicht, sie anzusprechen, sondern will ihr mit einem selbstgeschriebenen Lied eine Freude machen.
Ich fühl mich Disco (Deutschland 2013) – Regie: Axel Ranisch
Der Teenager Florian entspricht nicht den Vorstellungen seines Vaters: er ist dick, unsportlich und schwul. Florians Mutter vermittelt zwischen den beiden und unterstützt ihren Sohn bei seinen „unmännlichen“ Hobbys. So tanzt sie mit ihm in der Wohnung kostümiert zu Schlagermusik. Doch eines Tages erleidet sie einen Schlaganfall und Vater und Sohn müssen lernen, miteinander auszukommen.
In Bloom (Vereinigte Staaten 2013) – Regie: Chris Michael Birkmeier
Es ist Sommer in Chicago; Kurt und Paul sind seit zwei Jahren ein glückliches Paar. Als Kurt Kevin kennenlernt, verlässt er Paul. Aber trotz der neuen Liebe empfindet er Leere.
In the Name of … (W imię …) (Polen 2013) – Regie: Małgorzata Szumowska
Pater Adam übernimmt eine kleine Gemeinde in der polnischen Provinz. Mit seinem großen Engagement erlangt er schnell die Sympathien der Gemeindemitglieder. Doch als er einen jungen Mann kennenlernt, der als Außenseiter gilt, muss er sich seiner Homosexualität stellen, was auch der Gemeinde nicht verborgen bleibt.
Gewinner des Teddy Awards 2013 in der Kategorie „Bester Film“.
Jetzt Jetzt Jetzt (Kurzfilm, Deutschland 2013) – Regie: Christin Freitag
Fabian und seine Kumpel quälen den schwulen Jacob. Aber Fabian will nicht so weitermachen …
Kill Your Darlings – Junge Wilde (Kill Your Darlings) (Vereinigte Staaten 2013) – Regie: John Krokidas
Filmbiographie der Universitätsjahre des schwulen, amerikanischen Dichters Allen Ginsberg (Daniel Radcliffe), einen der bedeutendsten Dichter der Beat Generation.
Kissing Drew (Kurzfilm, Kanada 2013) – Regie: Philip J. Connell
Ein schwuler Schüler wird von dem Jungen gemobbt, in den er heimlich verliebt ist.
La partida – Das letzte Spiel (La partida) (Spanien/Kuba 2013) – Regie: Antonio Hens
Reinier und Yosvani leben in einem Vorort von Havanna und versuchen ihrem von Armut geprägten Alltag mit dem Traum von der großen Karriere als Fußballer zu entfliehen. Als Yosvanis Schuhe gestohlen werden und Reinier versucht, dies zu verhindern, entwickelt sich zwischen den beiden eine Freundschaft, die schließlich zum ersten Kuss und zu gemeinsamem Sex führt. Während der verheiratete Reinier als Stricher Geld für seine Familie verdient und den Sex mit Männern bereits kennt, ist das für Yosvani vollkommen neu.
Last Summer (Vereinigte Staaten 2013) – Regie: Mark Thiedeman
Luke und Jonah sind seit ihrer Kindheit unzertrennliche Freunde und führen eine platonische Beziehung. Nach der Schule trennen sich ihre Wege.
Liberace – Zu viel des Guten ist wundervoll (Behind the Candelabra) (Vereinigte Staaten 2013) – Regie: Steven Soderbergh
Der Pianist und Entertainer Liberace (Michael Douglas) lebt in Las Vegas mit dem fast 40 Jahre jüngeren Scott Thorson (Matt Damon) zusammen.
Basierend auf dem 1988 erschienenen autobiographischen Roman Behind The Candelabra – My Life with Liberace von Scott Thorson.
Liebesbriefe eines Unbekannten (Snails in the Rain / Shablulim Ba’geshem) (Israel 2013) – Regie: Yariv Mozer
Tel Aviv im Sommer 1989: Der junge Linguistik-Student Boaz erhält anonyme Liebesbriefe eines anderen Mannes, die ihn seine Heterosexualität hinterfragen lassen.
Basierend auf dem Roman Der Garten der toten Bäume von Yossi Avni-Levy.
Little Gay Boy (Frankreich 2013) – Regie: Antony Hickling
Die Geschichte eines schwulen Jungen von seiner Geburt bis zu seiner Teenagerzeit, wo er seine Sexualität entdeckt und schließlich seinen Vater kennenlernt.
Lose Your Head (Deutschland 2013) – Regie: Stefan Westerwelle, Patrick Schuckmann
Nachdem der Spanier Luis sich von seinem Freund getrennt hat, reist er für ein Party-Wochenende nach Berlin. Dort lernt er den mysteriösen und unberechenbaren Ukrainer Viktor kennen. Zufällig findet Luis heraus, dass er Viktors griechischem Ex-Freund Dimitri ähnlich sieht, der spurlos verschwunden ist. Trotz seiner Zweifel an Viktor gerät Luis immer stärker in seinen Sog. Doch er entdeckt immer neue Spuren, die ihn an Viktor zweifeln lassen.
Der Film ist inspiriert von der Geschichte eines jungen Portugiesen, der verschwand.
Matterhorn (Niederlande 2013) – Regie: Diederik Ebbinge
Als der stets tadellos gekleidete und ordnungsliebende Witwer Fred dem sanftmütigen, aber etwas psychotischen Landstreicher Theo das Ja-Wort gibt, ist das ganze Dorf empört und zeigt seine Spießbürgerlichkeit.
Mi amigo Jaime (Kurzfilm, Spanien 2013) – Regie: Alejandro Beltrán
Dani verliebt sich in seinen guten Freund Jaime.
More than friendship (Deutschland 2013) – Regie: Timmy Ehegötz
Mia, Lukas und Jonas sind unzertrennlich, seit Kindertagen ein Herz und eine Seele, bereit, ihre Spuren in der Welt zu hinterlassen – auch als Liebende. Doch ihre Ménage-à-trois findet wenig Zustimmung in einer ausgrenzenden Gesellschaft, die kaum Achtung oder Toleranz zeigt … Die ungebrochene Lebenslust des Trios wird auf eine harte Probe gestellt, als ein Schicksalsschlag die innige Gemeinschaft auf ein letztes, gemeinsames Abenteuer führt.
My Private Go-Go (Getting Go, the Go Doc Project) (Vereinigte Staaten 2013) – Regie: Cory Krueckeberg
Der Video-Blogger Doc ist besessen vom New Yorker Go-Go-Tänzer Go. Unter dem Vorwand, eine Dokumentation zu drehen, kommt er seinem Idol näher.
Naked As We Came (Vereinigte Staaten 2013) – Regie: Richard LeMay
Elliot und seine Schwester Laura werden zu ihrer Mutter Lilly gerufen, der es sehr schlecht geht. Dort angekommen lernen sie Ted kennen, einen jungen Autor, der sich um Lilys Haushalt kümmert. Während der nächsten Tage brechen Konflikte auf, aber zwischen Elliot und Ted entwickelt sich Zuneigung.
Nichts mehr wie vorher (Deutschland 2013) – Regie: Oliver Dommenget
Der 16-jährige, schwule Daniel wird, nur weil er in der Nähe des Tatorts gesehen wurde, beschuldigt einen kleinen Jungen missbraucht und ermordet zu haben. Obwohl er beteuert unschuldig zu sein, beginnt gegen ihn und seine Familie eine Hetzjagd von Nachbarn und Medien.
O Melhor Amigo (Kurzfilm, Brasilien 2013) – Regie: Allan Deberton
An einem Samstag gehen Lucas und Felipe zusammen zum Strand, wo sich mehr zwischen den beiden anbahnt.
Unter demselben Titel hat derselbe Regisseur im Jahr 2024 eine Langfassung des Stoffs verfilmt.
Oben ist es still (Boven is het stil) (Niederlande/Deutschland 2013) – Regie: Nanouk Leopold
Ein niederländischer Bauer Mitte 50 schiebt seinen kranken Vater zum Sterben ins obere Stockwerk ab. Als er einen neuen Knecht einstellt, outet er sich.
Der Film wurde beim 28. Torino GLBT Film Festival mit dem „Best Feature Film Award“ ausgezeichnet.
Out in Ost-Berlin (Dokumentation, Deutschland 2013) – Regie: Jochen Hick, Andreas Strohfeldt
Dokumentation über den Alltag von dreizehn lesbischen Frauen und schwulen Männern in der DDR. Obwohl seit 1968 straffrei, blieb Homosexualität dort trotzdem ein Tabu.
Peyote (Mexiko 2013) – Regie: Omar Flores Sarabia
Der schüchterne Pablo ist fasziniert von dem ein paar Jahre älteren Marco. Als sie gemeinsam einen Ausflug in die mexikanische Wüste unternehmen, offenbaren sich ihre Gefühle füreinander.
Pit Stop (Vereinigte Staaten 2013) – Regie: Yen Tan
Der offen schwule Ernesto und der verdeckt schwul lebende Gabe müssen beide in einer kleinen texanischen Arbeiterstadt mit der Homophobie der anderen zurechtkommen.
Pittsburgh (Kurzfilm, Vereinigte Staaten 2013) – Regie: Rory Dering
Ein junges schwules Paar steht vor der Entscheidung, ob sie ihre Beziehung fortführen oder beenden sollen.
Die Poetin (Flores Raras) (Brasilien 2013) – Regie: Bruno Barreto
Die wahre Geschichte der Liebesbeziehung zwischen der US-amerikanischen Dichterin Elizabeth Bishop und der brasilianischen Architektin Lota de Macedo Soares.
Ronny & I (Kurzfilm, Vereinigte Staaten 2013) – Regie: Guy Shalem
Ein junger Mann entdeckt seine Sexualität und die Liebe zu seinem besten Freund.
Rosie (Schweiz 2013) – Regie: Marcel Gisler
Der 40-jährige, schwule Autor Lorenz Meran (Fabian Krüger) muss aus Berlin zurück in seinen Heimatort in der Schweiz, um die Pflege seiner alten Mutter (Sibylle Brunner) zu organisieren. Auch seine eigenen Probleme holen ihn ein. Aber eines Tages klopft die Liebe (Sebastian Ledesma) an seine Türe.
Sag nicht, wer du bist! (Tom à la ferme) (Kanada/Frankreich 2013) – Regie: Xavier Dolan
Nachdem sein Partner gestorben ist, reist der junge Werbetexter Tom zur Beerdigung seines Partners aufs Land. Dort stellt er schockiert fest, dass niemand weiß, wer er ist und dass die Mutter seines Partners nicht erfahren darf, dass ihr Sohn schwul war.
Salvation Army (L’armée du salut) (Frankreich/Marokko/Schweiz 2013) – Regie: Abdellah Taïa
In Casablanca versucht der junge, schwule Abdellah seinen Platz in seiner Familie und in der Gesellschaft zu finden.
Solo. Du weißt niemals, wen du mit nach Hause nimmst… (Solo) (Argentinien 2013) – Regie: Marcelo Briem Stamm
Manuel und Julio versuchen durch eine leidenschaftliche Beziehung, ihre gescheiterten Ex-Beziehungen zu verkraften.
Test (Vereinigte Staaten 2013) – Regie: Chris Mason Johnson
Frankie ist neuestes und jüngstes Mitglied einer modernen Ballettgruppe. Als Todd ihm bei den Vorbereitungen hilft, entwickelt sich zwischen den beiden eine Freundschaft, die immer tiefer und inniger wird. Aber es tauchen auch Probleme auf.
Tiefe Wasser (Floating Skyscrapers / Plynace wiezowce) (Polen 2013) – Regie: Tomasz Wasilewski
Der Leistungsschwimmer Kuba führt ein Leben zwischen Schwimmtraining, seiner Freundin Sylwia und seiner Mutter Ewa. Doch heimlich hat er auch Sex mit Männern. Als er in einer Kunstgalerie Michal kennenlernt und sich in ihn verliebt, sucht er nach einer Möglichkeit, ein selbstbestimmtes, freies Leben zu führen.
Toeing the Line (Kurzfilm, Vereinigte Staaten 2013) – Regie: William Branden Blinn
Zach und Lamar sind seit langem gute Freunde. Doch eines Tages passiert mehr zwischen den beiden.
Triple Crossed (Vereinigte Staaten 2013) – Regie: Sean Paul Lockhart
Ein Mann soll einen anderen töten, obwohl er einem Freund auf dem Sterbebett versprochen hat, ihn zu beschützen.
Tru Love (Kanada 2013) – Regie: Kate Johnston, Shauna MacDonald
Die 37-jährige, lesbische Tru hat zwar schon mehrere kurze Beziehungen hinter sich, aber es fällt ihr schwer sich länger auf einen Menschen einzulassen. Als ihre beste Freundin Suzanne Besuch von ihrer verwitweten Mutter Alice bekommt, entwickelt sich zwischen Tru und Alice eine tiefe Liebe, die beiden völlig neu ist.
Truth (Vereinigte Staaten 2013) – Regie: Rob Moretti
Der psychisch kranke Caleb lernt über das Internet Jeremy kennen und verliebt sich Hals über Kopf in ihn. Als er versucht, seine eigene Krankheit und seine Vergangenheit vor Jeremy zu verstecken, verstrickt er sich immer tiefer in ein Netz aus Lügen und Jeremy findet sich schließlich gefangen wieder.
Tumbledown (Vereinigte Staaten 2013) – Regie: Todd Verow
Als Mike und Jay den Barkeeper Rick zu einem Wochenende in den Bergen einladen, beginnt eine emotionale Achterbahnfahrt aus Drogen, Alkohol und Sex.
Turtle Hill, Brooklyn (Vereinigte Staaten 2013) – Regie: Ryan Gielen
Zu seinem 30. Geburtstag laden Will und sein Partner Mateo einige Freunde ein, die für einige Verwirrung sorgen.
Wastelands (Kurzfilm, Niederlande 2013) – Regie: Marco van Bergen
Der einsame Teenager Marc ist heimlich in Olaf verliebt. Als die beiden campen fahren, macht sich Marc zunächst Hoffnungen, die jedoch jäh erschüttert werden.
West Hollywood Motel (Vereinigte Staaten 2013) – Regie: Matt Riddlehoover
In einem Motel treffen unterschiedlichste Menschen aufeinander und lernen viel über Liebe, Sex und den Sinn des Lebens.
Zwei Mütter (Deutschland 2013) – Regie: Anne Zohra Berrached
Filmdrama über ein Frauenpaar, das eine Familie gründen will.

#### 2014
4 Moons (Cuatro lunas) (Mexiko 2014) – Regie: Sergio Tovar Velarde
Vier Geschichten von Männern verschiedener Generationen, die ihre homosexuelle Liebe entdecken und leben wollen.
Aban and Khorshid (Kurzfilm, Vereinigte Staaten 2014) – Regie: Darwin Serink
Von wahren Ereignissen inspirierte Geschichte zweier Männern, die wegen ihrer Liebe hingerichtet werden.
Alex & Ali (Dokumentation, Vereinigte Staaten/Türkei 2014) – Regie: Malachi Leopold
Dokumentation über den US-Amerikaner Alex, der von 1967 bis 1977 in Persien, dem heutigen Iran, mit Ali zusammen lebt. Nach 35 Jahren treffen sie sich wieder.
Appropriate Behavior – Einfach ungezogen (Appropriate Behavior) (Vereinigte Staaten 2014) – Regie: Desiree Akhavan
Die wohlsituierte Familie der jungen Exil-Iranerin Shirin weiß nicht, dass sie lesbisch ist. Als ihre Freundin Maxine sich von ihr trennt, überschlagen sich die Ereignisse und ihr Leben wird turbulenter, während Shirin ihre Position in der Welt sucht.
Barrio Boy (Kurzfilm, Vereinigte Staaten 2014) – Regie: Dennis Shinners
Ein Friseur verliebt sich in einen Fremden.
Der Kurzfilm wurde 2022 unter gleichem Titel als Langfassung neu verfilmt.
Boulevard – Ein neuer Weg (Boulevard) (Vereinigte Staaten 2014) – Regie: Dito Montiel
Der alternde Bankangestellte Nolan Mack (Robin Williams) ist seit mehr als 25 Jahren mit einer Frau verheiratet. Als er einen jungen schwulen Callboy kennenlernt, ändert sich sein Leben schlagartig.
Boys Like Us (Frankreich/Österreich 2014) – Regie: Patric Chiha
Nachdem der Buchhändler Rudolf von seinem Partner verlassen wurde, will er aus Paris zurück in seine Heimat, einem kleinen Ort in den österreichischen Alpen. Seine zwei besten Freunde, der Schauspieler Gabriel und der Kellner Nicolas, begleiten ihn, um ihm in dieser schweren Phase beizustehen. Doch das Leben in der Provinz stellt die drei vor große Herausforderungen und sie haben viele turbulente Abenteuer zu bestehen.
Camp Belvidere (Kurzfilm, Vereinigte Staaten 2014) – Regie: Astrid Ovalles, Oriana Oppice
Die Freundschaft zwischen Rose und Gin wird langsam zu einer leidenschaftlichen Liebe.
Children 404 (Dokumentation, Russland 2014) – Regie: Askold Kurov, Pawel Loparew
Dokumentation über das Leben junger Homosexueller in Russland nach Einführung der „Gesetze gegen Homo-Propaganda“ ab 2011.
Die Premiere des Films in Moskau im April 2014 wurde von der Polizei aufgelöst.
Coming In (Deutschland 2014) – Regie: Marco Kreuzpaintner
Der schwule Friseur Tom (Kostja Ullmann) soll nach einem erfolgreichen Herren-Shampoo auch eines für Frauen herausbringen. Zur Recherche beginnt er unter einem Pseudonym in einem heruntergekommenen Salon zu arbeiten, wo er Gefühle für eine Kollegin entwickelt.
Leicht abgewandeltes Remake des gleichnamigen Films von 1997.
The Dark Place (Vereinigte Staaten 2014) – Regie: Jody Wheeler
Keegan hat eine ungewöhnliche Gabe: er kann sich an alles erinnern. Als er mit seinem Freund zu seiner Mutter fährt, stellt er fest, dass diese neu verheiratet ist. Sein neuer Stiefbruder versucht ihn zu verführen.
Dohee – Weglaufen kann jeder (Dohui-ya) (Südkorea 2014) – Regie: July Jung
Das junge Mädchen Dohee wird von ihrem Vater misshandelt und von ihren Mitschülern gemobbt. Die aus Seoul nach Yeosu versetzte Polizisten Youngnam nimmt sich ihrer an. Als Youngnam Dohee erzählt, dass sie selbst lesbisch ist, nutzt Dohees Vater diese Information, um Youngnam anzuzeigen und ihr die Misshandlungen zuzuweisen.
Der Dritte (El tercero) (Argentinien 2014) – Regie: Rodrigo Guerrero
Der 22-jährige Fede lernt im Internet ein älteres schwules Paar kennen. Nach einer gemeinsamen Nacht hat er eine neue Form der Liebe entdeckt.
Dunkler als die tiefste Nacht (Più buio di mezzanotte) (Italien 2014) – Regie: Sebastiano Riso
Der 14-jährige Davide entdeckt gerade seine Homosexualität. Als sein brutaler Vater ihn zu einer Hormontherapie zwingen will, flieht Davide von zu Hause. Er landet auf der Straße, wo er sich in einen Stricher verliebt. Als die Clique, die nun seine Familie ist, das Konzert der legendären Dragqueen „Louvre“ besucht, ist Davide begeistert und merkt, dass auch er eine Dragqueen werden will.
Der Film basiert auf den Jugendjahren der italienischen Dragqueen „Fuxia“, die in einer Nebenrolle als Dragqueen „Louvre“ auftritt.
Feriado (Ecuador/Argentinien 2014) – Regie: Diego Araujo
Nachdem er einen Mann vor einem Angriff gerettet hat, entwickeln sich zwischen den beiden Männern komplizierte Gefühle.
Foreign Relations (Kurzfilm, Vereinigte Staaten/Griechenland/Kroatien 2014) – Regie: Reid Waterer
Bei einer mediterranen Gruppenreise landet der schüchterne Tom in einem Zimmer mit einem Griechen und es entwickelt sich Zuneigung.
Fünf Tage in New York – Gay Pride am Hudson (Dokumentation, Deutschland 2014) – Regie: André Schäfer, Oliver Bätz
Fernsehdokumentation über die Geschichte der Homosexuellenbewegung in New York seit den Stonewall-Aufständen im Juni 1969 bis zu deren 45-jährigem Jubiläum im Jahr 2014.
Für immer dein (Je suis à toi) (Belgien/Kanada 2014) – Regie: David Lambert
Der junge Argentinier Lucas will unbedingt raus aus seinem alten Leben. Deshalb bietet er sich in schwulen Videochats an: er will zu demjenigen, der ihm ein Ticket schickt. Als der belgische Bäcker Henry das sieht, hofft der ältere, korpulente Mann auf eine Beziehung und schickt Lucas das begehrte Ticket. Doch nach der Ankunft gibt es erste Spannungen, da Henry neben der Beziehung auch Hilfe in der Bäckerei erwartet und Lucas mehr Freiheit sucht.
Futuro Beach (Praia do Futuro) (Brasilien/Deutschland 2014) – Regie: Karim Aïnouz
Inmitten des Brasilien-Urlaubs verliert Konrad seinen Freund Heiko bei einem Badeunfall. Nachdem er sich in den Rettungsschwimmer Donato, der nicht helfen konnte, verliebt hat, nimmt er ihn mit nach Deutschland, wo Donato sich ein ganz neues Leben aufbauen muss und nicht mehr der angesehene Rettungsschwimmer ist. Jahre später kommt Donatos kleiner Bruder, der inzwischen erwachsen ist und lange für den Flug sparen musste, nach Deutschland um sein ehemaliges Vorbild, das die Familie verlassen hat, zur Rede zu stellen.
Gabriel (Kurzfilm, Spanien/Deutschland 2014) – Regie: Benjamin Chimoy
Der 32-jährige Spanier Gabriel lebt, weit entfernt von seiner konservativen Familie, gemeinsam mit seinem Partner Lars in Deutschland. Er erinnert sich regelmäßig an seine Kindheit und Jugend.
Gardenia – Bevor der letzte Vorhang fällt (Before the Last Curtain Falls) (Dokumentation, Deutschland/Belgien 2014) – Regie: Thomas Wallner
Dokumentation über eine Gruppe schwuler und transgeschlechtlicher Travestiekünstler zwischen 60 und 70 Jahren, die mit der Show Gardenia einen großen Erfolg erleben; sie touren mit der Show über zwei Jahre durch alle fünf Kontinente. Die Dokumentation zeigt Ausschnitte der Show und erzählt die Geschichten der Künstler, die allesamt ein bewegtes Leben führen und auf eine wechselhafte Biographie zurückblicken.
Girltrash: All Night Long (Vereinigte Staaten 2014) – Regie: Alexandra Kondracke
Die lesbischen Musikerinnen Daisy und Tyler müssen es pünktlich zu einem Musikwettbewerb schaffen. Dabei geht jedoch ihr Auto kaputt und als auch noch Monique auftaucht ist das Chaos perfekt.
Good Morning (Kurzfilm, Kanada 2014) – Regie: Stephen Dunn, Peter Knegt
Nach der Party zu seinem 30. Geburtstag entdeckt ein Mann einen 17-Jährigen auf seinem Sofa und kann sich an nichts erinnern. Er beginnt, seine sexuelle Identität infrage zu stellen.
Der heimliche Freund (Hidden Away / A escondidas) (Spanien 2014) – Regie: Mikel Rueda
Die beiden Jugendlichen Ibrahim und Rafa verlieben sich ineinander, müssen ihre Liebe jedoch verbergen.
Heute gehe ich allein nach Hause (Hoje Eu Quero Voltar Sozinho) (Brasilien 2014) – Regie: Daniel Ribeiro
Der blinde Leonardo verliebt sich in seinen neuen Mitschüler Gabriel.
Der Film basiert auf dem Kurzfilm Ich möchte nicht allein zurückgehen (2010) des gleichen Regisseurs, der für die Langfassung dieselben Schauspieler gewinnen konnte.
Der Film gewann bei der 28. Verleihung des Filmpreises Teddy Award im Rahmen der Berlinale 2014 die Auszeichnung als bester Spielfilm.
Hockney (Dokumentation, Vereinigtes Königreich 2014) – Regie: Randall Wright
Dokumentation über den offen schwulen britischen Maler, Grafiker, Bühnenbildner und Fotografen David Hockney, die seine prägenden Jahre in der britischen Pop-Art-Szene, seine Arbeit in Kalifornien sowie seine Erfahrungen als schwuler Mann während der Aids-Krise zeigt.
I Am Syd Stone (Kurzfilm, Kanada 2014) – Regie: Denis Theriault
Nach dem Erfolg in Hollywood kehrt ein junger Mann in seine Heimat zurück, um eine alte Beziehung wieder zum Leben zu erwecken.
Ich bin das Glück dieser Erde (Yo soy la felicidad de este mundo) (Mexiko 2014) – Regie: Julián Hernández
Der schwule Regisseur Emiliano will einen Film über eine bekannte mexikanische Balletttänzerin machen, als er sich in den Tänzer Octavio verliebt. Nachdem er den Callboy Jazen kennenlernt, beginnt er, seine Gefühle für Octavio zu hinterfragen.
Ich will dich (Deutschland 2014) – Regie: Rainer Kaufmann
Zwei heterosexuelle Frauen mittleren Alters, die in Partnerschaften mit Männern leben, treffen und verlieben sich ineinander. Sie beginnen ein Verhältnis.
The Imitation Game – Ein streng geheimes Leben (The Imitation Game) (Vereinigte Staaten 2014) – Regie: Morten Tyldum
Filmbiographie über den britischen Mathematiker und Logiker Alan Turing (Benedict Cumberbatch), der im Zweiten Weltkrieg durch die Entschlüsselung der deutschen Enigma-Kodierung zum Sieg der Alliierten beitrug und der als einer der Pioniere der Informatik gilt. Nach dem Zweiten Weltkrieg wurde er aufgrund seiner Homosexualität verurteilt und zu einer chemischen Kastration gezwungen. In der Folge nahm er sich im Jahr 1954 mit 41 Jahren das Leben.
Jongens (Niederlande 2014) – Regie: Mischa Kamp
Die beiden 15-jährigen Jugendlichen Sieger (Gijs Blom) und Marc gehören zum selben Sportclub und wollen an einer Leichtathletik-Meisterschaft teilnehmen. Plötzlich entwickelt sich zwischen den beiden mehr als nur Freundschaft.
Beim internationalen Kinderfilmfestival „Lucas“ in Frankfurt am Main erhielt der Film im Herbst 2014 den Sonderpreis, der von einer Jury 14 bis 16 Jahre alter Schüler vergeben wurde.
Der Film wurde zunächst für das niederländische Fernsehen produziert und im Kinderkanal NPO Zapp ausgestrahlt, kam nach positiven Reaktionen von Publikum und Kritikern aber nachträglich ins Kino.
Kayla and Kyle (Kurzfilm, Vereinigtes Königreich 2014) – Regie: Andrew Rooke
Kyle ist ein junger Transmann. Seine Mutter möchte, dass er dies vor der restlichen Familie verheimlicht und weiterhin als Frau lebt.
Kissing Darkness (Vereinigte Staaten 2014) – Regie: James Townsend
Eine Gruppe junger Schwuler, die vom schwulen Leben in Los Angelos gelangweilt sind, wollen auf das diesjährige Pride-Wochenende verzichten und stattdessen einen Camping-Ausflug in den Wald unternehmen.
Der Kreis (The Circle) (Schweiz 2014) – Regie: Stefan Haupt
Erzählt wird die Geschichte der Züricher Untergrund-Organisation „Der Kreis“, die sich von den 1940er-Jahren bis in die späten 1960er-Jahre für die Rechte von Schwulen einsetzte, regelmäßige Feste für Schwule aus ganz Europa organisierte und auch die gleichnamige, dreisprachige Zeitschrift Der Kreis herausgab. Ein Schwerpunkt des Films ist dabei auch die Geschichte des jungen Lehrers Ernst Ostertag, der sich 1958 in den Travestie-Künstler Röbi Rapp verliebt.
The Last Straight Man (Vereinigte Staaten 2014) – Regie: Mark Bessenger
Nachdem der versteckt schwul lebende Lewis nach einer durchzechten Nacht Sex mit seinem heterosexuellen besten Freund Cooper hat, in den er heimlich verliebt ist, beschließen die beiden sich jedes Jahr in derselben Nacht in diesem Hotelzimmer zu treffen. Im Laufe der Jahre erkennen sie, wie sie und ihre Beziehung sich verändern.
Lilting (Vereinigtes Königreich 2014) – Regie: Hong Khaou
Nach dem Tod seines Partners Kai (Andrew Leung) bei einem Verkehrsunfall bleiben Richard (Ben Whishaw) nur die Erinnerungen an die gemeinsame Zeit. Da Kais kambodschanisch-chinesische Mutter nichts von der Homosexualität ihres Sohnes wusste und Richard nur für einen Mitbewohner hält, versucht Richard sich ihr langsam anzunähern.
Liebe geht seltsame Wege (Love Is Strange) (Vereinigte Staaten/Frankreich 2014) – Regie: Ira Sachs
Nachdem das ältere Paar Ben (John Lithgow) und George (Alfred Molina) geheiratet hat, verliert George seine Stelle. Die plötzliche Geldnot zwingt sie, ihr Zuhause zu verkaufen und ändert ihr Leben.
Liz in September (Liz en Septiembre) (Venezuela 2014) – Regie: Fina Torres
Wie jedes Jahr reist die lesbische Liz anlässlich ihres Geburtstags mit einigen Freundinnen in die Karibik. Doch dieses Jahr ist etwas anders: Liz ist tödlich erkrankt, was sie jedoch den anderen verschweigt. Als sie eine Frau kennenlernt, die sie interessiert, überschlagen sich die Ereignisse.
Mehr Geschichten aus Nachbars Bett (More Scenes from a Gay Marriage) (Vereinigte Staaten 2014) – Regie: Matt Riddlehoover
Fortsetzung von „Geschichten aus Nachbars Bett“ aus dem Jahr 2012.
Midnight (Kurzfilm, Australien/Vereinigte Staaten 2014) – Regie: T.R. Wilkinson
Ein schwules Paar probiert, ob sie auch in einer offenen Beziehung leben können.
Ein Nachmittag (En eftermiddag) (Kurzfilm, Dänemark 2014) – Regie: Søren Green
An einem Nachmittag kommen Mathias und Frederik sich näher.
Night Flight (Ya-gan-bi-haeng) (Südkorea 2014) – Regie: Hee-il Leesong
Nachdem drei Freunde auf eine weiterführende Schule gekommen sind, leben sie sich zunächst auseinander. Aber schließlich verlieben sich zwei von ihnen ineinander.
No Touching at All (Doushitemo furetakunai) (Japan 2014) – Regie: Chihiro Amano
Bei seinem ersten Tag im neuen Job lernt Toshiaki seinen Chef im Fahrstuhl kennen. Beide fühlen sich gleich zueinander hingezogen, aber Toshiaki fällt es schwer, zu seinen Gefühlen zu stehen, da ihn ein traumatisches Ereignis aus seiner Vergangenheit belastet.
The Normal Heart (Vereinigte Staaten 2014) – Regie: Ryan Murphy
Ein Schwulen-Aktivist kämpft Anfang der 1980er-Jahre für das Bewusstsein über HIV und AIDS.
Der Film basiert auf dem gleichnamigen Theaterstück The Normal Heart aus dem Jahr 1985, das von Larry Kramer geschrieben wurde, der auch das Drehbuch zum Film verfasst hat.
Olya’s Love (Dokumentation, Österreich/Russland 2014) – Regie: Kirill Sacharnow
Dokumentation über ein lesbisches Paar, das in Russland gegen die staatliche und gesellschaftliche Homophobie kämpft.
Out to Kill (Vereinigte Staaten 2014) – Regie: Rob Williams
Nachdem ein junger Schwuler tot aufgefunden wurde, glaubt nur einer seiner Freunde an Mord und schaltet einen Privatdetektiv ein.
Patong Girl (Thailand/Deutschland 2014) – Regie: Susanna Salonen
Felix verbringt mit seiner Familie den Urlaub in Thailand. Dort verliebt er sich in die Thailänderin Fai. Als sie ihm gesteht, dass sie früher ein Mann war, weiß Felix nicht, wie er reagieren soll.
Pierrot Lunaire (Deutschland/Kanada 2014) – Regie: Bruce LaBruce
Eine junge Frau aus ärmlichen Verhältnissen, die sich regelmäßig als Mann verkleidet, verliebt sich in ein Mädchen aus besseren Kreisen. Während das Mädchen der Verführung erliegt, deckt ihr Vater den Betrug auf und verbietet weitere Treffen. Das will Pierrot jedoch nicht hinnehmen und fasst den Plan, den Vater der Geliebten von ihrer „Männlichkeit“ zu überzeugen.
Pink Pact (Do Lado de Fora) (Brasilien 2014) – Regie: Alexandre Carvalho
Eine Gruppe schwuler Jugendlicher will auf die Gay Pride Parade in São Paulo. Als sie dort homophobe Aggressionen erleben, schließen sie einen Pakt, dass sich jeder von ihnen bis zur nächsten Pride-Veranstaltung outen wird.
Pride (Vereinigtes Königreich 2014) – Regie: Matthew Warchus
Der Film erzählt die wahre Geschichte von Aktivisten für Homorechte, die sich im Großbritannien der 1980er-Jahre mit streikenden Bergarbeitern solidarisieren um gegen Arbeitslosigkeit und Sozialabbau der Ära Thatcher zu demonstrieren. Zunächst wollen die Gewerkschafter nichts mit den Schwulen und Lesben zu tun haben, aber schließlich akzeptieren sie deren Hilfe.
QORDS Camp (Kurz-Dokumentation, Vereinigte Staaten 2014) – Regie: Rick Dillwood, Carrie Hart
Kurz-Dokumentation über ein Sommercamp, in dem junge Menschen unterschiedlicher sexueller Orientierung durch Musik zusammengebracht werden sollen.
Reine Männersache (Date and Switch) (Vereinigte Staaten 2014) – Regie: Chris Nelson
Die beiden Freunde Michael und Matty wollen noch vor ihrem Abschlussball an der High-School ihren ersten Sex haben. Da offenbart der Mädchenschwarm Matty seinem Freund, dass er schwul ist. Obwohl Michael heterosexuell ist und zunächst sehr überrascht ist, unterstützt er seinen besten Freund.
Sand Dollars (Dólares de arena) (Dominikanische Republik/Mexiko/Argentinien 2014) – Regie: Israel Cárdenas, Laura Amelia Guzmán
Eine ältere europäische Frau verliebt sich in eine jüngere Dominikanerin.
The Secret Path (Vereinigtes Königreich 2014) – Regie: Richard Mansfield
Anfang des 19. Jahrhunderts verstecken sich Theo und Frank in einem verlassenen Haus vor der britischen Navy. Dort entwickeln sie Gefühle füreinander.
Sex, Politics, and Sticky Rice (Kurz-Dokumentation, Vereinigte Staaten 2014) – Regie: Tina Takemoto
Fünf asiatisch-amerikanische Lesben erzählen über ihr Leben und ihr politisches Engagement in der San Francisco Bay Area seit den 1980er-Jahren.
Showboy (Kurzfilm, Australien 2014) – Regie: Samuel Leighton-Dore
Nach dem unerwarteten Tod seiner Mutter muss der junge Fußballer Julian nicht nur seinen arbeitslosen, depressiven Vater unterstützen, sondern versucht auch zu verheimlichen, dass er schwul ist und in seiner Freizeit in Travestieshows auftritt.
The Skeleton Twins (Vereinigte Staaten 2014) – Regie: Craig Johnson
Der schwule Kellner Milo Dean zieht nach einem Selbstmordversuch bei seiner Schwester Maggie ein. In ihrem Wohnort wird er von seiner Vergangenheit eingeholt, als er seinen ehemaligen Lehrer und Geliebten Rich trifft, der jetzt einen Sohn und eine Freundin hat.
Something Must Break (Nånting måste gå sönder) (Schweden 2014) – Regie: Ester Martin Bergsmark
Der androgyne Sebastian, der mit seiner weiblichen Identität als Ellie spielt, verliebt sich in Andreas, der zwar betont, nicht schwul zu sein, aber doch von Sebastian/Ellie fasziniert ist.
Der Spalt – Gedankenkontrolle (Deutschland 2014) – Regie: Kim Schicklang
Alex ist Anfang Zwanzig und vollkommen perspektivlos. Sie lebt in der Ausweglosigkeit einer Gesellschaft, die Menschen wie sie weder kennt noch akzeptiert. Zufällig lernt Alex den Fotoreporter Christian kennen, ist jedoch von seinen Annäherungsversuchen vollkommen überfordert. Was sieht Christian eigentlich in Alex? Einen femininen Mann oder doch die Frau?
Speed Walking (Kapgang) (Dänemark 2014) – Regie: Niels Arden Oplev
Dänemark, Mitte der 1970er Jahre: Nachdem der 14-jährige Martin seine Mutter verloren hat, muss er sehen, wie er alleine mit Vater und Bruder zurechtkommt. Er will endlich mit seiner Mitschülerin Kristine knutschen. Doch als er dafür mit seinem besten Freund Kim übt, merkt er, dass er sich zu Kim hingezogen fühlt.
Sturmland (Viharsarok) (Ungarn/Deutschland 2014) – Regie: Ádám Császi
Szabi und Bernard spielen gemeinsam in einer Fußballmannschaft. Als Szabi zurück nach Ungarn geht, weil er dort ein Haus von seinen Großeltern geerbt hat, lernt er dort Áron kennen und verliebt sich in ihn. Doch plötzlich taucht Bernard auf, der immer schon in Szabi verliebt war.
Such Good People (Vereinigte Staaten 2014) – Regie: Stewart Wade
Als ein schwules Paar auf das Haus anderer aufpasst, entdecken sie dort einen geheimen Raum mit Unmengen an Bargeld. Da die Eigentümer des Hauses bei ihrer Reise sterben, wähnen die beiden sich am Ziel all ihrer Träume.
Talking to My Mother (Kurzfilm, Vereinigte Staaten 2014) – Regie: Leon Le
Ein junger Amerikaner chinesischer Herkunft kämpft mit dem Konflikt zwischen seinem persönlichen Glück als schwuler Mann und der Liebe seiner Mutter, die an ihrer kulturellen Tradition festhalten will.
The 10 Year Plan (Vereinigte Staaten 2014) – Regie: J.C. Calciano
Die beiden Schwulen Myles und Brody sind beste Freunde, aber ansonsten völlig unterschiedlich. Während der Romantiker Myles den Mann fürs Leben sucht, sucht Brody eher den schnellen Sex. Beide fassen den Plan, eine Beziehung miteinander einzugehen, falls sie in zehn Jahren immer noch Singles sein sollten. Als sie fast zehn Jahre später immer noch keine Beziehungen haben, tun sie alles, um ihren Pakt nicht wahr werden zu lassen.
Tiger Orange (Vereinigte Staaten 2014) – Regie: Wade Gasque
In einer kleinen kalifornischen Stadt müssen zwei schwule Brüder den Tod ihres Vaters verkraften.
To Be Takei (Dokumentation, Vereinigte Staaten 2014) – Regie: Jennifer M. Kroot
Dokumentation über den japanischstämmigen, US-amerikanischen Schauspieler George Takei und seinen Weg vom Schauspieler zum Aktivisten für die Gleichstellung Homosexueller.
Tomorrow (Kurzfilm, Vereinigte Staaten 2014) – Regie: Leandro Tadashi
Am Silvesterabend des Jahres 1999 fragen sich die beiden Freunde Clark und Trevor, in welche Richtung ihre Freundschaft gehen wird.
Triangles – Witnesses of the Holocaust (Dokumentation, Vereinigte Staaten/Frankreich 2014) – Regie: Ann P. Meredith
Die Dokumentation erzählt die Geschichten von Opfern des Nationalsozialismus, darunter auch homosexuellen Opfern.
Velociraptor – noch einmal lieben! (Velociraptor) (Mexiko 2014) – Regie: Chucho E. Quintero
In einer mexikanischen Stadt glauben die Menschen an den baldigen Weltuntergang. Der heterosexuelle Diego will seinem guten Freund, dem schwulen Alex, seinen sehnlichsten Wunsch erfüllen: Sex zwischen den beiden.
Von Mädchen und Pferden (Deutschland 2014) – Regie: Monika Treut
Nachdem sie mehrfach mit dem Gesetz in Konflikt gekommen ist, muss die 16-jährige Alex auf einen Pferdehof. Zunächst gefällt es ihr dort gar nicht, aber die offen lesbische Reitlehrerin Nina bringt Alex zum Nachdenken über ihr eigenes Leben. Als dann auch noch Kathy, ein Feriengast aus reicher Familie, ankommt, verlieben sich Alex und Kathy ineinander.
Waiting in the Wings: The Musical (Vereinigte Staaten 2014) – Regie: Jenn Page
Aufgrund einer Verwechslung geht der New Yorker Stripper Tony zu einem Casting für ein Off-Broadway-Musical, während der naive Junge vom Land Anthony zu einer Männer-Revue geschickt wird. Beide versuchen, ihren neuen Rollen gerecht zu werden und trotz ihrer Unterschiedlichkeit verlieben sie sich.
Im Jahr 2018 entstand eine Fortsetzung unter dem Namen „Waiting in the Wings: Still Waiting“.
Xenia – Eine neue griechische Odyssee (Xenia) (Griechenland, Frankreich, Belgien 2014) – Regie: Panos H. Koutras
Der schwule Teenager Danny und sein älterer, heterosexueller Bruder Ody sind auf der Suche nach ihrem Vater und wollen an der Castingshow „Greek Superstar“ teilnehmen.
You & I (Deutschland 2014) – Regie: Nils Bökamp
Zu einem Fotoprojekt in der Uckermark nimmt der Fotograf Jonas seinen besten Freund Philip mit. Mit Philips Homosexualität hat der heterosexuelle Jonas keine Probleme. Als der polnische Anhalter Boris dazustößt, gerät die enge Beziehung zwischen den beiden aus den Fugen.
Zomer – Nichts wie raus! (Zomer) (Niederlande 2014) – Regie: Colette Bothof
Die Jugendlichen eines kleinen niederländischen Dorfes verbringen ihren Sommer jedes Jahr an einem kleinen See neben einem Kraftwerk. Als die 16-jährige Anne die neu ins Dorf gezogene Lena kennenlernt, entwickelt sich zwischen den beiden eine Liebe.
Zwei Gesichter (Kurzfilm, Deutschland 2014) – Regie: Christian Schäfer
U-19-Bundesliga-Spieler, beliebt in der Mannschaft, feste Freundin – für den 18-jährigen Jonathan scheint alles gut zu laufen. Aber nur so lange bis sein Geheimnis nach und nach ans Licht kommt und seine Fassade damit zusammenbricht: Jonathan ist heimlich schwul. Für ihn ein riesiges Problem, denn nun offenbart der Sport sein hässliches Gesicht, wenn niemand auf dem Platz verstehen will, dass Fußball und Schwulsein auch zusammenpassen können.
Erster vom DFB koproduzierter Spielfilm mit der Intention, Homosexualität im deutschen Fußball zu thematisieren. Nominiert für den Deutschen Nachwuchsfilmpreis 2015.

#### 2015
4th Man Out (Fourth Man Out) (Vereinigte Staaten 2015) – Regie: Andrew Nackman
In einer Kleinstadt outet sich ein Automechaniker vor seinen besten Freunden als schwul. Zunächst wissen sie nicht, wie sie damit umgehen sollen, doch allmählich gewöhnen sie sich daran.
After School (Kurzfilm, Vereinigte Staaten 2015) – Regie: Sam Greisman
Der 15-jährige Jack muss sich seiner wachsenden Zuneigung zu seinem besten Freund Danny stellen.
Akron – Liebe jetzt (Akron) (Vereinigte Staaten 2015) – Regie: Sasha King, Brian O’Donnell
Als sich die Studenten Benny und Christopher kennenlernen, sind sie sich sofort sympathisch. Bei gemeinsamen Ferien verlieben sich die beiden ineinander. Doch in der Kleinstadt Akron kommt schnell heraus, dass es eine tragische Verbindung zwischen den beiden Familien gibt, die damit zu tun hat, dass Bennys älterer Bruder als Kind bei einem Unfall ums Leben kam. So wird die Liebe zwischen Benny und Christopher auf eine harte Probe gestellt.
All About E (Australien 2015) – Regie: Louise Wadley
Nachdem sie viel Geld gefunden hat, muss eine junge lesbische Frau fliehen. Gleichzeitig versucht sie, eine Beziehung zu einer anderen Frau aufzubauen.
All the Others Were Practice (Vereinigte Staaten 2015) – Regie: Brian Tolle
Jôrge sucht seinen Traummann. Dabei helfen ihm seine Freunde und Kollegen.
La belle saison – Eine Sommerliebe (La Belle Saison) (Frankreich/Belgien 2015) – Regie: Catherine Corsini
Im Frankreich der 1970er Jahre zieht die 23-jährige Delphine vom elterlichen Bauernhof nach Paris, um den engstirnigen ländlichen Moralvorstellungen zu entfliehen. Dort lernt sie die extrovertierte Carole kennen, mit der sie sich in der Frauenrechtsbewegung engagiert. Schließlich verlieben sich die beiden Frauen ineinander. Als jedoch Delphines Vater einen Schlaganfall erleidet und sie zurück aufs Land muss, um ihrer Mutter zu helfen, wird die junge Beziehung auf eine harte Probe gestellt.
Bessie (Vereinigte Staaten 2015) – Regie: Dee Rees
Filmbiografie über die Bluessängerin Bessie Smith, die trotz ihrer Heirat zu ihrem Manager Jack Gee Affären mit Männern und Frauen hat, unter anderem ihrer langjährigen Geliebten Lucille.
Bizarre (Frankreich/Vereinigte Staaten 2015) – Regie: Étienne Faure
Der introvertierte, junge Franzose Maurice taucht plötzlich in Brooklyn auf, streicht ziellos durch die Straßen und lebt auf der Straße. Kim, die Betreiberin des Underground-Clubs ‚Bizarre‘, bietet ihm Unterkunft und Arbeit. Er taucht ein in die bizarre Parallelwelt, verliebt sich in einen Arbeitskollegen, aber bleibt trotzdem Einzelgänger.
Die blauen Stunden (Österreich 2015) – Regie: Marc Jago
Der stumme Stricher Jean bietet Männern Sex gegen Geld. Als er ein transgeschlechtliches Callgirl kennenlernt, verliebt er sich in sie.
Caracas, eine Liebe (From Afar / Desde allá) (Venezuela/Mexiko 2015) – Regie: Lorenzo Vigas
Der 50-jährige Armando, der in den Armenvierteln von Caracas nach jungen Männern sucht, die sich gegen Bezahlung für ihn ausziehen, trifft auf den 17-jährigen Elder, der ihn eigentlich ausrauben will. Doch zwischen den beiden Männern entwickelt sich eine Beziehung.
Carol (Vereinigtes Königreich/Vereinigte Staaten/Frankreich 2015) – Regie: Todd Haynes
Im New York der 1950er-Jahre verliebt sich die junge Kaufhausverkäuferin Therese (Rooney Mara) in die attraktive Carol (Cate Blanchett). Als sich ihre Freundschaft vertieft, versucht Carols Ehemann, ihre Befähigung als Mutter infrage zu stellen.
Chemsex (Dokumentation, Vereinigtes Königreich 2015) – Regie: William Fairman, Max Gogarty
Dokumentation über Drogenmissbrauch in der Londoner Schwulen-Szene.
Closet Monster (Kanada 2015) – Regie: Stephen Dunn
Oscar will nach dem Ende seines gerade begonnenen letzten Schuljahrs nach New York City. Doch er muss sich noch seinem eigenen Leben stellen. Seitdem er als Kind die Vergewaltigung eines älteren schwulen Mitschülers mitansehen musste, ist er traumatisiert und hat Probleme mit seiner eigenen Homosexualität. Die homophoben Sprüche seines Vaters machen es ihm noch schwerer. Seine beste Freundin und sein Hamster helfen ihm schließlich, sich seinen Ängsten zu stellen.
Daddy (Vereinigte Staaten 2015) – Regie: Gerald McCullouch
Der Mittvierziger Colin verliebt sich in einen deutlich jüngeren Kollegen.
The Danish Girl (Vereinigtes Königreich/Vereinigte Staaten/Belgien/Dänemark/Deutschland 2015) – Regie: Tom Hooper
Die Geschichte der dänischen Künstlerin und Transfrau Lili Elbe (Eddie Redmayne), die sich als erster Mensch einer geschlechtsanpassenden Operation unterzogen hat.
Departure (Vereinigtes Königreich/Frankreich 2015) – Regie: Andrew Steggall
Der 15-jährige Elliot reist gemeinsam mit seiner Mutter Beatrice von England nach Südfrankreich, um dort das bisherige Ferienhaus für einen Verkauf vorzubereiten. Als er dort den gleichaltrigen Franzosen Clément beim Baden am Stausee entdeckt, verliebt er sich in ihn.
Desire Will Set You Free (Deutschland 2015) – Regie: Yony Leyser
Der junge amerikanische Autor Ezra verliebt sich in den russischen Strichjungen Sasha und erlebt mit ihm die Berliner Underground-Szene.
The Dream Children (Australien 2015) – Regie: Robert Chuter
Steven lebt ein sehr oberflächliches Leben, das ihn nicht wirklich erfüllt. Als sein Partner ein Kind in die Beziehung bringt, ändert dies alles. Doch plötzlich müssen die beiden für ihr Familien-Glück kämpfen.
Dreams from Strangers (Non accettare i sogni dagli sconosciuti) (Italien 2015) – Regie: Roberto Cuzzillo
Der italienische Wettbewerbs-Schwimmer Massimo und der russische Übersetzer Wladimir verlieben sich ineinander. Doch während der fröhliche, weltoffene Massimo die Liebe zu Wladimir nicht verheimlichen will, ist dieser deutlich ängstlicher und will vor dem Hintergrund der russischen Entwicklungen seine Sexualität geheim halten.
Driving Not Knowing (Vereinigte Staaten 2015) – Regie: Benjamin R. Davis, Dylan Hansen-Fliedner, Jay Jadick, Dane Mainella
Ein zerstrittenes schwules Paar versucht seine Beziehung wieder aufleben zu lassen. Doch die Vergangenheit lässt sich nicht so einfach vergessen.
Drown (Australien 2015) – Regie: Dean Francis
Der Rettungsschwimmer Lenny führt ein sorgenfreies Leben. Als ein neuer Kollege namens Phil auftaucht und sich als schwul herausstellt, gerät Lennys Leben aus den Fugen.
Du sollst nicht schwul sein (Dokumentation, Deutschland 2015) – Regie: Marco Giacopuzzi
Dokumentation über den Umgang mit Homosexualität in verschiedenen Religionen.
Eisenstein in Guanajuato (Mexiko/Niederlande/Belgien/Frankreich/Finnland 2015) – Regie: Peter Greenaway
Als der russische Filmemacher Sergei Michailowitsch Eisenstein nach Mexiko reist, verliebt er sich zum ersten Mal in einen Mann.
Equal Justice Under Law (Kurz-Dokumentation, Vereinigte Staaten 2015) – Regie: Dan Goldes
Diese Kurz-Dokumentation zeigt, wie die US-amerikanische Eheöffnung am 26. Juni 2015 in der Castro Street, dem Schwulenviertel San Franciscos, aufgenommen wird.
Familie verpflichtet (Deutschland 2015) – Regie: Hanno Olderdissen
Der Halbjude David will seinen arabischstämmigen Freund Khaled heiraten. Doch Khaleds homophobe Familie und auch Davids Mutter sind dagegen. Als auch noch eine schwangere Frau vor der Tür steht und behauptet, das Kind sei von David, droht die Situation außer Kontrolle zu geraten.
Familienfest (Deutschland 2015) – Regie: Lars Kraume
Zum 70. Geburtstag von Hannes Westhoff trifft sich seine Familie im herrschaftlichen Berliner Haus des grantigen Familienoberhaupts. Darunter befindet sich auch sein schwuler Sohn Frederik mit seinem Partner Vincent, die unter der Homophobie zu leiden haben.
Freeheld – Jede Liebe ist gleich (Freeheld) (Vereinigte Staaten 2015) – Regie: Peter Sollett
Nachdem die Polizistin Laurel (Julianne Moore) tödlich erkrankt ist, kämpft sie darum, dass ihre Partnerin Stacie (Elliot Page) nach Laurels Tod die gleichen Pensionszahlungen erhält, die auch einem männlichen Partner zustünden.
Der Film basiert auf einem wahren Fall. Siehe auch die gleichnamige Dokumentation aus dem Jahr 2007: Freeheld (2007).
Einen Freund zum Geburtstag (Henry Gamble’s Birthday Party) (Vereinigte Staaten 2015) – Regie: Stephen Cone
Henry feiert seinen 17. Geburtstag mit seinen Freunden. Bei der Poolparty im elterlichen Garten wird den anderen immer deutlicher, dass Henry schwul ist.
Front Cover (Vereinigte Staaten 2015) – Regie: Ray Yeung
Als ein schwuler Modeschöpfer mit einem bekannten chinesischen Schauspieler zusammenarbeitet, begeben sich beide auf eine Reise der Selbsterfahrung.
Für immer eins (Io e lei) (Italien 2015) – Regie: Maria Sole Tognazzi
Die Restaurantbesitzerin Marina lebt mit der Architektin Federica zusammen, die zuvor mit einem Mann verheiratet war und einen erwachsenen Sohn hat. Trotz ihrer intensiven Beziehung hat Federica Probleme, zu ihrer Liebe zu stehen.
Gayby Baby (Dokumentation, Australien 2015) – Regie: Maya Newell
Dokumentation über das Leben von vier Kindern, die alle homosexuelle Eltern haben.
The Girl King (Finnland/Deutschland/Kanada/Schweden/Frankreich 2015) – Regie: Mika Kaurismäki
Die Geschichte von Kristina von Schweden, die 1632 im Alter von fünf Jahren den Thron besteigt und mit 18 Jahren die Regierungsgeschäfte übernimmt. Als sie später eine Affäre mit der Gräfin Ebba Sparre beginnt, dankt sie mit 28 Jahren ab um ein selbstbestimmtes Leben zu führen.
Gleiche Liebe, falsche Liebe ?!? – Homophobie in Europa (Dokumentation, Deutschland/Frankreich 2015) – Regie: Peter Gerhardt
Dokumentation über Homophobie in Europa.
Golden (Kurzfilm, Deutschland 2015) – Regie: Kai Staenicke
Dieser Film, der ganz ohne Sprache auskommt, erzählt die Geschichte eines jungen Mannes, der wegen seiner goldenen Haut und seinen goldenen Haaren ein Außenseiter ist, bis er einen anderen jungen Mann kennenlernt, dem es ebenso geht und in den er sich verliebt.
In the Grayscale (En la gama de los grises) (Chile 2015) – Regie: Claudio Marcone
Bei der Arbeit lernt der Architekt Bruno einen schwulen Lehrer kennen und es entwickelt sich eine Liebe zwischen den beiden.
 Holding the Man – Lebe, um zu lieben (Holding the Man) (Australien 2015) – Regie: Neil Armfield
Die wahre Geschichte von Timothy Conigrave und John Caleo, die seit ihrer Schulzeit ein Paar sind und später an HIV erkranken.
Basierend auf der Autobiographie „Holding the Man“ von Timothy Conigrave.
Unter dem Titel „Remembering the Man“ wurde 2016 auch eine Doku über das Paar veröffentlicht.
Jenny’s Wedding (Vereinigte Staaten 2015) – Regie: Mary Agnes Donoghue
Jenny (Katherine Heigl) möchte gegen den erbitterten Widerstand ihrer konservativen Eltern ihre Freundin Kitty (Alexis Bledel) heiraten.
Jess & James (Argentinien 2015) – Regie: Santiago Giralt
Nachdem sich James in Jess verliebt hat, brechen die beiden zu einer Reise durch Argentinien auf. Unterwegs gabeln sie Tomás auf, der mit ihnen weiterreist.
Kiss Me, Kill Me (Vereinigte Staaten 2015) – Regie: Casper Andreas
Als Dusty seinen untreuen Freund zur Rede stellt, entwickelt sich ein heftiger Streit. Als er später zurückkehrt, ist sein Freund ermordet und Dusty ist der Hauptverdächtige.
Lichtes Meer (Deutschland 2015) – Regie: Stefan Butzmühlen
Als der junge Marek als Matrose in Ausbildung auf einem Containerschiff anheuert, verliebt er sich in den Kollegen Jean.
Life Is a Moment (Dunno Y 2) (Indien 2015) – Regie: Tonje Gjevjon, Sanjay Sharma
Der junge Pakistani Aryan soll bald seine Verlobte heiraten. Doch obwohl er sie sehr mag, fühlt er sich auch zu Männern hingezogen. Da die Familie wegen Geschäften nach Norwegen muss, wird die Verlobungsfeier dorthin verlegt. Doch als er in Norwegen den Inder Ashley kennenlernt, verlieben sich die beiden ineinander und Aryan muss reinen Tisch machen.
Like You Mean It (Vereinigte Staaten 2015) – Regie: Philipp Karner
Der Österreicher Markus versucht unter dem Namen Mark in den USA eine Karriere im Filmgeschäft zu starten. Doch bisher hat sich noch kein Erfolg eingestellt und auch seine Beziehung zum Musiker Jonah ist an einem Tiefpunkt angelangt. Ein Anruf von seiner Schwester aus Österreich droht sein Leben endgültig aus der Bahn zu werfen.
Loev (Indien 2015) – Regie: Sudhanshu Saria
Der junge Sahil ist von seinem Partner Alex nur noch genervt. Umso mehr freut er sich auf ein Wochenende mit seinem besten Freund Jai, der in Manhattan lebt und jetzt für eine Geschäftsreise ein paar Tage nach Indien zurückkehrt. Obwohl zwischen den beiden mal mehr war, fällt es ihnen schwer, wieder miteinander auszukommen.
Looking for Rohmer (Alternativtitel: Seek McCartney) (Frankreich/China 2015) – Regie: Chao Wang
Nachdem sein Partner McCartney ums Leben gekommen ist, reist sein chinesischer Lebensgefährte Li mit seiner Asche nach Frankreich, um sie dort der Mutter und der Ex-Freundin seines ehemaligen Partners zu übergeben.
Me Him Her (Vereinigte Staaten 2015) – Regie: Max Landis
Cory besucht seinen alten Freund Brendan, der es als Serienschauspieler zu gewisser Bekanntheit gebracht hat, in Hollywood, um ihn bei seinem Coming-out zu unterstützen. Doch es gibt einige Verwicklungen, die die beiden ins Chaos stürzen.
Meier Müller Schmidt (Deutschland 2015) – Regie: Sebastian Peterson
Julian Meier, Kasimir Müller und Max Schmidt leben gemeinsam in einer WG in Berlin. Nachdem sich Kasimir zum ersten Mal in einen Mann verliebt und ungeschützten Sex mit ihm hat, hat er Angst, sich mit HIV infiziert zu haben. Da er sich nicht zu einem HIV-Test traut, bietet Julian an, ihn zu begleiten, doch plötzlich ist Kasimir verschwunden.
Mein Bruder, der Held (How to Win at Checkers (Every Time)) (Thailand/Indonesien/Vereinigte Staaten 2015) – Regie: Josh Kim
Nach dem Tod ihrer Eltern fürchtet der elfjährige Oat, dass sein schwuler, älterer Bruder Ek zum thailändischen Militär eingezogen wird. Und tatsächlich: während Eks Partner Jai aufgrund seines reichen Elternhauses nicht zum Militär muss, wird Ek, der als Barmann in einer Stricherbar gerade genug zum Leben verdient, eingezogen.
Nasty Baby (Vereinigte Staaten/Chile 2015) – Regie: Sebastián Silva
Der schwule Künstler Freddy möchte unbedingt mit seinem Partner Mo ein Kind großziehen.
Né Giulietta né Romeo (Italien 2015) – Regie: Veronica Pivetti
Der 16-jährige Rocco kämpft nach dem Coming-out mit der Akzeptanz durch seine Eltern.
Noam (Kurzfilm, Israel 2015) – Regie: Boaz Foster
Der 16-jährige Noam möchte sich trotz der Missbilligung seiner Eltern für ein Stück des Schultheaters bewerben. Als er den Backstagebereich des Theaters betritt, verliebt er sich nicht nur in die Theateratmosphäre, sondern auch in Shay, der sich ebenfalls für die Rolle bewirbt.
North Mountain (Kanada 2015) – Regie: Bretten Hannam
Ein Jäger verliebt sich in einen flüchtigen Betrüger und hilft ihm gegenüber korrupten Polizisten.
One Kingdom, One Love (Dokumentation, Niederlande 2015) – Regie: Sebastiaan Kes
Dokumentation über Aktivisten von den drei karibischen Inseln des Königreichs der Niederlande, die den „Amsterdam Pride“ besuchen, um darauf hinzuweisen, dass sie dort immer noch unterdrückt werden.
Only for Forever (Kurzfilm, Vereinigte Staaten 2015) – Regie: Nia Phillips
Nachdem Marlee die Geldbörse von Nora gestohlen hat, kann sie das Geld nicht behalten, da sie sich in Nora verliebt hat.
Oriented (Dokumentation, Israel/Vereinigtes Königreich 2015) – Regie: Jake Witzenfeld
Dokumentation, die drei schwule Palästinenser begleitet, die 2014 während des Israel-Gaza-Konflikts versuchen, in Tel Aviv ihre nationale und sexuelle Identität zu ergründen.
Paternity Leave (Vereinigte Staaten 2015) – Regie: Matt Riddlehoover
Ein Mann stellt fest, dass er von seinem Partner schwanger ist, und gilt plötzlich als medizinisches Wunder.
Portrait of a Serial Monogamist (Kanada 2015) – Regie: John Mitchell, Christina Zeidler
Eine lesbische Frau in ihren 40ern verlässt ihre langjährige Freundin für eine andere Frau. Aber diese ist nicht an einer festen Bindung interessiert.
Pretty Boy (Kurzfilm, Vereinigte Staaten 2015) – Regie: Cameron Thrower
Der schwule Sean wird an seinem 18. Geburtstag von seinem Vater in ein Motel gebracht, um dort mit einer Prostituierten Sex zu haben. Sein Vater will seinen Sohn damit heterosexuell machen.
The Queen of Ireland (Dokumentation, Irland 2015) – Regie: Conor Horgan
Dokumentation über Rory O’Neill, besser bekannt als Dragqueen Panti Bliss, die in Irland zur Aktivistin im erfolgreichen Kampf um die Ehe-Öffnung wurde.
Raven’s Touch (Vereinigte Staaten 2015) – Regie: Marina Rice Bader, Dreya Weber
Als Kate mit ihren beiden Kindern zum Campen in den Wald fährt, lernt sie dort die zurückgezogen lebende Künstlerin Raven kennen. Zunächst reagiert Raven sehr harsch, da sie sich um die Unberührtheit der Natur sorgt, doch schließlich kommen sich die beiden Frauen näher.
San Cristóbal (Kurzfilm, Chile 2015) – Regie: Omar Zúñiga Hidalgo
Lucas und Antonio verlieben sich in einem chilenischen Fischerdorf ineinander. Aber die dörfliche Umgebung erschwert ihre Liebe.
Im Jahr 2019 hat derselbe Regisseur unter dem Titel „Los Fuertes“ (dt. „Die Starken“) eine Langfassung des Films herausgebracht.
Schau mich nicht so an (Deutschland 2015) – Regie: Uisenma Borchu
Als Iva ihre Nachbarin Hedi kennenlernt, verlieben sie sich ineinander. Aber bei Hedi lässt die Liebe schnell wieder nach und als sie auf Ivas Vater trifft, ist sie sofort von ihm gefesselt.
Eine schöne Bescherung (En underbar jävla jul) (Schweden 2015) – Regie: Helena Bergström
Simon und Oscar, beide 27 Jahre alt, sind schon seit drei Jahren ein Paar. Gemeinsam mit ihrer engen Freundin Cissi wollen sie ein Kind bekommen. Da die Eltern der beiden Männer noch nichts davon wissen, sollen sie an Weihnachten erfahren, dass sie bald Großeltern werden.
Seashore (Beira-Mar) (Brasilien 2015) – Regie: Filipe Matzembacher, Marcio Reolon
Zwei Jungen an der Schwelle zum Erwachsenwerden ergründen ihre Beziehung.
Seven Days: Monday – Thursday / Seven Days: Friday – Sunday (2-teiliger Film, Japan 2015) – Regie: Kenji Yokoi
Toji hat schon viele Beziehungen hinter sich, die meist nur wenige Tage halten. Auch Yuzuru hat schon viele Herzen gebrochen. Doch als die beiden jungen Männer sich ineinander verlieben, ist plötzlich alles anders.
Soft Lad – Liebe auf Umwegen (Soft Lad) (Vereinigtes Königreich 2015) – Regie: Leon Lopez
Ein junger Mann hat eine heimliche Affäre, während sein Partner mit seiner Sexualität zu kämpfen hat.
Der Staat gegen Fritz Bauer (Deutschland 2015) – Regie: Lars Kraume
Die Geschichte des schwulen Staatsanwalts Fritz Bauer, der im Nachkriegsdeutschland zum Aufspüren von Adolf Eichmann beigetragen hat und den ersten Auschwitz-Prozess ins Rollen brachte.
Steel (Kanada 2015) – Regie: Sven J. Matten
Der Fernsehjournalist Daniel hat unter Angstzuständen zu leiden. Als er den jungen Alexander kennenlernt, beginnen die beiden eine Beziehung.
Stonewall (Vereinigte Staaten 2015) – Regie: Roland Emmerich
Danny Winters wird am Abend des 27. Juni 1969 in Greenwich Village in Kämpfe verwickelt und verhaftet. Seine Eltern setzen ihn nach seiner Entlassung aus dem Polizeigewahrsam vor die Tür, und Danny flüchtet nach New York, wo er sich ein befreites schwules Leben erhofft. Winters findet sich in den Wilden Siebzigern wieder, in welchen es von korrupten Polizisten und obdachlosen Jugendlichen nur so wimmelt. Winters lernt in New York Ed Murphy, den Besitzer des Stonewall Inn, kennen und erlebt hier nicht nur den Stonewall-Aufstand mit, sondern auch 1970 den ersten offiziellen Gay-Pride-Marsch.
Der Sommer von Sangailé (Sangailes vasara) (Litauen/Frankreich/Niederlande 2015) – Regie: Alanté Kavaïté
Die 17-jährige Sangaile will Pilotin werden und verliebt sich in ein anderes Mädchen.
The Surface (Vereinigte Staaten 2015) – Regie: Michael J. Saul
Auf einem Flohmarkt stößt der junge Evan auf eine Kiste mit einer alten Super-8-Kamera und Filmrollen. Auf den Filmen sind zwei Teenager zu sehen, die eine enge Freundschaft verbindet. Es gelingt ihm, einen der beiden ausfindig zu machen: Peter ist mittlerweile in seinen Vierzigern und schnell freunden die beiden sich an. Als sich zwischen ihnen eine Beziehung entwickelt, muss Evan sich entscheiden, ob er dafür seine bisherige Beziehung aufgibt.
Tab Hunter Confidential (Dokumentation, Vereinigte Staaten 2015) – Regie: Jeffrey Schwarz
Dokumentation über Tab Hunter (1931–2018), der in den 1950er-Jahren ein amerikanisches Jugendidol war – erfolgreich mit seinen Filmen und seiner Musik. Doch was niemand wusste: der gutaussehende Frauenschwarm war in Wirklichkeit schwul. Die Dokumentation zeichnet anhand früherer Film- und Fernsehausschnitte und zahlreicher Interviews mit ehemaligen Kollegen und Zeitzeugen Tab Hunters Lebensgeschichte und Karriere nach. Auch der über 80-jährige Tab Hunter kommt ausführlich zu Wort und erzählt von seinem Leben und seiner Karriere, für die er sich selbst verleugnen musste.
That’s Not Us (Vereinigte Staaten 2015) – Regie: William Sullivan
Ein schwules Paar, ein lesbisches Paar und ein heterosexuelles Paar wollen gemeinsam die letzten Tage des Sommers in einem Strandhaus genießen. Dabei stellen sie fest, dass trotz unterschiedlicher Sexualität die Aufgabe, die Liebe aufrechtzuerhalten, bei allen dieselbe ist.
Those People (Vereinigte Staaten 2015) – Regie: Joey Kuhn
Im wohlhabenden New Yorker Stadtviertel Upper East Side findet der junge Maler Charlie den Mann seiner Träume in einem älteren Pianisten. Doch Charlie ist auch bereits länger in seinen besten Freund Sebastian verliebt, der in einen Finanzskandal verwickelt ist.
Toro (Deutschland 2015) – Regie: Martin Hawie
Der polnischstämmige Piotr arbeitet als Callboy in Deutschland. Doch obwohl er Frauen seine Liebesdienste anbietet, ist er heimlich schwul und spart das verdiente Geld, um zurück nach Polen zu können. Er hofft, dass seine große Liebe Victor ihn dabei begleitet.
Unter der Haut (Schweiz 2015) – Regie: Claudia Lorenz
Nach 18 Ehejahren verliebt sich der Familienvater Frank in einen Mann.
Unterwasser ist es still (Kurzfilm, Deutschland 2015) – Regie: Julian Dieterich
Ein junges Pärchen ist auf Reisen in der schottischen Wildnis. Dort sehen sich die beiden Jungs in der Einsamkeit mit dem Unvermögen eines der beiden konfrontiert, über Gefühle zu sprechen.
Upstairs Inferno (Dokumentation, Vereinigte Staaten 2015) – Regie: Robert L. Camina
Dokumentarfilm über den Anschlag auf den Schwulenclub „UpStairs Lounge“ in New Orleans am 24. Juni 1973, der über 30 Menschen das Leben kostete und weitere, teils schwer Verletzte, zur Folge hatte.
Vier kriegen ein Kind (Deutschland 2015) – Regie: Matthias Steurer
Die Literaturdozentin Neele und ihre Lebenspartnerin, die Zahntechnikerin Steff, wollen gemeinsam ein Baby großziehen und entscheiden sich für künstliche Befruchtung. Dabei kommt es jedoch zu einer Verwechslung und statt des ursprünglichen Samenspenders bekommen sie das Sperma des schwulen Kalle, der mit seinem Mann Jens ebenfalls ein Kind haben möchte. Als Kalle und Jens vorschlagen, das Kind gemeinsam großzuziehen, sind Neele und Steff alles andere als begeistert.
Viva (Irland/Kuba 2015) – Regie: Paddy Breathnach
Der schwule Kubaner Jesús hat nach dem Tod seiner Mutter und nachdem sein Vater die Familie verlassen hat, früh gelernt, für sich selbst zu sorgen, und verdient seinen Lebensunterhalt als Friseur. Bei seiner Arbeit in einem Travestie-Club, wo er sich um die Perücken kümmern soll, wächst in ihm der Wunsch, als Drag-Queen aufzutreten. Als er die Chance dazu bekommt, trifft er auf seinen Vater, der seinen Sohn erkennt und aggressiv reagiert. Dennoch ziehen beide zusammen und versuchen, sich wieder näherzukommen.
Water Boyy (Thailand 2015) – Regie: Rachi Kusonkusiri
Nam ist an der High School ein guter Schwimmer, hat jedoch ein schwieriges Verhältnis zu seinem Vater, dem Schwimmlehrer, der eine Beziehung mit einem jungen Mann hat. Er umgibt sich mit vielen Freunden und Mädchen, ist jedoch gleichgültig und hauptsächlich mit sich selbst beschäftigt. Als Meung, ebenfalls ein guter Schwimmer, bei ihm einzieht, verlieben sich die Jungen ineinander.
While You Weren’t Looking (Südafrika 2015) – Regie: Catherine Stewart
Nach dem Ende der Apartheids-Politik ist ganz Südafrika im Umbruch begriffen. Zu dieser Zeit betrügt eine schwarze Immobilienmaklerin ihre weiße Partnerin und ihre Tochter trifft sich mit einer jungen Frau, die sich bezüglich ihrer sexuellen Identität nicht festlegen will.
Wie schön du bist (Beautiful Something) (Vereinigte Staaten 2015) – Regie: Joseph Graham
Die Geschichte von vier schwulen Männern und ihren Erlebnissen in einer Nacht.
Winning Dad (Vereinigte Staaten 2015) – Regie: Arthur Allen
Ein junger Mann plant einen Urlaub, in dem er seinem homophoben Vater seinen Freund vorstellen will.
Wish for Tomorrow (Australien 2015) – Regie: Pierre-Nicolas Panasci
Der 24-jährige Michael und der 28-jährige James verlieben sich ineinander. Als sie ihren Eltern von ihrer Beziehung erzählen möchten, endet dies dramatisch.
Basierend auf einer wahren Begebenheit.
Wo willst du hin, Habibi? (Deutschland 2015) – Regie: Tor Iben
Der junge Deutschtürke Ibrahim versucht, seine Homosexualität vor seinen Eltern zu verstecken. Als er den Kleinkriminellen Alexander kennenlernt, bringt dieser Ibrahims Welt durcheinander.
The Year We Thought About Love (Dokumentation, Vereinigte Staaten 2015) – Regie: Ellen Brodsky
Dokumentation über eine Gruppe junger LGBTQ. die im Rahmen eines Jugendtheaterstücks zu ihrer sexuellen Identität stehen möchten. Als sich in Nähe ihrer Proben das Attentat auf den Boston-Marathon ereignet, sind die Mitglieder noch entschlossener, ihre Geschichten mit anderen zu teilen.

#### 2016
1985 (Kurzfilm, Vereinigte Staaten 2016) – Regie: Yen Tan
1985: Der AIDS-kranke Adrian versucht, die Symptome seiner Krankheit zu verbergen.
Der Kurzfilm wurde im Jahr 2018 vom selben Regisseur unter demselben Titel als Langfilm herausgebracht.
Auf den zweiten Blick (Lazy Eye) (Vereinigte Staaten 2016) – Regie: Tim Kirkman
Dean ist Ende 30 und lebt als Grafikdesigner in Los Angeles. Eines Tages bekommt er eine Mail von Alex, mit dem er vor 15 Jahren einen tollen Sommer hatte, von dem er aber seitdem nie mehr gehört hat. Als sich die beiden wiederbegegnen, entflammt sofort wieder die alte Leidenschaft. Aber schnell kommen auch wieder die früheren Zweifel zurück und die Fragen nach den Jahren dazwischen. Am Ende eines Wochenendes müssen die beiden sich schließlich entscheiden, ob sie es noch einmal miteinander versuchen wollen.
Aus der Haut (Deutschland 2016) – Regie: Stefan Schaller
Nachdem der 17-jährige Milan versucht, seinen besten Freund zu küssen, und von diesem abgewiesen wird, fährt er betrunken mit dem Auto seiner Eltern und überschlägt sich mit dem Fahrzeug. Er überlebt den Unfall ohne größere Schäden, aber als seine Eltern einen Abschiedsbrief von ihm finden, machen sie sich große Sorgen. Als er sich selbst und seinen Eltern eingesteht, dass er schwul ist, beginnt er seinen eigenen Weg zu finden.
BearCity 3 (Vereinigte Staaten 2016) – Regie: Douglas Langway
Roger versucht, wieder mit Tyler zusammenzukommen. Doch Jay versucht das zu verhindern. Währenddessen gerät Freds Arbeit an einem Dokumentarfilm über die Bärenszene ins Stocken, da Brents Baby-Vorbereitungen ihm in die Quere kommen.
Dritter Teil der „BearCity“-Reihe.
Before the Fall (Vereinigte Staaten 2016) – Regie: Byrum Geisler
Schwule Version von Jane Austens Roman Stolz und Vorurteil (Pride and Prejudice).
Below Her Mouth (Kanada 2016) – Regie: April Mullen
Die Moderedakteurin Jasmine ist glücklich verlobt. Doch als sie in einem Club die Dachdeckerin Dallas kennenlernt, verlieben sich die beiden ineinander. Als ihr Verlobter von der Affäre erfährt, muss Jasmine sich entscheiden.
The Book of Gabrielle (Vereinigtes Königreich 2016) – Regie: Lisa Gornick
Die lesbische Gabrielle arbeitet an einem illustrierten Sex-Ratgeber und führt eine komplizierte Beziehung zu der jüngeren Olivia.
Boys (Kurzfilm, Vereinigte Staaten 2016) – Regie: Eyal Resh
Als zwei Freunde gemeinsam übernachten, merken sie, dass sie mehr füreinander empfinden.
Bromance (Como una novia sin sexo) (Argentinien 2016) – Regie: Lucas Santa Ana
Drei Freunde, die sich schon seit ihrer Jugend kennen, fahren zum Zelten ans Meer. Während Adrian und Santiago ihren Spaß am Strand haben, streift Daniel lieber mit seiner Videokamera alleine umher. Als Adrian mit Julieta verschwindet, ist Daniel mit Santiago alleine und muss sich seinen Gefühlen für ihn stellen.
BWOY – Der Junge aus Kingston (bwoy) (Vereinigte Staaten 2016) – Regie: John G. Young
Brad, der vor kurzem seinen Sohn verloren hat, versucht sich abzulenken, indem er sich bei einer schwulen Dating-Seite anmeldet. Als er im Video-Chat den halb so alten Jamaikaner Yenny kennenlernt, entwickelt sich zwischen den beiden schnell eine erotische Spannung. Als Yenny ihm offenbart, dass er aus seiner Heimat weg möchte und in den USA leben will, muss Brad sich entscheiden, wie er damit umgeht.
Carlos Jauregui: The Unforgettable Fag (Dokumentation, Argentinien 2016) – Regie: Lucas Santa Ana
Dokumentation über Carlos Jauregui, den bekanntesten argentinischen LGBT-Aktivisten der 1980er- und 1990er-Jahre.
Cas (Niederlande 2016) – Regie: Joris van den Berg
Pepijn und Sjors sind seit sieben Jahren ein glückliches Paar. Als die beiden Männer den Studenten Cas auf ihrem Sofa übernachten lassen, wirbelt das ihre Beziehung durcheinander.
Certain Women (Vereinigte Staaten 2016) – Regie: Kelly Reichardt
Episodenfilm mit drei Segmenten, im dritten geht es um die junge Jamie, die sich als Arbeiterin auf einer abgelegenen Ranch in Montana einsam fühlt. Als sie eines Tages in die Stadt fährt und auf die Anwältin Beth trifft, scheint langsam eine zarte Verbindung zwischen den beiden zu entstehen, durch die Jamie aufgeht.
Curmudgeons (Kurzfilm, Vereinigte Staaten 2016) – Regie: Danny DeVito
Der grantige Witwer Jackie (Danny DeVito) und sein Mitbewohner Ralph (David Margulies) verlieben sich im Seniorenheim ineinander. Nach einer Verletzung Ralphs sind die beiden zunächst getrennt, worunter sie sehr leiden. Aber als sie schließlich wieder zusammenkommen, outen sie sich vor ihren Enkeln.
Ein Date für Mad Mary (A Date for Mad Mary) (Irland 2016) – Regie: Darren Thornton
Nachdem sie wegen eines Gewaltdelikts sechs Monate im Gefängnis war, ist die junge jähzornige Mary enttäuscht, was sich alles in ihrem Umfeld geändert hat. Als sie eine Begleitung für die Hochzeit ihrer besten Freundin sucht, verliebt sie sich in eine Frau.
Do You Take This Man (Vereinigte Staaten 2016) – Regie: Joshua Tunick
Daniel und Christopher wollen heiraten. Aber vor ihrer Hochzeit geschehen viele Dinge, die sie nur mit Hilfe ihrer Familie und Freunde überstehen.
Einfach das Ende der Welt (Juste la fin du monde) (Frankreich/Kanada 2016) – Regie: Xavier Dolan
Louis war 22, als er seine Familie verließ, da er aufgrund seiner Homosexualität sein eigenes, freies Leben haben wollte. Zwölf Jahre später fährt er erstmals wieder zu seiner Familie, um ihnen zu sagen, dass er todkrank ist und bald sterben wird. Doch wie wird seine Familie auf ihn reagieren? Wird er sich trauen, sich ihnen zu öffnen?
Esteros (Argentinien/Brasilien/Frankreich 2016) – Regie: Papu Curotto
Matias und Jeronimo kennen sich seit frühester Kindheit. Eines Tages bemerken sie, dass sie mehr füreinander empfinden. Aber ein Umzug von Matias’ Vater bringt die beiden auseinander. Als Matias mehr als zehn Jahre später mit seiner Freundin in seine ehemalige Heimat zurückkehrt und dort auf Jeronimo trifft, erwachen die alten Gefühle wieder aufs neue.
Fair Haven (Vereinigte Staaten 2016) – Regie: Kerstin Karlhuber
Nachdem er aus religiösen Gründen versucht hat, seine Homosexualität zu unterdrücken, kehrt ein junger Mann zur Farm seiner Familie zurück. Doch als er einen alten Freund trifft, kann er seine wahren Gefühle nicht länger ignorieren.
The Falls 3: Bund der Gnade (The Falls: Covenant of Grace) (Vereinigte Staaten 2016) – Regie: Jon Garcia
Dritter und letzter Teil der „The Falls“-Trilogie (2012, 2013): Chris findet endlich die Kraft, sich von seiner Frau zu trennen und seinen ehemaligen Missionsgefährten RJ in Portland zu besuchen. Die beiden kommen sich wieder näher, doch Entscheidungen ihrer Kirche stellen die Beziehung der beiden wiederum auf die Probe.
Die Farbe des Winters (El Color de un Invierno) (Argentinien 2016) – Regie: Cecilia Valenzuela Gioia
Als die 21-jährige Filmstudentin Lucia in den Semesterferien in ihre Heimatstadt Salta zurückkehrt, wird sie von Panikattacken heimgesucht. Ihr wird langsam klar, dass sie endlich zu sich selbst stehen muss. Als ihr schwuler Freund Gabriele ihr auch noch Olivia vorstellt, findet Lucia endlich die Kraft zum Coming-out.
First Girl I Loved (Vereinigte Staaten 2016) – Regie: Kerem Sanga
Die siebzehnjährige Anne hat sich in das beliebteste Mädchen ihrer Schule verliebt. Als sie dies ihrem besten Freund gesteht, versucht dieser, das zu blockieren, weil er heimlich in Anne verliebt ist.
Die Geschwister (Deutschland 2016) – Regie: Jan Krüger
Der Immobilienverwalter Thies lässt sich vom jungen, wohnungssuchenden Polen Bruno verführen und lässt ihn und seine Schwester Sonja kostenlos in einer leerstehenden Wohnung wohnen. Doch die Situation zwischen den dreien wird komplizierter als geahnt.
Handsome Devil (Irland 2016) – Regie: John Butler
Conor ist neu auf einem Internat und muss sich ein Zimmer mit Ned teilen. Bald schon entwickelt sich zwischen dem 16-jährigen Einzelgänger Ned und dem Vorzeigeathleten Conor eine unerwartete Freundschaft. Als ihr Englischlehrer, der ihr musikalisches Interesse unterstützt, sie ermutigt, an einem Talentwettbewerb teilzunehmen, muss sich Conor entscheiden, ob er weiterhin sein Image als Sportler pflegt oder zu seiner neuen Liebe zur Musik steht.
Der Film wurde im Rahmen der Dublin Film Critics Circle Awards 2017 als bester irischer Spielfilm und Butler beim Dublin International Film Festival im gleichen Jahr mit dem Festival Award ausgezeichnet.
Happy Birthday, Marsha! (Kurzfilm, Vereinigte Staaten 2016) – Regie: Reina Gossett, Sasha Wortzel
In den Stunden vor den Stonewall-Aufständen ahnen die beiden Freundinnen und Transgender-Aktivistinnen Marsha P. Johnson und Sylvia Rivera noch nicht, dass sie wenige Stunden später Geschichte schreiben werden.
Heimliche Küsse (Baisers cachés) (Frankreich 2016) – Regie: Didier Bivel
Der 16-jährige Nathan verliebt sich in Louis, einen Jungen aus seiner Klasse. Als die beiden sich auf einer Party küssen, werden sie dabei heimlich fotografiert. Als die Fotos im Internet auftauchen, erleben die beiden Ablehnung und werden gemobbt.
Herculanum (Kurzfilm, Frankreich 2016) – Regie: Arthur Cahn
Zwei Männer lernen sich durch das Internet kennen und beginnen eine leidenschaftliche Affäre.
Herzstein (Hjartasteinn) (Dänemark/Island 2016) – Regie: Guðmundur Arnar Guðmundsson
Sommerferien in einem abgelegenen Fischerdorf in Island: vier Schulfreunde genießen die ersten warmen Sonnenstrahlen. Eines Tages verliebt Thór sich in Beta. Weil er nicht weiß, wie er ihr näherkommen soll, hilft sein Kumpel Kristján ihm dabei. Kristján muss sich allerdings eingestehen, dass er für Thór mehr als nur Freundschaft empfindet, denn seine Zuneigung für seinen besten Freund wird immer stärker. Doch Thór geht erst einmal auf Distanz zu Kristján.
Der Film wurde beim Filmfestival Venedig mit dem „Queer Lion“ und Guðmundur Arnar Guðmundsson beim „Tromsø Internasjonale Filmfestival“ 2017 mit dem Don-Quixote-Preis ausgezeichnet.
Jamie (Kurzfilm, Vereinigtes Königreich 2016) – Regie: Christopher Manning
Jamie sehnt sich nach einer Beziehung. Eines Tages trifft er Ben und die beiden verbringen den Nachmittag zusammen.
Jonathan (Deutschland 2016) – Regie: Piotr J. Lewandowski
Jonathan ist Anfang 20 und hat alle Hände voll damit zu tun, sich um seinen krebskranken Vater zu kümmern und den Bauernhof zu bewirtschaften. Als ein alter Freund seines Vaters auftaucht, kommt ans Licht, dass die beiden früher ein Liebespaar waren.
Kater (Österreich 2016) – Regie: Klaus Händl
Andreas und Stefan leben gemeinsam mit ihrem Kater Moses glücklich in einem alten Haus in den Wiener Weinbergen. Ein Gewaltausbruch Stefans stellt ihre Beziehung auf eine harte Probe.
King Cobra (Vereinigte Staaten 2016) – Regie: Justin Kelly
Auf dem Leben von Brent Corrigan basierende Filmbiografie über den aufstrebenden schwulen Pornodarsteller Corrigan, für den zwei Produzenten über Leichen gehen.
Ein Kuss (Un bacio) (Italien 2016) – Regie: Ivan Cotroneo
Als der schwule Lorenzo an eine neue Schule in der italienischen Provinz kommt, wird er dort von den meisten Mitschülern gemobbt. Doch als er zwei andere Außenseiter findet, hat er endlich Freunde gefunden, denen er sich öffnen kann.
Looking – The Movie (Vereinigte Staaten 2016) – Regie: Andrew Haigh
Patrick kehrt nach San Francisco zurück, um die Hochzeit von Agustín und Eddie zu besuchen. Dort muss sich Patrick auch zwischen seinen beiden Exfreunden Kevin und Richie entscheiden.
Abschließender Film der Fernsehserie Looking.
Looping (Deutschland 2016) – Regie: Leonie Krippendorff
Die 19-jährige Leila wird sich bewusst, dass sie lesbisch ist. Nachdem sie von einem Mann vergewaltigt wurde, sieht sie keinen anderen Ausweg, als in die Psychiatrie zu gehen, um ihr Trauma zu verarbeiten. Dort lernt sie zwei andere Frauen kennen, denen sie körperlich näherkommt und mit denen sie erstmals Glück empfindet.
Love is Love? Wenn deine Liebe verboten ist (Love Is All You Need?) (Vereinigte Staaten 2016) – Regie: Kim Rocco Shields
Film-Utopie, die die Realität umdreht: Wie ist es, in einer Welt zu leben, in der Homosexualität der Standard ist und Heterosexualität von manchen Menschen verpönt oder gar verfolgt wird?!
Mit Siebzehn (Quand on a 17 ans) (Frankreich 2016) – Regie: André Téchiné
Damien (Kacey Mottet Klein) und Tom (Corentin Fila), zwei miteinander rivalisierende Klassenkameraden, die ständig aufeinander losgehen und sich prügeln, kommen sich langsam näher, als Tom wegen eines Krankenhausaufenthalts seiner Mutter vorübergehend in Damiens Familie aufgenommen wird. Schnell merken sie, dass sie mehr füreinander empfinden, als sie sich zunächst eingestehen wollen.
2016 gewann der Film bei dem LGBT-Filmfestival Outfest in Los Angeles den „International Grand Jury Prize“, Kacey Mottet Klein erhielt beim Cabourg Romantic Film Festival 2016 den „Golden Swann“ für die beste männliche Neuentdeckung des Jahres und Corentin Fila beim Festival 2 Valenciennes 2016 den „Prix d’interprétation masculine“.
Die Mitte der Welt (Deutschland/Österreich 2016) – Regie: Jakob M. Erwa
Der 17-jährige Phil (Louis Hofmann) lebt gemeinsam mit seiner Mutter und seiner Zwillingsschwester. Als Nicholas (Jannik Schümann) neu an die Schule kommt, verliebt Phil sich in ihn. Nicholas scheint Phils Gefühle zu erwidern, gibt ihm jedoch auch viele Rätsel auf.
Moonlight (Vereinigte Staaten 2016) – Regie: Barry Jenkins
Die Geschichte eines jungen, schwulen Afroamerikaners, dessen Entwicklung vom Jugendlichen bis zum jungen Erwachsenen gezeigt wird.
Vielfach ausgezeichnet, u. a. mit drei Oscars (acht Nominierungen).
Mother’s Day – Liebe ist kein Kinderspiel (Mother’s Day) (Vereinigte Staaten 2016) – Regie: Garry Marshall
Episodenfilm, der mehrere untereinander verbundene Liebesgeschichten kombiniert. Darunter auch die Geschichte vom lesbischen Paar Gabi und Max.
O Porteiro do Dia (Kurzfilm, Brasilien 2016) – Regie: Fábio Leal
Nachdem Marcelo den Türsteher Márcio bisher nur vom Grüßen kannte, kommen sich die beiden plötzlich näher.
Other People (Vereinigte Staaten 2016) – Regie: Chris Kelly
Weil seine Mutter sich entschließt, ihre Krebsbehandlung abzubrechen und in Würde zu sterben, zieht David für ein Jahr zurück nach Hause. Dort muss er lernen, als schwuler Sohn mit seiner Familie klarzukommen.
The Pass (Vereinigtes Königreich 2016) – Regie: Ben A. Williams
Jason ist Profi-Fußballer in der englischen Premier League. In der Nacht vor seinem ersten großen internationalen Spiel kommt es zu einem Kuss zwischen ihm und seinem Teamkollegen Ade.
Basierend auf dem gleichnamigen Theaterstück von John Donnelly.
Pushing Dead (Vereinigte Staaten 2016) – Regie: Tom E. Brown
Film über die Ungerechtigkeit des US-amerikanischen Gesundheitssystems: Der erfolglose Schriftsteller Dan ist schwul und HIV-positiv. Glücklicherweise zahlt seine Krankenversicherung die lebensnotwendigen, aber teuren Medikamente. Als er von seiner Mutter zu seinem Geburtstag 100 Dollar geschenkt bekommt und dies auf sein Konto einzahlt, ist sein Kontostand 70 Dollar über einem Limit und die Krankenversicherung weigert sich, seine Medikamente weiterhin zu bezahlen. Doch ihm fehlen die fast 3.000 Dollar für seine Medikamente.
Raw (Grave) (Frankreich/Belgien 2016) – Regie: Julia Ducournau
Die 16-jährige Justine bekommt auf der Universität den schwulen Mitbewohner Adrien. Die langjährige Vegetarierin Justine bemerkt, dass sie Lust auf Fleisch bekommt, wobei Adrien seine Unterstützung anbietet, da sie ihren neuen Geschmack nur schwer akzeptieren kann. Justine fühlt sich langsam sexuell zu Adrien angezogen, was für ihn zum Problem wird, weil Justines Appetit auf Fleisch immer extremere Formen annimmt.
Remembering the Man (Dokumentation, Australien 2016) – Regie: Nickolas Bird, Eleanor Sharpe
Dokumentation über Tim Conigrave und John Caleo, die seit ihrer Schulzeit ein Paar waren und später an HIV erkrankten.
Basierend auf der Autobiographie „Holding the Man“ von Timothy Conigrave.
Unter dem Titel „Holding the Man“ wurde 2015 auch ein Spielfilm über das Paar veröffentlicht.
Retake (Vereinigte Staaten 2016) – Regie: Nick Corporon
Ein einsamer Mann (Tuc Watkins) engagiert einen Callboy (Devon Graye), um eine Reise aus seiner Vergangenheit noch einmal zu erleben.
Shared Rooms (Vereinigte Staaten 2016) – Regie: Rob Williams
Drei miteinander verbundene Geschichten schwuler Männer, die auf der Suche nach Familie, Liebe und Sex sind.
Sign (Kurzfilm, Vereinigte Staaten 2016) – Regie: Andrew Keenan-Bolger
Die Geschichte der Beziehung zwischen dem hörenden Ben und dem gehörlosen Aaron.
Spa Night (Vereinigte Staaten 2016) – Regie: Andrew Ahn
David lebt mit seinen aus Korea stammenden Eltern in Los Angeles. Nachdem seine Eltern ihr Restaurant aufgeben müssen, sucht David sich einen Job in einem Spa, um seine Eltern zu unterstützen. Dort entdeckt er erstmals seine Gefühle für andere Männer.
Straight A (Kurzfilm, Vereinigte Staaten/Deutschland 2016) – Regie: Mariana Thome
Nachdem Alex seine Beziehung zu einem anderen Mann bisher geheim gehalten hat, will er seinem Vater endlich die Wahrheit sagen.
Taekwondo (Argentinien 2016) – Regie: Marco Berger, Martín Farina
Als Germán von Fernando, seinem Taekwondo-Trainingspartner, dazu eingeladen wird, den Sommer gemeinsam in einer Villa zu verbringen, sagt er sofort zu, da er schon lange heimlich in Fernando verliebt ist. Er ahnt nicht, dass noch zahlreiche weitere Freunde von Fernando dabei sein werden, und diese ahnen nicht, dass Germán schwul ist.
Take me for a Ride (UIO: Sácame a Pasear) (Ecuador/Mexiko/Kolumbien 2016) – Regie: Micaela Rueda
Die Außenseiterin Sara wird von ihren Mitschülerinnen gemieden. Als die lebenslustige Andrea neu in die Schulklasse kommt, verlieben sich die beiden ineinander.
Die Taschendiebin (Agassi) (Südkorea 2016) – Regie: Park Chan-wook
Eine reiche Erbin verliebt sich in eine Kleinkriminelle im Korea der 1930er Jahre.
Teenage Kicks (Australien 2016) – Regie: Craig Boreham
Der 17-jährige Mik hat Probleme in seiner Familie; Halt findet er nur bei seinem besten Freund Dan. Als Dan sich in ein Mädchen verliebt, muss Mik sich eingestehen, dass er in Dan verliebt ist.
Der Film ist die Langfassung des Kurzfilms „Drowning“ desselben Regisseurs aus dem Jahr 2009.
Théo & Hugo (Frankreich 2016) – Regie: Olivier Ducastel, Jacques Martineau
Paris, früh am Morgen: In einem Sexclub begegnen sich Théo und Hugo. Nach dem Sex streifen sie durch die Straßen von Paris und unterhalten sich über das Leben und die Liebe.
Uncontrolled Love (China 2016) – Regie: Sun Chengzhi
Als der homophobe Xie erfährt, dass Shu schwul ist, entwickelt er plötzlich Gefühle für ihn.
Vier Tage in Frankreich (Jours de France) (Frankreich 2016) – Regie: Jérôme Reybaud
Pierre verlässt seinen Partner und reist quer durch Frankreich, um Land und Leute kennenzulernen. Dabei sucht er mit einer Dating-App auch immer andere Schwule.
What My Love Is For (Vereinigte Staaten 2016) – Regie: Philip Embury, Sebastian Rea
Nachdem ein junger Mann das Haus seiner Urgroßmutter geerbt hat, muss er es vor dem Zugriff der Bank retten. Dabei hilft ihm ein attraktiver, junger Künstler und die beiden Männer entwickeln Gefühle füreinander.
Wild Awakening (Salvaje despertar) (Spanien 2016) – Regie: Joan Fermí Martí
Der offen schwule Toni und seine Schwester Emma leiten eine Farm. Ihr Mitarbeiter Aaron ist heimlich schwul und hat Angst, dass sein Vater Ramon, der ebenfalls auf der Farm arbeitet, davon erfährt.
You’ll Never Be Alone (Nunca vas a estar solo) (Chile 2016) – Regie: Álex Anwandter
Nachdem sein Sohn Opfer einer homophoben Gewalttat geworden ist, hat Juan (Sergio Hernández) Probleme, die hohen Rechnungen des Krankenhauses zu bezahlen, und versucht gleichzeitig, seine letzte Chance wahrzunehmen, Kompagnon seines Chefs in der Fabrik zu werden. Das veranlasst ihn, auch sein eigenes Leben kritisch zu hinterfragen, und er will seinen Sohn um jeden Preis retten.
Regisseur Alex Anwandter, der auch das Drehbuch verfasste, wurde zu diesem Film durch den Mord an dem jungen, schwulen Chilenen Daniel Zamudio Vera inspiriert, der als Opfer eines homophob motivierten Hassverbrechens zunächst grausam gefoltert wurde und später im Krankenhaus seinen schweren Verletzungen erlag.

#### 2017
120 BPM / 120 Beats Per Minute (120 battements par minute) (Frankreich 2017) – Regie: Robin Campillo
Im Frankreich der frühen 1990er-Jahre kämpft die Pariser Gruppe der Organisation Act Up dafür, ein größeres Bewusstsein für HIV und AIDS zu schaffen und über den Schutz davor aufzuklären. Unter ihnen finden sich auch zwei junge Männer, die sich ineinander verlieben.
Der Film wurde bei den Internationalen Filmfestspielen von Cannes 2017 mit dem Großen Preis der Jury, dem FIPRESCI-Preis internationaler Filmkritiker sowie der Queer Palm ausgezeichnet.
1:54 (Kanada 2017) – Regie: Yan England
Der 16-jährige Tim hat sich seit dem frühen Tod seiner Mutter immer mehr zurückgezogen. Er und sein bester Freund Francis, der sich gerade als schwul geoutet hat, werden ständig von dem brutalen Mitschüler Jeff schikaniert. Und auch Tim beginnt langsam, seine eigene Sexualität zu hinterfragen. Schließlich fängt Tim wieder mit seinem ehemaligen Hobby, dem Laufen, an und versucht Jeff den Startplatz bei einem Wettbewerb wegzunehmen; doch dem ist jedes Mittel recht, das zu verhindern.
Der Film löste in Kanada eine breite gesellschaftliche Diskussion über das Mobbing von homo-, bi-, trans- und intersexuellen Jugendlichen in der Schule aus.
The 34th (Dokumentation, Irland 2017) – Regie: Linda Cullen, Vanessa Gildea
Dokumentation, die ein Jahrzehnt lang die Bemühungen um die Gleichstellung von Schwulen und Lesben bis hin zur Eheöffnung aufzeigt.
A Place To Be (En Algun Lugar) (Mexiko/Vereinigte Staaten 2017) – Regie: Tadeo Garcia
Abel und Diego, zwei junge Männer, die in den USA leben, verlieben sich ineinander. Doch als herauskommt, dass Diego sich illegal in den USA aufhält, wird ihre Liebe auf eine harte Probe gestellt.
About Us (Sobre Nós) (Brasilien 2017) – Regie: Mauro Carvalho, Thiago Cazado
Zwei Studenten erleben ihre erste Liebe.
Al Berto (Portugal 2017) – Regie: Vicente Alves do Ó
Sommer 1975 in Portugal: Kurz nach der Nelkenrevolution und dem Sturz des Diktators Caetano kehrt der junge schwule Künstler Al Berto aus dem belgischen Exil in seine kleine Heimatstadt am Meer zurück. Dort verliebt er sich Hals über Kopf in den jungen Dorfbewohner João Maria. Gemeinsam genießen sie das Leben in vollen Zügen und blicken voller Hoffnung in die Zukunft. Doch das schwule Paar stößt auf Widerstand.
Basierend auf einer wahren Geschichte zeigt der Film das Leben des portugiesischen Dichters Al Berto, der weltweit als eine der großen Stimmen der homosexuellen Poesie gilt.
Anker der Liebe (Anchor and Hope) (Spanien/Vereinigtes Königreich 2017) – Regie: Carlos Marques-Marcet
Eva und Kat führen auf einem Londoner Hausboot ein glückliches Leben jenseits aller Zwänge. Als Eva Kat mit ihrem Kinderwunsch konfrontiert, reagiert diese zunächst ablehnend, da sie befürchtet, dass dies ihr unkonventionelles Leben beendet. Doch als Kats bester Freund Roger aus Barcelona zu Besuch kommt, beginnt sie, ihre Meinung zu ändern.
Atomic Blonde (Vereinigte Staaten 2017) – Regie: David Leitch
Im Hollywood-Actionthriller begegnen sich die beiden Agentinnen Lorraine (Charlize Theron) und Delphine (Sofia Boutella) kurz vor dem Mauerfall in Berlin und verlieben sich. Leider kämpfen sie auf verschiedenen Seiten, was beide in große Gefahr bringt.
Axolotl Overkill (Deutschland 2017) – Regie: Helene Hegemann
Die 16-Jährige Mifti wohnt seit dem Tod ihrer Mutter gemeinsam mit ihren älteren Halbgeschwistern Annika und Edmond in einer Wohngemeinschaft in Berlin. Mifti legt sich mit jedem an, der versucht, ihr Vorschriften zu machen und sie beschließt, auf eigene Faust erwachsen zu werden. Bisher hat sie jedoch nur für ihr Haustier, ein Axolotl, Verantwortung übernommen. Eines Tages entwickelt Mifti eine Obsession für Alice, eine Frau, die viel älter ist als sie.
B&B (Vereinigtes Königreich 2017) – Regie: Joe Ahearne
Die schwulen Londoner Marc und Fred verbringen ein Wochenende in einem abgelegenen Bed and Breakfast, dessen christlicher Eigentümer sie ablehnt. Als ein weiterer Gast ankommt, von dem sie glauben, dass er etwas Unheilvolles vorhat, nehmen die Ereignisse eine tödliche Wendung.
Beach Rats (Vereinigte Staaten 2017) – Regie: Eliza Hittman
Frankie, ein zielloser Teenager, der am Stadtrand von Brooklyn lebt, hat einen miserablen Sommer. Erst ist sein Vater gestorben, und dann drängt ihn seine Mutter auch noch, endlich eine Freundin zu finden. Frankie versucht der Trostlosigkeit seines Familienlebens zu entfliehen, indem er online mit älteren Männern flirtet. Als ihm dies nicht mehr genügt, sucht er am Strand Kontakt zu anderen Jungs und beginnt gleichzeitig eine Beziehung mit einer jungen Frau. Frankies Versuch, seine unterschiedlichen Sehnsüchte gleichermaßen zu erfüllen, haben allerdings Konsequenzen zur Folge.
Becks (Vereinigte Staaten 2017) – Regie: Elizabeth Rohrbaugh, Daniel Powell
Nachdem sie sich von ihrer Freundin getrennt hat, zieht die Folk-Musikerin Becks von Brooklyn zurück in ihre Heimatstadt St. Louis, um sich wieder selbst zu finden. Als sie dort der schüchternen Elyse Gitarrenunterricht gibt, entwickelt sich zwischen den beiden Frauen eine Beziehung.
Being Okey – Wenn Liebe zum Verbrechen wird (Being Okey) (Kurz-Dokumentation, Schweiz 2017) – Regie: Nadia Lanfranchi, Nina Oppliger
Dokumentation über den schwulen Okey, der vor elf Jahren mit seinem Freund in ihrem Heimatdorf im homophoben Nigeria bei einem brutalen Überfall nur knapp dem Tod entkommen konnten. Okey flieht in die Schweiz, wo er auf ein Leben in Sicherheit und Würde hofft. Doch die Schweiz will ihm kein Asyl gewähren. Zwischen der ständigen Angst, abgeschoben zu werden, und der Hoffnung auf ein Leben in Sicherheit und Freiheit steht schließlich eine erneute Asylbefragung bevor, die über sein Leben entscheiden wird.
Berlin Excelsior (Dokumentation, Deutschland 2017) – Regie: Erik Lemke
Dokumentation über einzelne Bewohner des Wohnkomplexes Excelsiorhaus in Berlin. Unter ihnen ist der 49-jährige ehemalige Escort Michael, dessen Erfolg bei privaten Sex-Dates über schwule Kontaktportale ihn ermutigt, seine frühere Tätigkeit wieder aufzunehmen.
Body Electric (Corpo Elétrico) (Brasilien 2017) – Regie: Marcelo Caetano
Der schwule Elias arbeitet als Assistent der Geschäftsführerin in einer großen Schneiderei in São Paulo. Er genießt sein Leben, feiert am Strand, hat Sex mit anderen Männern und verbringt viel Zeit mit Freunden. Als er sich mit einem ebenfalls schwulen Kollegen anfreundet und viel Zeit mit ihm verbringt, fordern seine Vorgesetzten, dass er Beruf und Privatleben besser trennen soll. So muss er sich entscheiden, was ihm wichtiger ist: Karriere oder Freunde.
Boy Undone (Memorias de lo que no fue) (Mexiko 2017) – Regie: Leopoldo Laborde
Nachdem sie sich in einem Schwulen-Club kennengelernt haben, verbringen zwei junge Männer die Nacht miteinander. Aber am nächsten Morgen kann sich einer der beiden nicht mehr erinnern, wer er ist und so beginnt eine Spurensuche nach seiner Identität.
Brotherly Love (Vereinigte Staaten 2017) – Regie: Anthony J. Caruso
Ein katholischer Mönch muss sich zwischen seinem Gelübde und dem Mann, den er liebt, entscheiden.
The Cakemaker (ha’ofeh miberlin) (Israel/Deutschland 2017) – Regie: Ofir Raul Graizer
Der Konditor Thomas hat eine heimliche Beziehung zum jüdischen Oren, der immer wieder aus Israel, wo er mit einer Frau verheiratet ist, nach Berlin kommt, um Thomas zu besuchen. Nachdem Oren plötzlich und unerwartet stirbt, reist Thomas nach Jerusalem, um dort Orens Frau zu finden, und er beginnt, in ihrem Café zu arbeiten.
Call Me by Your Name (Italien/Frankreich/Vereinigte Staaten/Brasilien 2017) – Regie: Luca Guadagnino
Der 17-jährige jüdisch-amerikanische Jugendliche Elio verbringt den Sommer 1983 mit seiner Familie in einer kleinen norditalienischen Stadt, wo er sich oft langweilt und meistens mit Musik beschäftigt. Er beginnt eine sexuelle Beziehung mit der jungen Französin Marzia. Eines Tages quartiert sein Vater, der Kunsthistoriker und Archäologieprofessor ist, in ihrem Haus den 24-jährigen US-amerikanischen Studenten Oliver ein, der ihm im Rahmen seiner Promotion für ein paar Wochen assistieren soll. Zwischen Elio und Oliver entwickelt sich eine vorsichtige Liebe.
Der Film erhielt 2018 den Oscar für das beste adaptierte Drehbuch.
The Carmilla Movie (Kanada 2017) – Regie: Spencer Maybee
Vampirliebesgeschichte zwischen der Studentin Laura und Carmilla, einer Vampirin, die auf der Webserie Carmilla beruht.
Close-Knit (Karera ga Honki de Amu Toki wa) (Japan 2017) – Regie: Naoko Ogigami
Die 11-jährige Tomo muss häufig bei ihrem Onkel Makio wohnen, da ihre Mutter sie vernachlässigt. Als ihr Schulkamerad Kai ihr die Freundschaft anbietet, zögert sie, da er in der Schule aufgrund seiner Homosexualität als Außenseiter gilt. Allerdings überdenkt Tomo dank Makios neuer Freundin Rinko ihre Vorurteile.
Dating My Mother (Vereinigte Staaten 2017) – Regie: Mike Roma
Danny ist schwul und hat eine sehr enge Bindung zu seiner Mutter. Als diese im Internet einen neuen Partner sucht, während seine Suche nach einem Partner wenig erfolgreich ist, wirft das sein ganzes Leben durcheinander.
The Death and Life of Marsha P. Johnson (Dokumentation, Vereinigte Staaten 2017) – Regie: David France
Dokumentation über das Leben und den mysteriösen Tod von Marsha P. Johnson, einer Ikone der Stonewall-Aufstände. Neben historischen Interviews werden auch viele aktuelle Interviews mit Freunden und ehemaligen Weggefährten gezeigt.
Dieter Not Unhappy (Deutschland 2017) – Regie: Christian Schäfer
Der eigenwillige, alleinstehende Kunstbuchdrucker und Verleger Dieter Burchart (Christoph M. Ohrt) findet Gefallen an seinem neuen jungen Assistenten Johannes (François Goeske). Es bleibt unausgesprochen, welcher Art die Gefühle Dieters für Johannes genau sind, jedoch klingen homoerotische Tendenzen vorsichtig durch.
Dream Boat (Dokumentation, Deutschland 2017) – Regie: Tristan Ferland Milewski
Dokumentation von einer schwulen Kreuzfahrt entlang der Ostküste Spaniens.
Ein Weg (Deutschland 2017) – Regie: Chris Miera
Andreas und Martin sind seit vielen Jahren ein glückliches Paar. Als ihr Sohn Max volljährig ist und das elterliche Haus verlässt, stürzen die beiden in eine Krise und hinterfragen ihre Beziehung.
Everything is Free (Vereinigte Staaten 2017) – Regie: Brian Jordan Alvarez
Der amerikanische Maler Ivan bekommt in Kolumbien Besuch von seinem Freund Christian und dessen jüngerem Bruder Cole. Obwohl Cole behauptet, nicht schwul zu sein, entwickelt sich eine Beziehung zwischen Ivan und Cole. Doch wie wird Christian darauf reagieren? Und kann Cole zu seinen Gefühlen für Ivan stehen?
The Fabulous Allan Carr (Dokumentation, Vereinigte Staaten 2017) – Regie: Jeffrey Schwarz
Dokumentarfilm über den schwulen Filmproduzenten Allan Carr, der mit dem Film Grease einen weltweiten Erfolg landete.
Für dich soll’s ewig Rosen geben (Chi salverà le rose?) (Italien 2017) – Regie: Cesare Furesi
Giulio ist weit über 70 und lebt glücklich mit seinem langjährigen Partner Claudio, der jedoch aufgrund einer Krankheit ans Bett gefesselt ist. Doch schon seit längerem plagen ihn große finanzielle Sorgen, die er vor seinem Partner zu verbergen versucht, damit dieser sich keine Sorgen macht. Können die Tochter und der Enkel den beiden helfen?
God’s Own Country (Vereinigtes Königreich 2017) – Regie: Francis Lee
Johnny Saxby ist junger Schafzüchter und lebt in den frühen 1920er Jahren auf einer Farm in Yorkshire. Als er und der rumänische Wanderarbeiter Gheorghe, den er erst vor Kurzem eingestellt hat, auf einer Koppel in einem abgelegenen Teil der Heidemoore arbeiten und sie hier die Nacht in einem Steinhaus verbringen müssen, wo sie sich das Stroh zum Schlafen teilen, verspüren die beiden neben einer freundschaftlichen auch eine körperliche Anziehung.
Grace and Betty (Kurzfilm, Vereinigte Staaten 2017) – Regie: Zoe Lubeck
Als die 23-jährige Grace sich bei ihrer Oma Betty als lesbisch outen will, entdeckt sie etwas, womit sie nicht gerechnet hat.
Happy Cruise (Happiness Adjacent) (Vereinigte Staaten 2017) – Regie: Rob Williams
In einem Urlaub lernen sich der schwule Hank und der bisexuelle Kurt kennen und entwickeln schnell Interesse aneinander. Doch Kurt ist mit einer Frau verheiratet, die nichts von der Bisexualität ihres Mannes ahnt.
Heartland (Vereinigte Staaten 2017) – Regie: Maura Anderson
Nachdem ihre Freundin an Krebs gestorben ist, zieht Lauren zurück zu ihrer Mutter in ihren kleinen Heimatort in Oklahoma. Doch ihre Mutter kann immer noch nicht akzeptieren, dass ihre Tochter lesbisch ist. Als auch noch Laurens älterer Bruder Justin mit seiner Freundin Carrie in den Heimatort zurückkehrt, um dort ein Weingut zu eröffnen, kommen sich Lauren und Carrie näher.
Hooked (Vereinigte Staaten 2017) – Regie: Max Emerson
Der 18-jährige Jack arbeitet als Stricher, aber ist auch sehr verliebt in seinen Freund Tom. Dennoch bringt er mit seiner impulsiven Art oft ihre Beziehung in Gefahr. Der schwule Matt, der mit einer Frau verheiratet ist und sich noch nicht geoutet hat, nimmt Jack mit von New York nach Miami, um ihm zu helfen.
Die Hütte am See (A Moment in the Reeds) (Finnland/Vereinigtes Königreich 2017) – Regie: Mikko Makela
Der junge Leevi hat seine finnische Heimat verlassen, um in Paris zu studieren. Als er den Sommer zuhause bei seinem konservativen Vater verbringt, um diesem bei einer Renovierung zu helfen, soll der junge Architekt Tareq, der vor kurzem als Flüchtling aus Syrien kam, dabei helfen. Nachdem der Vater für einige Zeit beruflich in die Stadt fährt, kommen die beiden Männer sich näher und entwickeln Gefühle füreinander.
In a Heartbeat (Kurz-Animationsfilm, Vereinigte Staaten 2017) – Regie: Beth David, Esteban Bravo
Ein Schüler ist in einen anderen Schüler verliebt, traut sich jedoch nicht, ihm seine Gefühle zu gestehen. Erst nach einem Zwischenfall wendet sich das Blatt.
Der 4-minütige Animationsfilm war die Abschlussarbeit von Beth David und Esteban Bravo für ihr Studium an einer Kunsthochschule in Florida, USA. Der Film erlangte innerhalb kurzer Zeit große Bekanntheit im Internet und wurde mit zahlreichen Preisen ausgezeichnet.
Kept Boy (Vereinigte Staaten 2017) – Regie: George Bamber
Der Innenausstatter und Reality-Show-Star Farleigh Knock umgibt sich gerne mit schönen Dingen, so auch mit dem attraktiven Dennis. Als Dennis 30 wird, stellt Farleigh ihm ein Ultimatum: entweder Dennis sucht sich einen Job, oder er muss ausziehen. Daraufhin sucht Dennis sein Glück bei anderen Männern.
Louder Than Words (Kurzfilm, Vereinigte Staaten 2017) – Regie: Julio Dowansingh
Der junge Musiker Ansel und der gehörlose Tänzer Niall kommen sich näher.
Love, Cecil (Dokumentation, Vereinigte Staaten 2017) – Regie: Lisa Immordino Vreeland
Dokumentation über den schwulen Fotografen, Kostümbildner, Bühnenbildner, Schriftsteller, Maler und Illustrator Cecil Beaton, der die Kostüme zu Klassikern des Hollywood-Kinos gestaltet hat und der einer der berühmtesten Fotografen des 20. Jahrhunderts war. Als kreatives Multitalent war er mit zahlreichen Berühmtheiten aus Showbusiness und Kunstszene befreundet.
Luft (Deutschland/Frankreich 2017) – Regie: Anatol Schuster
Manja lebt mit ihrer kasachischen Familie in einem Wohnblock am Rand der Stadt, Louk stammt aus einem bürgerlichen Arzthaushalt. Zwischen den beiden Mädchen entsteht eine erste Liebe.
Man in an Orange Shirt (Vereinigtes Königreich 2017) – Regie: Michael Samuels
Ursprünglich zweiteiliger Fernsehfilm, der aber auch am Stück ausgestrahlt wird.
Im Zweiten Weltkrieg kommen sich die beiden Army Captains Michael und Thomas näher. Aufgrund der gesellschaftlichen und juristischen Ächtung von Homosexualität entscheidet sich Michael, seine Jugendfreundin Flora zu heiraten. Thomas wird für die Auslebung seiner Sexualität verhaftet und zieht später, vom langen Gefängnisaufenthalt schwer gezeichnet, nach Frankreich. Flora findet kurz vor der Geburt ihres Sohnes Thomas’ Liebesbriefe an ihren Mann, entscheidet sich aber aus Liebe zu ihm und Angst vor einer drohenden Verhaftung, bei ihm zu bleiben und nie mehr darüber zu sprechen.
60 Jahre später lebt die verwitwete Flora mit ihrem Enkelsohn Adam zusammen. Als dieser nach einer Vielzahl von verheimlichten One-Night-Stands schließlich eine Beziehung mit dem Londoner Architekten Steve beginnt, bricht die jahrzehntelang unterdrückte Wut aus ihr heraus. Sie kann letztlich mit ihrem Kummer abschließen und sich mit Adam aussöhnen.
The Marriage (Albanien 2017) – Regie: Blerta Zeqiri
Bekim und Anita wollen heiraten. Doch dann taucht Nol auf, der während des Kosovo-Krieges der heimliche Geliebte von Bekim war und in den Bekim immer noch verliebt ist.
Marvin (Marvin ou la belle éducation) (Frankreich 2017) – Regie: Anne Fontaine
Der sensible Marvin wird jeden Tag in der Schule gemobbt, als „Schwuchtel“ beschimpft und bedroht. Auch seine Familie gibt ihm keinen Halt. Nur seine Lehrerin Madame Clément gibt ihm Halt. Als er durch sie seine Liebe zum Theater entdeckt, entflieht er der französischen Provinz und landet in Paris, wo er sich erstmals frei fühlt und als junger Erwachsener seine Jugend auf die Bühne bringt.
Mein Leben mit James Dean (Ma vie avec James Dean) (Frankreich 2017) – Regie: Dominique Choisy
Der junge Regisseur Géraud Champreux reist an die französische Kanalküste, um dort seinen schwulen Debütfilm Mein Leben mit James Dean zu präsentieren. Während er auf einen Anruf seines Ex-Freundes, der zugleich der Hauptdarsteller des Films ist, wartet, geht alles schief. Als sich der 15-jährige Filmvorführer in ihn verliebt und der Film langsam sein Publikum findet, entdeckt Géraud seine Liebe zu dieser Region Frankreichs.
Mein wunderbares West-Berlin (Dokumentation, Deutschland 2017) – Regie: Jochen Hick
Dokumentation über die Berliner LGBTI-Subkultur und deren Entwicklung von den 1950er Jahren bis zum Jahr 2017.
Method (Südkorea 2017) – Regie: Pang Eun-Jin
Die beiden Schauspieler Jae-Ha und Young-Woo sollen in einem Theaterstück ein schwules Liebespaar spielen. Bei den Proben zum Stück beginnen die beiden, tatsächlich Gefühle füreinander zu entwickeln.
Millionen Momente voller Glück (A Million Happy Nows) (Vereinigte Staaten 2017) – Regie: Albert Alarr
Nachdem sie 20 Jahre lang Star einer Seifenoper war, verlängert die 49-jährige Lainey Allen ihren Vertrag nicht mehr und zieht mit ihrer Partnerin Eva Morales in ein Strandhaus in Südkalifornien. Als bei ihr Alzheimer diagnostiziert wird, versucht Eva, sie so gut zu unterstützen, wie es nur geht.
Mir selbst so fremd (Kurzfilm, Deutschland 2017) – Regie: Jannik Gensler
Ben sehnt sich eigentlich nach Liebe, aber findet immer nur anonymen Sex, nach dem er sich leer fühlt. Wie kann er diesen Kreis durchbrechen?
Monument of Pride (Monument van Trots) (Dokumentation, Niederlande 2017) – Regie: Sebastiaan Kes
Dokumentation über das weltweit erste Mahnmal für die lesbischen und schwulen Opfer der Nazi-Zeit und des Zweiten Weltkriegs, das am 5. September 1987 in Amsterdam eingeweiht wurde.
More Than Only (Vereinigte Staaten 2017) – Regie: Michelle Leigh
Ein junger schwuler Mann lernt, trotz der Ablehnung durch seinen Vater, sich selbst zu lieben und Liebe von anderen zuzulassen.
My Days of Mercy (Mercy) (Vereinigtes Königreich/Vereinigte Staaten 2017) – Regie: Tali Shalom Ezer
Eine Befürworterin (Kate Mara) und eine Gegnerin (Elliot Page) der Todesstrafe verlieben sich ineinander.
Nobody’s Watching (Nadie nos mira) (Argentinien/Spanien/Kolumbien/Brasilien/Vereinigte Staaten 2017) – Regie: Julia Solomonoff
Der Argentinier Nico hat sein Zuhause in Buenos Aires, seine Rolle in einer Fernsehserie und seine Beziehung zum Produzenten der Serie aufgegeben, um in New York ein Filmprojekt zu starten. Doch als daraus nichts wird, muss er sich mit Gelegenheitsjobs über Wasser halten und nur seine sexuellen Abenteuer bringen Abwechslung in seinen tristen Alltag.
Novitiate (Vereinigte Staaten 2017) – Regie: Maggie Betts
Die junge Cathleen Harris beschließt, ihr Leben Gott zu widmen, und tritt einem Kloster bei. Während ihrer Ausbildung zur Nonne kommen ihr langsam Zweifel an ihrer Entscheidung, nicht nur wegen der altmodischen, strengen Methoden der Äbtissin, sondern auch, weil sie sich in die Schwester Emanuel verliebt, mit der sie ein intimes Erlebnis hat.
Der Ornithologe (O Ornitólogo) (Portugal 2017) – Regie: João Pedro Rodrigues
Der Ornithologe Fernando ist im unberührten Norden Portugals auf der Suche nach wildlebenden Schwarzstörchen. Nachdem sein Kajak von den Stromschnellen mitgerissen wird und er beinahe ertrinkt, retten ihn zwei scheinbar freundliche chinesische Pilgerinnen aus dem Fluss. Allerdings geben sie ihre Hilfsbereitschaft nur vor, und als Fernando morgens erwacht, haben ihn die lesbischen Frauen an einen Baum gefesselt und wollen ihn kastrieren. Als er sich befreien kann und immer weiter in den Wald hineingerät, wird Fernandos Reise immer seltsamer und er trifft auf einen stummen Ziegenhirten, der ihn verführt.
Rodrigues wurde beim Internationalen Filmfestival von Locarno 2016 als bester Regisseur im Hauptwettbewerb ausgezeichnet.
Pihalla – Auf zu neuen Ufern (Pihalla) (Finnland 2017) – Regie: Nils-Erik Ekblom
Als Miku mit seinen Eltern aufs finnische Land reist, lernt er dort den gleichaltrigen Nachbarsjungen Elias kennen. Die beiden verbringen viel Zeit miteinander und genießen den Sommer. Als Elias Miku küsst, ist auch Miku klar, dass er mehr für Elias empfindet und dass er einen tollen Sommer haben wird.
Professor Marston & The Wonder Women (Professor Marston and The Wonder Women) (Vereinigte Staaten 2017) – Regie: Angela Robinson
Filmbiographie über den US-amerikanischen Psychologieprofessor William Moulton Marston, den Schöpfer der Wonder-Woman-Comics, der mit seiner Ehefrau und ihrer lesbischen Freundin zusammenlebte.
Prom King, 2010 (Vereinigte Staaten 2017) – Regie: Christopher Schaap
Ein junger Mann schwankt zwischen seiner Homosexualität und den heterosexuellen Idealen der von ihm geliebten Filmklassiker.
Queercore: How to Punk a Revolution (Dokumentation, Deutschland 2017) – Regie: Yony Leyser
Dokumentation über den Homocore beziehungsweise Queercore, einer Subkultur des Punks, in den 1980er und 1990er Jahren.
Rift (Rökkur) (Island 2017) – Regie: Erlingur Thoroddsen
Gunnar bekommt einen merkwürdigen Anruf von seinem Ex-Freund Einar, der ihn verängstigt aus der abgelegenen Blockhütte seiner Familie anruft, weil er das Gefühl hat, nicht alleine zu sein. Um ihn zu beruhigen, fährt Gunnar zu ihm, was schnell wieder alte Wunden aufbrechen lässt. Schließlich erkennt Gunnar, dass tatsächlich merkwürdige Dinge passieren.
Saturday Church (Vereinigte Staaten 2017) – Regie: Damon Cardasis
Der 14-jährige Ulysses ist ein schüchterner Junge und wird in der Schule gemobbt. Nach dem Tod seines Vaters lebt er mit seiner berufstätigen Mutter Amara, seinem jüngeren Bruder Abe und seiner konservativen und herrischen Tante Rose in der New Yorker Bronx zusammen. Ulysses fängt gerade an, seine Identität und Sexualität zu erforschen, stiehlt Nylons, trägt die Schuhe seiner Mutter und flüchtet sich in eine Welt voller Fantasie. Dies will seine Tante nicht tolerieren und wird ihn aus der Wohnung. Als er auf eine Trans-Gemeinschaft trifft, die ihn zur „Saturday Church“, einem Programm für LGBTQ-Jugendliche, mitnimmt, lernt er dort Gleichgesinnte kennen und findet schließlich zu sich selbst.
Scotty and the Secret History of Hollywood (Dokumentation, Vereinigte Staaten 2017) – Regie: Matt Tyrnauer
Dokumentation über den bisexuellen Scotty Bowers, der nach seiner Zeit als Marinesoldat zunächst als Tankwart arbeitete und dann ab den 1940er-Jahren in Hollywood als Callboy und später auch als Zuhälter seine Dienste unter anderem schwulen Schauspielern anbot.
Basierend auf der 2012 erschienenen Autobiographie Full Service: My Adventures in Hollywood and the Secret Sex Lives of the Stars.
Siebzehn (Österreich 2017) – Regie: Monja Art
Die 17-jährige Paula lebt in der niederösterreichischen Provinz und ist heimlich in ihre Schulfreundin Charlotte verliebt. Doch die ist mit Michael zusammen. Um sich abzulenken, beginnt Paula eine Beziehung mit Tim, doch sie ahnt nicht, dass auch Charlotte Gefühle für sie hat.
So auf Erden (Deutschland 2017) – Regie: Till Endemann
Johannes ist Prediger einer freikirchlichen Gemeinde. Als er mit seiner Frau Lydia den drogensüchtigen Straßenmusiker Simon bei sich aufnimmt, wollen sie ihn zunächst von seiner Homosexualität abbringen. Aber schließlich erwachen in Johannes lange unterdrückte Gefühle.
Sodom (Vereinigtes Königreich 2017) – Regie: Mark Wilshin
Bei seinem Junggesellenabschied lernt der 20-jährige Will den charismatischen Michael kennen. Beide fühlen sich sofort voneinander angezogen, aber nachdem es zum Sex kommt, fühlt sich Will schuldig und hat Angst, dass diese eine Nacht sein ganzes Leben ändert.
Something Like Summer (Vereinigte Staaten 2017) – Regie: David Berry
Ben und Tim waren in der Schule ein heimliches Paar. Als sie älter werden, wird ihre Freundschaft kompliziert.
Der Staatsanwalt: Liebe und Wut (Deutschland 2017) – Regie: Ulrich Zrenner
Folge der ZDF-Reihe Der Staatsanwalt: Aufgrund eines erschlagenen jungen Mannes und eines verletzten Familienvaters in einem Wiesbadener Park ermitteln Oberstaatsanwalt Bernd Reuther und die Kriminalpolizei im Schwulenmilieu und in den Familien der beiden Opfer.
Tatort: Amour Fou (Deutschland 2017) – Regie: Vanessa Jopp
Fernsehfilm der Reihe Tatort: Das Ermittlerduo Nina Rubin und Robert Karow aus Berlin fahndet nach dem Mörder des schwulen Lehrers Enno Schopper. Sein Mann Armin geht von einem homophoben Hintergrund aus.
Thelma (Norwegen/Frankreich/Dänemark/Schweden 2017) – Regie: Joachim Trier
Thelma zieht von der norwegischen Provinz in die Hauptstadt Oslo, um dort zu studieren. Als sie dort eine Beziehung mit Anja beginnt, gerät sie aufgrund ihrer strengen, christlichen Erziehung in einen Konflikt. Dabei erkennt sie, dass sie übernatürliche Kräfte hat.
Tom of Finland (Finnland 2017) – Regie: Dome Karukoski
Filmbiographie des schwulen Künstlers „Tom of Finland“.
TommyTeen18 (Kurzfilm, Niederlande 2017) – Regie: Vincent Fitz-Jim
Tommy will endlich Sex mit einem anderen Mann. Eine Dating-App scheint die Lösung.
Turn It Around (Kurzfilm, Niederlande 2017) – Regie: Niels Bourgonje
Bei einer Party verliebt sich der 15-jährige Bram in Florian. Doch bisher weiß niemand, dass Bram schwul ist.
Ungehorsam (Disobedience) (Irland/Vereinigtes Königreich/Vereinigte Staaten 2017) – Regie: Sebastián Lelio
Ronit entstammt einer jüdisch-orthodoxen Familie aus London, lebt aber allein als Fotografin in New York. Sie gilt als das „Schwarze Schaf“ der Familie. Als ihr Vater, ein verehrter Rabbi, stirbt, kehrt Ronit für die Trauerfeierlichkeiten nach London zurück. Dort erfährt sie, dass ihre Jugendfreundin Esti, mit der sie einst eine Romanze verband, Dovid geheiratet hat, der neuer Rabbi der Gemeinde werden soll. Während sich Dovid auf die neuen Aufgaben vorbereitet, verbringen Ronit und Esti viel Zeit miteinander und die alten Gefühle flammen wieder auf.
The Untold Tales of Armistead Maupin (Dokumentation, Vereinigte Staaten 2017) – Regie: Jennifer M. Kroot
Dokumentation über den schwulen Schriftsteller Armistead Maupin und seine neunbändige Romanreihe Stadtgeschichten (englischer Originaltitel: Tales of the City), wo am Beispiel der Bewohner eines Hauses die Geschichte von San Francisco über mehrere Jahrzehnte beschrieben wird und auch Themen wie die sexuelle Orientierung Beachtung finden.
Verrückt nach Cécile (Embrasse-moi!) (Frankreich 2017) – Regie: Océane Michel, Cyprien Vial
Océane Rose Marie genießt das Leben in vollen Zügen: sie hat viele Freundinnen und feiert gerne Partys. Als sie beim Joggen zufällig die Fotografin Cécile kennenlernt, verliebt sie sich Hals über Kopf in sie. Doch Cécile ist ganz anders; sie ist eher zurückhaltend und bleibt am liebsten Zuhause.
Die Wunde (The Wound) (Südafrika 2017) – Regie: John Trengove
Während des schmerzhaften Heilungsprozesses im Rahmen eines uralten, traditionellen xhosaischen Initiationsrituals wird der 17-jährige Kwanda von vielen der anderen geächtet, doch bietet ihm Xolani, ein schüchterner Junge aus dem Dorf, seine Hilfe an. Dessen Freund Vitcha scheint die neuentstandene enge Bindung der beiden verdächtig, und er versucht die anderen heranwachsenden Männer gegen die beiden aufzubringen.

#### 2018
1985 (Vereinigte Staaten 2018) – Regie: Yen Tan
Vor ein paar Jahren ist der schwule Adrian vor seinen streng religiösen Eltern von Texas nach New York geflohen, um ein freieres, selbstbestimmteres Leben zu führen. Nachdem er an AIDS erkrankt ist, was im Jahr 1985 noch tödlich ist, kehrt er nochmal nach Hause zurück, um seine Eltern ein letztes Mal zu sehen und sich mit ihnen auszusprechen.
Dieser Film ist die Weiterentwicklung des gleichnamigen Kurzfilms desselben Regisseurs aus dem Jahr 2016.
Alex Strangelove (Vereinigte Staaten 2018) – Regie: Craig Johnson
Alex ist bei allen beliebt, hat eine Freundin und ist als Schulsprecher sehr angesehen. Während alle in seinem Umfeld nur an Sex denken, scheint er kein Interesse daran zu haben. Doch plötzlich lernt er einen anderen Jungen kennen, der in ihm Gefühle weckt und ihn seine Sexualität hinterfragen lässt.
Benjamin (Vereinigtes Königreich 2018) – Regie: Simon Amstell
Der junge Filmemacher Benjamin lebt in London und hat endlich seinen Film fertiggestellt. Als er am Abend vor der Premiere auf den französischen Sänger Noah trifft, verlieben sich die beiden. Doch ist Benjamin in der aktuellen Situation bereit für eine Beziehung?
Bester Mann (Kurzfilm, Österreich/Deutschland 2018) – Regie: Florian Forsch
Gemobbt zu werden ist für den schüchternen Teenager Kevin Alltag. Als der ältere Benny ihm eines Tages hilft, sucht Kevin seine Nähe.
Bohemian Rhapsody (Vereinigte Staaten/Vereinigtes Königreich 2018) – Regie: Bryan Singer, Dexter Fletcher
Filmbiographie über Freddie Mercury (Rami Malek), von der Gründung der Band Queen bis zum Auftritt bei Live Aid 1985, sechs Jahre vor seinem Tod.
Boy Erased – Der verlorene Sohn (Boy Erased) (Vereinigte Staaten 2018) – Regie: Joel Edgerton
Der 19-jährige Pfarrerssohn Jared ist schwul. Als er sich seinen streng religiösen Eltern offenbart, schicken diese ihn in ein Umerziehungslager, wo er von seiner Homosexualität „geheilt“ werden soll. Doch dort werden die Menschen nur manipuliert und ihnen werden Schuldgefühle, Selbsthass und Scham eingetrichtert. Und so muss sich Jared entscheiden, ob er es seinen Eltern recht machen möchte oder ob er seine wahre Identität anerkennt.
Der Film basiert auf der Autobiografie Boy Erased: A Memoir des 1985 geborenen Autors Garrard Conley.
Brennende Sonne (Golpe de Sol) (Portugal 2018) – Regie: Vicente Alves do Ó
In der Hitze eines schwülen portugiesischen Sommers verbringen der Autor Simão, der schwule Vasco, der bisexuelle Francisco und Joana, die ein Kind von Francisco will, ein gemeinsames Wochenende in einer Luxusvilla. Als ihr Bekannter David anruft und sein Kommen ankündigt, stört das die Idylle und langsam wird klar, dass jeder von ihnen ein gestörtes Verhältnis zu David hat.
Can You Ever Forgive Me? (Vereinigte Staaten 2018) – Regie: Marielle Heller
Filmbiographie der lesbischen Autorin Lee Israel: Manhattan im Jahr 1991 – Die ehemals gefeierte Biographin Lee Israel kann ihre Miete und die Behandlungskosten ihrer kranken Katze nicht zahlen, da sie an einer Schreibblockade leidet. Außerdem hat sie alle Freunde vergrault. Sie beginnt, angebliche Briefe bekannter Autoren zu fälschen und teuer zu verkaufen. Als sie den schwulen Drogendealer Jack kennenlernt, wird er zu ihrem Komplizen.
Carmen & Lola (Carmen y Lola) (Spanien 2018) – Regie: Arantxa Echevarría
Lola will aus dem Leben ihrer Roma-Familie ausbrechen. Dagegen träumt Carmen, die Verlobte von Lolas Cousin, von einem traditionellen Roma-Leben. Als die beiden sich ineinander verlieben, müssen sie sich zwischen Tradition und Familie oder ihrer Liebe entscheiden.
Colette (Vereinigtes Königreich/Vereinigte Staaten/Frankreich/Ungarn/Niederlande 2018) – Regie: Wash Westmoreland
Der Film zeigt die Geschichte der französischen Schriftstellerin und Journalistin Colette (1873–1954), die trotz ihrer Ehe mit einem Mann eine Beziehung zu einer Frau beginnt.
Coming Out (Dokumentation, Frankreich 2018) – Regie: Denis Parrot
Dokumentation über junge Homo- und Bisexuelle sowie Transgeschlechtliche, die sich im Internet outen.
Corbin Nash (Vereinigte Staaten/Vereinigtes Königreich 2018) – Regie: Ben Jagger
Corey Feldman spielt als Bösewicht des Films eine Dragqueen, die in Zusammenarbeit mit ihrem Partner die Vampirgemeinde mit neuen Opfern versorgen. Der titelgebende Vampirjäger kommt ihnen dabei in die Quere.
Don’t Worry, weglaufen geht nicht (Don’t Worry, He Won’t Get Far on Foot) (Vereinigte Staaten 2018) – Regie: Gus Van Sant
Ende der 1970er Jahre: Der schwule Donnie lebt das Leben eines Hippies, ist aber durch eine Erbschaft finanziell unabhängig. In seiner Villa finden regelmäßig die Treffen seiner Gruppe der Anonymen Alkoholiker statt, bei denen viele Menschen ihre Probleme, Ängste und Sorgen mit den anderen teilen.
Drive Me Home (Italien 2018) – Regie: Simone Catania
Der schwule Fernfahrer Tino trifft eines Tages seinen besten Freund aus Kindertagen wieder, mit dem er in der sizilianischen Provinz aufgewachsen ist, von wo beide immer entfliehen wollten. Mittlerweile sind sie 30 Jahre alt und haben längst den Kontakt verloren. Das Wiedersehen zeigt ihnen, dass noch vieles zwischen ihnen unausgesprochen ist und geklärt werden muss. Also fahren die beiden gemeinsam über die Straßen Europas.
Er liebt mich (He Loves Me) (Griechenland/Vereinigtes Königreich 2018) – Regie: Konstantinos Menelaou
Nachdem die Beziehung eines schwulen Paares schon länger in der Krise ist, reisen die beiden auf eine kleine griechische Insel, um dort in der Abgeschiedenheit der Natur wieder zueinander zu finden.
Die Erbinnen (Las herederas) (Paraguay 2018) – Regie: Marcelo Martinessi
Chela und Chiquita sind seit über 30 Jahren ein Paar. Obwohl beide aus wohlhabenden Familien stammen, geht es ihnen mittlerweile finanziell schlecht und sie sind gezwungen, Teile ihres wertvollen Mobiliars zu verkaufen. Als Chiquita sogar ins Gefängnis muss, versucht Chela ihr Leben alleine zu organisieren. Als sie die junge, lebensfrohe Angy kennenlernt, lockt das Chela aus ihrer Passivität und sie findet wieder neuen Lebensmut.
Euforia (Italien 2018) – Regie: Valeria Golino
Der schwule Matteo führt ein sorgenfreies, jedoch auch oberflächliches Leben. Als sein älterer Bruder Ettore schwer erkrankt, nimmt er ihn bei sich auf. Die beiden ungleichen Brüder versuchen sich besser kennenzulernen, doch Ettores Krankheit schreitet immer weiter voran.
The Favourite – Intrigen und Irrsinn (The Favourite) (Vereinigtes Königreich/Irland 2018) – Regie: Giorgos Lanthimos
Queen Anne von England führt heimlich eine lesbische Beziehung zu ihrer Vertrauten Lady Sarah. Als die junge Abigail als Dienstmädchen an den Hof kommt, beginnt ein unerbittlicher Zweikampf der beiden um die Gunst der Herrscherin.
Fiertés – Mut zur Liebe (Fiertés) (Frankreich 2018, 3-teiliger TV-Film) – Regie: Philippe Faucon
Der dreiteilige Fernsehfilm spielt in Frankreich in einem Zeitraum von 1981 bis 2013 und schildert die zunehmende Liberalisierung der Homosexualität in Frankreich anhand einer Liebesgeschichte zwischen zwei Männern und dem vorangegangenen Coming-out des Jüngeren (Victor). Victor entdeckt Anfang der 1980er seine Homosexualität und lernt kurz darauf den wesentlich älteren Serge kennen, bei dem später eine HIV-Infektion diagnostiziert wird.
Giant Little Ones (Kanada 2018) – Regie: Keith Behrman
Die beiden Schüler Franky und Ballas sind seit ihrer Kindheit beste Freunde und die Stars des Schwimm-Teams. Als die beiden sich in betrunkenem Zustand näherkommen, verändert das alles: Ballas will mit Franky nichts mehr zu tun haben und die Gerüchteküche in der Schule brodelt.
The Happy Prince (Deutschland/Belgien/Italien/Vereinigtes Königreich 2018) – Regie: Rupert Everett
Nachdem der Schriftsteller Oscar Wilde (Rupert Everett) in Großbritannien wegen seiner Homosexualität verurteilt wurde, verbringt er seine letzte Zeit unter falschem Namen in Paris, wo er nur noch ein Schatten seiner selbst ist.
Hard Paint (Tinta Bruta) (Brasilien 2018) – Regie: Filipe Matzembacher, Marcio Reolon
Pedro verdient sein Geld, indem er für andere Männer vor der Webcam strippt. Als er merkt, dass jemand seine Shows imitiert, trifft er sich mit ihm, was jedoch weitreichende Folgen hat.
Der Honiggarten – Das Geheimnis der Bienen (Tell It to the Bees) (Vereinigtes Königreich 2018) – Regie: Annabel Jankel
In einer schottischen Kleinstadt der 1950er-Jahre verliebt sich die Ärztin Jean Markham in Lydia Weekes, die Mutter ihres jungen Patienten Charlie.
Der Film basiert auf dem Bestseller Der Honiggarten von Fiona Shaw.
Howard (Dokumentation, Vereinigte Staaten 2018) – Regie: Don Hahn
Dokumentation über Howard Ashman, der unter anderem gemeinsam mit Alan Menken die Musik zu mehreren Disney-Filmen geschrieben hat. Er ist 1991 im Alter von 40 Jahren an seiner HIV-Infektion gestorben, worauf sein damaliger Lebensgefährte in seinem Namen den Oscar für seine Liedtexte zum Film Die Schöne und das Biest entgegennahm.
The Ice King (Dokumentation, Vereinigtes Königreich 2018) – Regie: James Erskine
Dokumentation über den schwulen Eiskunstläufer John Curry, der 1976 Olympiasieger, Weltmeister und Europameister wurde. Nachdem er als Kind eigentlich Ballettunterricht nehmen wollte, was ihm sein Vater untersagte, gelang es ihm, dem Eiskunstlauf eine selten gesehene Eleganz und künstlerischen Ausdruck zu verleihen. Er starb 1994 im Alter von 44 Jahren an den Folgen von AIDS.
Ideal Home – Ein Vater kommt selten allein (Ideal Home) (Vereinigte Staaten 2018) – Regie: Andrew Fleming
Der Fernsehkoch Erasmus (Steve Coogan) und sein Freund Paul (Paul Rudd) leben eigentlich ein sorgenfreies Leben, streiten sich jedoch häufig. Eines Tages steht ein 10-jähriger Junge vor ihrer Tür und die beiden erfahren, dass dieser Erasmus’ Enkel ist, von dem er bisher nichts ahnte. Der Junge hält die beiden auf Trab und bringt neuen Schwung in ihre Beziehung.
Jonas – Vergiss mich nicht (Jonas) (Frankreich 2018) – Regie: Christophe Charrier
Der 33-jährige Jonas irrt durch die Stadt und wird immer wieder von seiner Vergangenheit eingeholt. Damals verliebte er sich als Jugendlicher in seinen Mitschüler Nathan und entdeckte mit ihm seine Sexualität. Eine schicksalhafte Nacht warf ihn jedoch aus der Bahn.
José (Guatemala 2018) – Regie: Li Cheng
Der 19-jährige José lebt mit seiner Mutter in einer der ärmsten und gefährlichsten Gegenden der Welt: in Guatemala City. Während das Leben seiner Mutter vor allem aus Kirche und dem Verkaufen von Sandwiches besteht, zieht José durch die Straßen. Eines Tages lernt er einen Migranten aus der Karibik kennen, für den er tiefe Gefühle entwickelt.
Just Friends (Gewoon vrienden) (Niederlande 2018) – Regie: Ellen Smit
Nachdem er sein Studium abgebrochen hat, kommt Yad zurück in die holländischer Kleinstadt, wo seine syrischstämmigen Eltern leben. Um Geld zu verdienen, hilft er einer älteren Dame im Haushalt. Als er deren attraktiven Enkel Joris kennenlernt, verlieben sich die beiden Männer ineinander.
Kanarie (Canary) (Südafrika 2018) – Regie: Christiaan Olwagen
Als der 18-jährige Johan in Südafrika Mitte der 1980er-Jahre seinen Wehrdienst antreten muss, ist die Aufnahme im Soldatenchor „Canaries“ für ihn die Rettung vor dem gefürchteten Drill. Als er sich in einen seiner singenden Kameraden verliebt, beginnt er das repressive Ordnungssystem um sich herum in Frage zu stellen.
Konsequenzen (Posledice) (Slowenien/Österreich 2018) – Regie: Darko Štante
Nachdem er in einer Besserungsanstalt für Jugendliche gelandet ist, verliebt sich der 17-jährige Andrej in den brutalen Zeljko. Doch er versucht zunächst, seine Gefühle zu verbergen und tut so, als sei er heterosexuell.
L Bomb (Lez Bomb) (Vereinigte Staaten 2018) – Regie: Jenna Laurenzo
Die lesbische Lauren will sich an Thanksgiving endlich vor ihrer Familie outen und ihnen ihre Freundin Hailey vorstellen. Als auf der Feier Austin, der Mitbewohner der beiden, unerwartet auftaucht und für Laurens Freund gehalten wird, während Laurens Bruder anfängt, mit Hailey zu flirten, ist das Chaos perfekt.
Landrauschen (Deutschland 2018) – Regie: Lisa Miller
Als die flippige Toni nach dem Studium in Berlin ohne Geld und Job in ihr Heimatdorf in der schwäbischen Provinz zurückkehrt, fällt es ihr schwer, wieder Fuß zu fassen. Doch die offen lesbische Rosa gibt ihr Halt und schließlich verlieben sich die beiden ineinander.
Das Leben vor mir (Deutschland 2018) – Regie: Anna Justice
Vor 25 Jahren hat Cornelius seine damalige Freundin Julia verlassen, um mit Frank zusammen zu leben. Nachdem Julia damals in die USA geflüchtet ist, kehrt sie nun zurück und will im früheren gemeinsamen Haus leben, was die Beziehung zwischen Cornelius und Frank auf eine harte Probe stellt.
Lizzie Borden – Mord aus Verzweiflung (Lizzie) (Vereinigte Staaten 2018) – Regie: Craig William Macneill
Fall River im Jahr 1892: Lizzie Borden beginnt eine Beziehung mit Bridget Sullivan, dem jungen irischen Hausmädchen der Familie. Nach dem gewaltsamen Tod ihres Vaters und ihrer Stiefmutter wird Lizzie des Mordes verdächtigt.
Love, Simon (Vereinigte Staaten 2018) – Regie: Greg Berlanti
Der 17-jährige Simon ist schwul, hat sich aber noch nicht geoutet. Als er feststellt, dass jemand anderes aus seiner Schule sich anonym im Internet geoutet hat, sucht er den Kontakt zu ihm. Doch plötzlich wird publik, dass Simon schwul ist, und er muss mit der Situation umgehen.
Der Film diente als Inspiration für die Fernsehserie Love, Victor (2020), die in derselben Stadt und Schule spielt, aber mit einer neuen Besetzung die Liebesgeschichte des ungeouteten Victor und des offen schwulen Benji erzählt.
Luciérnagas (Mexiko/Vereinigte Staaten 2018) – Regie: Bani Khoshnoudi
Der schwule Ramin flieht aus seiner Heimat Iran, wo ihm als schwuler Mann Verfolgung droht. Er landet schließlich in Mexiko: er vermisst zwar die Menschen, die ihm wichtig waren, aber er ist endlich frei.
Das Mädchen mit den roten Haaren (Para Aduma) (Israel 2018) – Regie: Tsivia Barkai Yacov
Die 17-jährige Benny lebt mit ihrem Vater, einem strenggläubigen Religionsgelehrten, in der jüdischen Gemeinde Silwan im Osten Jerusalems. Sie fühlt sich schon länger vom religiösen Dogmatismus ihres Vaters erdrückt und als sie die gleichaltrige Yael kennenlernt und Gefühle für sie entwickelt, stellt sie ihren Glauben endgültig in Frage.
Männerfreundschaften (Dokumentation, Deutschland 2018) – Regie: Rosa von Praunheim
Dokumentarfilm über homoerotische und homosexuelle Beziehungen zur Zeit von Goethe, Schiller und dem schwulen Schriftgelehrten Winckelmann.
Making Montgomery Clift (Dokumentation, Vereinigte Staaten 2018) – Regie: Robert Clift, Hillary Demmon
Dokumentation über den schwulen Schauspieler Montgomery Clift (1920–1966).
Marilyn (Argentinien/Chile 2018) – Regie: Martín Rodríguez Redondo
Der 17-jährige Marcos hat gerade die Schule mit sehr guten Noten abgeschlossen. Schon seit langem fühlt er sich zu Männern hingezogen, doch in der argentinischen Provinz scheint die Lage für ihn aussichtslos. Als er sich als Frau verkleidet, um mit Männern tanzen zu können und dabei auffliegt, wird die Situation für ihn nahezu unerträglich. Als er mit seinen Eltern in die Stadt zieht und dort Federico kennenlernt, scheint er endlich die langersehnte erste Liebe zu bekommen.
Mario (Schweiz 2018) – Regie: Marcel Gisler
Mario steht am Anfang seiner Karriere als Profifußballer. Als Neuzugang Leon in seine Mannschaft kommt, ist dieser zunächst nur ein Konkurrent. Aber als die beiden jungen Männer zusammen in eine Wohnung ziehen, bemerken sie, dass sie mehr als nur kollegiale und freundschaftliche Gefühle füreinander hegen; sie haben sich ineinander verliebt. Das bleibt auch ihren Kollegen nicht verborgen und sie müssen sich zwischen Karriere und ihrer Liebe entscheiden.
Mein bester Freund (Mi mejor amigo) (Argentinien 2018) – Regie: Martín Deus
Lorenzo ist ein stiller Teenager, der mit seinen Eltern und seinem jüngeren Bruder im argentinischen Teil Patagoniens lebt. Als eines Tages Caíto, der Sohn von Freunden seiner Eltern, bei ihnen einzieht, freundet sich Lorenzo schnell mit ihm an. Schließlich verliebt sich Lorenzo in Caíto.
The Miseducation of Cameron Post (Vereinigtes Königreich/Vereinigte Staaten 2018) – Regie: Desiree Akhavan
Nachdem Cameron Post bei einem Autounfall ihre Eltern verloren hatte, musste sie zu ihrer konservativen Tante, ihrem Onkel und ihrer Großmutter nach Montana ziehen. Als sie in der neuen Heimat langsam ihre Homosexualität entdeckt und ihre neuen Erziehungsberechtigten sie beim Sex mit der Ballkönigin erwischen, wird Cameron in ein sogenanntes „Conversion Camp“ geschickt, wo ihr die „richtige Geschlechterrolle“ zurückgegeben werden soll.
Mom + Mom (Mamma + Mamma) (Italien 2018) – Regie: Karole Di Tommaso
Karole und Alessia wünschen sich nichts sehnlicher als ein Kind. Da sie sich ihren Kinderwunsch in ihrer Heimat Italien nicht erfüllen können, reisen sie nach Spanien, um sich in Barcelona künstlich befruchten zu lassen.
My Big Crazy Italian Wedding (Puoi baciare lo sposo) (Italien 2018) – Regie: Alessandro Genovesi
Der Italiener Antonio lebt in Berlin. Er muss seiner Familie nicht nur beibringen, dass er schwul ist, sondern auch, dass er bald Paolo heiraten wird. Als seine Mutter auf einer großen, traditionellen Hochzeit besteht, nehmen turbulente Verwicklungen ihren Lauf.
Nina (Polen 2018) – Regie: Olga Chajdas
Die Lehrerin Nina und ihr Mann Wojtek wollen ihre Ehe retten, indem sie mit der Hilfe einer Leihmutter ein Kind bekommen. Mit der offen lesbischen Magda finden sie auch eine Leihmutter, aber dann verliebt sich Nina in Magda.
Nurejew – The White Crow (The White Crow) (Vereinigtes Königreich/Frankreich/Serbien 2018) – Regie: Ralph Fiennes
Filmbiographie des bisexuellen Balletttänzers Rudolf Nurejew, der 1993 im Alter von 54 Jahren an den Folgen von AIDS starb.
The Perfection (Vereinigte Staaten 2018) – Regie: Richard Shepard
Die Cellistin Charlotte kommt nach zehn Jahren wieder an ihre ehemalige Musikschule, die sie damals verlassen musste. Dort trifft sie auf ihre Nachfolgerin Lizzie, die mittlerweile berühmt ist. Charlotte und Lizzie reisen zusammen nach Shanghai, wo sie in Clubs gehen und eine Liebesnacht verbringen. Am nächsten Tag wird Lizzie krank, wobei sich bald zeigt, dass Charlotte Lizzie vielleicht doch nicht so sehr mag, wie zunächst angenommen.
Postcards from London (Vereinigtes Königreich 2018) – Regie: Steve McLean
Der wunderschöne Jim kommt aus der Provinz nach London, um dort das Großstadtleben zu erleben. Nachdem er ausgeraubt wurde und auf der Straße schlafen muss, landet er schließlich im Rotlichtviertel der Stadt und wird dort zu einem Edel-Callboy für wohlsituierte Männer ausgebildet. Schnell wird er zu einem der begehrtesten Callboys der Stadt, aber schnell zeigt sich, dass er für diesen Job zu sensibel ist.
Rafiki (Kenia 2018) – Regie: Wanuri Kahiu
Die jungen Frauen Kena und Ziki wohnen beide in Kenias Hauptstadt Nairobi. Als sie sich ineinander verlieben, wird es schwer für sie in diesem extrem homophoben Land.
Der Film wurde zunächst in Kenia verboten und durfte erst nach einer Klage für nur eine Woche gezeigt werden.
Refugees under the Rainbow (Dokumentation, Deutschland 2018) – Regie: Stella Deborah Traub
Dokumentation über Yusuf, Ritah und William, die von Uganda nach Deutschland fliehen, um hier nicht mehr wegen ihrer Sexualität verfolgt zu werden und deren Reise von Gewalt, Hoffnung und Enttäuschungen gezeichnet ist.
Sauvage (Frankreich 2018) – Regie: Camille Vidal-Naquet
Der 22-jährige Leo arbeitet als Stricher. Doch in Wirklichkeit sucht er Liebe und Geborgenheit.
Say Yes (Vereinigte Staaten 2018) – Regie: Stewart Wade
Eine sterbenskranke Frau will ihren Ehemann, der bald Witwer ist, mit ihrem bisexuellen Bruder zusammenbringen, damit beide nach ihrem Tod nicht alleine sind.
Der Sex Pakt (Blockers) (Vereinigte Staaten 2018) – Regie: Kay Cannon
Die drei Freundinnen Julie, Kayla und Sam schließen einen Pakt: Sie wollen am Abend des Abschlussballs ihre Jungfräulichkeit verlieren. Sam macht mit und sucht sich ihren Mitschüler Chad als Partner aus, obwohl sie lesbisch ist, für ein Coming-out aber noch nicht den Mut gefunden hat.
Snapshots (Vereinigte Staaten 2018) – Regie: Melanie Mayron
Rose ist 85, verwitwet und lebt in einem abgelegenen Haus am See. Übers Wochenende bekommt sie Besuch von ihrer Tochter Patty und ihrer Enkelin Allison, die als Überraschung für ihre Großmutter einen alten Film aus den 1960ern hat entwickeln lassen. Die alten Fotos wecken Roses Erinnerungen an die Zeit, als sie noch eine junge Frau war und im Urlaub die freigeistige, extrovertierte Fotografin Louise kennen und lieben lernte …
Socrates (Brasilien 2018) – Regie: Alexandre Moratto
Nach dem plötzlichen Tod seiner Mutter steht der schwule Teenager Socrates alleine da. Er kann die Miete nicht zahlen, ist zu jung für einen Job und die frühere Chefin seiner Mutter verweigert ihm das ausstehende Gehalt der Mutter. Doch er gibt die Hoffnung auf ein besseres Leben nicht auf.
Sorry Angel (Plaire, aimer et courir vite) (Frankreich 2018) – Regie: Christophe Honoré
Frankreich im Jahr 1993: Der Pariser Schriftsteller Jacques ist Mitte 30 und versucht sein Leben als schwuler Mann und Vater eines Kindes zu meistern. In der Bretagne lernt er den 22-jährigen Arthur kennen und die beiden verlieben sich. Nach einiger Zeit, in der sie eine Fernbeziehung führen, will Arthur zu Jacques nach Paris ziehen. Doch Jacques ist mit HIV infiziert, was zu dieser Zeit noch ein Todesurteil war.
Stille Dorst (Kurzfilm, Niederlande 2018) – Regie: Claire Zhou
Um seine Scheidung zu verarbeiten, mietet ein Mann eine einsame Hütte. Als der Eigentümer auftaucht um die Wasserleitung zu reparieren, weckt dies bisher unbekannte Gefühle.
Stum (Tongue-Tied) (Kurzfilm, Norwegen 2018) – Regie: David Bonecker, Eilidh Gow
Sondre und Elias gehen im norwegischen Stavanger zur Schule. Als einer der beiden zu einem Praktikum nach England geht, wird ihre Liebe auf die Probe gestellt.
Tackling Life (Dokumentation, Deutschland 2018) – Regie: Johannes List
Dokumentation über die Berlin Bruisers, Deutschlands erstes schwules Rugby-Team. Die Mitglieder erzählen von ihren unterschiedlichen Lebenswegen, die sie zum Team geführt haben, dem Kampf gegen Vorurteile und das Gefühl der Zugehörigkeit, das ihre Mannschaft ihnen bietet.
Tatort: Her mit der Marie! (Österreich 2018) – Regie: Barbara Eder
Fernsehfilm der Reihe Tatort: Nach dem Fund einer Leiche ergibt die Telefonüberwachung seiner Witwe Marija Gavric, dass Heinzi und Pico, die sich im Sommer zuvor in Griechenland kennengelernt haben, mit gestohlenem Geld gemeinsam zu fliehen und in Griechenland ein neues Leben zu beginnen. Dort wird Pico von Marija Gavric erschossen und stirbt in den Armen von Heinzi.
Teddybär (Ursinho) (Kurzfilm, Frankreich/Brasilien 2018) – Regie: Stéphane Olijnyk
Der übergewichtige, introvertierte „Teddybär“ lebt mit seinem Vater in einer winzigen Wohnung in einem Armenviertel von Rio de Janeiro. Er hält sich mit Gelegenheits-Jobs als Putzmann mehr schlecht als recht über Wasser und die einzige Flucht aus seinem tristen Alltag sind seine Besuche in einer Schwulen-Sauna, obwohl er eigentlich nicht nur Sex will, sondern Liebe sucht. Als er einen Stricher kennenlernt, verliebt er sich in ihn.
The Dare Project (Kurzfilm, Vereinigte Staaten 2018) – Regie: Adam Salky
Fortsetzung des Kurzfilms Dare aus dem Jahr 2005: Ben und Johnny sind mittlerweile Anfang 30 und treffen sich zufällig auf einer Party wieder. Sind die alten Gefühle zwischen den beiden noch da?
Un frère (Frankreich 2018) – Regie: Victor Habchy
Der 15-jährige Tom verbringt den Sommer mit seinen Eltern und seiner kleinen Schwester in einem Ferienhaus. Als eine andere Familie mit ihrem 17-jährigen Sohn Felix ankommt, machen die beiden Jungen erste sexuelle Erfahrungen miteinander.
Unser Kind (Deutschland 2018) – Regie: Nana Neul
Als Ellen und Katharina durch eine künstliche Befruchtung Katharinas ein Kind bekommen, scheint ihr Glück perfekt. Doch als Katharina bei einem Autounfall stirbt, muss Ellen um das Kind kämpfen.
Vita & Virginia (Irland/Vereinigtes Königreich 2018) – Regie: Chanya Button
Die im England der 1920er-Jahre spielende, auf wahren Tatsachen beruhende, Liebesgeschichte zwischen den beiden Autorinnen Vita Sackville-West und Virginia Woolf.
Waiting in the Wings: Still Waiting (Vereinigte Staaten 2018) – Regie: Q. Allan Brocka
Anthony und Tony erleben neue Abenteuer.
Der Film ist die Fortsetzung von „Waiting in the Wings: The Musical“ aus dem Jahr 2014.
We are thr3e (Somos tr3s) (Argentinien 2018) – Regie: Marcelo Briem Stamm
Auf einer Party treffen sich Nacho und Ana, die sich gleich sympathisch sind. Als Sebastian dazu kommt, wollen Nacho und Ana zunächst nur eine Nacht mit ihm verbringen. Aber Sebastian wünscht sich seit langem eine Dreierbeziehung mit einem Mann und einer Frau.
Wild Nights with Emily (Vereinigte Staaten 2018) – Regie: Madeleine Olnek
Darstellung der lange unbekannten lesbischen Beziehung der amerikanischen Dichterin Emily Dickinson (1830–1886) zu ihrer Jugendfreundin und späteren Schwägerin Susan Gilbert.
Yulia & Juliet (Kurzfilm, Niederlande 2018) – Regie: Zara Dwinger
Die beiden Gefängnis-Insassinnen Yulia und Juliet verlieben sich ineinander. Doch Juliet soll bald entlassen werden, was ihre Beziehung auf eine Probe stellt.
Zwischen Sommer und Herbst (Deutschland 2018) – Regie: Daniel Manns
Als Lena die neue Freundin ihres Bruders kennenlernt, sind sich die beiden Frauen gleich sympathisch. Schließlich verlieben sie sich ineinander, doch nach dem Sommer will Lena nach Argentinien gehen. Als sie zwei Jahre später zurückkommt, treffen sich die beiden Frauen wieder.

#### 2019
15 Years (Israel 2019) – Regie: Yuval Hadadi
Yoav kann nicht damit umgehen, dass sein langjähriger Lebenspartner plötzlich ein Kind haben will.
50 Jahre nach Stonewall (Dokumentation, Deutschland 2019) – Regie: André Schäfer
Dokumentation, die zum 50. Jahrestag der Stonewall-Aufstände Politiker und Künstler zu Wort kommen lässt, um zu beleuchten, was insbesondere in Europa bisher erreicht wurde.
Almost Love (Vereinigte Staaten 2019) – Regie: Mike Doyle
Adam und Marklin sind seit fünf Jahren ein Paar. Doch ihre Beziehung beginnt langsam in die Brüche zu gehen und auch in ihrem New Yorker Freundeskreis gibt es viele unglückliche Beziehungen.
Als wir tanzten (And Then We Danced) (Schweden/Georgien 2019) – Regie: Levan Akin
Merab verfolgt als Student an der Akademie des Georgischen Nationalballetts seinen großen Traum professioneller Tänzer zu werden. Als Irakli neu in die Klasse kommt, herrscht zwischen den beiden jungen Männern zunächst Konkurrenz, die jedoch schnell tiefer Zuneigung weicht. Doch im homophoben Umfeld der Schule müssen die beiden ihre Liebe geheim halten.
Der in Schweden geborene Regisseur mit georgischen Wurzeln musste den Film heimlich in Georgien drehen, da die konservative Regierung dem Projekt ablehnend gegenüber stand und er im Internet beleidigt und bedroht wurde.
Der Film wurde von Schweden als Beitrag für die Oscarverleihung 2020 in der Kategorie „Bester Internationaler Film“ eingereicht.
Athlete (Athlete: Ore ga kare ni oboreta hibi) (Japan 2019) – Regie: Takamasa Oe
Nachdem sich seine Frau von ihm scheiden lassen will, lernt der Schwimmlehrer Kohei den jungen Yutaka kennen, der im Internet als Cam-Boy Geld verdient und vor seinen Eltern ungeoutet ist. Die beiden Männer beginnen, mehr für einander zu empfinden.
Bathroom Stalls & Parking Lots (Vereinigte Staaten 2019) – Regie: Thales Corrêa
Nachdem Leo in einer Dating-App einen Mann gesehen hat, den er toll findet, durchsucht er mit seinen Freunden Donnie und Hunter die Nachtclubs San Franciscos, um ihn ausfindig zu machen.
Der Blonde (Un rubio) (Argentinien 2019) – Regie: Marco Berger
Gabriel ist gerade zu seinem Kollegen Juan an den Stadtrand von Buenos Aires gezogen. Zunächst versucht er, Juans vorsichtigen Annäherungsversuchen zu widerstehen, doch schließlich beginnen die beiden eine zunächst rein sexuelle Beziehung, die sich langsam zu einer tiefen, zärtlichen Liebe entwickelt.
Der Boden unter den Füßen (Österreich 2019) – Regie: Marie Kreutzer
Lola versucht ihre stressige Karriere als Unternehmensberaterin, die Beziehung zu ihrer Vorgesetzten Elise und die Sorge für ihre in der Psychiatrie lebenden Schwester unter einen Hut zu bekommen.
Bonnie & Bonnie (Deutschland 2019) – Regie: Ali Hakim
Als Yara auf der Straße Kiki kennenlernt, verlieben sich die beiden Frauen gleich ineinander. Aber Yaras konservative albanische Familie darf nichts davon wissen.
Circus of Books (Dokumentation, Vereinigte Staaten 2019) – Regie: Rachel Mason
Dokumentarfilm über den schwulen Buchladen „Circus of Books“ in Los Angeles, der sich zum größten Verkäufer von Schwulenpornos in den USA entwickelt hat und ein Zufluchtsort für schwule Männer wurde.
City of Trees (Vereinigte Staaten 2019) – Regie: Alexandra Swarens
Als eine junge Frau nach mehreren Jahren über Weihnachten wieder in ihre alte Heimatstadt zurückkehrt, wird sie dort mit ihrer Zuneigung zu einer früheren Klassenkameradin konfrontiert.
Cousins (Primos) (Brasilien 2019) – Regie: Mauro Carvalho, Thiago Cazado
Lucas lebt als Waise in der brasilianischen Provinz bei seiner gottesfürchtigen Tante Lourdes. Als der frisch aus dem Gefängnis entlassene Mario eintrifft, wirbelt er den biederen Haushalt durcheinander und die beiden Jungs beginnen, mehr füreinander zu empfinden, und beginnen eine Beziehung.
Darkroom – Tödliche Tropfen (Deutschland 2019) – Regie: Rosa von Praunheim
Nach realen Geschehnissen im Jahr 2012 in Berlin. Der schwule Lars bringt drei Menschen um, indem er ihnen eine Überdosis Liquid Ecstasy verabreicht. Bei den Opfern handelt es sich um Zufallsbekanntschaften aus dem schwulen Milieu.
Downton Abbey (Vereinigtes Königreich 2019) – Regie: Michael Engler
Eine der Nebenhandlungen des historischen Dramas behandelt, wie schon mehrfach in der zugrundeliegenden Serie, die Homosexualität des Butlers Thomas Barrow.
Elisa und Marcela (Elisa y Marcela) (Spanien 2019) – Regie: Isabel Coixet
Die wahre Geschichte der beiden Lehrerinnen Elisa Sánchez Loriga und Marcela Gracia Ibeas, die seit ihrer Schulzeit ein Paar sind, was sie jedoch verheimlichen müssen, und die 1901 in Spanien heiraten, indem eine der beiden sich als Mann ausgibt.
End of the Century (Fin de siglo) (Argentinien 2019) – Regie: Lucio Castro
Ocho lernt bei einem Urlaub in Barcelona den spanischen Filmemacher Javi kennen. Nach einem One-Night-Stand stellen die beiden fest, dass sie sich bereits vor 20 Jahren kennengelernt hatten und dass ihre Beziehung tiefer ist als zunächst vermutet.
F#*@bois (Philippinen 2019) – Regie: Eduardo Roy Jr.
Der 23-jährige Ace und der 17-jährige Miko wollen bekannte Schauspieler werden. Aber das Schicksal meint es nicht gut mit den beiden.
Eine fremde Tochter (Deutschland 2019) – Regie: Stefan Krohmer
Nach dem Ende seiner sportlichen Karriere hat sich Oliver als schwul geoutet und von seiner Frau getrennt. Inzwischen lebt er mit Felix, dem Besitzer eines Outdoor-Ladens, gemeinsam in Hamburg. Als seine Ex-Frau plötzlich stirbt, soll seine 15-jährige Tochter Alma bei ihm einziehen. Doch sie versucht alles, um Oliver und Felix auseinanderzubringen.
Die Freundin meiner Mutter (Deutschland 2019) – Regie: Mark Monheim
Viktoria ist Mutter eines Sohnes namens Jan, die sich später ihrer Gefühle bekennt und sich in die junge Rosalie verliebt. Als die beiden beschließen, ein gemeinsames Kind haben zu wollen, soll Jan, Viktorias Sohn, als Samenspender für das Kind eingetragen werden.
Gay Chorus Deep South (Dokumentation, Vereinigte Staaten 2019) – Regie: David Charles Rodrigues
Dokumentation über die Reise des mehr als 300 Mann starken San Francisco’er schwulen Männerchors „San Francisco Gay Men’s Chorus“ in die konservativen Südstaaten der USA.
Der Film wurde beim Tribeca Film Festival 2019 mit dem Publikumspreis für die beste Dokumentation ausgezeichnet.
Get Lucky – Sex verändert alles (Deutschland 2019) – Regie: Ziska Riemann
Sechs Teenager verbringen ihren ersten Urlaub ohne Eltern gemeinsam am Meer bei Tante Ellen. Obwohl die Sexualberaterin sonst sehr locker ist, stellt sie zunächst strenge Regeln auf, da sie für die drei Jungen und drei Mädchen verantwortlich ist. Doch diese haben nur Sex im Kopf. So verliebt sich David, einer der sechs Jugendlichen, in den Surflehrer Noah und die beiden kommen sich schnell näher.
Die glitzernden Garnelen (Les crevettes pailletées) (Frankreich 2019) – Regie: Cédric Le Gallo, Maxime Govare
Die schwule Wasserballmannschaft „Die glitzernden Garnelen“ will an den Gay Games teilnehmen. Nach einer homophoben Interviewaussage wird der Vize-Schwimmweltmeister Matthias Le Goff von seinem Verband dazu gezwungen, die Mannschaft zu trainieren. Doch da es diesen weniger um den Sieg geht, sondern sie vor allem eine tolle Zeit haben wollen, fällt dies zunächst schwer.
Die Göttin Fortuna (La dea fortuna) (Italien 2019) – Regie: Ferzan Özpetek
Der Klempner Alessandro und der Übersetzer Arturo leben seit Jahren in Rom, doch in ihrer Beziehung gibt es viele Probleme. Plötzlich taucht Alessandros frühere Lebensgefährtin Annamaria bei ihnen auf und will wegen eines Krankenhausaufenthalts ihre Kinder Sandro und Martina ein paar Tage bei den beiden unterbringen. Als Annamaria stirbt und die Großmutter der beiden Kinder das Sorgerecht haben möchte, schweißt das Alessandro und Arturo wieder neu zusammen.
Goodbye Mother (Thưa mẹ con đi) (Vietnam 2019) – Regie: Trịnh Đình Lê Minh
Der junge Vietnamese Nâu Văn kehrt nach neun Jahren in den USA erstmals in seine Heimat zurück. Begleitet wird er dabei von seinem langjährigen Freund Ian. Doch Văns Familie weiß nichts von der Beziehung und konfrontiert ihn mit ihren Erwartungen, er müsse eine Frau finden und sich in Vietnam niederlassen.
Good Kisser (Vereinigte Staaten 2019) – Regie: Wendy Jo Carlton
Jenna und Kate wollen ihre zweijährige Beziehung für eine dritte Frau öffnen. Dabei treten die Probleme ihrer Beziehung offen zutage.
Greta (Brasilien 2019) – Regie: Armando Praça
Das Krankenhaus im brasilianischen Fortaleza ist so überfüllt, dass der 70-jährige Krankenpfleger Pedro den jungen, verwundeten Jean, der wegen Mordverdachts unter Polizeibewachung steht, zu sich nach Hause schmuggelt, um sein Bett seiner Transgender-Freundin Daniela zu geben. Zwischen Pedro und Jean beginnt eine Beziehung, doch welche Ziele hat Jean und was ist die Wahrheit um seine Person?
Im Stillen laut (Dokumentation, Deutschland 2019) – Regie: Therese Koppe
Dokumentation über das lesbische Paar Erika Stürmer-Alex und Christine Müller-Stosch, die beide 81 Jahre alt und seit über 40 Jahren ein Paar sind. Zusammen blicken sie auf ihr Leben und das Erlebte zurück.
I Miss You (Tu me manques) (Bolivien/Vereinigte Staaten 2019) – Regie: Rodrigo Bellott
Nachdem sein Sohn Gabriel sich das Leben genommen hat, erfährt Jorge, dass sein Sohn homosexuell war. Die Trauer über den Verlust des Sohnes mischt sich mit Wut über dessen Homosexualität. Jorge reist von Bolivien nach New York, wo sein Sohn mittlerweile lebte, um dort mehr über Gabriel zu erfahren. Dort lernt er Gabriels Ex-Freund Sebastian kennen und langsam beginnt er, seine Meinung zu ändern.
Basierend auf dem gleichnamigen Theaterstück des Regisseurs, der auch das Theater-Skript als Drehbuch adaptierte.
In einem Moment (Kurzfilm, Deutschland 2019) – Regie: Sharlin Lucia
Max ist neu an seiner Schule und hat immer noch Probleme, zu seiner Homosexualität zu stehen. Dies ändert sich, als Leon ihn dazu bringt, ein Lied zu schreiben.
It’s Still Your Bed (Kurzfilm, Vereinigte Staaten 2019) – Regie: Tyler Reeves
David kommt von seinem College zu einem Besuch auf die elterliche Farm. Dort muss er sein Zimmer mit dem neuen Farmarbeiter Brent teilen, wobei die beiden Männer sich näherkommen.
Label Me (Kurzfilm, Deutschland 2019) – Regie: Kai Kreuser
Der wohlhabende Lars bezahlt den syrischen Flüchtling Waseem für Sex. Doch Waseem lässt nur Dinge zu, die er mit seiner Heterosexualität vereinbaren kann. Als die Freundschaft zwischen beiden immer tiefer wird, gibt es in Waseems Flüchtlingsunterkunft Probleme.
Last Ferry (Vereinigte Staaten 2019) – Regie: Jaki Bradley
Der junge Anwalt Joseph reist von New York nach Fire Island, einer bei Schwulen beliebten Insel vor der Küste New Yorks, die jedoch in der Nebensaison ziemlich leer ist. Als er dort mit einem Mann flirtet, raubt dieser ihn aus und Joseph wird Zeuge eines Mords. Schließlich landet Joseph im Haus von Cameron und integriert sich langsam in dessen Freundeskreis. Als er sich in Cameron verliebt, ist die Schreckensnacht fast vergessen, doch der Mörder ist ganz in seiner Nähe.
Leid und Herrlichkeit (Dolor y Gloria) (Spanien 2019) – Regie: Pedro Almodóvar
Der schwule Regisseur Salvador Mallo (Antonio Banderas) schaut auf sein Leben zurück.
Der Film ist größtenteils autobiographisch geprägt und erzählt das Leben von Pedro Almodóvar.
Love, Spells and All That (Ask, Büyü Vs.) (Türkei 2019) – Regie: Ümit Ünal
Als Teenager waren Eren, die Tochter eines mächtigen Politikers, und Reyhan, die Tochter eines Angestellten von Erens Vater, ein Liebespaar, doch sie wurden von ihrem konservativen Umfeld zur Trennung gezwungen. Als sie sich zwanzig Jahre später wiedersehen, stellt sich die Frage, ob die alten Gefühle wiederbelebt werden können.
Madame (Dokumentation, Schweiz 2019) – Regie: Stéphane Riethauser
Dokumentation, in der Stéphane Riethauser anhand alter Filme seiner Großmutter seine eigene Geschichte erzählt, wie er als schwuler Jugendlicher seine eigene Homosexualität lange nicht anerkennen konnte.
Matthias & Maxime (Kanada 2019) – Regie: Xavier Dolan
Die beiden langjährigen Freunde Matthias und Maxime verlieben sich plötzlich ineinander.
Mein Begleiter (The Accompanist) (Vereinigte Staaten 2019) – Regie: Frederick Keeve
Jason ist Anfang 50 und arbeitet in einem Ballettstudio als Pianist, der das Training der Schüler auf dem Klavier begleitet. Dort verliebt er sich in den viel jüngeren Brandon, der jedoch noch in einer Beziehung mit Adam lebt.
Moffie (Südafrika/Vereinigtes Königreich 2019) – Regie: Oliver Hermanus
Nicholas weiß schon lange, dass er anders als die Anderen ist. Als im Jahr 1981 in Südafrika alle jungen, weißen Männer zwei Jahre lang Wehrdienst leisten müssen, um das Apartheid-Regime zu verteidigen, muss sich Nicholas seinem größten Schrecken stellen. In der Hoffnung, dass dies unentdeckt bleibt, entwickelt sich zwischen ihm und einem anderen Rekruten eine zärtliche Beziehung.
Monsieur Claude 2 (Frankreich 2019) – Regie: Philippe de Chauveron
Viviane, die Tochter von André und Madeleine Koffi, ist lesbisch und heiratet Nicole.
Nevrland (Österreich 2019) – Regie: Gregor Schmidinger
Der 17-jährige Jakob kämpft mit einer Angststörung, die ihm das Leben zunehmend schwerer macht. In einem Sex-Cam-Chat lernt er eines Nachts den 26-jährigen Künstler Kristjan kennen. Schließlich nimmt Jakob seinen ganzen Mut zusammen und trifft sich mit Kristjan.
Not Knowing (Bilmemek) (Türkei 2019) – Regie: Leyla Yilmaz
Am Ende seiner Schulzeit kommt heraus, dass Umut schwul ist, weswegen er gemobbt wird. Als er verschwindet und seine Eltern ihn suchen, merken sie, wie zerrüttet ihre Familie ist.
The Obituary of Tunde Johnson (Vereinigte Staaten 2019) – Regie: Ali LeRoi
Der schwule, schwarze Teenager Tunde wird bei einer Verkehrskontrolle von Polizisten erschossen. In dem Moment wacht er auf, doch ist es ein Traum? Er erlebt immer wieder denselben Tag und seine Gefühle für einen anderen Mann werden immer stärker.
Orfeos Traum (Deutschland 2019) – Regie: Tor Iben
Philipp und Enis kennen sich aus dem Fitnessstudio. Während Student Enis eine Freundin hat, lebt Philipp in den Tag hinein und ist heimlich in Enis verliebt. Als Philipp eine Reise auf die griechische Insel Korfu gewinnt und Enis ihn dorthin begleitet, kommen sich die beiden Männer näher.
Porträt einer jungen Frau in Flammen (Portrait de la jeune fille en feu) (Frankreich 2019) – Regie: Céline Sciamma
Im 18. Jahrhundert soll eine Malerin eine junge Frau aus gutem Haus porträtieren, damit diese verheiratet werden kann. Langsam kommen sich die beiden näher.
Der Prinz (El Príncipe) (Chile/Argentinien/Belgien 2019) – Regie: Sebastián Muñoz
Aufgrund seiner Probleme mit der eigenen Sexualität tötet Jaime seinen besten Freund. Als er deswegen ins Gefängnis kommt, erfährt er die Wichtigkeit von Liebe.
Queer Lives Matter (Kurz-Dokumentation, Deutschland 2019) – Regie: Markus Kowalski
Kurz-Dokumentation über LGBTI-Aktivisten in der Türkei, Marokko, Südafrika, Indien und Griechenland.
Rocketman (Vereinigtes Königreich 2019) – Regie: Dexter Fletcher
Der Film erzählt die Lebensgeschichte von Elton John (Taron Egerton).
Rosamunde Pilcher: Die Braut meines Bruders (Deutschland/Vereinigtes Königreich 2019) – Regie: Marco Serafini
Marc und Sam sind seit langem ein glückliches Paar. Aber sie müssen ihre Liebe verbergen, da Marc Profi-Fußballer ist und Angst hat, seine Karriere zu verlieren, falls seine Beziehung zu einem Mann öffentlich werden sollte. Als er seine alte Jugendfreundin Emma wiedertrifft, die von ihrem Freund schwanger sitzen gelassen wurde, bittet er sie, seine Alibi-Frau zu spielen. Aber sie ist in Charles verliebt, ohne zu ahnen, dass er der Halbbruder von Marc ist.
Fernsehfilm aus der ZDF-Reihe „Herzkino“ nach der Kurzgeschichte A walk in the snow von Rosamunde Pilcher.
Ruines (Kurzfilm, Frankreich 2019) – Regie: Benoît Duvette
Zwei Jungen rennen fort und entwickeln Gefühle füreinander.
Der „Schwulenparagraf“ – Geschichte einer Verfolgung (Dokumentation, Deutschland 2019) – Regie: Marco Giacopuzzi
Dokumentation über den Paragrafen 175, der von der Gründung des deutschen Reichs 1871 bis zum Jahr 1994 für die Verfolgung von Homosexuellen in Deutschland verantwortlich war.
Sequin in a Blue Room (Australien 2019) – Regie: Samuel Van Grinsven
Der 16-jährige Sequin hat gerne anonymen Sex mit anderen Männern, die er danach niemals wieder trifft. Doch nachdem er auf einer Sexparty einen unbekannten Mann kennengelernt hat, ändert sich dies und er versucht alles, um diesen wiederzufinden. Selbst als er dabei in Gefahr gerät.
Siempre sí (Chile/Mexiko 2019) – Regie: Alberto Fuguet
Der schwule Héctor reist nach Mexiko-Stadt, um dort Karriere als Model für Aktfotos zu machen. Sein Freund Carlos reist nicht mit, aber Héctor hat keine Tabus und will allem zustimmen.
Sog (Kurzfilm, Deutschland 2019) – Regie: Jannik Gensler
Linus und Jonas unternehmen eine Wandertour im Wald, wo sie auch die Nacht gemeinsam in einem Zelt verbringen. Zunächst können sie sich nicht eingestehen, dass sie mehr füreinander empfinden, aber schließlich können sie ihre Gefühle nicht mehr leugnen.
Die Starken (Los Fuertes) (Chile 2019) – Regie: Omar Zúñiga Hidalgo
Lucas weiß noch nicht so genau, was er in seinem Leben machen möchte. Bei einem Besuch seiner Schwester in einem abgelegenen Fischerdorf im Süden Chiles lernt er Antonio kennen und die beiden verlieben sich.
Der Film ist die Langfassung des Kurzfilms „San Cristóbal“ des gleichen Regisseurs aus dem Jahr 2015.
Suk Suk (Hongkong 2019) – Regie: Ray Yeung
Die Geschichte zweier älterer Schwuler in Hongkong.
Tatort: Kaputt (Deutschland 2019) – Regie: Christine Hartmann
Fernsehfilm der Reihe Tatort: Ein schwuler Polizist, der mit seinem Partner unverheiratet zusammenlebte, wird bei einem Einsatz ermordet.
Temblores (Guatemala/Frankreich/Luxemburg 2019) – Regie: Jayro Bustamante
Als Pablo im Haus seiner Familie außerhalb von Guatemala City eintrifft, ist seine strenggläubige, evangelikale Familie entsetzt, da er sich in einen Mann, Francisco, verliebt hat, der ein freies, unbeschwertes Leben führt. Als die beiden zusammen ziehen, unternimmt die Familie alles, um Francisco von seiner wahren Identität abzubringen.
That Is All (Kanada 2019) – Regie: Mark Weeden
Ryan wird 30 und fühlt sich einsamer als je. Das ändert sich, als er den Freund einer Freundin kennenlernt und die beiden sich anfreunden. Schließlich verlieben sich die beiden Männer ineinander.
Top 3 (Topp 3) (Kurz-Animationsfilm, Schweden 2019) – Regie: Sofie Edvardsson
Anton verliebt sich in David, doch ihm wird immer mehr bewusst, dass sich ihre Vorstellungen vom Leben unterscheiden.
Uferfrauen – Lesbisches L(i)eben in der DDR (Dokumentation, Deutschland 2019) – Regie: Barbara Wallbraun
Dokumentation über sechs lesbische Frauen, die in der DDR lebten und trotz der Tabuisierung von Homosexualität ihr Glück suchten.
Verhasste Liebe – Homophobie weltweit (Homophobie dans le monde – Aux racines de la haine) (Dokumentation, Frankreich 2019) – Regie: Michaëlle Gagnet
Dokumentation über Homophobie in mehreren Ländern auf verschiedenen Kontinenten.
Von Null bis Ich liebe dich (From Zero to I Love You) (Vereinigte Staaten 2019) – Regie: Doug Spearman
Peter hat ständig Affären mit Männern, die eigentlich mit Frauen verheiratet sind. Sein Vater und seine zukünftige Stiefmutter wollen, dass er endlich einen Mann findet, mit dem er eine feste Beziehung eingehen kann. Doch dann trifft er Jack, der seit vielen Jahren glücklich mit einer Frau verheiratet ist und zwei Kinder hat.
A Wake (Vereinigte Staaten 2019) – Regie: Scott Boswell
Als Mitchel stirbt, versuchen seine streng religiösen Eltern Normalität vorzugaukeln. Doch als Mitchels Partner Jameson erscheint, werden sie mit Wahrheiten konfrontiert, die sie nicht hören wollen.
Wie krank ist Homo-Heilung? (Homothérapies, conversion forcée) (Dokumentation, Frankreich 2019) – Regie: Bernard Nicolas
Dokumentation über das internationale Netzwerk von Geistlichen und Rechten, die in sogenannten „Konversionstherapien“ Homosexuelle zu Heterosexuellen machen wollen – mit gravierenden psychischen und gesundheitlichen Folgen, die bis zum Tod führen können.
Wir beide (Deux) (Frankreich/Luxemburg/Belgien 2019) – Regie: Filippo Meneghetti
Nina und Madeleine führen seit Jahrzehnten eine lesbische Beziehung im Verborgenen. Als Madeleine einen Schlaganfall erleidet, stellt das ihre geheime Beziehung vor neue Herausforderungen.

### 2020er Jahre

#### 2020
Achtung Lebensgefahr! – LGBT in Tschetschenien (Welcome to Chechnya) (Dokumentation, Vereinigte Staaten 2020) – Regie: David France
Dokumentation über die seit 2016 in Tschetschenien stattfindende brutale Kampagne zur „Blutsäuberung“ von LGBT-Personen. Es kommt zu staatlich bewilligten Einsätzen, in denen Menschen inhaftiert, gefoltert und hingerichtet werden. Zahlreiche Menschen wurden bereits getötet, noch mehr Personen werden vermisst. Im heimlich gedrehten Film kommen Überlebende und Aktivisten, die ihnen helfen wollen, zu Wort.
Allah weiß, dass ich schwul bin (Dokumentation, Deutschland 2020) – Regie: Andreas Bernhardt
Dokumentation über den 22-jährigen Libanesen Hadi, der nach Deutschland geflohen ist, weil er von seiner Familie mit dem Tod bedroht wurde. Nachdem sein Asylantrag in Berlin gewährt wurde, war er noch lange nicht sicher: die Familie verfolgt ihn auch hier.
Ammonite (Vereinigtes Königreich 2020) – Regie: Francis Lee
Im England der 1840er-Jahre verliebt sich die Fossiliensammlerin Mary in Charlotte, die Frau eines schottischen Geologen.
Are We Lost Forever (Schweden 2020) – Regie: David Färdmar
Nachdem sich Hampus und Adrian getrennt haben, ist Hampus erleichtert, dass die belastende Beziehung zu Ende ist. Aber Adrian ist traurig, die Liebe seines Lebens verloren zu haben.
Der Ball der 41 (El baile de los 41) (Mexiko 2020) – Regie: David Pablos
Ende des 19. Jahrhunderts heiratet Ignacio de la Torre die Tochter des mexikanischen Präsidenten. Doch er führt heimlich ein Doppelleben und hat Sex mit Männern.
Beauty Boys (Kurzfilm, Frankreich 2020) – Regie: Florent Gouëlou
Der 17-jährige Leo ist schwul und möchte bei einem Talentwettbewerb in seinem Wohnort auf dem Land als Dragqueen auftreten. Doch sein älterer Bruder ist dagegen, weil er fürchtet, damit zum Gespött des Dorfes zu werden.
Beyto (Schweiz 2020) – Regie: Gitta Gsell
Als der türkischstämmige Beyto sich in seinen Schwimmtrainer Mike verliebt und die beiden ein Paar werden, versuchen sie zunächst, dies vor Beytos konservativer Familie zu verbergen. Nachdem Beytos Familie es doch erfährt, reisen sie mit ihm in die Türkei, wo er zwangsverheiratet werden soll.
The Boys in the Band (Vereinigte Staaten 2020) – Regie: Joe Mantello
Eine Gruppe schwuler Freunde trifft sich, um gemeinsam den Geburtstag von einem von ihnen zu feiern.
Nach dem gleichnamigen Film von 1970 (in Deutschland unter dem Titel Die Harten und die Zarten) ist dies die zweite Verfilmung des gleichnamigen Broadwaystücks von Mart Crowley aus dem Jahr 1968. Im Film spielen ausschließlich schwule Darsteller mit (u. a. Matt Bomer, Zachary Quinto, Jim Parsons, Andrew Rannells), die ihre Rollen auch schon 2018 beim Broadway-Revival des Theaterstücks zu dessen 50-jährigem Jubiläum gespielt haben. Neben dem kompletten Cast konnte auch der Regisseur des Broadway-Revivals für den Film gewonnen werden.
Breaking Fast (Vereinigte Staaten 2020) – Regie: Mike Mosallam
Der in Hollywood lebende Arzt Mo ist Moslem und schwul. Als er den Schauspieler Kal kennenlernt, entwickeln die beiden Gefühle füreinander.
Charlatan (Tschechien/Irland/Slowakei/Polen 2020) – Regie: Agnieszka Holland
Jan Mikolášek lebt in den totalitären 1950er Jahren in der Tschechoslowakei und gilt als „Heiler“, weshalb sich täglich vor seinem Haus lange Schlangen bilden. Als František ihm bei seiner Bewerbung Loyalität verspricht, wird er sein Assistent. Fortan teilen sie auch das Bett.
Cicada (Vereinigte Staaten 2020) – Regie: Matthew Fifer, Kieran Mulcare
Nach einer Reihe gescheiterter Beziehungsversuche mit Frauen hat der New Yorker Ben wieder Sex mit Männern. Als er vor einem Buchladen auf Sam trifft, werden die beiden ein Paar. Doch Ben und Sam tragen beide Wunden in sich, die noch nicht verheilt sind.
Complicated (Kurzfilm, Israel 2020) – Regie: Isak Kohaly
Der übergewichtige Itamar versucht nach einer Depression, sich wieder im Leben zurechtzufinden. Als er auf den attraktiven Rettungsschwimmer Ronen trifft, der ihn dazu bringt, sein Körperbild zu hinterfragen, verliebt er sich in ihn.
Dashing in December (Vereinigte Staaten 2020) – Regie: Jake Helgren
An Weihnachten kehrt Wyatt zurück auf die elterliche Ranch, um seine Mutter zu überzeugen, das Anwesen zu verkaufen. Als er dort den Rancharbeiter Heath kennenlernt, der die Ranch retten will, verlieben sich die beiden Männer schließlich ineinander.
Dating Amber (Irland 2020) – Regie: David Freyne
Der introvertierte Eddie und die Außenseiterin Amber fühlen sich beide zum eigenen Geschlecht hingezogen. Um an ihrer Schule und in ihren Familien nicht weiter die Spekulationen über ihre Homosexualität zu befeuern, tun sich Eddie und Amber zusammen und spielen ihren Mitmenschen eine Liebesbeziehung vor.
Days (Rìzi) (Taiwan 2020) – Regie: Tsai Ming-liang
Der von starken Nackenschmerzen geplagte Kang trifft in Bangkok auf den jungen Non, der seine einsamen Tage in einer kleinen Wohnung mit der Zubereitung von Speisen verbringt. Beide spenden sich in ihrer Einsamkeit kurzzeitig gegenseitig Trost.
Dramarama (Vereinigte Staaten 2020) – Regie: Jonathan Wysocki
Im Jahr 1994 treffen sich fünf Freunde einer Theaterklasse ihrer Schule ein letztes Mal, bevor sie zum Studium in unterschiedliche Städte ziehen. Unter ihnen ist auch der heimlich schwule Gene. Wird er es schaffen, seinen Freunden vor seinem Abschied die Wahrheit zu sagen?
Dry Wind (Vento Seco) (Brasilien 2020) – Regie: Daniel Nolasco
Sandro führt ein ziemlich eintöniges Leben in einer brasilianischen Kleinstadt. Er führt eine rein sexuelle Beziehung zu seinem Kollegen Ricardo. Als Maicon auftaucht und mit Ricardo anbandelt, setzt die aufkeimende Eifersucht bei Sandro einen Wandel in Gang.
Ellie & Abbie (Australien 2020) – Regie: Monica Zanetti
Die 17-jährige Ellie ist in ihre Mitschülerin Abbie verliebt. Als sie beschließt, Abbie zum Abschlussball einzuladen, bekommt sie aus dem Jenseits Besuch von ihrer toten Tante Tara, die in den 1980er-Jahren eine lesbische Aktivistin war.
Das Ende des Schweigens (Dokumentation, Deutschland 2020) – Regie: Van-Tien Hoang
Dokumentation über die Frankfurter Homosexuellenprozesse von 1950/1951, die die Leben von über 200 homosexuellen und bisexuellen Männern zerstörten und den Beginn einer neuen Verfolgungswelle gegen Schwule markierten.
Falling (Kanada/Vereinigtes Königreich/Dänemark 2020) – Regie: Viggo Mortensen
Der nach dem Verlust von zwei Ehefrauen verbitterte Witwer Willis Peterson zieht von seiner Farm auf dem Land nach Los Angeles, um bei seinem schwulen Sohn John, dessen Ehemann und deren Tochter zu leben. Als John und seine Schwester Sarah zusammenkommen, um die Pflege ihres Vaters zu organisieren, müssen sie sich mit dem Einfluss ihres homophoben Vaters auf ihre Leben auseinandersetzen.
Famille nucléaire (Kurzfilm, Belgien 2020) – Regie: Faustine Crespy
Der 18-jährige Jules entdeckt die erste Liebe zu einem anderen Mann.
Fremder am Strand (Umibe no Étranger) (Animationsfilm, Japan 2020) – Regie: Akiyo Ôhashi
Manga-Animationsfilm über zwei junge Männer, die sich an einem Strand kennenlernen und verlieben.
Funny Boy (Kanada/Vereinigte Staaten 2020) – Regie: Deepa Mehta
Ein junger Inder verliebt sich in einen Klassenkameraden, doch neben der konservativen indischen Gesellschaft machen den beiden zusätzlich die zunehmenden Spannungen zwischen Tamilen und Singhalesen zu schaffen.
Futur Drei (Deutschland 2020) – Regie: Faraz Shariat
Parvis ist Sohn zweier Exil-Iraner und muss in einem Wohnprojekt für Flüchtlinge Sozialstunden ableisten. Dort lernt er die iranischen Geschwister Banafshe und Amon kennen. Amons Schwester merkt schnell, dass ihr Bruder Parvis mag, und so hilft sie ein wenig nach, dass die beiden sich näherkommen. Nach einer gemeinsamen Partynacht kommt es zwischen Amon und Parvis zu einem ersten Kuss.
Der Film wurde im Rahmen der Internationalen Filmfestspiele Berlin 2020 als „Bester Spielfilm“ mit dem Teddy Award ausgezeichnet.
Eine geheime Liebe (A Secret Love) (Dokumentation, Vereinigte Staaten 2020) – Regie: Chris Bolan
Dokumentation über Terry Donahue und Pat Henschel, die über 65 Jahre ein Paar waren, aber aus Angst vor Ablehnung und Repressalien nie jemandem sagen konnten, dass sie lesbisch sind. Erst mit 80 Jahren outeten sich die beiden Frauen gegenüber ihren Familien.
Happiest Season (Kanada/Vereinigte Staaten 2020) – Regie: Clea DuVall
Abby will ihrer Freundin Harper beim jährlichen Weihnachtsessen ihrer Familie einen Heiratsantrag machen. Doch sie findet heraus, dass sich Harper vor ihren erzkonservativen Eltern noch gar nicht geoutet hat, weswegen sich die beiden zunächst nur als gute Freundinnen ausgeben. Als auch noch Abbys schwuler Freund John auftaucht und den heterosexuellen Liebhaber spielt, eskaliert die Situation.
His (Japan 2020) – Regie: Rikiya Imaizumi
Die beiden Schüler Shun und Nagisa verlieben sich und führen eine Beziehung, die jedoch schließlich auseinanderbricht. Dreizehn Jahre später lebt Nagisa in Australien und ist mittlerweile mit einer Frau verheiratet und hat eine kleine Tochter. Doch er ist immer noch in Shun verliebt. Als seine Ehe scheitert, geht er zurück nach Japan, um dort gegen alle Vorurteile und Diskriminierungen mit Shun und seiner Tochter zu leben.
Hochwald (Österreich/Belgien 2020) – Regie: Evi Romen
Mario und Lenz sind Jugendfreunde aus einem Bergdorf. Während Lenz versucht, in Rom als Schauspieler Fuß zu fassen, muss Mario sich mit Gelegenheitsjobs im heimatlichen Dorf über Wasser halten. Der Besuch von Mario bei Lenz in Rom endet im Fiasko: als die beiden eine Gay-Bar besuchen, verüben Islamisten einen Anschlag, dem auch Lenz zum Opfer fällt. Mario gehört zu den wenigen Überlebenden. Bei der Beerdigung von Lenz kommt es schließlich zum Eklat.
I Carry You With Me (Mexiko/Vereinigte Staaten 2020) – Regie: Heidi Ewing
Als der Familienvater Iván bei einem Clubbesuch auf Gerardo trifft, fühlt er sich von ihm angezogen. Das sorgt für massive Spannungen in seinem Umfeld und schließlich steht sogar eine Flucht nach New York an.
Isaac (Spanien 2020) – Regie: Ángeles Hernández, David Matamoros
Nachdem sie sich 16 Jahre nicht mehr gesehen haben, treffen die beiden Schulfreunde Nacho und Denis aufeinander. Beide sind mittlerweile mit Frauen verheiratet, aber schnell flammen wieder alte Gefühle zwischen den beiden auf.
Joe Bell (Vereinigte Staaten 2020) – Regie: Reinaldo Marcus Green
Auf einer wahren Begebenheit basierender Film über Joe Bell, dessen 15-jähriger Sohn Jadin sich das Leben nimmt, nachdem er in der Schule wegen seiner Homosexualität gemobbt wurde. Da Joe Bell sich Vorwürfe macht, weil er seinem Sohn niemals gesagt hat, dass er ihn akzeptiert wie er ist, beschließt er, ein Zeichen gegen Homohass zu setzen und von Oregon 5.000 Meilen quer durch die USA nach New York zu wandern, von dessen Besuch sein Sohn immer geträumt hat. Auf seiner Reise hält er in Schulen Vorträge, um vor den gefährlichen Folgen von Mobbing zu warnen.
Jump, Darling (Kanada 2020) – Regie: Phil Connell
Wegen einer Trennung zieht der schwule Travestiekünstler Russell zurück in die Provinz. Dort kümmert er sich nicht nur um seine hochbetagte Großmutter Margaret (Cloris Leachman), die vermeiden will, in ein Pflegeheim zu kommen, sondern er findet dort auch eine neue Liebe.
Kiss Me Kosher (Kiss Me Before It Blows Up) (Deutschland/Israel 2020) – Regie: Shirel Peleg
Die lesbische Israelin Shira glaubt, nach vielen Abenteuern die Frau fürs Leben gefunden zu haben. Als sie ihren Eltern verkündet, Maria heiraten zu wollen, stimmen diese zu. Doch Großmutter Berta ist strikt dagegen, da Maria nicht jüdisch und obendrein Deutsche ist. Als die beiden Familien sich treffen, sorgt das für viele Turbulenzen.
Kokon (Deutschland 2020) – Regie: Leonie Krippendorff
Die 14-jährige Nora lebt das typische Leben eines Teenagers in Berlin. Als sie sich in die etwas ältere Romy aus ihrer Schule verliebt, wird ihr klar, dass sie lesbisch ist.
The Lawyer (Advokatas) (Litauen 2020) – Regie: Romas Zabarauskas
Der litauische Unternehmensanwalt Marius lernt im Internet den syrischen Flüchtling Ali kennen, der in der Nähe der serbischen Hauptstadt Belgrad in einer Flüchtlings-Unterkunft lebt. Marius reist nach Belgrad, um Ali kennenzulernen, und als sich die beiden verlieben, will Marius Ali zu sich nach Vilnius holen.
Mark Ashton: Gay People und Minenarbeiter in einem Kampf! (Mark Ashton: gays et mineurs, même combat!) (Kurz-Dokumentation, Frankreich 2020) – Regie: Olivier Mirguet
Kurz-Dokumentation aus der Fernsehreihe „Nach einer wahren Geschichte“ (D'après une histoire vraie) über den schwulen Aktivisten Mark Ashton, der im Großbritannien des Jahres 1984 Unterstützung von Schwulen und Lesben für streikende Bergarbeiter organisierte.
Auf Basis dieser Geschichte entstand bereits 2014 der Spielfilm Pride von Matthew Warchus.
Mein erster Sommer (My First Summer) (Australien 2020) – Regie: Katie Found
Nach dem Tod ihrer Mutter lebt Claudia einsam und zurückgezogen. Als die temperamentvolle Grace in ihr Leben tritt, verlieben sich die beiden ungleichen Frauen.
Minjan (Vereinigte Staaten 2020) – Regie: Eric Steel
Im New York der späten 1980er-Jahre fühlt sich der 17-jährige David, der aus einer russischen, jüdischen Immigrantenfamilie stammt, durch seine Religion immer mehr eingeengt, da er sein Interesse an anderen Männern bemerkt. Die Nachbarn seines Großvaters, ein älteres schwules Paar, zeigen ihm nicht nur die Alltäglichkeit von Homosexualität, sondern auch die Vergänglichkeit des Lebens und so beginnt David in den Bars und Clubs des East Village sein Begehren auszuleben. Er fühlt sich endlich frei, wird jedoch auch mit dem gerade aufkommenden HIV und AIDS konfrontiert.
The Name Engraved in Your Heart (Ke zai ni xindi de mingzi) (Taiwan 2020) – Regie: Kuang-Hui Liu
Chang Jia-han und Wang Bo-De lernen sich 1987 an einer katholischen Oberschule kennen und verlieben sich ineinander. Doch in dem homofeindlichen Umfeld trauen sie sich nicht, ihre Liebe offen zu zeigen.
Nattåget (Kurzfilm, Schweden 2020) – Regie: Jerry Carlsson
Nach einem Bewerbungsgespräch in Stockholm nimmt Oskar den Nachtzug zurück nach Hause. Als der Fahrgast Ahmad Blickkontakt mit ihm aufnimmt, erkennt Oskar zum ersten Mal ein Verlangen, das er seit langem hat.
Neubau (Deutschland 2020) – Regie: Johannes Maria Schmit
Markus ist hin- und hergerissen zwischen seinem Leben in der Provinz, wo er sich liebevoll um seine beiden pflegebedürftigen Omas kümmert, und dem Wunsch nach einem Großstadtleben in Berlin. Als er sich auch noch in Duc verliebt, macht das die Sache noch schwerer.
Nur die halbe Geschichte (The Half of It) (Vereinigte Staaten 2020) – Regie: Alice Wu
Die schüchterne Ellie Chu wird von Paul Munsky beauftragt, gegen Bezahlung einen Liebesbrief an ihre gemeinsame Mitschülerin Aster Flores zu verfassen. Ellie nimmt aus Geldnot an, obwohl ihr die Aufgabe widerstrebt, da sie selbst in die hübsche Tochter des örtlichen Pastors verliebt ist.
Der Film wurde im Rahmen des Tribeca Film Festival als „Bester Spielfilm“ ausgezeichnet.
Out (Kurz-Animationsfilm, Vereinigte Staaten 2020) – Regie: Steven Clay Hunter
Greg und sein Freund Manuel bereiten gerade ihren Umzug in die Stadt vor, als plötzlich Gregs Eltern vor der Tür stehen. Greg zögert, sich ihnen gegenüber zu outen, und schickt Manuel weg. Weil Greg seine Hündin Jim um ihr unbeschwertes Leben beneidet, kommt plötzlich ein neues Problem für ihn hinzu.
Plantonic (Kurzfilm, Kanada 2020) – Regie: Krit Komkrichwarakool
Ein Künstler und ein Gärtner verlieben sich.
Poppy Field (Rumänien 2020) – Regie: Eugen Jebeleanu
Der rumänische Polizist Cristi verbirgt vor seinem Umfeld, dass er schwul ist. Als sein französischer Freund Hadi, mit dem er eine Fernbeziehung führt, ihn besucht, wird er zu einem Einsatz in einem Kino gerufen, wo eine nationalistische, homophobe Gruppierung die Aufführung eines Films stört. Dort überschlagen sich die Ereignisse.
The Prom (Vereinigte Staaten 2020) – Regie: Ryan Murphy
Weil die Premiere ihrer neuen Show verrissen wurde, suchen die vier selbstverliebten Broadway-Stars Dee Dee Allen (Meryl Streep), Angie Dickinson (Nicole Kidman), Barry Glickman (James Corden) und Trent Oliver (Andrew Rannells) eine Möglichkeit, ihr Image aufzubessern. Als sie erfahren, dass an einer Schule in der Provinz zwei lesbische Schülerinnen diskriminiert werden, weil sie zusammen zum Abschlussball gehen wollen, beschließen die vier eitlen Stars, dorthin zu reisen und sich einzumischen.
P.S. Burn This Letter Please (Dokumentation, Vereinigte Staaten 2020) – Regie: Michael Seligman, Jennifer Tiexiera
Dokumentation über schwule Männer, die als Drag-Queens ausgingen, als dies noch illegal war und hart bestraft wurde.
Die Regenbogen-Revolution – Der Weg in die Freiheit (Cured) (Dokumentation, Vereinigte Staaten 2020) – Regie: Patrick Sammon, Bennett Singer
Dokumentation um den Kampf, Homosexualität in den USA von der Liste psychischer Krankheiten streichen zu lassen. In bisher unveröffentlichten Archivaufnahmen sind bedeutende Persönlichkeiten der frühen Homosexuellenbewegung, z. B. Franklin Kameny, Barbara Gittings, Charles Silverstein, zu sehen.
Shiva Baby (Vereinigte Staaten/Kanada 2020) – Regie: Emma Seligman
Die bisexuelle Danielle muss mit ihren Eltern zu einer jüdischen Trauerfeier. Dort trifft sie nicht nur auf ihre Ex-Freundin, sondern auch auf den Mann, mit dem sie für Geld schläft, um sich das Studium zu finanzieren.
Sommer 85 (Été 85) (Frankreich 2020) – Regie: François Ozon
Die Sommerferien des Jahres 1985 haben begonnen. Der 16-jährige Alexis, der mit seinen Eltern seit zwei Jahren in einem kleinen Badeort an der Küste der Normandie wohnt, wird vom 18-jährigen David aus Seenot gerettet. Die beiden unternehmen vieles gemeinsam und Alexis arbeitet im Angelladen von Davids Mutter (Valeria Bruni Tedeschi) mit. Sie verlieben sich, doch als sich David nach einem Streit mit Alexis auf die Suche nach ihm macht, stirbt er bei einem Unfall. Alexis will eine Abmachung einhalten, die die beiden getroffen haben, doch dies stößt auf Unverständnis in seinem Umfeld.
Stage Mother (Kanada 2020) – Regie: Thom Fitzgerald
Seitdem sich ihr einziger Sohn Ricky als schwul geoutet hat, hatte die strenggläubige Texanerin Maybelline kaum noch Kontakt zu ihrem Sohn. Nachdem er bei einem Auftritt in seinem Travestie-Club in San Francisco gestorben ist, übernimmt Maybelline trotz ihrer Vorurteile den Club. Durch den persönlichen Kontakt zu den Dragqueens und dem Lebenspartner ihres Sohnes beginnt sie langsam, ihr Weltbild zu ändern.
A Stormy Night (Spanien 2020) – Regie: David Moragas
Der freiberufliche Web-Designer Alan lebt in New York. Seine verreiste Mitbewohnerin bittet ihn telefonisch, den schwulen Spanier Marcos in der Wohnung übernachten zu lassen, der wegen aufziehender Stürme am Flughafen festsitzt. Die beiden Männer führen lange Gespräche über Treue und schwule Beziehungen und als der Sturm für einen Stromausfall sorgt, kommen die beiden Männer sich näher.
Sublet (Israel/Vereinigte Staaten 2020) – Regie: Eytan Fox
Der New Yorker Reisejournalist Michael will in Tel Aviv für seine Kolumne recherchieren. Dafür hat er als Untermieter eine Wohnung gemietet. Obwohl sein viel jüngerer Vermieter Tomer ebenfalls schwul ist, haben die beiden zunächst kein Interesse aneinander und sind sich einig, dass der Altersunterschied zu groß ist. Doch zwischen den beiden entwickelt sich eine tiefe Freundschaft.
Supernova (Vereinigtes Königreich 2020) – Regie: Harry Macqueen
Sam (Colin Firth) und Tusker (Stanley Tucci) sind seit 20 Jahren ein glückliches Paar. Weil bei Tusker eine früh einsetzende Demenz festgestellt wurde, begeben sich die beiden Männer auf eine letzte Reise durch England, um noch einmal Familie, Freunde und die Orte ihrer Vergangenheit zu besuchen.
Tatort: Kein Mitleid, keine Gnade (Deutschland 2020) – Regie: Felix Herzogenrath
Fernsehfilm der Reihe Tatort: Als der 17-jährige Jan tot aufgefunden wird, konzentrieren sich die Ermittlungen schnell auf sein schulisches Umfeld. Jan war schwul und hatte eine Beziehung mit seinem Schulfreund Paul. Deshalb wurden die beiden von mehreren Mitschülern gemobbt und bedroht.
The Christmas House (Kanada/Vereinigte Staaten 2020) – Regie: Michael Grossman
Phylis und Bill laden ihre beiden Söhne Mike und Brandon an Weihnachten zu sich nach Hause ein. Während Mike hofft, wieder mit seiner Jugendfreundin zusammenzukommen, bringt Brandon seinen Ehemann Jake mit; die beiden erwarten einen Anruf wegen der Adoption eines Kindes.
The Thing About Harry (Vereinigte Staaten 2020) – Regie: Peter Paige
Der offen schwule Sam und der Vorzeige-Sportler Harry besuchen dieselbe Highschool, halten jedoch nicht viel voneinander. Als sie gezwungen sind, gemeinsam zu einer Verlobungsfeier zu fahren, freunden sie sich langsam an. Aus der beginnenden Freundschaft wird schnell Liebe.
Tove (Finnland/Schweden 2020) – Regie: Zaida Bergroth
Filmbiographie über das Leben der Schriftstellerin und Malerin Tove Jansson, die mit den Mumins international erfolgreiche Kinderfiguren schuf und die sich schließlich als lesbisch outete und mit einer Frau zusammen lebte.
Uncle Frank (Vereinigte Staaten 2020) – Regie: Alan Ball
Im Jahr 1973 reisen der schwule Frank Bledsoe, Professor an der New York University, und seine 18-jährige Nichte Beth von Manhattan nach Creekville. In seiner kleinen Heimatstadt findet die Beerdigung des Familienpatriarchen Mac statt.
Verliebt in meinen Weihnachtsschwarm (The Christmas Setup) (Vereinigte Staaten/Kanada 2020) – Regie: Pat Mills
An Weihnachten beginnen Hugo und Patrick, Gefühle füreinander zu entwickeln. Doch Hugo soll für einen neuen Job nach London ziehen und muss sich nun zwischen seiner neuen Liebe und dem neuen Job entscheiden.
We All Have a Dead Man in the Closet or a Son in the Closet (Todos tenemos un muerto en el placard o un hijo en el clóset) (Argentinien 2020) – Regie: Nicolás Teté
Der Architekturstudent Manuel muss sich von seinem Lebenspartner verabschieden, der nach Europa zieht. Als er zur Silberhochzeit seiner Eltern fährt, bei denen er sich bereits bei seinem letzten Besuch geoutet hatte, bittet er sie um Geld für eine Reise nach Europa, um seinen Partner wieder zu sehen.
Young Hunter (El Cazador) (Argentinien 2020) – Regie: Marco Berger
Da seine Eltern für einen Monat weg sind, nutzt der 15-jährige Ezequiel die Chance, in seinem Zuhause endlich Sex mit einem Mann zu haben. Dies gelingt ihm auch mit dem etwas älteren Mono, doch die Begegnung stellt sich als sehr gefährlich heraus.

#### 2021
40 Jahre Aids – Schweigen = Tod (Dokumentation, Deutschland 2021) – Regie: Jobst Knigge
Dokumentation über die Geschichte von AIDS und das Schicksal überlebender Schwuler, die Partner und Freunde verloren haben.
Abteil Nr. 6 (Hytti nro 6) (Finnland, Estland, Deutschland, Russland 2021) – Regie Juho Kuosmanen
Die finnische Archäologiestudentin Laura fährt ohne ihre Freundin mit dem Zug von Moskau nach Murmansk, um dort die neuentdeckten Kanosero-Petroglyphen zu sehen. Auf der Fahrt trifft sie auf Ljoah, den sie zunächst abstoßend findet. Auf der Fahrt nähern sie sich an.
All our fears (Wszystkie nasze strachy) (Polen 2021) – Regie: Łukasz Gutt, Łukasz Ronduda
Daniel lebt in der tiefreligiösen polnischen Provinz und versucht, sich für mehr Toleranz einzusetzen. Seine Beziehung zu Olek muss jedoch geheim bleiben, da dieser ungeoutet ist. Als eine lesbische Freundin sich das Leben nimmt und er eine Gedenkfeier organisieren will, stößt er auf den Widerstand der Dorfbevölkerung.
Alles ist gut gegangen (Tout s’est bien passé) (Frankreich 2021) – Regie: François Ozon
Nach einem Schlaganfall bittet André (André Dussollier), der trotz seiner Ehe zu einer Frau auch immer seine Homosexualität ausgelebt hat, seine Tochter Emmanuèle (Sophie Marceau), ihm beim Suizid zu helfen.
Außerhalb des Aquariums (Kurzfilm, Deutschland 2021) – Regie: Alex Mello
Der Kurzfilm erzählt die Liebesbeziehung zwischen einem Afrodeutschen und dem ausländischen Künstler Jonas, der eine Ausstellung in Deutschland vorbereitet.
Beautiful Stranger (Kurzfilm, Frankreich 2021) – Regie: Benjamin Belloir
Nachdem sein Freund ihn verlassen hat, sucht Romain mit einer Dating-App ein kurzes Abenteuer in einem Hotel.
Benedetta (Frankreich 2021) – Regie: Paul Verhoeven
Im Italien des 17. Jahrhunderts verliebt sich eine junge Nonne in eine andere Frau und die beiden beginnen eine Beziehung.
Benediction (Vereinigtes Königreich 2021) – Regie: Terence Davies
Filmbiographie über den schwulen Autor Siegfried Sassoon, der nach seiner Rückkehr aus dem Ersten Weltkrieg seine Homosexualität erkennt. Zunächst heiratet er eine Frau, lässt sich dann jedoch scheiden und hat fortan nur noch Beziehungen zu Männern.
Besties (Les meilleures) (Frankreich 2021) – Regie: Marion Desseigne-Ravel
In einem migrantisch geprägten Vorort von Paris verlieben sich zwei Mädchen, die verfeindeten Cliquen angehören.
Boulevard! A Hollywood Story (Dokumentation, Vereinigte Staaten 2021) – Regie: Jeffrey Schwarz
Dokumentation über Dickson Hughes und Richard Stapley, zwei schwule Song-Schreiber, die von Gloria Swanson beauftragt wurden, eine Musical-Adaption ihres Films Sunset Boulevard zu schreiben. Während sie ihre Liebe im Amerika der 1950er-Jahre geheim halten mussten, verliebte sich Swanson in einen der beiden.
Boy Meets Boy (Deutschland 2021) – Regie: Daniel Sánchez López
Bevor er am nächsten Tag zurück nach Großbritannien muss, feiert Harry nochmal in einem Berliner Club. Als er dort Johannes kennenlernt, streifen bei beiden die nächsten 15 Stunden durch die Straßen Berlins und merken dabei, dass sie sich verlieben.
Christmas at the Ranch (Vereinigte Staaten 2021) – Regie: Christin Baker
Haley Hollis kehrt vor Weihnachten auf die Ranch ihrer Familie zurück, um sie vor der Schließung zu bewahren. Als sie dort mit der Rancharbeiterin Kate zusammenarbeiten muss, verliebt sie sich in sie.
Dancing Queens (Schweden 2021) – Regie: Helena Bergström
Die 23-jährige Dylan lebt in der schwedischen Provinz und will unbedingt Tänzerin werden. Als sie zu einem Vortanzen gehen will, kommt sie wegen eines Missverständnisses zu spät. Schließlich landet sie als Putzfrau in einem Travestieclub, wo sie sich als Mann ausgeben soll, um als Dragqueen aufzutreten. Dort lernt sie nicht nur das Leben ihrer schwulen Kollegen kennen, sondern findet auch zu sich selbst.
Ein Känguru wie du (Kurz-Animationsfilm, Deutschland 2021) – Regie: Tammo Kaulbarsch
Die Raubkatzen Pascha und Lucky wollen mit ihrem Trainer bei einem Zirkusfestival auftreten. Als sie vermuten, ihr Trainer sei schwul, reißen sie aus. Sie wissen zwar gar nicht genau, was das heißt, fürchten sich aber vor dem Unbekannten. Unterwegs lernen sie das Känguru Django kennen und haben viel Spaß zusammen. Als sie erfahren, dass Django schwul ist, kehren sie gemeinsam mit ihm zurück und merken, dass es für Freundschaft ganz egal ist, wen man liebt.
Der Film basiert auf dem gleichnamigen Kinderbuch von Ulrich Hub (Text) und Jörg Mühle (Illustrationen) aus dem Jahr 2016.
Errante corazón (Argentinien/Brasilien/Chile/Spanien/Niederlande 2021) – Regie: Leonardo Brzezicki
Ein alleinerziehender, schwuler Vater muss damit umgehen, dass seine Tochter, zu der er eine enge Bindung hat, sich langsam loslöst und ihr eigenes Leben beginnt.
Fervor (Kurzfilm, Chile 2021) – Regie: José Manuel Vélez
Tomás lebt in einer kleinen Küstenstadt in Chile. Als er an einem Sommertag Benjamin sieht, in den er schon lange verliebt ist, nimmt er seinen ganzen Mut zusammen, um endlich zu sich selbst zu stehen.
Firebird (Estland/Vereinigtes Königreich 2021) – Regie: Peeter Rebane
Estland in den 1970ern: Auf dem Höhepunkt des Kalten Kriegs verlieben sich auf einem sowjetischen Luftwaffenstützpunkt ein Soldat und ein Kampfpilot ineinander. Doch ihre Liebe muss geheim bleiben.
First Time: The Time for All but Sunset – Violet (Kurzfilm, Deutschland 2021) – Regie: Nicolaas Schmidt
Ein Sommerabend in Hamburg: zwei Jungen sitzen sich in der Ringbahn gegenüber. Sie tauschen nur schüchterne Blicke aus, aber fahren immer weiter im Kreis, ohne dass einer der beiden aussteigt.
Flee (Dokumentation, Dänemark/Frankreich/Schweden/Norwegen 2021) – Regie: Jonas Poher Rasmussen
Animierte Dokumentation über Amin, einen erfolgreichen Akademiker, der offen schwul in Kopenhagen lebt. Während er mit seiner sexuellen Neigung offen umgeht, hat er seine Flüchtlingsgeschichte von Afghanistan nach Russland jahrelang geheim gehalten. Nun vertraut er seinem Lebensgefährten seine wahre Geschichte an.
Gameboys: The Movie (Philippinen/Japan 2021) – Regie: Ivan Andrew Payawal
Basierend auf der philippinischen Serie „Gameboys“ (2020–2022) erzählt dieser Film, wie die mittlerweile zu einem Paar gewordenen Cairo und Gavreel einige glückliche Wochen verbringen, bevor Cairo in seine Heimat in der Provinz zurück muss.
Glück (Deutschland 2021) – Regie: Henrika Kull
Die 42-jährige Sascha arbeitet im Bordell „Queens“. Als die fast 20 Jahre jüngere Maria aus Italien anfängt, im Bordell zu arbeiten, verlieben sich die beiden Frauen ineinander.
Große Freiheit (Österreich/Deutschland 2021) – Regie: Sebastian Meise
Der schwule Hans erzählt seine Lebensgeschichte anhand seiner Gefängnisaufenthalte. Schon unter den Nazis kommt er wegen seiner Homosexualität ins KZ und auch im Nachkriegsdeutschland, wo Homosexualität immer noch illegal ist, kommt er ins Gefängnis. Doch Hans bleibt auf der Suche nach Freiheit und Liebe.
Hass gegen LGBTQ – Von Diskriminierung und Widerstand (Dokumentation, Schweiz 2021) – Regie: Béla Batthyany, Barbara Frauchiger
Dokumentation über die anhaltende Diskriminierung und Gewalt gegen nicht-heterosexuelle Menschen.
Hello World (Hei verden) (Dokumentation, Norwegen 2021) – Regie: Kenneth Elvebakk
Dokumentarfilm über vier Jugendliche, die sich an ihrer norwegischen Schule outen wollen.
If I’m Good (Kurzfilm, Vereinigte Staaten 2021) – Regie: Jonathon Pawlowski
Nachdem sein Ehemann gestorben ist, verliebt sich ein Witwer in einen jüngeren Mann.
In den besten Händen (La fracture) (Frankreich 2021) – Regie: Catherine Corsini
Comiczeichnerin Raphaela (Valeria Bruni Tedeschi) und Verlegerin Julie (Marina Foïs) sind seit zehn Jahren ein Paar, aber in letzter Zeit streiten sie sich immer öfter. Als Raphaela bei einem Streit stürzt und die beiden Frauen in einem Pariser Krankenhaus landen, werden sie dort mit Demonstranten konfrontiert, die sie vieles hinterfragen lassen.
Kink (Dokumentation, Chile/Spanien 2021) – Regie: Alberto Fuguet
Dokumentation über das schwule Fotografenpaar Paco und Manolo, die seit über 30 Jahren ein Paar sind und in der Umgebung von Barcelona männliche Aktfotografien für das Magazin Kink machen.
The Letter Men (Kurzfilm, Vereinigte Staaten 2021) – Regie: Andy Vallentine
Basierend auf der größten Sammlung schwuler Liebesbriefe aus dem Zweiten Weltkrieg erzählt dieser Kurzfilm die Geschichte zweier verliebter Männer, die der Krieg getrennt hat.
Look me over – Liberace (Dokumentation, Deutschland 2021) – Regie: Jeremy J. P. Fekete
Dokumentation über das Leben des Pianisten Liberace, der mit seinen opulenten Shows als „Mr. Showmanship“ ein Superstar war, der jedoch bis zu seinem Tod seine Homosexualität verleugnete.
Ma Belle, My Beauty (Vereinigte Staaten 2021) – Regie: Marion Hill
Fred und seine Frau Bertie leben in Südfrankreich. Als die Sängerin Bertie eine kreative Krise hat, holt Fred Lane in die Beziehung, mit der sie früher eine Dreiecksbeziehung geführt haben. Doch ist zwischen den beiden Frauen, die sich immer noch lieben, Platz für Fred?
Mascarpone (Maschile singolare) (Italien 2021) – Regie: Alessandro Guida, Matteo Pilati
Der 30-jährige Antonio wird von seinem Mann, von dem er emotional und finanziell abhängig war, verlassen und muss lernen, wieder auf eigenen Beinen zu stehen. Während dieses Prozesses merkt er, dass es ein Fehler war, seine Unabhängigkeit für eine Beziehung aufzugeben.
Im Jahr 2024 wurde unter dem Titel „Mascarpone 2: The Rainbow Cake“ eine Fortsetzung des Films gedreht.
Mayor Pete (Dokumentation, Vereinigte Staaten 2021) – Regie: Jesse Moss
Dokumentation über das Leben und die Karriere des schwulen US-Politikers Pete Buttigieg und seinen Weg vom Bürgermeister zum Präsidentschaftskandidaten und Verkehrsminister.
Mein Körper, meine Liebe – Lesben, Schwule und Transgender (Dokumentation, Deutschland 2021) – Regie: Patrick Zeilhofer, Volker Wasmuth
Dokumentation über die Situation von Schwulen, Lesben und Transgeschlechtlichen in Europa. Gezeigt werden u. a. ein schwules Paar aus Frankfurt, ein lesbisches Paar aus Zürich, ein schwuler Polizist in Wien, eine transgeschlechtliche Politikerin aus Nürnberg und ein schwuler Fußballverein in München.
Mía und Moi (Mía y Moi) (Spanien 2021) – Regie: Borja de la Vega
Nach dem Tod ihrer Mutter ziehen sich Mía und ihr schwuler Bruder Moi aufs Land zurück. Auch Mois Freund Biel ist dabei. Als Mías Exfreund Mikel dazustößt, sorgt das zwischen den drei Männern für erotische Spannungen.
Moneyboys (Österreich, Frankreich, Belgien, Taiwan 2021) – Regie: C. B. Yi
Als der Sexarbeiter Fei von einem Zuhälter misshandelt wird, will sein Liebhaber Xiaolai sich an dem Täter rächen. Doch der Streit eskaliert und Fei taucht aus Angst vor Vergeltung unter. Fünf Jahre später lebt Fei in einer anderen Stadt mit seinem neuen Freund Long. Doch als Xiaolai plötzlich auftaucht, holt die Vergangenheit ihn wieder ein.
Mutter kündigt (Deutschland 2021) – Regie: Rainer Kaufmann
Carla will ihren Kindern kündigen. Sie zahlt ihnen das Erbe ihres verstorbenen Vaters aus, mit dessen Annahme und der Unterschrift eines Vertrages die Kündigung vollzogen ist. Zunächst sind alle drei fassungslos, doch schließlich nimmt Sohn Philipp, ein Bänker, das Geld als Erster an. Die Töchter Rita, die Anwältin ist, und Doro, die mit ihrer Frau Hanna ein Yogastudio betreibt, zögern jedoch noch.
My private Desert (Deserto Particular) (Brasilien 2021) – Regie: Aly Muritiba
Als der Polizist Daniel vom Dienst suspendiert wird, macht er sich auf die Suche nach seiner Online-Bekanntschaft Sara. Stattdessen trifft er auf einen Mann und die beiden beginnen eine Beziehung.
Once a Year on Blackpool Sands (Vereinigtes Königreich 2021) – Regie: Karlton Parris
Im Jahr 1953 verbringen die britischen Bergarbeiter Eddy und Tommy ihren Urlaub im Küstenort Blackpool, wo ihre Liebe auf die Homophobie der damaligen Zeit trifft. Dort treffen sie auf den Transvestiten James, der sich nicht verstecken will.
Operation Hyakinthos (Hiacynt) (Polen 2021) – Regie: Piotr Domalewski
Der junge Polizist Robert und sein älterer Kollege Wojtek untersuchen den Fall eines Serienmörders, der in Warschau Homosexuelle ermordet. Bei den Ermittlungen entdeckt Robert sein eigenes homosexuelles Verlangen und beginnt trotz seiner Verlobung mit einer Kollegin und trotz seines extrem homophoben Umfelds eine Beziehung zu einem Studenten.
Papa & Dada (Dokumentation, Schweiz 2021) – Regie: Daniela Ambrosoli
Dokumentation über vier schwule Elternpaare und ihre Kinder.
Parallele Mütter (Madres paralelas) (Spanien 2021) – Regie: Pedro Almodóvar
Janis und Ana entbinden im selben Krankenhaus. Ihre Babys werden vertauscht. Nachdem Janis dies bemerkt, verheimlicht sie es Ana. Die beiden beginnen eine Liebesbeziehung.
Peace (Kurzfilm, Vereinigte Staaten 2021) – Regie: Adomako Aman
Liebesgeschichte zwischen zwei schwulen Afroamerikanern in der New Yorker Bronx.
Das Pfauenparadies (Il paradiso del pavone) (Italien 2021) – Regie: Laura Bispuri
Als Nenas Kinder sie zu ihrem 75. Geburtstag besuchen, erfahren sie zufällig, dass ihre Mutter eigentlich lesbisch ist und trotz ihrer Ehe mit Umberto ein Verhältnis mit ihrer Haushälterin Lucia hat.
The Phantom of the Sauna (El Fantasma de la Sauna) (Spanien 2021) – Regie: Luis Navarrete
Vom Phantom der Oper inspirierte Geschichte: Javi lebt in Madrid und sucht dort in einer Schwulen-Sauna einen Job. Als er dort anfängt zu arbeiten, löst das eine Menge sonderbarer Ereignisse aus und ein Phantom, das im Verborgenen in der Sauna lebt, verliebt sich in ihn.
Potato Dreams of America (Vereinigte Staaten 2021) – Regie: Wes Hurley
Die Ärztin Elena und ihr schwuler Sohn, den alle nur aufgrund seiner geringen Größe „Potato“ nennen, leben in der UdSSR und flüchten täglich in die Phantasiewelt amerikanischer Filme. Als Elena einen Amerikaner kennenlernt, der eine Beziehung zu ihr haben möchte, ergreift sie für sich und ihren Sohn die Chance auf ein neues Leben in den USA. Doch als „Potato“ älter wird, traut er sich nicht, sich zu outen.
The Power of the Dog (Vereinigtes Königreich/Australien/Vereinigte Staaten/Kanada/Neuseeland 2021) – Regie: Jane Campion
Im Montana der 1920er-Jahre verbreitet der herrische Viehzüchter Phil Burbank (Benedict Cumberbatch) Angst und Schrecken unter seinen Mitmenschen. Als sein Bruder eine Frau heiratet, die mit ihrem Sohn auf die Ranch zieht, kommt es zu sexuellen Spannungen zwischen ihrem Sohn und Burbank.
Queer History – Ein langer Weg zur Gleichberechtigung (L.A. A Queer History) (Dokumentation, Vereinigte Staaten 2021) – Regie: Gregorio Davila
Dokumentation über die Geschichte der Homosexuellenrechte und des Kampfs um Gleichstellung in Los Angeles.
Der Schwimmer (The Swimmer) (Israel 2021) – Regie: Adam Kalderon
Erez ist ein erfolgreicher Schwimmer, der die Chance auf eine Teilnahme bei den Olympischen Spielen hat. Im Trainingslager verliebt er sich in seinen Konkurrenten Nevo. Obwohl sein Trainer ihm rät, sich von Nevo fernzuhalten, um seine sportlichen Chancen nicht zu gefährden, sind seine Gefühle stärker als der Kampf um Medaillen.
Single All the Way (Vereinigte Staaten 2021) – Regie: Michael Mayer
Peter überredet seinen besten Freund Nick, sich beim Weihnachtsbesuch seiner Familie als sein Partner auszugeben, um den nervigen Kommentaren zu seinem Single-Leben zu entgehen. Doch da Peters Mutter bereits ein Treffen mit dem Trainer James geplant hat, endet das Weihnachtsfest im totalen Chaos.
Der Sommer mit Anaïs (Les amours d’Anaïs) (Frankreich 2021) – Regie: Charline Bourgeois-Tacquet
Als die quirlige Anaïs, nachdem sie ihren Freund verlassen hat, auf den Verleger Daniel trifft, verliebt dieser sich in sie. Doch als sie Daniels Frau, die erfolgreiche Schriftstellerin Émilie (Valeria Bruni Tedeschi), trifft, verlieben sich die beiden Frauen.
Sprung ins kalte Wasser (The Man with the Answers) (Zypern/Griechenland/Italien 2021) – Regie: Stelios Kammitsis
Früher feierte Victor große Erfolge als Turmspringer. Doch jetzt mit Anfang 20 jobbt er in einer griechischen Möbelfabrik. Als seine Großmutter unerwartet stirbt, bricht er nach Deutschland auf, wo seine Mutter lebt. Als er unterwegs Mathias kennenlernt und die beiden gemeinsam weiter reisen, finden sie zueinander.
Swan Song (Vereinigte Staaten 2021) – Regie: Todd Stephens
Nach einem Schlaganfall lebt der ehemalige Friseur Pat (Udo Kier), der auch als Dragqueen auftrat, in einer Seniorenwohnanlage. Als eine ehemalige, reiche Kundin stirbt und in ihrem Testament bestimmt, dass Pat ihr die Haare machen soll, will er zunächst ablehnen, da sie nicht zur Beerdigung seines Lebensgefährten gekommen war. Doch da er hofft, dass die damit verbundene Erbschaft ihm mehr Unabhängigkeit bringt, stimmt er schließlich zu und entflieht seiner Lethargie.
Sweetheart (Vereinigtes Königreich 2021) – Regie: Marley Morrison
AJ reist mit ihrer Familie zu einem Urlaub an der englischen Südwest-Küste. Dort verliebt sie sich in eine Rettungsschwimmerin.
Trübe Wolken (Deutschland 2021) – Regie: Christian Schäfer
Der undurchsichtige 17-Jährige Paul ist auf der Suche und schleicht durch das Leben anderer Menschen. Dabei bleibt vieles an seiner Person mysteriös, ebenso seine Sexualität. Der neue Mitschüler David flirtet mit Paul und will sich ihm nähern. Der Lehrer Bulwer bewundert sein dichterisches Talent und nimmt ihn unter seine Fittiche. Bald deutet sich an, dass seine Absichten nicht rein pädagogischer Natur sind.
Tunten zwecklos (Dokumentation, Deutschland 2021) – Regie: Mirek Balonis, Jutta Riedel
Dokumentarfilm über die Hamburger Bollenmädels, eine Gruppe schwuler Freunde, die sich im Hamburg der späten Achtziger zusammenfand und in Kostümen von „Schwarzwaldmädeln“ auftritt. Bis heute engagieren sie sich für eine offene und freie Gesellschaft.
Tuxedo Terrace (Kurzfilm, Vereinigte Staaten 2021) – Regie: Carmine Bicchetti
In den 1950er Jahren müssen der schwule Lorenzo und seine lesbische Frau Kitty bei einer Dinnerparty in den Hollywood Hills einen Einwanderungsbeamten von ihrer Scheinehe überzeugen.
Väter allein zu Haus: Andreas (Deutschland 2021) – Regie: Esther Gronenborn
Andreas zieht gemeinsam mit seinem Ehemann Christian dessen Nichte Stella auf. Als diese immer selbständiger wird, fühlt sich Andreas in seiner Vaterrolle unterfordert und hat Probleme wieder einen Job zu finden. Als dann auch noch sein homophober Vater und Stellas unbekannter Vater vor der Tür stehen, ist das Chaos perfekt.
The Venus Effect (Venuseffekten) (Dänemark 2021) – Regie: Anna Emma Haudal
Liv arbeitet in der Familiengärtnerei und führt ein ruhiges, beschauliches Leben mit ihrem Mann. Das ändert sich, als Andrea plötzlich in der Gärtnerei auftaucht und die beiden Frauen sich ineinander verlieben.
Verliebt unterm Weihnachtsbaum (Under the Christmas Tree) (Vereinigte Staaten/Kanada 2021) – Regie: Lisa Rose Snow
Charlie ist auf der Suche nach einem perfekten Weihnachtsbaum. Als sie ihn gefunden hat, stellt sich heraus, dass Alma, der der Baum gehört, diesen nicht verkaufen will. Doch allmählich kommen sich die beiden Frauen näher.
Walk with Me (Vereinigte Staaten 2021) – Regie: Isabel del Rosal
Eine junge Mutter verlässt ihren Mann um zu sich selbst zu finden. Dabei verliebt sie sich in eine andere Frau.
Wet Sand (Georgien/Schweiz 2021) – Regie: Elene Naveriani
Als der alte Eliko in seinem Haus in einem Dorf in Georgien erhängt aufgefunden wird, scheint das keinen der Dorfbewohner traurig zu stimmen. Nur Amnon, der am Strand eine kleine Bar betreibt, wirkt erschüttert. Als Elikos Enkelin Moe anreist, um die Beerdigung zu organisieren, erfährt sie nur langsam, wie ihr Großvater wirklich war.
Wildhood (Kanada 2021) – Regie: Bretten Hannam
Als der 16-jährige Link und sein jüngerer Halbbruder Travis erfahren, dass ihre Mutter nicht tot ist, wie ihr gewalttätiger Vater immer behauptet hat, begeben sie sich auf die Suche nach ihr. Dabei verliebt sich Link in einen anderen Jungen.
Zwischen uns beiden (Entre nous) (Frankreich 2021) – Regie: Jude Bauman
Elodie und Laetitia wollen seit langem ein Kind haben. Um Geld für eine künstliche Befruchtung zu bekommen, nehmen sie einen Mitbewohner auf, was jedoch ihre Beziehung belastet.

#### 2022
A Christmas to Treasure (Vereinigte Staaten 2022) – Regie: Jake Helgren
Als ein früherer Nachbar stirbt, treffen sich sechs Freunde zu Weihnachten wieder. Dabei flammen wieder die alten Gefühle zwischen Austin und Everett auf.
Aristoteles und Dante entdecken die Geheimnisse des Universums (Aristotle and Dante Discover the Secrets of the Universe) (Vereinigte Staaten 2022) – Regie: Aitch Alberto
Die Teenager Ari und Dante fangen an, Zeit miteinander zu verbringen, und entdecken, dass sie trotz aller Unterschiede viel verbindet.
Art and Pep (Dokumentation, Vereinigte Staaten 2022) – Regie: Mercedes Kane
Dokumentarfilm über Art Johnston und Pepe Peña, die sich im Chicago der 1970er Jahre kennenlernten und seitdem ein Paar sind. Seit Jahrzehnten setzen sich die beiden für Gleichstellung ein und früher führten sie gemeinsam das Lokal „Sidetrack“, das im Chicago der 1980er Jahre ein sicherer Ort für viele Schwule ist.
Barrio Boy (Vereinigte Staaten 2022) – Regie: Dennis Shinners
Es ist ein heißer Sommer in Brooklyn, New York. Quique arbeitet in seinem eigenen Barbershop; seine Freizeit verbringt er mit seiner Gang. Als er sich in einen fremden Mann verliebt, akzeptiert er, was er schon lange gespürt hat.
Langfassung des gleichnamigen Kurzfilms aus dem Jahr 2014.
Das Blau des Kaftans (Le bleu du caftan) (Frankreich/Marokko/Belgien/Dänemark 2022) – Regie: Maryam Touzani
Der Schneider Halim betreibt gemeinsam mit seiner Frau Mina ein Kaftan-Geschäft. Seine Homosexualität lebt Halim heimlich im Hamam aus. Als er den Lehrling Youssef einstellt, kommen sich die beiden Männer näher, was Mina nicht verborgen bleibt.
Blue Jean (Vereinigtes Königreich 2022) – Regie: Georgia Oakley
England im Jahr 1988: Die Sportlehrerin Jean muss in den konservativen Thatcher-Jahren ihre Homosexualität verbergen. Doch als sie mit ihrer Freundin Viv ausgeht und dabei von einer Schülerin gesehen wird, muss sie versuchen, ihren Job zu retten.
Der Bozen-Krimi: Familienehre (Deutschland 2022) – Regie: Mathias Klaschka
Fernsehfilm der Reihe Der Bozen-Krimi: Der Bozener Eishockeystar Marcel Wallner wird erstochen in der Kabine aufgefunden. Schnell kommt heraus, dass er ein Doppelleben geführt hat: er war verheirateter Familienvater, liebte jedoch heimlich einen Mann. In der Folge finden sich zahlreiche Verdächtige.
Bread and Salt (Chleb i sól) (Polen 2022) – Regie: Damian Kocur
Tymek studiert an der Warschauer Musikhochschule und will Pianist werden. Bevor er zu einem Stipendium nach Deutschland aufbricht, kehrt er zu einem Besuch in seinen Heimatort in der polnischen Provinz zurück. Seine Homosexualität verbirgt er vor seiner Familie und seinen Freunden, doch dann verliebt er sich in die falsche Person.
Breaking the Ice (Österreich 2022) – Regie: Clara Stern
Mira bewirtschaftet das Weingut ihrer Familie. Um sich abzulenken, ist sie in einer Eishockey-Mannschaft. Als die neue Spielerin Theresa auftaucht, entwickeln die beiden Frauen Gefühle füreinander.
Bros (Vereinigte Staaten 2022) – Regie: Nicholas Stoller
Zwei Männer, die sich anziehend finden, wollen zunächst nur Sex miteinander haben. Doch allmählich merken sie, dass sie vielleicht mehr füreinander empfinden.
Cherry Magic! Thirty Years of Virginity Can Make You A Wizard?!: The Movie (Gekijôban Sanjûsai made Dôtei Da to Mahôtsukai ni Nareru rashii) (Japan 2022) – Regie: Hiroki Kazama
Adachi und Kurosawa führen eine heimliche Beziehung. Als Adachis Job 1200 km verlegt wird, stellt das ihre Beziehung auf eine harte Probe.
Christmas Babysitter – Dad auf Probe (The Holiday Sitter) (Vereinigte Staaten/Kanada 2022) – Regie: Ali Liebert
Kurz vor Weihnachten soll Sam auf seinen Neffen und seine Nichte aufpassen. Als er sich Hilfe von deren Nachbarn Jason holt, entwickeln sich zwischen den beiden Männern Gefühle.
Close (Belgien, Frankreich, Niederlande 2022) – Regie: Lukas Dhont
Zwei Jungen am Anfang der Pubertät sind eng befreundet. Von anderen Gleichaltrigen ihrer Schule wird ihnen Homosexualität unterstellt, was in eine Katastrophe mündet.
Cobalt Blue (Indien 2022) – Regie: Sachin Kundalkar
Als sich ein Bruder und eine Schwester in denselben Mann verlieben, erschüttert dies ihre traditionelle indische Familie.
Concerned Citizen (Israel 2022) – Regie: Idan Haguel
Das schwule Paar Ben und Raz lebt in einer Wohnung in einem migrantisch geprägten Stadtteil von Tel Aviv. Dort wollen sie sich ihren Kinderwunsch erfüllen. Insbesondere bei dem äußerst peniblen Ben kommen jedoch, nachdem die teils chaotischen Zustände im Haus immer schlimmer werden und er Zeuge eines Akts von Polizeigewalt gegenüber einem Nachbarn wird, Zweifel, ob ein Kind in dieser Gegend aufwachsen sollte.
Connor & Jayden (Kurzfilm, Vereinigte Staaten 2022) – Regie: Jerome Elston Scott
Connor Tucker ist an seiner Schule Star des Football-Teams und bei allen beliebt. Als er wegen eines gebrochenen Beins einen Kochkurs belegt und dort den Außenseiter Jayden Sansbury kennenlernt, verlieben sich die unterschiedlichen Männer ineinander.
CorPolitica – Political Bodies (CorPolitica) (Dokumentation, Brasilien 2022) – Regie: Pedro Henrique França
Dokumentation über schwule, lesbische und transgeschlechtliche brasilianische Politiker und ihren Kampf für Gleichstellung.
Downton Abbey II: Eine neue Ära (Vereinigtes Königreich/Vereinigte Staaten 2022) – Regie: Simon Curtis
Wie bereits in der zugrundeliegenden Serie und dem ersten Film behandelt eine der Nebenhandlungen des historischen Dramas die Homosexualität des Butlers Thomas Barrow.
Egoisuto (Japan 2022) – Regie: Daishi Matsunaga
Kôsuke, der mit 14 Jahren seine Mutter verloren hat, arbeitet in Tokio für ein Modemagazin. Als er den Personal Trainer Ryûta und dessen Mutter kennenlernt, fühlt er sich zunächst an seine Mutter erinnert. Doch daneben kommen die beiden Männer sich immer näher.
Eismayer (Österreich 2022) – Regie: David Wagner
Charles Eismayer gilt als einer der härtesten Ausbilder beim österreichischen Bundesheer. Weder seine Rekruten und Kollegen, noch seine Familie ahnen, dass er heimlich schwul ist. Als er den offen schwulen Rekruten Mario Falak kennenlernt, verlieben sich die beiden und ziehen zusammen. Doch auch nachdem Mario ihm geholfen hat, eine schwere Krebserkrankung zu überstehen, schafft Charles es nicht, sich zu outen.
Elefant (Słoń) (Polen 2022) – Regie: Kamil Krawczycki
Seit sein Vater die Familie verlassen hat, muss sich der 22-jährige Bartek um den Bauernhof der Familie kümmern. Als nach langer Zeit der Nachbarssohn Dawid ins Dorf zurückkommt und die beiden Männer sich näherkommen, muss sich Bartek zwischen seinem von Pflichterfüllung geprägten Leben für die Familie und seiner Zuneigung zu Dawid entscheiden.
Fire Island (Vereinigte Staaten 2022) – Regie: Andrew Ahn
Die beiden schwulen Freunde Noah und Howie verbringen, wie jedes Jahr, ihre Sommerferien auf Fire Island, einer bei Schwulen beliebten Insel vor der Küste New Yorks. Dort verbringen sie einen tollen Sommer und lernen auch viele nette Männer kennen.
Die Freundin meiner Freundin (La amiga de mi amiga) (Spanien 2022) – Regie: Zaida Carmona
Die aufstrebende Filmemacherin Zaida erlebt mehrere Romanzen, während sie versucht, ihr Drehbuch fertigzustellen. Als die auf einer Party Lara kennenlernt, verliebt sie sich sofort in sie.
Girls Girls Girls (Tytöt tytöt tytöt) (Finnland 2022) – Regie: Alli Haapasalo
Mimmi und Rönkkö sind beste Freundinnen und arbeiten nach der Schule an einem Smoothie-Verkaufsstand. Hier reden sie ganz offen über ihre Erfahrungen in Sachen Liebe und Sex. Eines Tages verliebt sich Mimmi in Eiskunstläuferin Emma.
Golden Delicious (Kanada 2022) – Regie: Jason Karman
Jake hat zwar eine Freundin, aber als der offen schwule Aleks auf seine Schule kommt, beginnt Jake, sich in ihn zu verlieben.
Der Gymnasiast (Le lycéen) (Frankreich 2022) – Regie: Christophe Honoré
Der 17-jährige Lucas hat zwar gerade erst mit Oscar seinen ersten Freund gefunden, kann es jedoch kaum erwarten, nach der Schule endlich aus der Provinz nach Paris zu ziehen, wo auch sein älterer Bruder Quentin lebt. Doch als sein Vater bei einem Unfall ums Leben kommt, wirft ihn das aus der Bahn. Um auf andere Gedanken zu kommen, zieht er für eine Woche zu seinem Bruder nach Paris, was sein Leben komplett verändert.
Die Höhle (Kam motýli nelétají) (Tschechien 2022) – Regie: Roman Nemec
Während einer Nachtwanderung rutschen der schwule Sportlehrer Adam und der Abiturient Daniel in eine Felsspalte und landen in einer dunklen Höhle. Während sie nach einem Ausgang suchen, kommen sie sich näher, müssen jedoch gleichzeitig um ihr Überleben kämpfen.
Hör auf zu lügen (Arrête avec tes mensonges) (Frankreich 2022) – Regie: Olivier Peyon
Der Autor Stéphane Belcourt nimmt eine Einladung eines Cognac-Herstellers an, zu dessen Firmenjubiläum eine Rede zu halten. Da die Beziehung zu seinem Partner gerade in die Brüche gegangen ist und er Jahrzehnte nicht mehr in seiner alten Heimat war, sieht er dies als willkommene Abwechslung. Nach seiner Ankunft erinnert er sich an das Jahr 1984, in dem er eine Beziehung zu seinem Mitschüler Thomas hatte. Als er plötzlich einen jungen Mann trifft, der seiner ersten großen Liebe sehr ähnlich sieht und der sich als der Sohn von Thomas herausstellt, stürzt dies Stéphane in ein Gefühlschaos.
Horseplay (Los agitadores) (Argentinien 2022) – Regie: Marco Berger
Im heißen argentinischen Sommer treffen sich mehrere junge Männer in einer Villa, um gemeinsam die Ferien zu genießen. Zwei von ihnen kommen einander näher, erleben aber auch die Homophobie der anderen.
In Bed (Ke’elu En Machar) (Israel 2022) – Regie: Nitzan Giladi
Der schwule Guy und seine beste Freundin Joy besuchen eine Pride-Parade. Ihre gute Stimmung wird jäh unterbrochen, als es zu einem Anschlag kommt. Guy flieht mit Joy und Dan, den sie bei der Parade kennengelernt haben, in Guys Wohnung. Während sie die Wohnung nicht verlassen können, kommen sich Guy und Dan näher.
The Inspection (Vereinigte Staaten 2022) – Regie: Elegance Bratton
Ellis French hat die letzten Jahre in verschiedenen Obdachlosenunterkünften gelebt, weil seine streng religiöse Mutter ihn wegen seiner Homosexualität rausgeworfen hat. Um der Obdachlosigkeit zu entkommen und in der Hoffnung, den Respekt seiner Mutter wiederzuerlangen, meldet er sich bei den US-Marines. Dort erlebt er zwar auch Ausgrenzung und Schikanen, findet jedoch auch neues Selbstbewusstsein und Stärke.
Irrlicht (Fogo-Fátuo) (Portugal/Frankreich 2022) – Regie: João Pedro Rodrigues
Fantasyfilm über einen König, der sich im Jahr 2069 an seine Jugend erinnert, als er Feuerwehrmann werden wollte und eine Affäre mit seinem Ausbilder hatte.
Jungs vom Lande (Des garçons de province) (Frankreich 2022) – Regie: Gaël Lépingle
Der Film erzählt drei Geschichten über schwules Leben in der französischen Provinz.
Der Liebhaber meines Mannes (My Policeman) (Vereinigtes Königreich/Vereinigte Staaten 2022) – Regie: Michael Grandage
In den 1950er-Jahren verliebt sich der junge, britische Polizist Tom in die Lehrerin Marion. Als er später den Museumskurator Patrick kennenlernt, weckt dies in ihm eine unbekannte Leidenschaft. Doch er will auch Marion nicht aufgeben und so beginnt eine Dreiecksbeziehung, die immer größere Probleme verursacht.
Lieferissimo (Kurzfilm, Deutschland 2022) – Regie: Lukas März
Tom verliebt sich in den Lieferanten, der die Pizza bringt. Um ihn wieder zu sehen, bestellt er immer wieder neues Essen, doch es wird stets von anderen Lieferanten gebracht, so dass er sich eine neue Taktik ausdenken muss.
Like Me! (Israel 2022) – Regie: Eyal Kantor
Tom verdient sein Geld als Pizzafahrer. Er beginnt eine Beziehung mit einem älteren Mann, für den er als Fotomodell arbeitet, ist jedoch heimlich in seinen guten Freund Gilad verliebt.
Lonesome (Australien 2022) – Regie: Craig Boreham
Casey flieht vom Land in die Großstadt Sydney. Dort lernt er Tib kennen, der zwar unter vielen Menschen ist, aber dennoch unter seiner Einsamkeit leidet. Die beiden verlieben sich ineinander, doch lassen sie es zu, den anderen an sich ranzulassen?
Looking for Her (Vereinigte Staaten 2022) – Regie: Alexandra Swarens
Taylor ist über Weihnachten bei ihrer Familie eingeladen, die sie aufgefordert haben, ihnen endlich ihre Freundin vorzustellen. Doch sie hat ihnen verschwiegen, dass sie sich von ihrer Freundin getrennt hat und so sucht sie nach einer Schauspielerin, die die Rolle übernimmt.
The Love – Lass die Liebe sprechen (El houb) (Niederlande 2022) – Regie: Shariff Nasr
Als die Familie des marokkanischstämmigen Karim sich weigert, über seine Homosexualität zu sprechen, schließt er sich in die Vorratskammer ein und will diese erst verlassen, wenn sie zu einem Gespräch bereit sind. Dort erinnert er sich an totgeschwiegene Konflikte.
Merry & Gay (Vereinigte Staaten 2022) – Regie: Christin Baker
Als Becca über Weihnachten nach Hause kommt, verliebt sie sich wieder in ihre Jugendliebe Sam. Die Mütter der beiden Frauen versuchen zu helfen, dass die beiden wieder zusammenkommen.
Mini-Zlatan und der liebste Onkel der Welt (Lill-Zlatan och morbror Raring) (Schweden 2022) – Regie: Christian Lo
Als Ellas Eltern in den Urlaub fahren und sie bei Verwandten lassen wollen, die sie nicht leiden kann, reißt sie aus und fährt zu Onkel Tommy, mit dem sie sich viel besser versteht. Doch als Tommys neuer Freund Steve auftaucht, wird sie eifersüchtig und versucht, die beiden auseinanderzubringen.
My Fake Boyfriend (Kanada 2022) – Regie: Rose Troche
Auf Rat seines besten Freundes gibt ein junger Mann vor, sich in einen anderen Mann verliebt zu haben, um seine Ex-Geliebte loszuwerden. Langsam beginnt er, seine Sexualität zu hinterfragen.
Nelly & Nadine (Dokumentation, Schweden/Belgien/Norwegen 2022) – Regie: Magnus Gertten
Dokumentarfilm über Nelly Mousset-Vos und Nadine Hwang, die sich in der Naziherrschaft im KZ Ravensbrück kennenlernen und sich verlieben. Zunächst werden sie getrennt, finden sich jedoch nach dem Krieg wieder und bleiben bis zu ihrem Lebensende zusammen.
Of an Age (Australien 2022) – Regie: Goran Stolevski
Sommer 1999 in Melbourne: Als seine Tanzpartnerin vor einem wichtigen Wettbewerb am anderen Ende der Stadt abgeholt werden muss, will der serbisch-stämmige Kol mit ihrem Bruder Adam zu ihr fahren, damit der Wettbewerb stattfinden kann. Die beiden jungen Männer verlieben sich ineinander, aber Adam wird am nächsten Tag Melbourne verlassen.
Peter von Kant (Frankreich 2022) – Regie: François Ozon
Adaption des Films Die bitteren Tränen der Petra von Kant aus dem Jahr 1972, die aus der lesbischen Liebesgeschichte eine schwule Liebesgeschichte macht und die Handlung von der Modewelt in die Filmwelt verlegt.
Punch (Neuseeland 2022) – Regie: Welby Ings
Der 17-jährige Jim wird von seinem Vater auf eine Karriere als Profi-Boxer vorbereitet. Nachdem er den schwulen Maori-Jungen Whetu kennenlernt, freunden die beiden sich an und schließlich beginnt Jim, auch seine Sexualität zu überdenken.
Rex Gildo – Der letzte Tanz (Deutschland 2022) – Regie: Rosa von Praunheim
Halbdokumentarische Filmbiographie des Schlagersängers und Schauspielers Rex Gildo, die dessen vermutete Homosexualität behandelt.
The Schoolmaster Games (Magisterlekarna) (Schweden 2022) – Regie: Ylva Forner
An der St Sebastian Academy sind alle Studenten schwul und Homosexualität ist die Norm.
Seitenspiel (In from the Side) (Vereinigtes Königreich 2022) – Regie: Matt Carter
Mark und Warren sind Mitglieder eines schwulen Rugbyclubs in London. Als die beiden eine Affäre beginnen, gefährdet das nicht nur ihre festen Beziehungen, in denen sie sich befinden, sondern auch ihr Rugby-Team.
So Damn Easy Going (Så jävla easy going) (Schweden/Norwegen 2022) – Regie: Christoffer Sandler
Die 18-jährige Schülerin Joanna leidet unter ADHS und versucht neue Medikamente zu bekommen. Als sie die neue Mitschülerin Audrey kennenlernt, entwickeln sich zwischen den beiden Gefühle.
Soll ich dich einem Sommertag vergleichen? (Bashtaalak sa'at) (Ägypten/Libanon/Deutschland 2022) – Regie: Mohammad Shawky Hassan
Experimenteller Essayfilm, der die Beziehung zwischen zwei Männern, die auch Sex mit anderen Männern haben, darstellt.
Spiel mit mir (A Dice with Five Sides) (Italien/Spanien 2022) – Regie: Riccardo Tamburini
Marcello und Herman treffen sich zu einem Sexdate, merken jedoch schnell, dass sie mehr füreinander empfinden. Da sie Angst vor dem Scheitern einer Beziehung haben, versuchen sie, einen Würfel über den weiteren Verlauf entscheiden zu lassen.
Spoiler Alarm (Spoiler Alert) (Vereinigte Staaten 2022) – Regie: Michael Showalter
Die auf wahren Ereignissen basierende Geschichte von Michael Ausiello und Kit Cowan, einem ungleichen Paar, die eine glückliche Beziehung führen, bis bei Kit Cowan Krebs diagnostiziert wird.
Sublime (Argentinien 2022) – Regie: Mariano Biasin
Der 16-jährige Manuel lebt in einer Küstenstadt ein typisches Teenager-Leben: er geht zur Schule, spielt Fußball und ist Bassist in einer Rockband. Eines Nachts hat der Teenager einen Traum, der ihm die Augen öffnet. Er hat sich in seinen besten Freund Felipe verliebt und fragt sich, ob diese Gefühle womöglich auf Gegenseitigkeit beruhen.
Tár (Vereinigte Staaten 2022) – Regie: Todd Field
Die gefeierte amerikanische Dirigentin Lydia Tár leitet ein deutsches Orchester und lebt mit ihrer Lebensgefährtin, der Konzertmeisterin Sharon Goodnow, und der gemeinsamen Tochter in Deutschland. Doch ausgerechnet auf dem Höhepunkt ihrer Karriere bekommt sie immer mehr Probleme.
Three Months (Vereinigte Staaten 2022) – Regie: Jared Frieder
Im Jahr 2011 feiert der schwule Caleb seinen Highschool-Abschluss. Während er bisher sein unbeschwertes Leben in Südflorida genossen hat, erfährt er plötzlich, dass er sich beim Sex mit einem anderen Jungen mit HIV infiziert haben könnte. Nun muss er drei Monate auf das Ergebnis seines Tests warten.
Der unsichtbare Faden (Il filo invisibile) (Italien 2022) – Regie: Marco Simon Puccioni
Leone wurde von einem schwulen Elternpaar aufgezogen. Als er für ein Schulprojekt einen Dokumentarfilm über Homorechte in Italien drehen möchte, sorgt das für viel Wirbel.
Le variabili dipendenti (Kurzfilm, Italien 2022) – Regie: Lorenzo Tardella
In einem dunklen Kino küssen sich die Schüler Pietro und Tommaso zum ersten Mal. Doch beide verknüpfen unterschiedliche Erwartungen mit dem Kuss.
Vorurteil und Stolz (Fördom och stolthet) (Dokumentation, Schweden 2022) – Regie: Eva Beling
Dokumentarfilm über die Geschichte von Schwulen, Lesben, Bisexuellen und Transmenschen in schwedischen Filmen.
The Whale (Vereinigte Staaten 2022) – Regie: Darren Aronofsky
Nachdem sein Lebenspartner gestorben ist, wurde der Englischprofessor Charlie (Brendan Fraser) zum zwanghaften Esser und wiegt mittlerweile über 270 Kilogramm. Er versucht, sein Leben wieder in den Griff zu bekommen und möchte auch wieder Kontakt zu seiner Tochter aufnehmen. Dabei gerät er an einen Prediger, der ihm Erlösung verspricht.

#### 2023
All of Us Strangers (Vereinigtes Königreich 2023) – Regie: Andrew Haigh
Nachdem Adam seinem Nachbarn Harry näherkommt, gerät er in eine Zeitschleife und trifft wieder auf seine längst verstorbenen Eltern, denen er endlich sagen kann, dass er schwul ist.
All the Silence (Todo el Silencio) (Mexiko 2023) – Regie: Diego del Rio
Miriam arbeitet als Gebärdendolmetscherin und lebt mit ihrer gehörlosen Partnerin zusammen. Als Miriam bemerkt, dass auch sie langsam ihr Gehör verliert, krempelt das ihr gesamtes Leben um.
Bonus Track (Vereinigtes Königreich 2023) – Regie: Julia Jackman
Ein schüchterner Schüler, der sich für Musik begeistert, will am Ende des Schuljahres an einem Talentwettbewerb in seiner Schule teilnehmen. Als ein selbstbewussterer Schüler ihm bei den Vorbereitungen hilft, entwickeln sich zwischen den beiden tiefergehende Gefühle.
Born for You (Nata per te) (Italien 2023) – Regie: Fabio Mollo
Auf einer wahren Geschichte basierender Film über einen schwulen Mann, der in Italien versucht, ein kleines Mädchen mit Down-Syndrom zu adoptieren.
Cassandro (Vereinigte Staaten 2023) – Regie: Roger Ross Williams
Filmbiographie über den schwulen Wrestler Saúl Armendáriz, der als „Cassandro“ internationalen Ruhm erlangte.
Chuck Chuck Baby (Vereinigtes Königreich 2023) – Regie: Janis Pugh
Helen pflegt tagsüber die Mutter ihres Exmannes und arbeitet nachts als Packerin in einer Hühnchenfabrik. Als ihre Jugendfreundin Joanne wieder auftaucht, verlieben sich die beiden Frauen, doch sie müssen für ihre Beziehung kämpfen.
Commitment to Life (Dokumentation, Vereinigte Staaten 2023) – Regie: Jeffrey Schwarz
Dokumentation über die Thematisierung von HIV und AIDS in US-amerikanischen Filmen und den Umgang der US-amerikanischen Filmindustrie mit dem Thema.
The Critic (Großbritannien 2023) – Regie: Anand Tucker
London im Jahr 1934: Jimmy Erskine (Ian McKellen) ist der berühmteste und gefürchtetste Theaterkritiker der Stadt, der Karrieren fördern, aber genauso beenden kann. Der schwule Erskine genießt sein Leben auf Partys und mit jungen Männern. Als seine Zeitung einen neuen Herausgeber bekommt, der ihn loswerden will, schmiedet er einen perfiden Plan, um seine Stellung zu retten.
Down Low (Vereinigte Staaten 2023) – Regie: Rightor Doyle
Gary, der sich gerade von seiner Frau getrennt hat, engagiert einen Callboy, um endlich seine Sehnsucht nach schwulem Sex zu befriedigen. Als dieser über eine Dating-App einen anderen Mann dazu holt, überschlagen sich die Ereignisse.
Drifter (Deutschland 2023) – Regie: Hannes Hirsch
Der 22-jährige Moritz ist nach Berlin gezogen, um mit seinem Freund zusammen zu sein. Als die beiden sich trennen, versucht Moritz sein Leben neu zu ordnen und zu sich selbst zu finden.
The Eighth Sense (Südkorea 2023) – Regie: Inu Baek, Werner du Plessis
In Seoul verlieben sich zwei Studenten ineinander, müssen jedoch zunächst ihre Probleme lösen.
Eldorado – Alles, was die Nazis hassen (Dokumentation, Deutschland 2023) – Regie: Benjamin Cantu, Matt Lambert
Dokumentation über die Verfolgung von Homosexuellen und Transsexuellen durch die Nazi-Diktatur und das Berliner Tanzlokal Eldorado, das in den 1920er-Jahren von Schwulen, Lesben, Bisexuellen, Transvestiten und Transmenschen besucht wurde.
El primer beso (Kurzfilm, Spanien 2023) – Regie: Miguel Lafuente
Ein Teenager, der in einer Kleinstadt lebt, fährt nach Madrid, um sich zum ersten Mal mit einem anderen schwulen Jungen zu treffen.
Eric & Oliver (Kurzfilm, Vereinigte Staaten 2023) – Regie: Dylan S. Baker
Eric und Oliver verlieben sich und müssen für die Akzeptanz ihrer Beziehung kämpfen.
 Fairlane (Kurzfilm, Vereinigte Staaten 2023) – Regie: Luca Leggieri
Brandon beginnt, in einer Autowerkstatt zu arbeiten, um seine Mutter zu unterstützen. Dort wird er von Evan angelernt und die beiden Männer verlieben sich.
Fireworks (Stranizza d’amuri) (Italien 2023) – Regie: Giuseppe Fiorello
Im Sizilien des Jahres 1982 lernt der 17-jährige Gianni nach einem Unfall mit seinem Moped den 16-jährigen Nino kennen. Aus anfänglicher Freundschaft entwickelt sich langsam eine Liebesbeziehung. Doch die konservativen Familien der beiden Jungen unternehmen alles, um diese Beziehung zu beenden.
Der Film basiert auf der wahren Geschichte zweier schwuler Italiener, die 1980 auf Sizilien ermordet wurden.
Good Grief (Vereinigte Staaten 2023) – Regie: Daniel Levy
Marc (Daniel Levy) und Oliver (Luke Evans) führen eine glückliche Beziehung. Als Oliver bei einem Autounfall stirbt, ist Marc am Boden zerstört. Als er dann auch noch erfährt, dass Oliver eine heimliche Beziehung zu einem anderen Mann hatte, versucht er gemeinsam mit seinen Freunden Thomas und Sophie zu einem glücklichen Leben zurückzufinden.
Hass gegen Queer (Dokumentation, Deutschland 2023) – Regie: Tristan Ferland Milewski
Fernsehdokumentation über Hass und Gewalt gegen Homo- und Transsexuelle.
Housekeeping for Beginners (Domaćinstvo za početnici) (Nordmazedonien/Polen/Kroatien/Serbien/Kosovo 2023) – Regie: Goran Stolevski
Dita lebt mit ihrer Lebensgefährtin Suada sowie ihrem alten Freund Toni und dessen neuem Freund Ali in einer Villa in den Hügeln von Mazedoniens Hauptstadt Skopje. Als Suada unheilbar an Krebs erkrankt und Dita sich um Suadas Töchter kümmern soll, müssen sie aufgrund der Gesetzeslage ihrer Heimat eine Scheinehe arrangieren.
I Love You More (Albanien 2023) – Regie: Erblin Nushi
Der albanische Teenager Ben hat sich im Internet in den Deutschen Leo verliebt, der ihn in einem Monat endlich besuchen will. Doch seine Familie hat die Chance, in die USA zu ziehen und eine Greencard zu bekommen. Obwohl auch Ben endlich aus seiner repressiven Heimat in ein liberaleres Land ziehen will, will er auch Leo sehen.
Inga Lindström: Einfach nur Liebe (Deutschland 2023) – Regie: Marco Serafini
Nachdem Maja einst von ihrem Vater verstoßen wurde, erbt sie nach dessen Tod eine kleine Insel von ihm. Zunächst will sie das Erbe ausschlagen, reist aber schließlich doch in ihre alte Heimat. Dort angekommen trifft sie ihre alte Jugendfreundin Lucinde und die beiden Frauen verlieben sich ineinander.
100. Fernsehfilm der ZDF-Filmreihe Inga Lindström.
Kaathal – The Core (Kaathal) (Indien 2023) – Regie: Jeo Baby
Als der Familienvater Mathew nach seiner Pensionierung für das Dorfparlament kandidiert, erfährt seine Gattin Omana von seiner verheimlichten Homosexualität.
Knochen und Namen (Deutschland 2023) – Regie: Fabian Stumm
Der Schauspieler Boris und der Schriftsteller Jonathan sind seit vielen Jahren ein Paar. Als Jonathan sich in der Arbeit an einem neuen Roman verliert und Boris bei Filmproben seinem jüngeren Kollegen Tim näherkommt, beginnen sie, ihre Liebe zu hinterfragen.
LasVegas (Deutschland 2023) – Regie: Kolja Malik
Der junge Modedesigner Tristan möchte endlich seine Karriere starten und sich aus dem Klammergriff seiner Familie lösen. Als er den Travestie- und Lebenskünstler Sunny kennenlernt, verkörpert dieser die Freiheit, nach der sich Tristan sehnt und die beiden werden ein Paar. Doch Sunny hat auch ein Geheimnis.
Le Paradis (Belgien/Frankreich 2023) – Regie: Zeno Graton
In einer Jugendstrafanstalt verlieben sich Joe und William ineinander.
Les tortues (Belgien/Kanada 2023) – Regie: David Lambert
Thom und Henri sind seit 35 Jahren ein Paar, doch ihre Beziehung zeigt tiefe Risse. Um die Beziehung zu retten, denken sie sogar an Scheidung.
Light Light Light (Valoa valoa valoa) (Finnland 2023) – Regie: Inari Niemi
Mariia lebt in einem kleinen Dorf im Westen Finnlands. Als Mimi neu in ihre Schule kommt, verlieben sich die beiden Mädchen ineinander und verbringen einen wunderbaren Sommer. 20 Jahre später kehrt Mariia in ihr Heimatdorf zurück, um sich um ihre kranke Mutter zu kümmern. Dabei kommen die Erinnerungen an diesen Sommer wieder zurück.
Liuben (Spanien/Bulgarien 2023) – Regie: Venci Kostov
Victor kehrt zur Beerdigung seines Großvaters aus Spanien in sein bulgarisches Heimatdorf zurück. Als er dort Liuben kennenlernt, verliebt er sich in ihn.
Love & Revolution (Te estoy amando locamente) (Spanien 2023) – Regie: Alejandro Marín
Sevilla, 1977: Miguel wird als Erster aus der Familie studieren. Doch eigentlich gilt seine Liebe der Musik und so nimmt er die Chance eines Gesangswettbewerbs im örtlichen Travestie-Club wahr, wo er viele neue Freunde findet. Als seine Mutter erfährt, dass ihr Sohn schwul ist, ist sie zunächst schockiert, da Homosexualität im konservativen Spanien der 1970er-Jahre ein Tabu ist. Doch als ihr Sohn verhaftet wird, nimmt sie den Kampf gegen Homophobie und die Behörden auf.
Love in Country (Vereinigte Staaten 2023) – Regie: Kurt Braun, Richard Gayton
Die beiden Sergeants Ian Alexander und John Reese kämpfen 1968 im Vietnamkrieg. Neben den harten Erfahrungen des Krieges müssen sie mit ihrer Liebe umgehen.
Luise (Deutschland/Frankreich 2023) – Regie: Matthias Luthardt
Im Spätsommer 1918 nimmt die junge Bäuerin Luise die Französin Hélène, die vor einem deutschen Soldaten flieht, bei sich auf. Als sie auch den Soldaten aufnimmt, um seine Verletzung zu pflegen, desertiert dieser. Doch als sich die beiden Frauen ineinander verlieben, kann er dies nicht akzeptieren.
Mad About the Boy: The Noël Coward Story (Dokumentation, Vereinigtes Königreich 2023) – Regie: Barnaby Thompson
Dokumentation über den schwulen britischen Schauspieler, Schriftsteller und Komponisten Noël Coward.
Maestro (Vereinigte Staaten 2023) – Regie: Bradley Cooper
Der Komponist, Dirigent und Pianist Leonard Bernstein lernt auf einer Party die chilenische Schauspielerin Felicia Montealegre kennen. Die beiden heiraten und bekommen drei Kinder. Obwohl seine Frau schon kurz nach der Hochzeit bemerkt, dass ihr Mann eigentlich schwul ist und beide außereheliche Affären mit anderen Männern haben, bleiben sie zusammen.
Mates (Vereinigtes Königreich 2023) – Regie: Arno Crous
Ein junger Mann versucht, einen anderen Mann zu verführen.
Merchant Ivory (Dokumentation, Vereinigte Staaten 2023) – Regie: Stephen Soucy
Dokumentarfilm über die Filmemacher James Ivory und Ismail Merchant, die gemeinsam zahlreiche Filme gedreht haben und auch privat ein Paar waren.
My Beautiful Man: Eternal (Gekijou-ban utsukushii kare eternal) (Japan 2023) – Regie: Mai Sakai
Ein schüchterner Schüler verliebt sich in den beliebtesten Schüler der Schule.
Mysterious Ways (Neuseeland 2023) – Regie: Paul Oremland
Peter ist Priester einer kleinen Gemeinde in Neuseeland und lebt mit seinen samoanischen Partner Jason zusammen. Als die beiden heiraten wollen, gibt es nicht nur Probleme mit der Kirche.
Nimona (Animationsfilm, Vereinigte Staaten/Vereinigtes Königreich 2023) – Regie: Nick Bruno, Troy Quane
Ballister Boldheart und Ambrosius Goldenloin führen eine romantische Beziehung, welche jedoch durch einen fatalen Unfall auf die Probe gestellt wird.
Norwegian Dream (Norwegen/Polen/Deutschland 2023) – Regie: Leiv Igor Devold
Der 19-jährige Pole Robert ist gerade an die norwegische Küste gezogen, um in einer Fischfabrik Geld zu verdienen. Dort verliebt er sich in Ivar, den Adoptivsohn des Fabrikeigentümers, was er jedoch vor seinen polnischen Kollegen verheimlicht. Als diese einen Streik organisieren, stellt dies seine Beziehung zu Ivar auf eine harte Probe.
Nuovo Olimpo (Italien 2023) – Regie: Ferzan Özpetek
Nachdem Enea und Pietro flüchtigen Sex miteinander hatten, verlieren sie sich aus den Augen, können einander jedoch nicht vergessen. Erst nach Jahrzehnten finden die beiden sich wieder.
Opening Night (Kurzfilm, Vereinigte Staaten 2023) – Regie: Joshua Coppenbarger
Ein Schüler ist nervös, weil er bei einer Theateraufführung an seiner Schule auf der Bühne seinen ersten Kuss bekommen wird. Ein Mitschüler nimmt ihm seine Angst und die beiden teilen einen romantischen Moment.
Our Son (Vereinigte Staaten 2023) – Regie: Bill Oliver
Als der New Yorker Buchverleger Nicky (Luke Evans) und sein Ehemann Gabriel (Billy Porter), ein ehemaliger Schauspieler, sich trennen, entbrennt ein Sorgerechtsstreit um ihren achtjährigen Sohn Owen.
Passages (Frankreich/Deutschland 2023) – Regie: Ira Sachs
Der deutsche Filmemacher Tomas lebt seit fünfzehn Jahren in Paris in einer Beziehung mit dem Briten Martin (Ben Whishaw), der als Grafikdesigner arbeitet. Als Tomas sich in eine Frau verliebt, trennen die beiden sich, doch der egoistische Tomas will weiterhin Martins Leben kontrollieren.
Patagonia (Italien 2023) – Regie: Simone Bozzelli
Der 20-jährige Yuri lebt mit seiner Tante in einem kleinen italienischen Dorf. Als er bei einem Kindergeburtstag dem Animateur Agostino begegnet, verliebt er sich in ihn und beschließt, ihn als sein Assistent in dessen Wohnmobil zu begleiten.
Pet Shop Days (Vereinigte Staaten/Mexiko 2023) – Regie: Olmo Schnabel
Jack arbeitet in einer Tierhandlung, wo er eine Affäre mit Alejandro beginnt.
Pinecone (Indien 2023) – Regie: Onir
Autobiographisch gefärbter Film, der in den Jahren 1999, 2009 und 2019 spielt und das Leben des schwulen Inders Sid beschreibt.
Riley (Vereinigte Staaten 2023) – Regie: Benjamin Howard
Ein Schüler, der als Athlet für seine Schule erfolgreich ist, erkennt langsam, dass er sich zum eigenen Geschlecht hingezogen fühlt.
Rivière (Frankreich/Schweiz 2023) – Regie: Hugues Hariche
Die 17-jährige Manon kommt auf der Suche nach ihrem Vater von den Schweizer Bergen in eine französische Kleinstadt, wo sie in einem Eishockeyteam spielt. Als sie die Eiskunstläuferin Karine kennenlernt, verlieben sich die beiden Frauen.
Rock Hudson: All That Heaven Allowed (Dokumentation, Vereinigtes Königreich 2023) – Regie: Stephen Kijak
Dokumentarfilm über Rock Hudson, der in seinen Filmen oft den Frauenschwarm verkörperte, aber in Wirklichkeit heimlich schwul war und als einer der ersten Prominenten an AIDS starb.
Roter Himmel (Deutschland 2023) – Regie: Christian Petzold
In einem heißen, trockenen Sommer treffen sich vier junge Menschen in einem Ferienhaus an der Ostsee. Leon und Felix kennen sich schon seit Kindertagen und dazu kommt der Rettungsschwimmer Devid und die Saisonkraft Nadja. Felix und Devid kommen sich dabei immer näher, aber als der nahe Wald anfängt zu brennen, kommt auch das Feuer immer näher.
Rotting in the Sun (Vereinigte Staaten 2023) – Regie: Sebastián Silva
Sebastián Silva will sich das Leben nehmen. Um ihn auf andere Gedanken zu bringen, schickt ihn sein Manager in den Urlaub an einen schwulen FKK-Strand. Dort lernt er Jordan Firstman kennen, den er vor dem Ertrinken rettet und der ihm neuen Lebensmut gibt. Doch plötzlich ist Sebastián verschwunden.
Royal Blue (Red, White & Royal Blue) (Vereinigte Staaten 2023) – Regie: Matthew López
Alex, der Sohn der US-Präsidentin und der britische Kronprinz Henry können sich nicht ausstehen. Als die Schlagzeilen über ihre Fehde die Beziehungen zwischen den beiden Staaten zu gefährden drohen, sollen sie der Presse Freundschaft vorgaukeln. Dabei beginnen sie plötzlich, Gefühle füreinander zu entwickeln.
Rustin (Vereinigte Staaten 2023) – Regie: George C. Wolfe
Filmbiographie über den schwulen, schwarzen Bürgerrechtler Bayard Rustin.
Der schöne Sommer (La bella estate) (Italien 2023) – Regie: Laura Luchetti
Turin, 1938. Die junge Ginia ist gerade vom Land in die Stadt gezogen und genießt ihr neues Leben. Nachdem sie zunächst eine Beziehung zu einem jungen Maler führt, verliebt sie sich schließlich in Amelia und die beiden verbringen einen schönen, gemeinsamen Sommer, in dem Ginia lernt, sie selbst zu sein.
Since the Last Time We Met (Desde la última vez que nos vimos) (Argentinien 2023) – Regie: Matías De Leis Correa
Als Victor nach 15 Jahren seine erste Liebe David wiedertrifft, lassen sie beiden ihre geheime Beziehung von einst wieder aufleben.
Solo (Kanada 2023) – Regie: Sophie Dupuis
Simon arbeitet als Dragqueen in einem Travestieclub. Dort verliebt er sich in Olivier. Als seine Mutter, zu der er 15 Jahre keinen Kontakt hatte, in die Stadt zurückkehrt, muss Simon langsam erkennen, was in seinem Leben alles schiefläuft.
Some Kind of Paradise (Kurzfilm, Vereinigte Staaten 2023) – Regie: Nicholas Finegan
Tyler lebt ein ruhiges Leben in Paradise, Arkansas. Sein beschauliches Leben ändert sich, als eine Filmcrew aus Hollywood in die Stadt kommt und er den Schauspieler Raphael kennenlernt.
Der Sommer mit Carmen (To kalokairi tis Karmen) (Griechenland 2023) – Regie: Zacharias Mavroeidis
Die beiden schwulen besten Freunde Nikitas und Demosthenes verbringen den Sommer an einem schwulen Strand Athens. Dabei blicken sie auf den Sommer vor zwei Jahren zurück und reflektieren ihre Freundschaft.
Die Spur deiner Lippen (La huella de unos labios) (Mexiko 2023) – Regie: Julián Hernández
Während einer Pandemie lernen sich Román und Aldo im Internet kennen und stellen fest, dass sie in gegenüberliegenden Häusern wohnen und sich vom Fenster aus sehen können. Die strengen Pandemie-Vorschriften erlauben es nicht, dass die beiden sich auch mal persönlich treffen können, aber die Sehnsucht der beiden auf ein Treffen wird immer größer.
Stay Lost (Kurzfilm, Vereinigte Staaten 2023) – Regie: Chris Coats
Ein Musiker gibt einem depressiven Mann neuen Lebensmut und die beiden kommen sich näher.
Strange Way of Life (Kurzfilm, Spanien 2023) – Regie: Pedro Almodóvar
Nach einer 25-jährigen Trennung sehen sich die beiden schwulen Cowboys Jake und Silva im Wüstenstädtchen Bitter Creek wieder.
Sunflower (Australien 2023) – Regie: Gabriel Carrubba
Der 17-jährige Italo-Australier Leo führt ein typisches Teenager-Leben in einem Vorort von Melbourne. Er hat zwar eine Freundin, fühlt sich jedoch immer mehr zu seinem besten Freund Boof hingezogen. Als Gerüchte die Runde machen, muss Leo Position beziehen.
The Mattachine Family (Vereinigte Staaten 2023) – Regie: Andy Vallentine
Nachdem ihr erstes Pflegekind zu seiner leiblichen Mutter zurückgekehrt ist, stellen Thomas und Oscar fest, dass sie trotz ihrer großen Liebe unterschiedliche Vorstellungen davon haben, was eine Familie ausmacht.
Theater Camp (Vereinigte Staaten 2023) – Regie: Molly Gordon, Nick Lieberman
Die Mitarbeiter eines heruntergekommenen Sommercamps für jugendliche Theater- und Musicalfans versuchen, das Theatercamp zu retten. Dabei stellt sich heraus, dass nicht nur viele Mitarbeiter nicht heterosexuell sind, sondern auch viele ihrer Schützlinge.
Unicorns (Vereinigtes Königreich/Vereinigte Staaten/Schweden 2023) – Regie: Sally El Hosaini, James Krishna Floyd
Ein junger, alleinerziehender Vater flirtet mit einer Dragqueen, die er versehentlich für eine Frau hält. Als er seinen Irrtum bemerkt, ist er zunächst schockiert, aber er entwickelt langsam Gefühle für den anderen Mann, der seine wahre Identität vor seiner Familie verbergen muss.

#### 2024
All Shall Be Well (Hongkong/China 2024) – Regie: Ray Yeung
Angie und Pat sind Mitte 60 und leben seit 30 Jahren gemeinsam in Pats Eigentumswohnung in Hongkong. Als Pat unerwartet stirbt, muss Angie nicht nur den Verlust verkraften, sondern muss auch um den Verlust der Wohnung bangen und sich ein neues Leben aufbauen.
Angel (Kurzfilm, Vereinigtes Königreich 2024) – Regie: Collen Tonderai Demerez Changadzo
Nachdem er von seiner Freundin verlassen wurde, verliebt sich Angelo in einen Mann.
The Astronaut Lovers (Los amantes astronautas) (Argentinien/Spanien 2024) – Regie: Marco Berger
Der schwule Argentinier Pedro lebt aus beruflichen Gründen seit längerer Zeit in Spanien. Als er seinen Urlaub in seiner Heimat verbringt, verliebt er sich dort in einen alten Freund.
Baby (Brasilien/Frankreich/Niederlande 2024) – Regie: Marcelo Caetano
Nach seiner Entlassung aus einer Jugendstrafanstalt ist der 18-jährige Wellington obdachlos und muss sich alleine auf den Straßen São Paulos durchschlagen, da seine Eltern weggezogen sind und keine Adresse hinterlassen haben. Als er den 42-jährigen Sexarbeiter Ronaldo kennenlernt, zeigt dieser ihm die Rotlichtszene, in der auch Wellington zu arbeiten beginnt. Zwischen den beiden entwickelt sich eine komplizierte Beziehung, die Wellington Nähe und Fürsorge bringt, ihn aber auch Abhängigkeiten und Gefahren aussetzt.
The Bearded Mermaid (La sirène à barbe) (Frankreich 2024) – Regie: Nicolas Bellenchombre, Arthur Delamotte
In der „Bärtigen Meerjungfrau“, einem Nachtclub in einem kleinen Fischerort in der französischen Provinz, sorgen die auftretenden Dragqueens für ein wenig Abwechslung im tristen Alltag. Als der ortsansässige Fischer Erwan zufällig im Club landet, fühlt er sich gleich von der bunten und schillernden Welt angezogen und freundet sich schnell mit den Dragkünstlern an.
Bekenntnisse des Hochstaplers Thomas Mann (Deutschland 2024) – Regie: André Schäfer
Filmbiographie über den deutschen Schriftsteller Thomas Mann und seine homosexuellen Neigungen. Der Film nimmt Manns unvollendeten Roman Bekenntnisse des Hochstaplers Felix Krull als Ausgangspunkt und verbindet Spielszenen mit dokumentarischem Material.
The Best Friend (O Melhor Amigo) (Brasilien 2024) – Regie: Allan Deberton
Als sich an einem Strand zufällig die beiden früheren Freunde Lucas und Felipe wiedertreffen, flammen wieder alte Gefühle zwischen den beiden auf.
Der Film ist die Langfassung des Kurzfilms „O Melhor Amigo“ des gleichen Regisseurs aus dem Jahr 2013.
Big Rage (Vereinigte Staaten 2024) – Regie: Waymon Boone
Eine schwule Geschichte mitten im harten Kampf um den Lithium-Abbau.
Boy (Glasskår) (Dänemark 2024) – Regie: Søren Green
Der 16-jährige Tobias soll den Sommer bei den Großeltern verbringen, obwohl er lieber bei seiner Mutter wäre. Da er nie gelernt hat, sich selbst zu lieben, verletzt er sich selbst, was er verbergen will. Als er den 25-jährigen Aron kennenlernt und die beiden jungen Männer sich verlieben, keimt in Tobias zum ersten Mal echte Hoffnung und Lebensfreude auf. Doch schließlich driftet er weiter ab in einem Strudel aus Selbsthass und Einsamkeit.
Cranko (Deutschland 2024) – Regie: Joachim Lang
Filmbiographie über den schwulen Tänzer und Choreographen John Cranko, der 1960 von London nach Stuttgart kommt und dort nach kurzer Zeit Ballettdirektor wird.
Dämonen der Dämmerung (Los demonios del amanecer) (Mexiko 2024) – Regie: Julián Hernández
Zwei junge Männer in Mexiko-Stadt: Orlando arbeitet in einer Go-Go-Bar, will aber eigentlich seriöser Tänzer werden. Marco macht eine Ausbildung zum Krankenpfleger. Als die beiden sich zufällig auf der Straße begegnen, ist es Liebe auf den ersten Blick.
Drei Kilometer bis zum Ende der Welt (Trei kilometri pâna la capatul lumii) (Rumänien 2024) – Regie: Emanuel Parvu
Der 17-jährige Adi lebt mit seinen Eltern in einem abgelegenen rumänischen Dorf. Als er sich in den Studenten Răzvan verliebt und die beiden beim Küssen beobachtet werden, spitzt sich die Lage dramatisch zu und er erfährt Gewalt von seinen Eltern und den anderen Dorfbewohnern.
Drip Like Coffee (Vereinigte Staaten 2024) – Regie: Anaiis Cisco
Kali und Mel arbeiten in Brooklyn als Baristas. Als die beiden Frauen Gefühle füreinander entwickeln, stellt das ihre Freundschaft auf die Probe.
Duino (Vereinigte Staaten/Argentinien/Italien 2024) – Regie: Juan Pablo Di Pace, Andrés Pepe Estrada
Ein argentinischer Filmmacher dreht einem Film über seine unerfüllte erste Liebe, hat jedoch Probleme, den Film fertigzustellen. Doch plötzlich trifft er diesen Mann wieder und bekommt die Chance, die Geschichte zu einem anderen Ende zu bringen.
Éden & Charlie (Kurzfilm, Frankreich 2024) – Regie: Benoît Duvette
In einem unbewohnten Haus treffen Éden und Charlie aufeinander und verlieben sich.
Elton John: Never Too Late (Dokumentation, Vereinigte Staaten 2024) – Regie: R.J. Cutler, David Furnish
Dokumentation über das Leben und die Karriere von Elton John.
Gotteskinder (Deutschland 2024) – Regie: Frauke Lodders
Hannah und Timotheus wachsen in einer streng religiösen Familie auf. Als Hannah sich in einen Jungen verliebt und ihr Bruder Timotheus ebenfalls Gefühle für einen Jungen entwickelt, führt das zu großen Konflikten in ihrer Familie und Gemeinde.
The Greatest (Vereinigte Staaten 2024) – Regie: Ryan Sarno
Anfang der 1960er Jahre in New York: Jay arbeitet in der Anwaltskanzlei seines Vaters, ist frisch mit Beverly verheiratet und die beiden haben einen Sohn. Er hat jedoch eine heimliche Affäre mit dem Barmann Ricky, den er einige Jahre zuvor bei einem Familienausflug am Strand kennengelernt hat.
Here (Kurzfilm, Großbritannien 2024) – Regie: Lilly Zhuang
Der 17-jährige Kaden kommt als Helfer für die Erdbeerernte auf eine Farm in Yorkshire. Mit seiner stillen, introvertierten Art wird er schnell zum Außenseiter. Seine einzige Bezugsperson ist Lucas und die beiden jungen Männer kommen sich langsam näher.
High Tide (Vereinigte Staaten 2024) – Regie: Marco Calvani
Der brasilianische Einwanderer Lourenço lebt ohne Papiere in Provincetown, wo er sein Geld als Reinigungskraft verdient. Als er den afroamerikanischen Arzt Maurice kennenlernt, beginnt er eine Affäre mit ihm.
The Holiday Exchange (Vereinigte Staaten 2024) – Regie: Jake Helgren
Wilde muss sich damit abfinden, an Weihnachten alleine Urlaub zu machen. Als er in einer Dating-App für schwule Männer Oliver kennenlernt, beschließen die beiden Männer ihre Häuser zu tauschen. In den neuen Umgebungen finden beide ihren jeweiligen Traummann.
Im Schatten der Träume (Dokumentation, Deutschland/Schweiz 2024) – Regie: Martin Witz
Dokumentarfilm über eines der produktivsten und erfolgreichsten Schlager- und Filmmusik-Duos des 20. Jahrhunderts, den Komponisten Michael Jary und den Textdichter Bruno Balz. Als Balz, der von den Nationalsozialisten wegen seiner Homosexualität verfolgt wurde, zum zweiten Mal verhaftet wurde und ihm eine Einweisung in ein KZ drohte, intervenierten Jary und Zarah Leander für seine Freilassung.
Layla (Vereinigtes Königreich 2024) – Regie: Amrou Al-Kadhi
London, während des Pride-Monats: Die junge arabische Dragqueen Layla ist zum ersten Mal verliebt – in den schwulen Max.
Das letzte Tabu (Dokumentation, Deutschland 2024) – Regie: Manfred Oldenburg
Dokumentation über Homosexualität im Fußball.
Lilies Not for Me (Großbritannien/Südafrika/Frankreich/Vereinigte Staaten 2024) – Regie: Will Seefried
Im England der 1920er-Jahre wird der angehende Romanautor Owen James als Patient in einer Einrichtung behandelt, wo man versucht, ihn von seiner Homosexualität zu „heilen“. Eigentlich will Owen lieben, wen er will, jedoch hat sein Ex-Freund Philip die brutale Behandlung vorgeschlagen, damit die beiden nicht mehr schwul sind.
Love Lies Bleeding (Vereinigte Staaten/Vereinigtes Königreich 2024) – Regie: Rose Glass
Die Managerin eines Fitness-Studios verliebt sich in eine Bodybuilderin. Doch in der Provinz von New Mexico der 1980er-Jahre sehen sich die beiden Frauen zahlreichen Anfeindungen gegenüber.
Mascarpone 2: The Rainbow Cake (Maschile Plurale) (Italien 2024) – Regie: Alessandro Guida
Nach drei Jahren treffen sich Antonio und Luca wieder. Antonio, der mittlerweile ein erfolgreicher Konditor ist, hat immer noch Gefühle für Luca, der jedoch mittlerweile mit Tancredi verlobt ist.
Der Film ist die Fortsetzung des Films „Mascarpone“ aus dem Jahr 2021.
A Nice Indian Boy (Vereinigte Staaten 2024) – Regie: Roshan Sethi
Als der Arzt Naveen seinen Verlobten Jay mit nach Hause bringt, sind seine aus Indien stammenden Eltern zunächst überrascht. Sie haben zwar schon länger akzeptiert, dass ihr Sohn schwul ist, haben aber nicht einen weißen Partner erwartet. Nach dem ersten Schock setzen sie jedoch alles daran, den beiden eine traditionelle indische Hochzeit vorzubereiten.
On Swift Horses (Vereinigte Staaten 2024) – Regie: Daniel Minahan
Als Julius aus dem Koreakrieg heimkehrt, beginnt er zunächst eine Affäre mit der Frau seines Bruders, die sich jedoch später als lesbisch outet. Später verliebt er sich in Las Vegas in einen Mexikaner, mit dem er eine Beziehung beginnt.
Out (Niederlande 2024) – Regie: Dennis Alink
Tom und Ajani sind schwul und führen heimlich eine Beziehung, die sie jedoch in ihrer ländlichen Heimat geheim halten. Ihr Traum ist es, Filmemacher zu werden und als sie an der Niederländischen Filmakademie angenommen werden, ist das ihre Chance, in Amsterdam ein neues Leben zu beginnen. Doch ihr neues Leben in der Großstadt stellt die beiden auch vor neue Herausforderungen.
The Paradise of Thorns (Wiman Nam) (Thailand 2024) – Regie: Naruebet Kuno
Das schwule Paar Thongkam und Sek haben sich gemeinsam eine Existenz aufgebaut und besitzen ein eigenes Haus. Als Sek plötzlich bei einem Unfall stirbt, hat Thongkam keine Rechte. Er verliert alles und das gemeinsame Haus wird Seks Mutter zugesprochen. Thongkam muss für seinen Besitz kämpfen.
Pas de vagues (Frankreich/Belgien 2024) – Regie: Teddy Lussi-Modeste
Nach wahren Begebenheiten: Ein beliebter schwuler Lehrer hält seine Homosexualität geheim. Als eine Schülerin ihm eine erfundene sexuelle Belästigung vorwirft, steht seine Karriere auf dem Spiel.
Perfect Endings (13 Sentimentos) (Brasilien 2024) – Regie: Daniel Ribeiro
João und Hugo beenden ihre langjährige Beziehung, bleiben aber befreundet. Als sie wieder zusammenkommen, wirbelt das ihre Gefühlswelt durcheinander.
Queer (Italien/Vereinigte Staaten 2024) – Regie: Luca Guadagnino
Der US-Amerikaner William Lee (Daniel Craig) ist zu Beginn der 1950er-Jahre nach Mexiko-Stadt geflüchtet, um dort ungestraft seiner Drogensucht nachgehen zu können. Als er den Ex-Soldaten Eugene Allerton (Drew Starkey) kennenlernt, verliebt er sich in ihn, doch Eugene lässt sich für alle Gefälligkeiten in ihrer komplizierten Beziehung bezahlen.
Sad Jokes (Deutschland 2024) – Regie: Fabian Stumm
Der schwule Regisseur Joseph (Fabian Stumm) hat seinen Kinderwunsch mit seiner guten Freundin Sonya erfüllt. Gemeinsam ziehen sie ihren kleinen Sohn Pino auf. Während Joseph an einer neuen Filmidee arbeitet und die Trennung von seinem Ex-Freund Marc (Jonas Dassler) verarbeitet, leidet Sonya unter einer Depression. Als sie deswegen in eine Klinik kommt, muss Joseph seinen Familienalltag und seinen Job unter einen Hut bekommen.
Scraps (Kurzfilm, Vereinigte Staaten 2024) – Regie: Ryan Nordin
Im ländlichen Montana des Jahres 2003 entdecken zwei Jugendliche, die gemeinsam handgemachte Skateboards verkaufen, dass sie mehr füreinander empfinden.
Sebastian (Vereinigtes Königreich/Finnland/Belgien 2024) – Regie: Mikko Mäkelä
Der 25-jährige Max stammt aus Schottland, lebt aber in London, wo er freiberuflich für eine Zeitschrift arbeitet und eine Karriere als Schriftsteller plant. Als er beginnt, unter dem Namen „Sebastian“ als Sexarbeiter für ältere Männer zu arbeiten, gerät sein Leben langsam aus den Fugen.
The Senator (O Senador) (Brasilien 2024) – Regie: Mauro Carvalho
Der junge, attraktive Renan hat eine heimliche Affäre mit einem konservativen Senator. Als Renan sich in den Journalisten Victor verliebt, der die Scheinheiligkeit des Senators aufdecken will, wird die Situation gefährlich.
Some Nights I Feel Like Walking (Philippinen/Italien/Singapur 2024) – Regie: Petersen Vargas
Ein junger Ausreißer und eine Gruppe männlicher Prostituierter versuchen, ihren Platz im Leben zu finden.
Ein Sommer voller Möglichkeiten (Un invincible été) (Kurzfilm, Belgien 2024) – Regie: Arnaud Dufeys
Der 16-jährige Clément ist alleine zu Hause und möchte endlich seinen ersten Sex haben. Über eine Dating-App lernt er einen anderen Mann kennen und die beiden treffen sich.
The Story of Yuvraj and Shahajahan (Kurzfilm, Indien 2024) – Regie: Santosh Ram
Der junge Dorfbewohner Yuvraj fühlt sich zu dem Armreifverkäufer Shahjahan hingezogen. Die beiden treffen sich an einem abgelegenen Ort, da in ihrer Gesellschaft Homosexualität abgelehnt wird.
Streets of Glória (Ruas da Glória) (Brasilien/Argentinien/Frankreich 2024) – Regie: Felipe Sholl
Nach seiner Ankunft in Rio de Janeiro lernt der junge Lehrer Gabriel den Sexarbeiter Adriano kennen und die beiden Männer verlieben sich. Doch plötzlich ist Adriano spurlos verschwunden.
Tandem – In welcher Sprache träumst Du? (Langue Étrangère) (Frankreich/Deutschland/Belgien 2024) – Regie: Claire Burger
Als die 15-jährige Französin Fanny für einen Sprachaustausch nach Leipzig reist, lernt sie dort ihre Brieffreundin Lena kennen und verliebt sich in sie.
Tatort: Das Wunderkind (Deutschland 2024) – Regie: Thomas Stiller
Fernsehfilm der Reihe Tatort: Die Kommissare Leitmayr und Batic ermitteln nach dem Mord an einem Häftling in einer Justizvollzugsanstalt, der leblos in der Duschkabine aufgefunden wird. Keiner seiner Mithäftlinge weint dem Opfer eine Träne nach, außer seinem Liebhaber Martin Liebeck.
The Time of Fever (Südkorea 2024) – Regie: Kyung Hee Yang
Die Jugendfreunde Ho Tae und Dong Hee treffen sich nach Jahren wieder. Dong Hee hat Gefühle für Ho Tae, aber der ist noch mit einer Frau liiert.
Verbotenes Begehren – Der Mann mit dem rosa Winkel (Dokumentation, Deutschland/Österreich 2024) – Regie: Fritz Kalteis
Dokumentation über den Wiener Josef Kohout, der wegen seiner Homosexualität verhaftet wurde und zwei KZs überlebte. Mitte der 1960er-Jahre wurde er mehrfach von Hans Neumann interviewt, der auf Basis dieser Gespräche das Buch „Die Männer mit dem Rosa Winkel“ schrieb, das jedoch erst 1972 einen Verlag fand.
Verbotenes Begehren – Margarethe und Leonie (Dokumentation, Deutschland/Österreich 2024) – Regie: Fritz Kalteis
Dokumentation über Margarethe Csonka, eine junge Frau aus gutem Hause, deren Eltern sie in die Behandlung durch Sigmund Freud schicken, da sie sich zu Frauen hingezogen fühlt.
Vier Mütter für Edward (Four Mothers) (Irland 2024) – Regie: Darren Thornton
Der aufstrebende, schwule Romanautor Edward müsste eigentlich Pressetermine und eine Lesetour wahrnehmen; stattdessen muss er sich um drei exzentrische, alte Damen und seine Mutter kümmern. Von seinen drei engsten Freunden kann er ebenfalls keine Unterstützung erwarten, da diese lieber gemeinsam einen Pride-Urlaub machen.
Viet und Nam (Trong lòng dat) (Vietnam 2024) – Regie: Minh Quy Truong
Die beiden Minenarbeiter Viet und Nam lieben sich, müssen dies jedoch in ihrem Umfeld verheimlichen. Auf der Suche nach Nams Vater, der im Krieg verschollen ist, reisen sie bis an die Grenze Kambodschas. Dabei sehnt sich Nam danach, im Ausland ein neues Leben zu beginnen.
Der in Vietnam verbotene Film hatte seine Weltpremiere bei den Internationalen Filmfestspielen von Cannes.
Was wir gemeinsam schufen (Lo que escribimos juntos) (Argentinien 2024) – Regie: Nicolás Teté
Mariano und Juan, die seit langem verheiratet sind, ziehen aufs Land, um eine Gärtnerei zu gründen und damit Juan sich seiner Schriftstellerkarriere widmen kann. Als eine Freundin die beiden besucht, kommen Fragen auf.
We Are Faheem & Karun (Indien 2024) – Regie: Onir
Der südindische Soldat Karun wird an die Grenze zu Pakistan versetzt. Dort beginnt er eine heimliche Beziehung mit dem Wachposten Faheem, der eigentlich zu den Feinden gehört.
Der Film basiert auf einer wahren Begebenheit.
Wer will schon einen Astronauten heiraten? (¿Quién quiere casarse con un Astronauta?) (Spanien/Uruguay/Argentinien 2024) – Regie: David Matamoros
Als David seinem Freund Quique einen Heiratsantrag macht, lehnt dieser ab. Doch da David unbedingt heiraten will und die Hochzeit in Las Vegas bereits geplant ist, versucht er innerhalb von zehn Tagen einen Mann zu finden, in den er sich verliebt und den er heiraten kann.
What a Feeling (Österreich 2024) – Regie: Kat Rohrer
An ihrem Hochzeitstag sagt ihr Mann der erfolgreichen Ärztin Marie Theres, dass er die Trennung will. Als sie daraufhin betrunken in einer Lesbenbar landet, lernt sie dort die lebenslustige Fa kennen. Zwischen den beiden entwickelt sich eine Beziehung, die jedoch beide vor Probleme stellt.
Young Hearts (Belgien/Niederlande 2024) – Regie: Anthony Schatteman
Der 14-jährige Elias fühlt sich in seinem Dorf als Außenseiter. Als er den neuen Nachbarsjungen Alexander kennenlernt, verliebt er sich in ihn, verbirgt seine Gefühle jedoch zunächst. Nach einem Gespräch mit seinem Großvater beschließt er jedoch, dies zu ändern.

#### 2025
A Night Like This (Großbritannien 2025) – Regie: Liam Calvert
Der erfolglose Schauspieler Lukas und der wohlhabende Unternehmer Oliver lernen sich an einem Abend zufällig kennen. Sie ziehen gemeinsam durch das nächtliche London und lernen dabei nicht nur einander, sondern auch sich selbst besser kennen.
Cactus Pears (Sabar Bonda) (Indien 2025) – Regie: Rohan Kanawade
Nach dem Tod seines Vaters kehrt Anand aus der Großstadt zurück in seine indische Provinzheimat. Als er seinen Jugendfreund wiedertrifft, flammen die alten Gefühle wieder auf.
Cupboard Pickle (Almari ka Achaar) (Kurzfilm, Indien 2025) – Regie: Raakesh Rawat
Prakash und Mohan müssen ihre Liebe verbergen, da in ihrer Umgebung Homosexualität nicht akzeptiert wird.
Drunken Noodles (Vereinigte Staaten/Argentinien 2025) – Regie: Lucio Castro
Adnan ist neu in New York und arbeitet in einer kleinen Galerie. Er lernt mehrere Männer kennen, die ihn interessieren und mit denen er intim wird.
A Few Feet Away (A metros de distancia) (Argentinien 2025) – Regie: Tadeo Pestaña Caro
Der 20-jährige Santiago hängt ständig am Handy, um mit einer Dating-App ein nächstes Sex-Date zu finden. Doch ständig kommt etwas dazwischen.
The History of Sound (Vereinigte Staaten/Großbritannien/Schweden 2025) – Regie: Oliver Hermanus
Anfang des 20. Jahrhunderts lernen sich am „New England Conservatory of Music“ in Boston Lionel und David kennen und lieben. Sie reisen durchs ländliche Amerika, um traditionelle Lieder auf Wachsrollen aufzunehmen und somit für die Nachwelt zu erhalten.
Das Kanu des Manitu (Deutschland 2025) – Regie: Michael Herbig
Fortsetzung der Filmparodie „Der Schuh des Manitu“ aus dem Jahr 2001, wiederum mit dem schwulen Indianer Winnetouch.
Manok (Südkorea 2025) – Regie: Yu-jin Lee
Da die ältere, lesbische Manok sich in Seoul nicht mehr wohlfühlt, kehrt sie in ihr altes Heimatdorf zurück, wo sie neue Freunde finden muss.
Mauern aus Sand (Zečji nasip) (Kroation/Slowenien/Litauen 2025) – Regie: Čejen Černić Čanak
Das Dorf, in dem Marko wohnt, wird von einer Überschwemmung bedroht. Plötzlich kommt sein Jugendfreund Slaven zur Beerdigung seines Vaters zurück ins Dorf. Die beiden waren früher ein heimliches Liebespaar und sofort flammen die alten Gefühle wieder auf. Marko muss sich entscheiden, ob er seiner Familie die Wahrheit sagt.
Night Stage (Ato Noturno) (Brasilien 2025) – Regie: Filipe Matzembacher, Marcio Reolon
Ein Schauspieler und ein Politiker beginnen eine heimliche Affäre und entdecken dabei ihre Vorliebe für Sex an öffentlichen Orten, was sie leichtsinnig werden lässt.
Only Good Things (Apenas Coisas Boas) (Brasilien 2025) – Regie: Daniel Nolasco
Im ländlichen Brasilien des Jahres 1984 ändert sich das Leben eines jungen Farmers, als er einen verletzten Motorradfahrer bei sich aufnimmt und die beiden Männer sich ineinander verlieben.
Plainclothes (Vereinigte Staaten 2025) – Regie: Carmen Emmi
In den 1990er-Jahren soll ein junger Zivilpolizist schwule Männer auf der Suche nach Sex auf öffentlichen Toiletten verhaften. Doch er verliebt sich in einen der Männer.
Polizeiruf 110: Ein feiner Tag für den Bananenfisch (Deutschland 2025) – Regie: Dror Zahavi
Fernsehfilm aus der Reihe Polizeiruf 110: Drei Schwule, die als Dragqueens in einem Club auftreten, beobachten zufällig einen Mord. Zunächst wollen sie sich aus dem Fall raushalten, doch die Täter aus dem Clan-Milieu sind ihnen bereits auf den Fersen und wollen die Zeugen auch umbringen.
Sally – Pionierin des Weltalls (Sally) (Dokumentation, Vereinigte Staaten 2025) – Regie: Cristina Costantini
Dokumentation über die lesbische Astronautin Sally Ride.
Sandbag Dam (Zecji nasip) (Kroatien/Slowenien/Litauen 2025) – Regie: Cejen Cernic
Markos Leben gerät durcheinander, als seine Jugendliebe Slaven zur Beerdigung seines Vaters ins Dorf zurückkehrt und ihre verheimlichte Liebe wieder aufflammt.
Träume und Asche (Se Gennem Aske) (Dänemark 2025) – Regie: Ludvig Christian Næsted Poulsen
Nachdem er seine erste Liebe verloren hat, flüchtet sich ein junger schwuler Mann in Dating-Apps und kurze Affären.
Twinless (Vereinigte Staaten 2025) – Regie: James Sweeney
Zwei Männer, der eine schwul, der andere hetero, lernen sich in einer Selbsthilfegruppe für Menschen, die um verstorbene Zwillingsgeschwister trauern, kennen und entwickeln eine tiefe Freundschaft.
The Wedding Banquet (Vereinigte Staaten 2025) – Regie: Andrew Ahn
Der schwule Min geht eine Scheinehe mit der lesbischen Angela ein, um in den USA eine Green Card und ein uneingeschränktes Arbeits- und Aufenthaltsrecht zu erhalten. Im Gegenzug verpflichtet er sich dazu, Angela und ihrer Partnerin Lee deren Kinderwunsch zu erfüllen und teure In-vitro-Fertilisationsbehandlungen zu zahlen. Die Ereignisse überstürzen sich, als Mins Großmutter alle mit einem aufwendigen koreanischen Hochzeitsbankett überrascht.
Remake des Films Das Hochzeitsbankett aus dem Jahr 1993.